# Mulhouse
Pour les articles homonymes, voir Mulhouse (homonymie).
Mulhouse (prononcé : /myluz/ ; en alsacien : Mìlhüsa, /mɪlˈhyːsɐ/), est une commune française située dans la collectivité européenne d'Alsace. Elle est une des trois sous-préfectures et la première commune du Haut-Rhin en nombre d'habitants, la deuxième d'Alsace (après Strasbourg) et la quatrième agglomération du Grand Est. 56 % des habitants de l'agglomération résident dans sa banlieue, provoquant une importante et croissante mobilité pendulaire. Son aire d'attraction couvre 410 254 habitants,(53 % de la population du Haut-Rhin) et sa zone d'emploi regroupe 431 337 habitants.
« Archétype de la ville fabriquée par les flux migratoires » depuis la révolution industrielle, c'est une ville très cosmopolite. Avec près de 42 % de ses habitants âgés de moins de 30 ans, Mulhouse est une des grandes villes de France métropolitaine qui a la plus forte proportion de jeunes. La cité est proche de l'Allemagne et de la Suisse, avec qui elle entretient des liens importants. De ces liens est issu l'aéroport international de Bâle-Mulhouse-Fribourg (EuroAirport), le sixième plus important de France. Sur le plan des transports, elle est également connectée au réseau de TGV, dispose de lignes de tramway et fait partie des 20 communes de l'agglomération mulhousienne ayant l'obligation de mettre en place une ZFE-m avant le 31 décembre 2024.
Fondée selon la légende autour d'un moulin à eau, Mulhouse fut longtemps une cité-État qui devint en 1347 la République de Mulhouse (Stadtrepublik Mülhausen). À coups d'alliances, elle affirma son indépendance à l'égard du Saint-Empire à la fin du XVe siècle, puis adopta les idées de la Réforme protestante par l'instauration du calvinisme comme religion d'État. Propulsée dans l'aventure industrielle en 1746 et réunie à la France en 1798, elle devint un des premiers pôles industriels d'Europe et fut longtemps surnommée le « Manchester français ». En 1812, la filature dite « vieux DMC » est construite et fut longtemps un des symboles de la Révolution industrielle en Europe,, avant sa démolition en 2013. En 1904, c'est le Nord de l'agglomération qui se lança dans l'exploitation minière. Cet important passé industriel forgea l'identité de la cité. Du fait de la présence de l'industrie spatiale, Mulhouse est membre de la communauté des villes Ariane.
Cette identité industrielle se traduit surtout culturellement, Mulhouse possède ainsi le plus grand musée de l'automobile du monde : le musée national de l'Automobile qui contient la célèbre collection Schlumpf. Le musée Electropolis est le plus important d'Europe à être consacré à l'énergie électrique. La Cité du train est le plus grand musée ferroviaire européen. Moins spectaculaire, le très emblématique « Musée de l'impression sur étoffes » montre une collection de tissus, de broderies, d'objets divers témoins du passé textile de la ville. Cette concentration fait de Mulhouse la « capitale européenne des musées techniques »,. La ville conserve de manière vivace certaines de ses traditions urbaines préindustrielles, notamment son carnaval ainsi que la pratique des fresques urbaines et des trompe-l'œil qui ornent ses bâtiments anciens et laisse aujourd'hui place au street art sur les bâtiments modernes perpétuant cette tradition séculaire.
La ville est labellisée ville d'art et d'histoire. Mulhouse a vu naître et grandir le capitaine Alfred Dreyfus, dont l'affaire coupa en deux la France entière. C'est aussi la ville natale du grand mathématicien Jean-Henri Lambert, du cinéaste William Wyler qui marqua l'âge d'or d'Hollywood et d'Alfred Werner, prix Nobel de chimie en 1913. Enfin, les volcanologues Katia et Maurice Krafft furent également des Mulhousiens de renom. Terre de la Réforme, Mulhouse accueille en son cœur le temple Saint-Étienne qui est l'édifice protestant le plus haut de France. La ville est souvent surnommée la « cité du Bollwerk », qui signifie bastion en allemand. Il reste en effet un bastion, épargné lors de la suppression des fortifications de la ville au début du XIXe siècle. Il en est devenu un des symboles.

## Géographie

### Localisation
L'agglomération mulhousienne s'est développée dans l'extrême sud de la plaine d'Alsace, dans un espace situé entre les Hautes-Vosges à l'ouest, le Rhin à l'est et les collines du Sundgau annonçant le Jura au sud. La région mulhousienne est ouverte sur le reste de l'Alsace et sur l'espace rhénan au nord, ainsi que dans sa partie sud-ouest qui la relie au reste de la France par la trouée de Belfort. Elle est située au niveau du 47e parallèle nord.

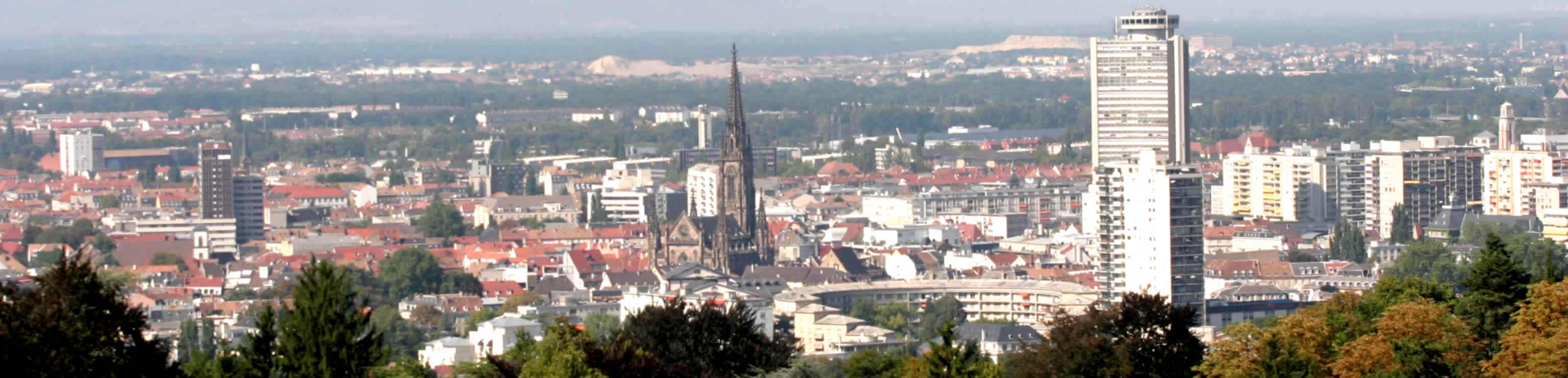
Vue panoramique de la ville de Mulhouse depuis la tour du Belvédère (quartier du Rebberg, secteur 2). On distingue au centre le temple Saint-Étienne, à droite la tour de l'Europe – le seul gratte-ciel mulhousien correspondant aux critères d'Emporis – et au fond les terrils du Bassin potassique et la forêt de Nonnenbruch.

| Pfastatt Lutterbach                                 | Kingersheim                                         | Illzach                         |
| Morschwiller-le-Bas                                 | Mulhouse                                            | Illzach (quartier de Modenheim) |
| Brunstatt-Didenheim (ancienne commune de Didenheim) | Brunstatt-Didenheim (ancienne commune de Brunstatt) | Riedisheim                      |

#### Site de Mulhouse
La ville, située dans le sud de la plaine d'Alsace, se trouve à 30 km de la Suisse, 14 km de l'Allemagne et 20 km du massif vosgien. Mulhouse est traversée par deux cours d'eau, la Doller et l'Ill, affluents du Rhin. L'Ill traverse l'Alsace du nord au sud et a donné son nom à la région. La Doller se jette dans l'Ill au niveau de Mulhouse. À Mulhouse, l'Ill se divise en deux, une partie emprunte le canal de décharge de l'Ill et l'autre emprunte l'ancien lit à travers un réseau souterrain de rivières. C'est sur les rives de ce bras que la ville s'est construite, il emprunte en souterrain les anciennes douves de la ville avant d'alimenter le Nouveau Bassin. Une partie de la Doller est déviée et traverse également la ville en souterrain grâce à un canal appelé le Steinbaechlein, qui lui-même se divise en deux autres canaux souterrains : un qui rejoint la Doller et l'autre qui traverse le centre-ville. Ce dernier se divise à nouveau en deux bras souterrains : un qui rejoint le Nouveau Bassin et un autre qui rejoint le canal de décharge de l'Ill.
Le site de Mulhouse est à l'intersection de trois régions naturelles : à l'est, la forêt de la Hardt qui est la plus grande charmaie naturelle d'Europe, à l'ouest, la plaine de l'Ochsenfeld qui comprend la forêt de Nonnenbruch et le bassin potassique et au sud, la vaste zone des collines du Sundgau. La région mulhousienne fait face aux trois vallées les plus méridionales des Hautes-Vosges : la vallée de la Lauch appelée aussi Florival, la vallée de la Thur et la vallée de la Doller, ainsi que le vallon du Rimbach. Entre ce dernier et le Florival, se dresse le Grand Ballon, le point culminant des Vosges, qui surplombe l'agglomération.

Représentations cartographiques de la commune
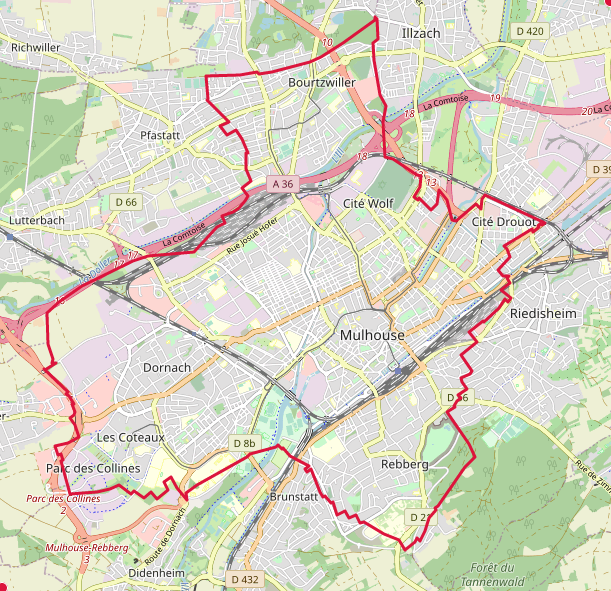
Carte OpenStreetMap.
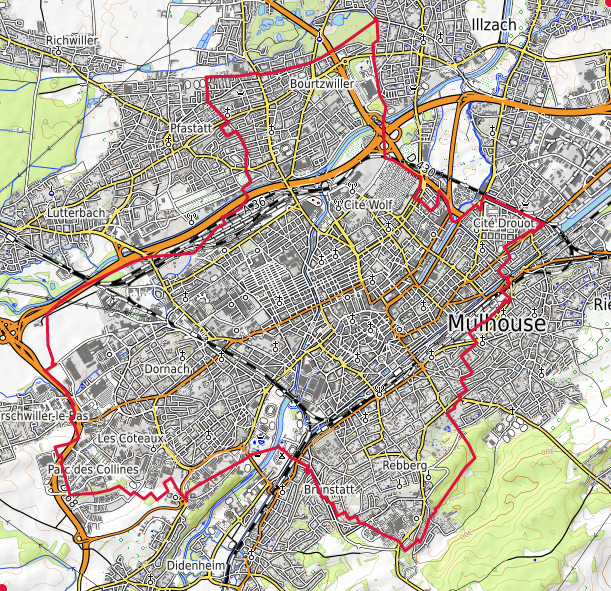
Carte topographique.

#### Ville de l'Europe rhénane

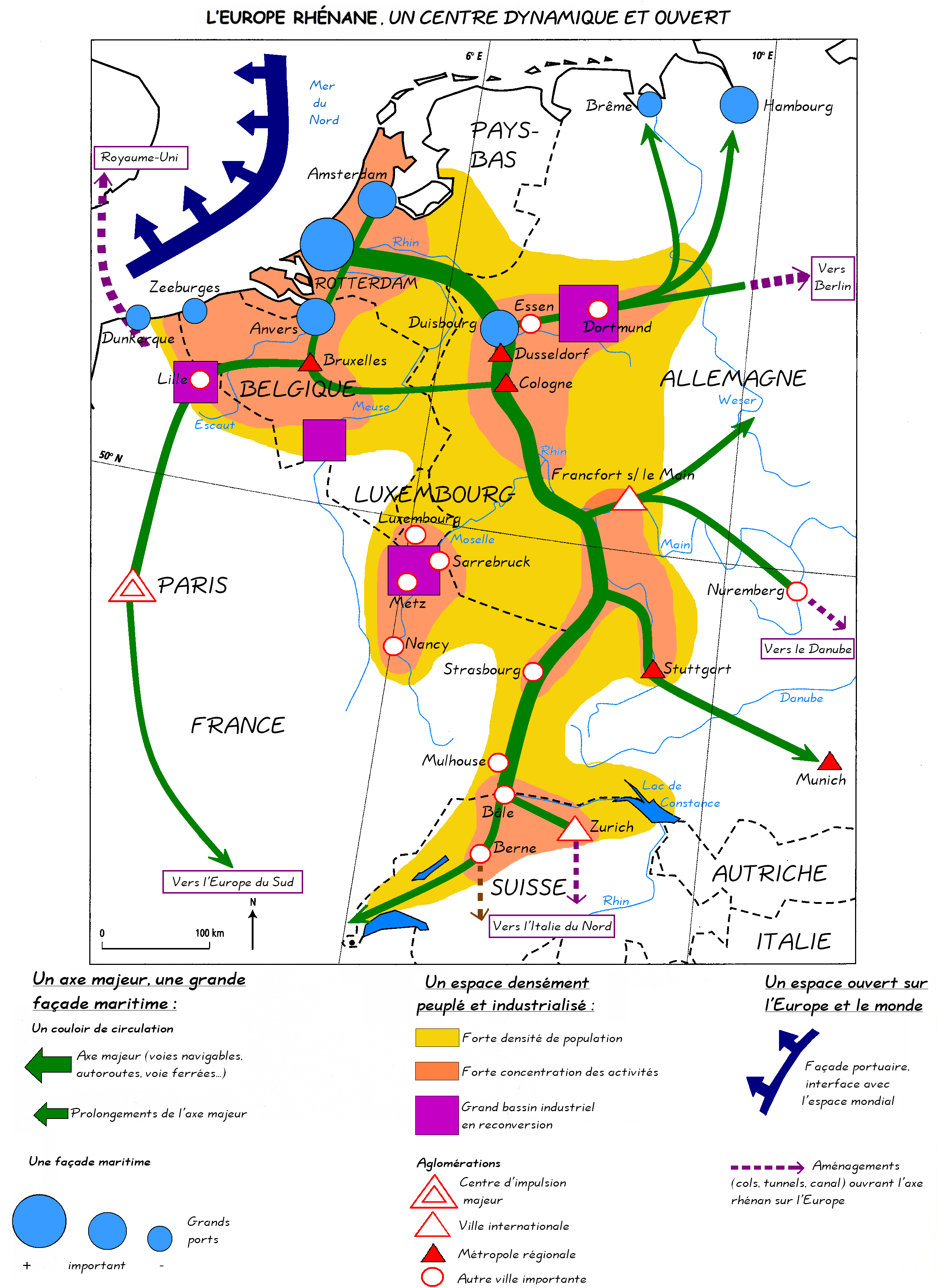
Mulhouse dans l'Europe rhénane.

Mulhouse est située à moins de 15 km du Rhin ; le canal du Rhône au Rhin, qui a été mis à grand gabarit entre Mulhouse et Niffer, permet de relier le fleuve au port de Mulhouse-Île Napoléon. Mulhouse est ainsi l'un des carrefours les plus importants de France. Cette position stratégique fait d'elle une ville ouverte sur l'Europe et un lieu de transit important. L'autoroute A35, longeant le Rhin, est un axe de transport important pour l'espace rhénan. Mulhouse est une ville de l'Europe rhénane, plus précisément du Rhin Supérieur. Elle est ainsi située en plein cœur de la mégalopole européenne aussi appelée banane bleue, selon le modèle qui fut proposé par Roger Brunet. Cette zone a pour particularité de ne pas être centralisée autour d'une seule grande ville tentaculaire qui attire sa périphérie comme le sont Paris ou Moscou. Elle est au contraire constituée d'une continuité de moyennes et grandes villes très proches les unes des autres et cela depuis Londres jusqu'à Milan. C'est donc un espace urbanisé polynucléaire à très forte densité de population.
Mulhouse fait aussi partie de l'espace délimité par le Pentagone Londres-Paris-Milan-Munich-Hambourg, appelé aussi pentagone des villes européennes. Cet espace correspond à seulement 20 % de la surface communautaire mais contient environ 40 % des habitants de l’Union européenne et produit la moitié du PIB total de l'Union européenne.
Les modèles dominants placent tous les deux Mulhouse au cœur de la zone géographique européenne qui possède à la fois la plus forte densité démographique et le plus fort poids économique. De manière générale, l'Alsace est une région très densément peuplée, avec 223 habitants/km2, contre 112,2 habitants/km2 en moyenne pour la France métropolitaine et 116 habitants/km2 pour l'Union européenne.
|                                |                                         |
| Mulhouse au cœur du Pentagone. | Mulhouse dans la Mégalopole européenne. |

#### Mulhouse, métropole du Sud-Alsace

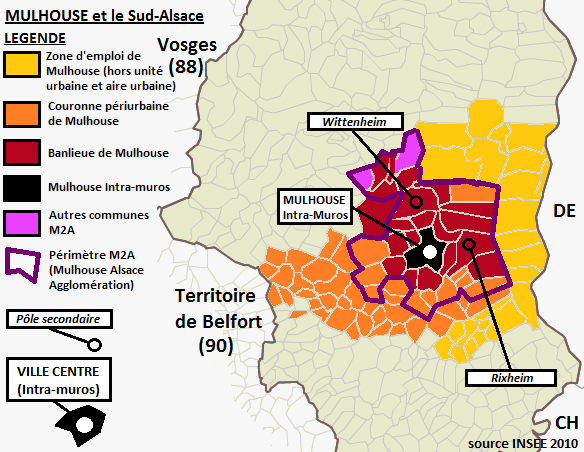
Mulhouse : superposition de la Couronne périurbaine, de la banlieue, de la zone d'emploi et du périmètre de Mulhouse Alsace Agglomération.

Mulhouse est la deuxième ville d'Alsace, qui est la troisième région la plus densément peuplée de France métropolitaine après l'Île-de-France et le Nord-Pas-de-Calais. La ville exerce une attractivité sur tout le Sud-Alsace. Cette zone d'attractivité est limitrophe, à l'ouest, de deux pôles de moindre importance qui lui sont contigus : l'aire urbaine de Guebwiller et l'aire urbaine de Thann-Cernay. Le triangle composé par les aires urbaines de Mulhouse, Guebwiller et Thann-Cernay est très fortement lié aussi bien par une forte proximité géographique que par une histoire commune liée à l'industrie. Au sud s'étend l'Aire urbaine de Bâle - Saint-Louis. L'agglomération de Bâle est un des pôles majeurs du Rhin supérieur et aussi le plus méridional. Également très liés économiquement et historiquement, Mulhouse et Bâle ont choisi de créer un aéroport binational commun, l'EuroAirport inauguré le 8 mai 1946, par où transitent annuellement près de 9 millions de passagers.
Au-delà de l'unité urbaine de Mulhouse se trouve sa couronne périurbaine qui est constituée des communes ayant pour résidents une majorité de travailleurs mulhousiens. Pour désigner l'ensemble constitué par l'unité urbaine de Mulhouse et sa couronne périurbaine, on parle de l'aire urbaine de Mulhouse. Cette dernière a été estimée en 1999 à 278 206 habitants. Les aires urbaines de Guebwiller et Thann-Cernay sont étroitement liés socio-économiquement et bénéficient d'investissements dans le domaine des transports, comme le tram-train (2010) et les voies rapides. Le tableau suivant détaille le poids de l'aire urbaine dans le département du Haut-Rhin en 1999 :
| Département | Communes | Communes (%) | Superficie (km2) | Superficie (%) | Population (1999) | Population (%) |
| ----------- | -------- | ------------ | ---------------- | -------------- | ----------------- | -------------- |
| Haut-Rhin   | 62       | 16,4         | 504,67           | 14,4           | 271 024           | 38,3           |

La notion d'aire urbaine est remplacé, de nos jours, par la notion d'aire d'attraction d'une ville. Ce nouveau zonage statistique correspond davantage aux critères internationaux utilisés pour définir et appréhender les aires métropolitaines.
Ci-dessus, le tableau du poids démographique de l'aire d'attraction de Mulhouse en 2020:
| Département | Communes | Communes (%) | Superficie (km2) | Superficie (%) | Population (2020) | Population (%) |
| ----------- | -------- | ------------ | ---------------- | -------------- | ----------------- | -------------- |
| Haut-Rhin   | 132      | 36,1         | 1 227,1          | 34,5           | 410 008           | 53,4           |

La zone d'emploi de Mulhouse correspond à l'espace géographique continu à l'intérieur duquel la plupart des actifs résident et travaillent. Elle est à distinguer de la notion d'aire urbaine, qui n'établit son périmètre qu'en tenant compte des communes de résidence des travailleurs mulhousiens. Ce découpage est effectué périodiquement par l'Insee et les services statistiques du ministère du Travail, de l'Emploi et de la Santé.

### Hydrographie

#### Réseau hydrographique
La commune est dans le bassin versant du Rhin au sein du bassin Rhin-Meuse. Elle est drainée par le canal du Rhône au Rhin, l'Ill, la Doller, le Steinbaechel, le ruisseau Quatelbach et l'Ancienne Ill (ou Illsteinbaechlein),,.
Le canal du Rhône au Rhin est un canal français qui relie la Saône, affluent navigable du Rhône, au Rhin, par la vallée du Doubs et son prolongement en Haute Alsace jusqu'à Niffer sur le Rhin, un autre prolongement rejoignant Strasbourg par la canalisation de l'Ill. La commune est sur la section qui relie Valdieu-Lutran à Saint-Symphorien-sur-Saône.
L'Ill, d'une longueur de 217 km, prend sa source dans la commune de Winkel et se jette dans le Grand Canal d'Alsace à Offendorf, après avoir traversé 68 communes. Les caractéristiques hydrologiques de l'Ill sont données par la station hydrologique située sur la commune de Brunstatt-Didenheim. Le débit moyen mensuel est de 6,42 m3/s. Le débit moyen journalier maximum est de 159 m3/s, atteint lors de la crue du 26 mai 1983. Le débit instantané maximal est quant à lui de 239 m3/s, atteint le 9 août 2007.

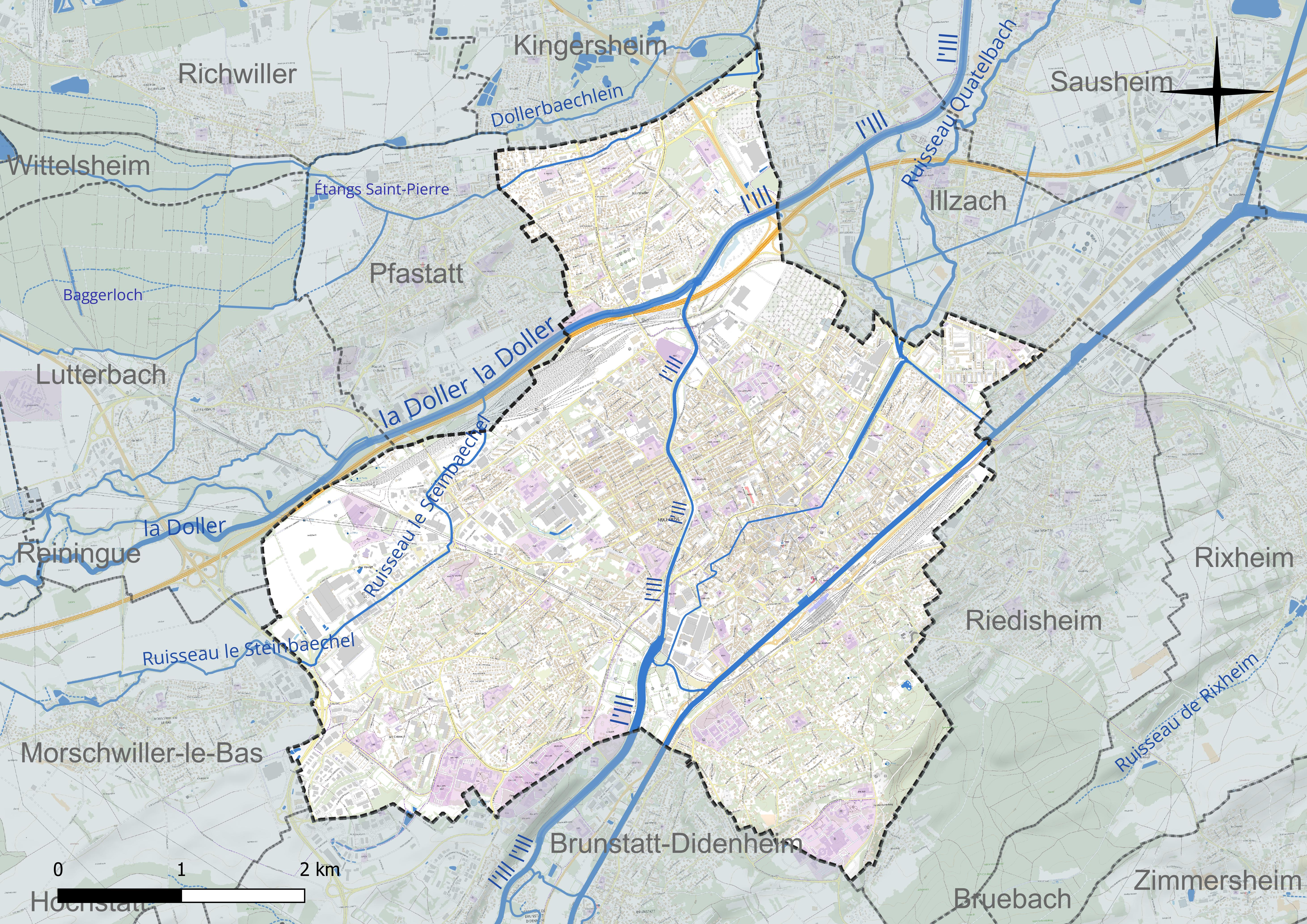
Réseau hydrographique de Mulhouse.

La Doller, d'une longueur de 46 km, prend sa source dans la commune de Dolleren et se jette dans l'Ill sur la commune, après avoir traversé 17 communes. Les caractéristiques hydrologiques de la Doller sont données par la station hydrologique située sur la commune de Reiningue. Le débit moyen mensuel est de 4,1 m3/s. Le débit moyen journalier maximum est de 172 m3/s, atteint lors de la crue du 15 février 1990. Le débit instantané maximal est quant à lui de 207 m3/s, atteint le même jour.
Le Steinbaechel, d'une longueur de 14 km, prend sa source dans la commune de Burnhaupt-le-Bas et se jette dans la Doller à Pfastatt, après avoir traversé sept communes.
Le Quatelbach, d'une longueur de 15 km, prend sa source dans la commune et se jette dans le canal Vauban à Ensisheim, après avoir traversé six communes.

#### Gestion et qualité des eaux
Le territoire communal est couvert par le schéma d'aménagement et de gestion des eaux (SAGE) « Doller ». Ce document de planification concerne le bassin versant de la Doller dont le territoire s’étend sur 280 km2. Il a été approuvé le 15 janvier 2020. La structure porteuse de l'élaboration et de la mise en œuvre est le syndicat mixte « Rivières de Haute-Alsace ».
La qualité des cours d’eau peut être consultée sur un site dédié géré par les agences de l’eau et l’Agence française pour la biodiversité.

### Climat
Pour des articles plus généraux, voir Climat du Grand Est et Climat du Haut-Rhin.
En 2010, le climat de la commune est de type climat des marges montargnardes, selon une étude du Centre national de la recherche scientifique s'appuyant sur une série de données couvrant la période 1971-2000. En 2020, Météo-France publie une typologie des climats de la France métropolitaine dans laquelle la commune est exposée à un climat semi-continental et est dans une zone de transition entre les régions climatiques « Vosges » et « Alsace ».
Pour la période 1971-2000, la température annuelle moyenne est de 10,5 °C, avec une amplitude thermique annuelle de 17,7 °C. Le cumul annuel moyen de précipitations est de 642 mm, avec 8,3 jours de précipitations en janvier et 9 jours en juillet. Pour la période 1991-2020, la température moyenne annuelle observée sur la station météorologique installée sur la commune est de 11,1 °C et le cumul annuel moyen de précipitations est de 747,6 mm. 
La température maximale relevée sur cette station est de 39,4 °C, atteinte le 13 août 2003 ; la température minimale est de −21,5 °C, atteinte le 10 février 1956,,.
| Mois                                  | jan.             | fév.             | mars             | avril           | mai             | juin          | jui.            | août          | sep.            | oct.            | nov.           | déc.            | année      |
| ------------------------------------- | ---------------- | ---------------- | ---------------- | --------------- | --------------- | ------------- | --------------- | ------------- | --------------- | --------------- | -------------- | --------------- | ---------- |
| Température minimale moyenne (°C)     | −0,6             | −0,5             | 1,9              | 4,7             | 8,9             | 12,4          | 14,1            | 13,8          | 10,2            | 6,7             | 2,7            | 0,3             | 6,2        |
| Température moyenne (°C)              | 2,3              | 3,4              | 7                | 10,6            | 14,7            | 18,4          | 20,3            | 20            | 15,9            | 11,3            | 6,2            | 3,2             | 11,1       |
| Température maximale moyenne (°C)     | 5,3              | 7,4              | 12               | 16,5            | 20,5            | 24,3          | 26,4            | 26,3          | 21,5            | 15,9            | 9,6            | 6               | 16         |
| Record de froid (°C) date du record   | −20,2 13.01.1968 | −21,5 10.02.1956 | −17,2 04.03.1965 | −6,3 07.04.1956 | −3,1 01.05.1962 | 0,9 03.06.06  | 4,3 02.07.1960  | 4 30.08.1998  | −0,6 24.09.1964 | −6,7 31.10.1997 | −13,4 30.11.10 | −19 20.12.1981  | −21,5 1956 |
| Record de chaleur (°C) date du record | 18,3 10.01.1991  | 21,9 24.02.1990  | 26,5 31.03.21    | 30 22.04.1968   | 33,3 25.05.09   | 37,6 09.06.14 | 38,9 31.07.1983 | 39,4 13.08.03 | 34,1 11.09.23   | 29,7 13.10.23   | 24,3 07.11.15  | 19,9 16.12.1989 | 39,4 2003  |
| Précipitations (mm)                   | 57,9             | 49,2             | 49,9             | 49,9            | 78,2            | 67,8          | 63              | 67,1          | 61,1            | 69,7            | 58,7           | 75,1            | 747,6      |

| Diagramme climatique                                  |             |           |             |             |              |            |              |              |             |            |          |
| J                                                     | F           | M         | A           | M           | J            | J          | A            | S            | O           | N          | D        |
| 5,3−0,657,9                                           | 7,4−0,549,2 | 121,949,9 | 16,54,749,9 | 20,58,978,2 | 24,312,467,8 | 26,414,163 | 26,313,867,1 | 21,510,261,1 | 15,96,769,7 | 9,62,758,7 | 60,375,1 |
| Moyennes : • Temp. maxi et mini °C • Précipitation mm |             |           |             |             |              |            |              |              |             |            |          |

Les paramètres climatiques de la commune ont été estimés pour le milieu du siècle (2041-2070) selon différents scénarios d'émission de gaz à effet de serre à partir des nouvelles projections climatiques de référence DRIAS-2020. Ils sont consultables sur un site dédié publié par Météo-France en novembre 2022.

### Géologie et relief
Le territoire de la commune se situe au sein de la plaine d'Alsace. Ce fossé rhénan d'effondrement, séparant le massif des Vosges à l'ouest de celui de la Forêt-Noire à l'est, est né il y a 65 Ma à l'occasion de l'érection des Alpes. Des fissures orientées Nord-Sud se formèrent alors ; la partie médiane s'effondra et fut envahie par la mer à l'Éocène supérieur (vers -35 Ma) et à l'Oligocène inférieur (Rupélien, vers -30 Ma). D'abord comblée par des dépôts marins qui recouvrirent le socle hercynien, la plaine accueillit le cours du Rhin qui y déposa ses alluvions fluviatiles, il y a un million d'années seulement. Le bassin potassique est situé à la limite nord de la commune et le bassin houiller stéphanien sous-vosgien s'étend à quelques kilomètres au sud-ouest.
Hydrogéologie et climatologie : Système d’information pour la gestion de l’Aquifère rhénan, par le BRGM :
Territoire communal : Occupation du sol (Corinne Land Cover); Cours d'eau (BD Carthage),
Géologie : Carte géologique; Coupes géologiques et techniques,
 Hydrogéologie : Masses d'eau souterraine; BD Lisa; Cartes piézométriques.

### Paysages
Le paysage de Mulhouse est avant tout urbain: « le paysage urbain est une image fragmentaire de la ville. Il est surtout la multiplicité d'images. Les paysages sont des fragments de la totalité, du réel, sectionnés par le regard (un certain regard) pour la contemplation ».

### Milieux naturels et biodiversité
Le territoire de Mulhouse est un espace à dominante urbaine fortement artificialisé. Quelques dizaines d'hectares de terres agricoles sont encore présentes (pour l'essentiel à Dornach). Sinon, Il n'y a que peu d'enclaves naturelles : le bois du Tannenwald, une partie des berges de l'Ill ou de la Doller, etc. Les jardins tant publics que privés constituent une part importante des espaces verts de la ville.
Une biodiversité urbaine profite particulièrement des divers espaces délaissés de la ville : bords de voie rapide ou de chemin de fer, friches et autres terrains à l'abandon. Dans ces lieux, une végétation, composée en particulier de plantes rudérales (quelquefois exotiques) permet à une petite faune de prospérer en relative quiétude : insectes, petits reptiles, oiseaux et petits mammifères. Aux limites de la ville, moins urbanisées, notamment en direction du Sundgau (Morschwiller, Brunstatt Didenheim, bois du Tannewald, etc.), on peut croiser des animaux plus grands comme le chevreuil ou le sanglier.

## Urbanisme

### Typologie
Au 1er janvier 2024, Mulhouse est catégorisée grand centre urbain, selon la nouvelle grille communale de densité à sept niveaux définie par l'Insee en 2022.
Elle appartient à l'unité urbaine de Mulhouse, une agglomération intra-départementale regroupant 20  communes, dont elle est ville-centre,,. Par ailleurs la commune fait partie de l'aire d'attraction de Mulhouse, dont elle est la commune-centre,. Cette aire, qui regroupe 132 communes, est catégorisée dans les aires de 200 000 à moins de 700 000 habitants,.

### Occupation des sols

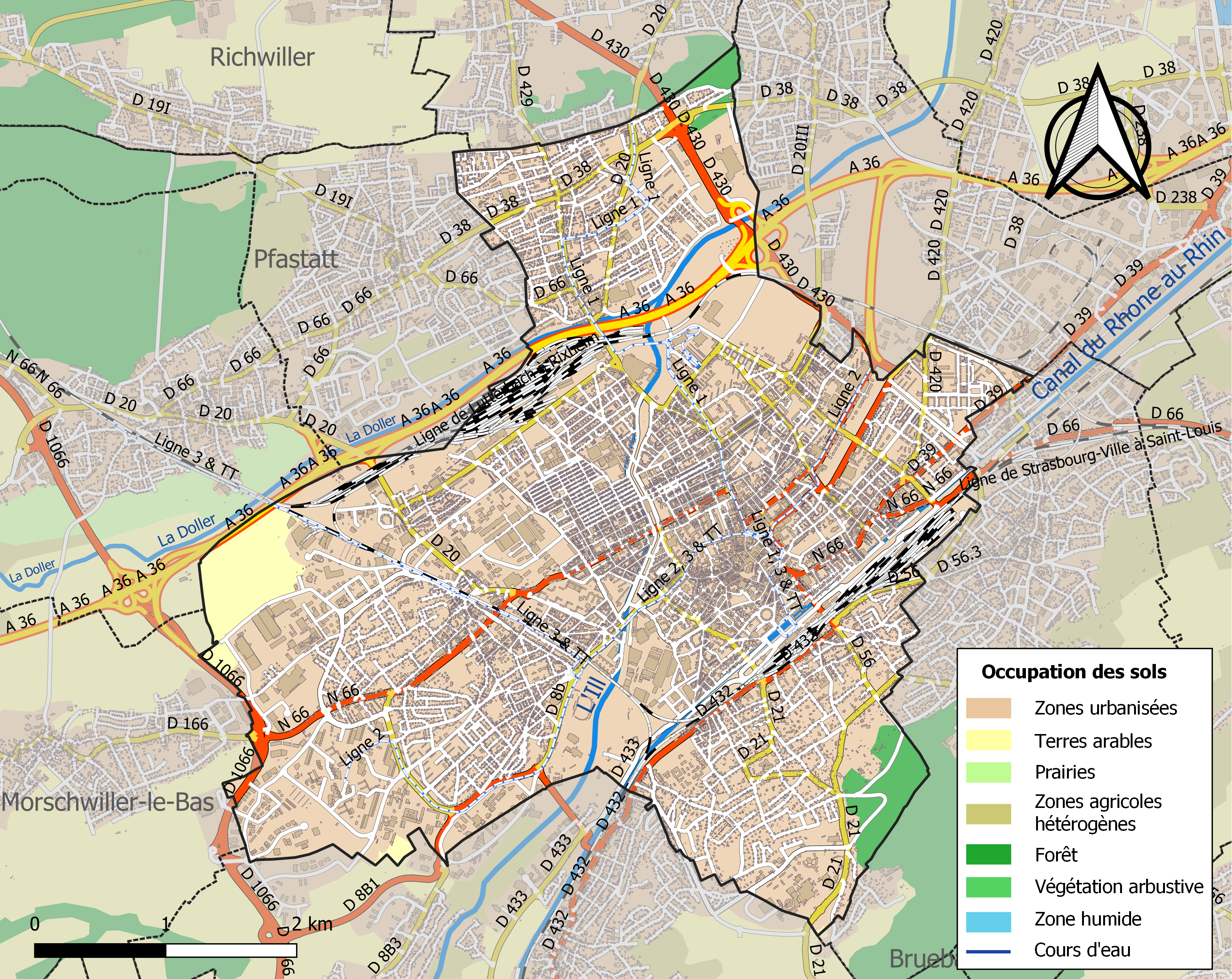
Carte des infrastructures et de l'occupation des sols de la commune en 2018 (CLC).

L'occupation des sols de la commune, telle qu'elle ressort de la base de données européenne d’occupation biophysique des sols Corine Land Cover (CLC), est marquée par l'importance des territoires artificialisés (95,2 % en 2018), en augmentation par rapport à 1990 (89,2 %). La répartition détaillée en 2018 est la suivante :
zones urbanisées (57,2 %), zones industrielles ou commerciales et réseaux de communication (34,7 %), espaces verts artificialisés, non agricoles (3,3 %), terres arables (2,7 %), forêts (2,1 %).
L'IGN met par ailleurs à disposition un outil en ligne permettant de comparer l’évolution dans le temps de l’occupation des sols de la commune (ou de territoires à des échelles différentes). Plusieurs époques sont accessibles sous forme de cartes ou photos aériennes : la carte de Cassini (XVIIIe siècle), la carte d'état-major (1820-1866) et la période actuelle (1950 à aujourd'hui).

### Mulhouse et sa banlieue

#### Carte de Mulhouse et sa banlieue
| \| Wittenheim Cité Jeune-Bois Pôle 430 Cité Fernand-Anna Cité Kullmann Cité Sainte-Barbe Schoenensteinbach Kingersheim Strueth Kaligone Pulversheim Aire de la Thur Wittelsheim Cité Langenzug Cité Amélie I Cité Graffenwald Cité Grassegert Cité Amélie II Brunstatt Didenheim Illzach Modenheim Île Napoléon Site PSA Ruelisheim Sausheim Baldersheim Bollwiller Feldkirch Cité Alex Staffelfelden Cité Rossalmend Richwiller Mulhouse intra-muros Bourtzwiller Doller Brustlein Wolf-Wagner Dornach Les Coteaux Parc des Collines Parc de la Mer Rouge Rebberg Pfastatt Lutterbach Morschwiller-le-Bas Riedisheim Rixheim Habsheim \| |
| Carte de Mulhouse, ville intra-muros et banlieue provenant d'OpenStreetMap Les communes sont indiquées en gras et les quartiers en italique. (Voir l'agrandissement du centre-ville plus loin dans l'article) |
| Wittenheim Cité Jeune-Bois Pôle 430 Cité Fernand-Anna Cité Kullmann Cité Sainte-Barbe Schoenensteinbach Kingersheim Strueth Kaligone Pulversheim Aire de la Thur Wittelsheim Cité Langenzug Cité Amélie I Cité Graffenwald Cité Grassegert Cité Amélie II Brunstatt Didenheim Illzach Modenheim Île Napoléon Site PSA Ruelisheim Sausheim Baldersheim Bollwiller Feldkirch Cité Alex Staffelfelden Cité Rossalmend Richwiller Mulhouse intra-muros Bourtzwiller Doller Brustlein Wolf-Wagner Dornach Les Coteaux Parc des Collines Parc de la Mer Rouge Rebberg Pfastatt Lutterbach Morschwiller-le-Bas Riedisheim Rixheim Habsheim       |

#### Unité urbaine de Mulhouse

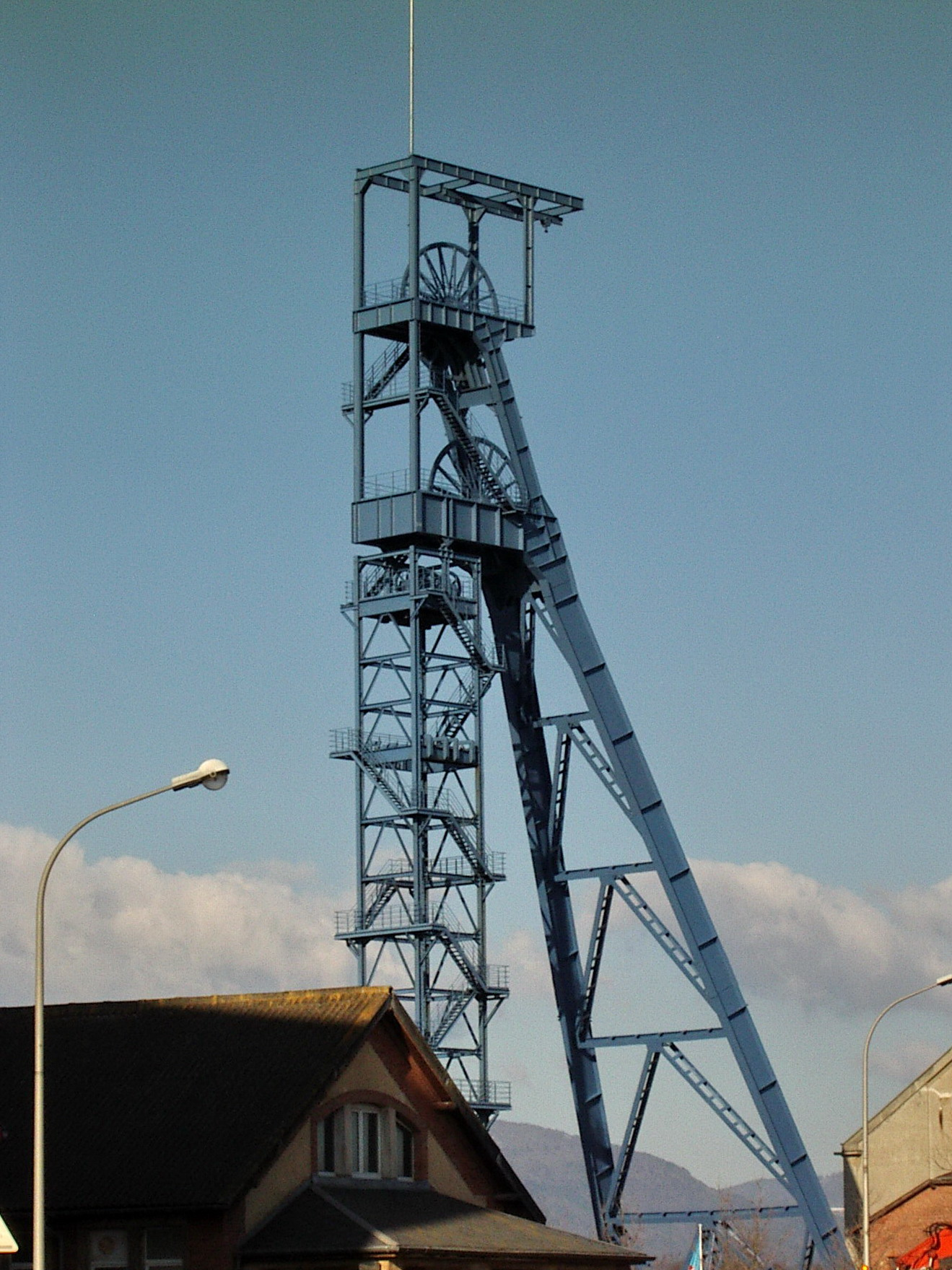
Le chevalement Théodore à Wittenheim, le plus haut d'Europe.

L’unité urbaine de Mulhouse ou agglomération urbaine de Mulhouse correspond à l'ensemble urbain qui constitue la ville de Mulhouse au sens physique, défini par l'Insee selon le seul critère de la continuité de l'habitat. En France, l'unité urbaine correspond à une commune ou un ensemble de communes dont plus de la moitié de la population réside dans une zone agglomérée de plus de 2 000 habitants dans laquelle aucune habitation n'est séparée de la plus proche de plus de 200 mètres. La notion d’unité urbaine a été définie par l’Institut national de la statistique et des études économiques (Insee) en s'appuyant sur les recommandations des Nations unies. Sont ainsi réputées urbaines les communes incluses dans une unité urbaine, les autres sont des communes rurales. Mulhouse est la 25e ville de France métropolitaine en nombre d'habitants résidant dans son unité urbaine avec 247 044 habitants en 2019.
Dans ses limites de 1999, l'unité urbaine de Mulhouse est composée de sa ville-centre : Mulhouse intra muros et de sa banlieue qui se définit comme l'ensemble de communes non comprises administrativement dans la ville-centre mais situées dans la même unité urbaine. Cette dernière rassemble la majorité de la population mulhousienne, soit davantage que Mulhouse intra-muros. Cette population est largement concentrée dans sa partie nord et très peu dans sa partie sud.
Toutes les communes de la banlieue de Mulhouse ont intégré la communauté d'agglomération centrée sur la ville-centre appelée Mulhouse Alsace Agglomération (M2A). Wittelsheim qui après avoir refusé jadis d'intégrer l'ancienne communauté d'agglomération Mulhouse Sud-Alsace intercommunalité, resta longtemps rétive à rejoindre l'EPCI, finalement elle y fut contrainte par l'arrêté préfectoral du 23 décembre 2011,.
Au sein de l'agglomération, le centre-ville de Mulhouse exerce une forte attractivité sur tout le Sud-Alsace, c'est un pôle majeur de commerce, de services, d'équipements collectifs et d'emploi. C'est également un lieu de référence pour l'identité des habitants de l'agglomération. Il est appuyé par deux pôles secondaires structurants : les communes de Wittenheim et de Rixheim. Ces dernières jouent un rôle de ville-lisière au sein de l'agglomération. Wittenheim est la plus importante des deux et structure tout le Nord de l'agglomération, notamment grâce à une forte densité de services et d'espaces publics ainsi qu'à une surface commerciale qui est la plus importante de l'agglomération. Dans une moindre mesure, Rixheim joue également ce rôle pour le Sud de l'agglomération.

Unité urbaine de Mulhouse en 2020

Liste des communes composant la banlieue de Mulhouse :
- Baldersheim
- Bollwiller
- Brunstatt-Didenheim créé en 2016 avec la fusion des deux communes de Brunstatt et Didenheim[82]
- Feldkirch
- Habsheim
- Illzach
- Kingersheim
- Lutterbach
- Morschwiller-le-Bas
- Pfastatt
- Pulversheim
- Reiningue
- Richwiller
- Riedisheim
- Rixheim
- Sausheim
- Staffelfelden
- Wittelsheim
- Wittenheim

### Mulhouseintra muros
La commune de Mulhouse, ville-centre de l'unité urbaine de Mulhouse s'étend sur 22,18 km2 et rassemble 104 924 habitants, soit 44 % de la population de son unité urbaine. Sa densité de population s'élève à 4 730,6 hab./km2, soit bien plus que celle de la commune de Strasbourg dans le Nord de la région. L'altitude de la commune varie entre 232 mètres et 338 mètres. Au cœur se trouve l'hypercentre (centre-ville) avec une dimension davantage commerciale dans sa partie sud qui correspond à la vieille ville et assurant les fonctions de commandement dans sa partie nord en regroupant notamment les administrations, les tribunaux, la Porte Jeune (centre névralgique de l'agglomération), la cité administrative Coehorn, la mairie, le siège de Mulhouse Alsace Agglomération, des sièges d'entreprises. En s'éloignant de l'hypercentre, on trouve des quartiers à dominante résidentielle comme Dornach, Bourtzwiller ou le Rebberg dont l'habitat plus souvent composé de maisons individuelles, se rapproche davantage des communes composant la banlieue.

#### Carte du centre-ville
| \| Temple Saint-Étienne Hôtel de ville Passage couvert du Théâtre Le Schweissdissi Maison Mieg Place de la Réunion Gare Centrale Rue du Sauvage Cour des Maréchaux Tour de l'Europe La Filature Tour du Bollwerk Square de la Bourse Parc Steinbach Villa Steinbach Parc Salvator Musée de l'impression sur étoffes Mairie Mulhouse Alsace Agglomération Place Franklin Tribunal d'Instance Tribunal de grande instance Tour Nessel Tour du Diable Bâtiment annulaire Cour des Chaînes Marché Cité administrative Coehorn Caserne Lefèbvre Bains municipaux Porte Jeune Parc à sculptures et Promenade du Nouveau Bassin Square de la Liberté Chapelle Saint Jean Synagogue Église catholique Saint-Étienne Place de la République \| |
| Carte du centre-ville de Mulhouse provenant d'OpenStreetMap (Voir carte globale de Mulhouse présentée précédemment) |
| Temple Saint-Étienne Hôtel de ville Passage couvert du Théâtre Le Schweissdissi Maison Mieg Place de la Réunion Gare Centrale Rue du Sauvage Cour des Maréchaux Tour de l'Europe La Filature Tour du Bollwerk Square de la Bourse Parc Steinbach Villa Steinbach Parc Salvator Musée de l'impression sur étoffes Mairie Mulhouse Alsace Agglomération Place Franklin Tribunal d'Instance Tribunal de grande instance Tour Nessel Tour du Diable Bâtiment annulaire Cour des Chaînes Marché Cité administrative Coehorn Caserne Lefèbvre Bains municipaux Porte Jeune Parc à sculptures et Promenade du Nouveau Bassin Square de la Liberté Chapelle Saint Jean Synagogue Église catholique Saint-Étienne Place de la République       |

#### Quartiers de la ville-centre
Mulhouse intra muros est divisé en 15 quartiers ou regroupements de quartiers. Chaque quartier organise en principe une fête qui se déroule traditionnellement en été. Les différents quartiers sont les suivants :
- Dornach (5 684 habitants) : il s'agit d'une ancienne commune, rattachée à Mulhouse en 1914. C'est un lieu d'occupation très ancien dont le nom est de même origine que Tournai. La ville dont la population a fortement augmenté grâce au développement industriel demande en 1908 son rattachement à la commune de Mulhouse qui se réalise en 1914[86]. De type villageois, il s'agit d'un des quartiers aisés de la ville[87].
- Coteaux (9 644 habitants) : son plan d'urbanisme est dessiné par l'architecte Marcel Lods. Le quartier est une zone franche afin d'y favoriser la création de nouveaux emplois et l'implantation de nouvelles entreprises. C'est ainsi que la ville y a installé son plus grand pôle tertiaire appelé le parc des Collines.
- Haut-Poirier (5 123 habitants) : ce quartier est également connu sous le nom de l'Illberg qui signifie en allemand la montagne de l'Ill car il est situé sur une colline bordée par l'Ill. Il abrite le campus de l'Illberg de l'université de Haute-Alsace. C'est aussi dans ce quartier, le long de l'Ill, que se trouve l'essentiel des grands équipements sportifs de la ville : palais des sports, stade nautique, stade de l'Ill, patinoire, etc.
- Centre historique (Vieux Mulhouse) (7 279 habitants) : la vieille ville historique est le cœur de ce quartier débordé au sud vers la gare de Mulhouse-Ville, au nord vers la place et la rue Franklin, à l'est autour du quartier de la Porte Jeune et enfin à l'ouest par le quartier de la Fonderie. Très vivant et animé, on y trouve de nombreux commerces, restaurants et cafés, particulièrement dans le secteur piétonnier comme dans la rue du Sauvage. Au cœur du quartier se trouve aussi un des joyaux de la ville : la place de la Réunion, avec son hôtel de ville (XVIe siècle) et le temple Saint-Étienne. La palette culturelle est large avec les musées : de l'Impression sur Étoffes, historique (dans l'hôtel de ville), des beaux-arts, sans oublier les théâtres, galeries, etc. Le secteur tertiaire occupe l'essentiel des emplois de ce quartier à dominante résidentielle, dans les commerces, banques, professions libérales, services publics...
- La Fonderie (3 338 habitants) : il doit son nom à l'implantation, à partir de 1826, d'un important site de constructions mécaniques par l'industriel André Koechlin qui abrite maintenant le campus de La Fonderie de l'université de Haute-Alsace.
- Le Péricentre (26 990 habitants) : il regroupe, au sens strict, les secteurs Franklin, Fridolin, Briand, La Cité, Vauban, Neppert, Wolf et Wagner qui ont la particularité commune de correspondre à des secteurs d'habitations ouvriers anciens, datant de l'époque de l'industrialisation de la ville, d'être très densément peuplés (15 970 hab./km2 contre 4 883 hab./km2 pour la commune de Mulhouse), sans grands espaces verts structurants et de concentrer les difficultés sociales. Il est classé comme quartier prioritaire de la politique de la ville (QPPV). Ce quartier comprend la rue Franklin, l'avenue Aristide Briand, accueille la plus grande place de la ville : la place Franklin, une cité-jardin, ainsi que l'église Saint-Fridolin. Il est traversé par le canal de décharge de l'Ill et l'avenue de Colmar.
- Rebberg (8 357 habitants) : ce quartier est caractérisé par un relief très marqué, ses hautes collines constituant l'extrémité nord du Sundgau. Il domine ainsi le reste de Mulhouse et la plaine de l'Ochsenfeld qui s'étend au nord-est ainsi que le massif de la forêt de la Hardt à l'est. Quartier bourgeois de la ville, il trouve ses origines dans l'essor de l'industrie textile mulhousienne. On y trouve encore aujourd'hui nombre de maisons de maître rivalisant par leur style empreints d'influences et d'époques architecturales différentes.
- Drouot - Barbanègre (5 013 habitants) : ce quartier est composé des deux anciennes casernes Drouot et Barbanègre reconverties en logements et en village artisanal. Il inclut également les logements attenants avec un ensemble d'immeubles d'habitat social de plus de 600 logements de type habitation à bon marché (HBM) construit dans les années 1930 : « le Drouot »[88]. Un canal permettant de relier le canal du Rhône au Rhin au Nouveau Bassin sépare le sous-quartier Barbanègre de celui du Drouot.
- Quartier Europe - Nouveau-Bassin : Ce quartier est divisé en deux sous-quartiers : la zone de l'Europe autour de la tour de l'Europe est un quartier d'affaires, un centre commercial, un centre administratif. C'est également le principal pôle de correspondance des deux lignes de tramway de la ville. Il est bordé par le centre historique au niveau de la Porte Jeune, le centre névralgique de l'hypercentre. Le Nouveau Bassin est lui surtout consacré aux loisirs (cinéma, promenade, activités sportives matinales) avec une activité tertiaire non négligeable.
- Le Nordfeld est essentiellement une zone résidentielle située autour du Parc Salvator et se poursuit à l'est jusqu'à l'avenue Alphonse juin. À proximité du parc Salvator et de l'avenue Salengro se trouvent particulièrement de nombreuses maisons de maître et immeubles bourgeois.
- Brustlein (3 910 habitants) : Le quartier mélange des zones résidentielles et de grandes entreprises (Clemessy, journal « l’Alsace », DMC), il est emblématique de l'histoire industrielle de la ville et a une densité de population inférieure à la moyenne de Mulhouse.
- Daguerre (5 483 habitants) : le quartier est grosso modo délimité à l'ouest par la ligne ferroviaire Strasbourg → Bâle, au nord par une partie de l'avenue François-Mitterrand et le début de l'avenue Aristide-Briand, à l'est par le boulevard de la Marne et enfin au sud par le boulevard Stoessel. Une partie de l'habitat est ancien (1880-1920) autour de l'avenue de Lutterbach et de la rue Daguerre. Les autres immeubles du quartier datent de la 2e moitié du XXe siècle. Ces constructions modernes ont remplacé d'anciennes usines à présent démolies. C'est le cas de l'ensemble imposant de logements dit « Pierrefontaine », conçu dans les années 1970 par l'architecte mulhousien François Spoerry sur le terrain d'une ancienne entreprise de textile. D'autres friches industrielles ont été détruites : celle de la célèbre imprimerie Braun qui avait de plus, un parc remarquable devenu public. De nos jours le quartier Daguerre est un quartier essentiellement résidentiel.
- Doller (4 897 habitants) : C'est un quartier urbanisé à partir de la fin du XIXe siècle à proximité de la gare de marchandises de Mulhouse-Nord édifiée à cette période[89].
- Bourtzwiller (13 424 habitants) : c'est le quartier le plus peuplé de la ville après le Péricentre. Sa genèse date de la fin du XVIIIe siècle. À cette époque, un industriel du nom de Sébastien Burtz installe une tuilerie autour de laquelle se développe un hameau qui prend le nom de l'entrepreneur : d'abord Burtzdorf puis Bourtzwiller. En 1798, lorsque Mulhouse devient française, Bourtzwiller est incluse dans la commune d'Illzach. En 1928, elle se sépare d'Illzach pour devenir une commune à part entière. Très affectée par les bombardements de la fin de la Seconde Guerre mondiale, la petite ville alors peuplée de 3 900 habitants vote par référendum son rattachement à Mulhouse en 1947.

En 2015, la Ville de Mulhouse revoie sa politique de démocratie participative et décide de faire passer les 16 conseils de quartiers existants (sans les remplacer formellement) en 6 conseils participatifs, qui ne correspondent plus au différents quartiers mais à des regroupements de quartiers afin de mieux coller aux projets urbains municipaux.
Ces 6 conseils participatifs sont organisés de la sorte :
- Bourtzwiller qui correspond à l'ancien conseil de quartier éponyme.
- Drouot-Barbanègre qui correspond aussi à l'ancien conseil de quartier regroupant les quartiers Drouot et Barbanègre.
- Le Conseil des 8 qui représente les habitants des secteurs Wolf-Wagner, Vauban-Neppert-Sellier-Waldner et Franklin-Fridolin du quartier Péricentre.
- Manufactures qui représente les habitants du secteur Cité-Briand du quartier Péricentre ainsi que ceux des quartiers Daguerre, Doller et Brustlein.
- Mulhouse Grand centre qui représente les habitants du Centre Historique, de la Fonderie, du quartier Europe-Nouveau Bassin, du Nordfeld et du Rebberg).
- West qui représente les habitants des Coteaux de Dornach et du quartier Haut-Poirier. Ces derniers[92] faisaient partie de l'ancienne commune de Dornach en 1914 (actuel quartier de Dornach) ou ont été bâtis ultérieurement sur son ancien ban communal (Haut-Poirier et Coteaux).

### Morphologie urbaine
Le site de la ville se trouve au débouché de l'Ill qui quitte les collines du Sundgau avant de couler vers le nord, en direction de Colmar puis de Strasbourg, et le début méridional de la plaine d'Alsace. La Doller (rivière vosgienne) rejoignant l'Ill tout au nord de la ville. L'espace est plutôt plat encadré au sud par les dernières collines sundgauvienne : Rebberg, Illberg etc.

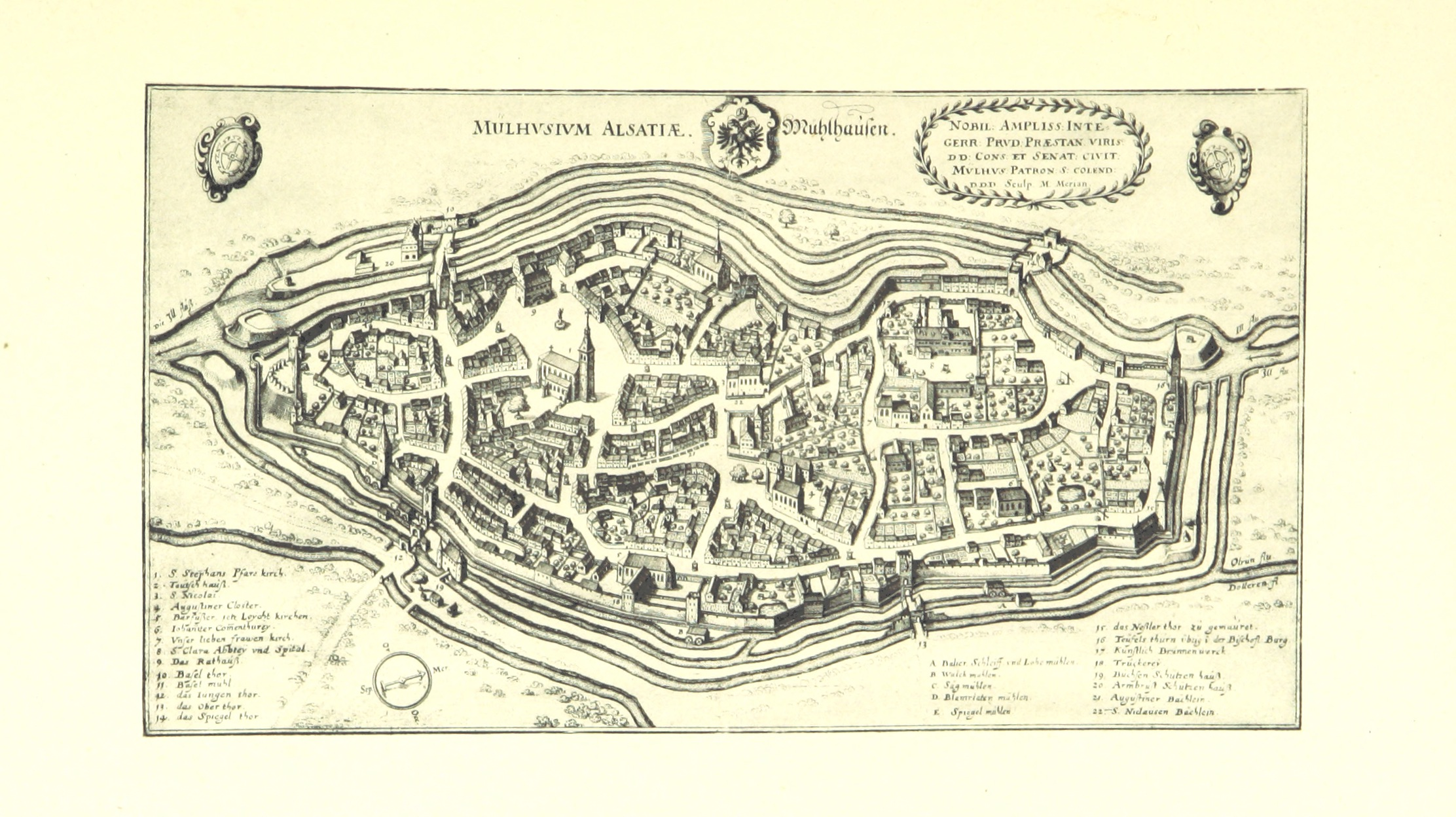
Mulhouse en 1642; plan Merian.

Les premières traces d'une petite localité remonte à l'époque carolingienne. C'est au début du XIIIe siècle, sous Frédéric Barberousse, avec la construction d'une enceinte, que l'on peut véritablement parler de ville. Cette Mulhouse médiévale originelle, était entourée de bras de l'Ill qui avait été divisée, en amont de la cité, en plusieurs canaux (Graben), rejoints en chemin, de ruisseaux dérivés de la Doller (Steinbaechlein etc.) qui formaient un rempart aquatique en sus des fortifications. Le plan de la ville ressemble alors à une amande partagée entre une ville basse centrée autour de l'actuelle place de la Réunion et une ville haute moins dense (jardins, vergers). Pendant plusieurs siècles, la ville ne sortira pratiquement pas de son noyau de départ qui avait environ 40 hectares de surface.

### Lieux-dits, hameaux et écarts
De nombreux quartiers de la ville ont gardé le nom de lieux-dits antérieurs à l'urbanisation. Presque exclusivement de langue allemande (traduits quelquefois en français), ces noms décrivent un espace agricole ou un milieu naturel. Quelques exemples : le Rebberg (colline aux vignes), Nordfeld (champs du nord), Hasenrain (pente aux lièvres), l'Illberg (colline de l'Ill), etc.

### Logement
En 2018, le nombre total de logements dans la commune était de 58 138 alors qu'il était de 55 668 en 2008. Parmi ces logements, 82,3 % étaient des résidences principales, 1,8 % des résidences secondaires et 15,9 % des logements vacants. Ces logements étaient pour 12,9 % d'entre eux des maisons individuelles et pour 86,1 % des appartements.
La proportion des résidences principales, propriétés de leurs occupants était de 33,6 %, en baisse par rapport à 2008 (35,9 %). La part de logements HLM loués vides était de 23,7 % contre 21 %, leur nombre étant en hausse 11 316 contre 10 160

### Planification de l'aménagement
Le territoire communal est très fortement urbanisé, l'espace disponible vierge est faible. Pour son Plan local d'urbanisme (PLU), la ville de Mulhouse se doit d'utiliser pour ses aménagements urbains futurs, avant tout, des terrains qui sont a réemployer. La déprise de l'activité industrielle de ces dernières décennies a rendu de nombreux espaces disponibles. Ces friches industrielles (DMC, Fonderie, etc.) possèdent un parc important de bâtiments dont le devenir est très varié : de la réutilisation sous diverses formes à la démolition complète. La ville veut également rendre le cadre de vie plus agréable : mise en avant des espaces verts avec en particulier le projet « Mulhouse Diagonales», le développement des mobilités douces, l'amélioration du bâti existant etc. Mulhouse veut entrer dans le concept de « ville du quart d'heure.

### Projets d'aménagement
De nos jours, tant par la volonté de protection des espaces non urbanisés et par la nécessité de réemployer des espaces disponibles d'îlots et de friches (souvent liés au passé manufacturier de Mulhouse). La ville concentre ces efforts d'aménagement dans la réorganisation du tissu urbain existant avec des programmes de logements, d'équipements publics ou d'immobilier d'entreprise.
Le tout englobé par une ferme volonté de faire de la ville avec la mise en avant de la nature et des mobilités douces « une ville de nature et de bien‐être ».
Plusieurs grands secteurs sont concernés par ces aménagements urbains:
- La Fonderie, quartier au sud-est de la ville. Il tire son nom de la Société alsacienne de constructions mécaniques (SACM) (aujourd'hui Wärtsilä), entreprise mulhousienne vieille de près 200 ans. Le quartier, faubourg de la vieille ville s'était développé autour de ce grand ensemble d'usines. De nos jours, il reste encore une activité industrielle répartie dans quelques bouts de l'ancienne usine. Car depuis les années 1990, pour le redynamiser, l'essentiel du site (proprement dit de la SACM) a été transformé ou arasé. De nombreux bâtiments industriels ont ainsi retrouvé ou retrouvent une nouvelle utilisation. Le grand bâtiment où se trouvait la fonderie (qui donne le nom éponyme du quartier) qui était une immense halle, a été réhabilité et abrite aujourd’hui la faculté des lettres de l’université de Haute-Alsace, une bibliothèque universitaire, les archives de la Ville et le centre d’art contemporain nommé la « Kunsthalle »[101]. Parmi les édifices industriels restaurés, il y a celui qui accueille KM0 (point zéro de la première ligne de chemin de fer en Alsace en 1839[102]) qui se veut être un « écosystème dédié à la transformation digitale de l'industrie[103]». Une autre bâtisse de la fabrique a été transformé en logements (36 lofts) « l'Atelier »[104]. D'autres rénovations sont en cours ou se réaliseront d'ici 2030[105],[106]. Dans le périmètre de l'ancienne SACM, le marché du logement neuf est aussi dynamique. Dans le quartier Fonderie, dont l'habitat est souvent antérieur à 1914, un programme de rénovation urbaine est engagé depuis 2022. Il comporte de la réhabilitation, de la démolition et de la construction neuve. Il sera accompagné d'une meilleure adéquation des rues avec les « mobilités douces » et d'un embellissement à dominante végétale. De nouveaux cheminements devraient relier le quartier (site de l'usine compris) au proche cœur de la ville[107].
- Mulhouse Diagonales[108], projet d'aménagement paysager démarré en 2018, vise à redonner sa place à la nature et à l’eau à travers la ville. Cela en réaménageant 10 km de berges autour des différents cours d'eau de la ville, en premier lieu le long canal dit de « décharge des eaux de l'Ill » qui traverse la ville du sud-ouest au nord-est en diagonale donnant le nom global á l'opération d'urbanisme. L'objectif voulu, est de permettre aux habitants : d'accéder aux berges par de nouveaux cheminements à pied et à vélo, de créer de nouveaux espaces de détente, de promenades et de loisirs, insérer des ilots de fraicheur au sein des quartiers et les relier entre eux.
- Quartier gare TGV[109],[110], l'arrivée du tramway (mai 2006) et du TGV Rhin-Rhône (décembre 2011) conforte la gare centrale comme le pôle intermodal principal de Mulhouse et de l'agglomération. Pour cela, à la fin de la décennie 2000, les collectivités locales (Ville, M2A) décide de créer un quartier d'affaires qui doit profiter de l'interconnexion des différents modes de transports et de la proximité du centre-ville (services, agrément etc.).

### Voies de communications et transports
Mulhouse bénéficie d'une situation géographique privilégiée, qui en fait un important carrefour européen, à l'intersection de quelques-uns des principaux axes de communication du continent. En effet, l'agglomération est située sur l'axe Allemagne-Lyon-Méditerranée et sur la ligne ferroviaire à grande vitesse Rhin-Rhône.
Du fait de sa proximité avec l'Allemagne et la Suisse, la ville se devait, dès les années 1970, de se doter d'un réseau autoroutier digne d'une région tri-nationale. Elle a par la suite développé davantage son réseau de transport urbain en se dotant de plusieurs lignes de tramway, d'une ligne de tram-train et de vélos en libre service.

#### Autoroutes et voies express
Mulhouse dispose d'un important réseau de routes rapides, aussi bien sous forme autoroutière que de 2x2 voies. Les autoroutes A35 et A36 se croisent au nord-est de la ville (à Sausheim) grâce à un des rares échangeurs autoroutiers à trois niveaux en France, offrant un accès aisé vers Strasbourg, Colmar, l'Allemagne, la Suisse et le reste du pays. La voie rapide D430 dessert le nord de l'agglomération et relie Mulhouse à Guebwiller en passant à Kingersheim, Wittenheim, Bollwiller et Soultz. La voie rapide N66 dessert la vallée de la Thur. Mulhouse se trouve ainsi à un quart d'heure des vallées vosgiennes les plus proches. Plus de 400 000 personnes se déplacent chaque jour dans l'agglomération mulhousienne, c'est donc pour faire face à cet accroissement constant de la circulation automobile que l'agglomération met en œuvre de nombreux projets comme le tram-train et la déviation sud. Ce réseau de communications dense permet à Mulhouse de nourrir des relations transfrontalières très développées avec Bâle et Fribourg. Ces infrastructures express sont complétées de parkings en ouvrage et d'une large offre de stationnement urbain ce qui facilite l'accès au centre-ville. Mulhouse est la première ville de France à lancer le paiement de stationnement par SMS afin de pouvoir facilement prolonger son stationnement à distance.
En juillet 2016, un tunnel de 340 mètres de long a été creusé sous la gare de Mulhouse pour faire partie de la voie de contournement au sud de la ville. Ouvert en avril 2018 à la circulation, il est prévu pour une fréquentation de 15 000 véhicules par jour. Le système initial de ventilation des fumées trop bruyant a été désactivé en l'absence de fumée et ne fonctionne plus qu'une heure par jour pour renouveler l’air du tunnel et lutter contre l’humidité et le dépôt de particules fines.

#### Transport urbain et périurbain

##### Réseau de tramway urbain

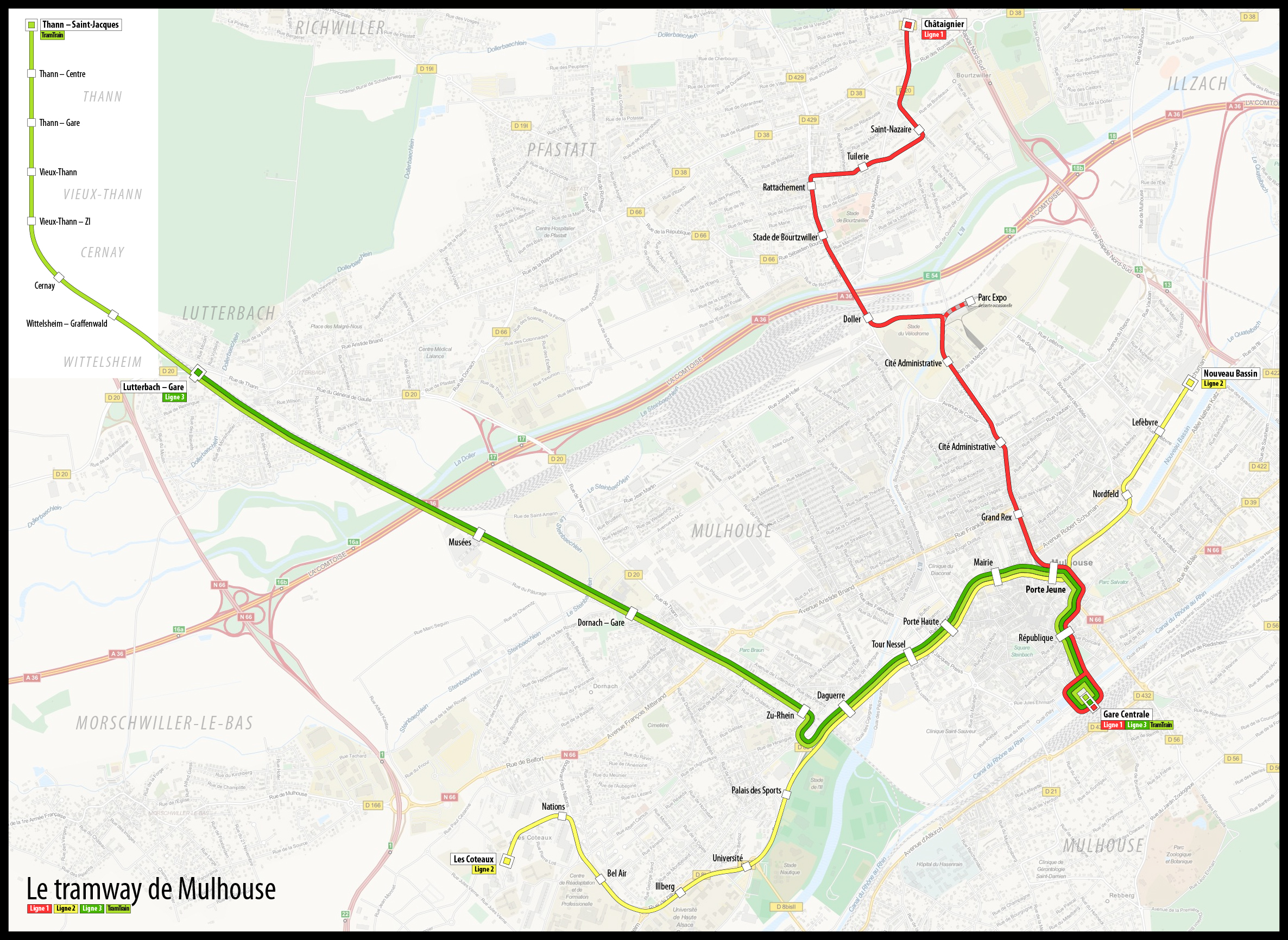
Plan du réseau.

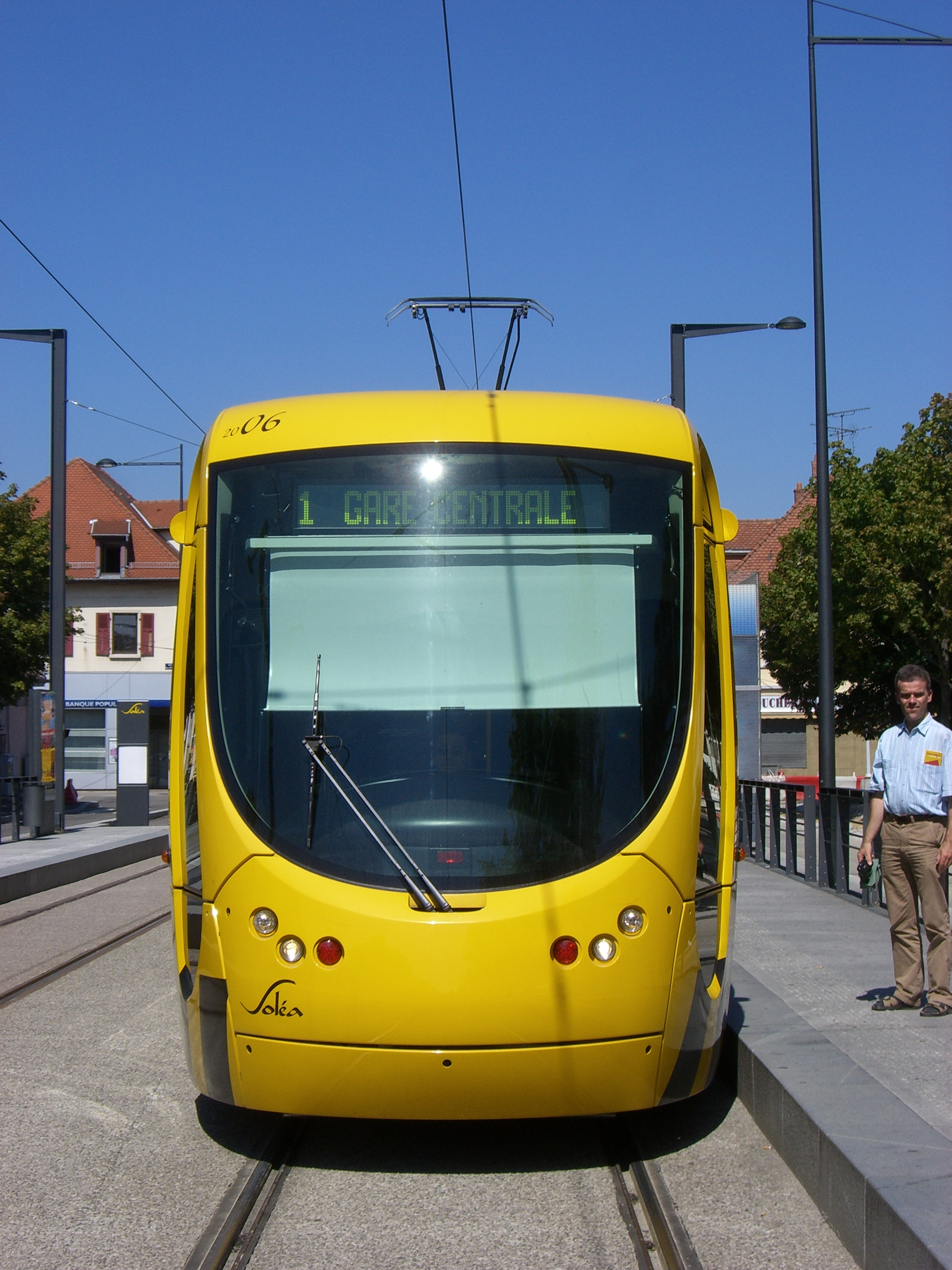
Rame Citadis 302 de Soléa.

La première ligne du tramway de Mulhouse a été inaugurée le 24 mai 1882, elle reliait la Porte-Jeune à Dornach. D'autres lignes suivirent. Dans un premier temps, le réseau n'était pas électrifié, les premières voitures étaient tirées par des locomotives à vapeur. Comme dans beaucoup de villes françaises, ce premier réseau a disparu, victime de la concurrence de l'automobile, le dernier tramway ayant circulé à Mulhouse en 1957. Le tramway disparait de Mulhouse pendant près d'un demi-siècle, remplacé par le bus. Le réseau moderne du tramway de Mulhouse, inauguré en 2006, compte actuellement trois lignes et une ligne Tram Train reliant Gare Centrale à la Gare de Thann-Saint-Jacques. Les particularités du tramway de Mulhouse sont que ses couleurs (jaune, noir et rouge) et la forme de son nez sont issues d'une consultation de la population. Une première extension, fin 2006, a conduit à la création de trois nouvelles stations vers le nord pour irriguer l'ensemble du quartier de Bourtzwiller depuis le 4 juillet 2009. Une seconde extension doit permettre d'atteindre les communes de Kingersheim et Wittenheim situées dans la banlieue nord, ainsi que le quartier Drouot à l'est de la ville. Ces deux extensions vont permettre au réseau, dit urbain, d'atteindre 20 km de longueur. La démographie de l'agglomération mulhousienne est très inégalement répartie, la population étant en effet davantage concentrée dans le nord de l'agglomération. Ces deux extensions se feront à une date indéterminée après le report sine die par Mulhouse Alsace Agglomération (M2A) pour raisons financières le 29 juin 2010 du planning prévu (2011/2013). En 2024, l'intercommunalité lance des études. pour continuer les prolongations prévues, en particulier l'extension allant de Mulhouse à Wittenheim.

##### Tram-train

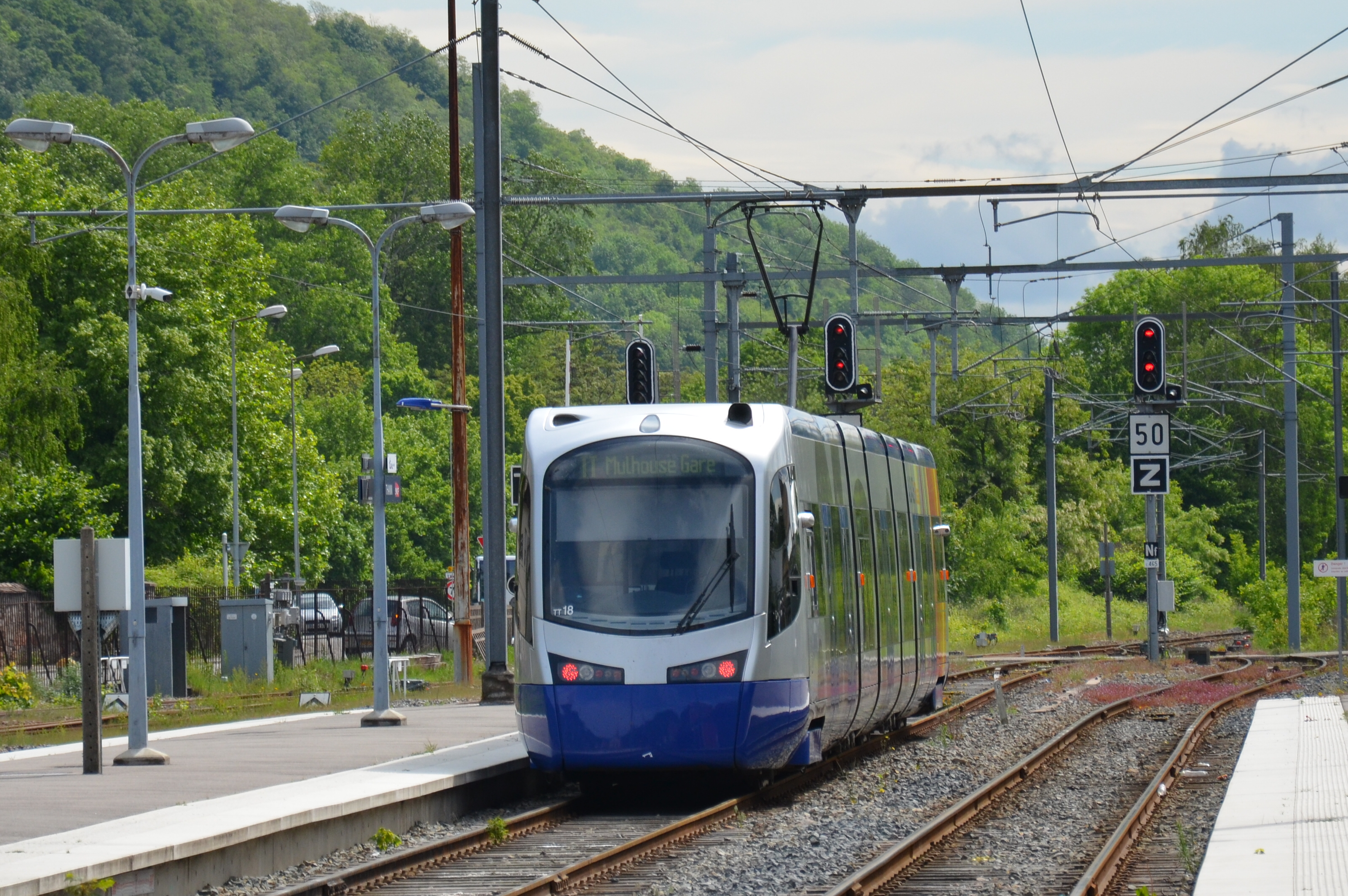
Rame Avanto Siemens du tram-train mulhousien.

Le tram-train Mulhouse Vallée de la Thur irrigue depuis le 12 décembre 2010 le nord-ouest de l'agglomération et la vallée de Thann. Suivant le modèle de Karlsruhe, le tram-train est un véhicule hybride entre le tramway urbain et le train, apte à circuler à la fois sur des voies de tramway en centre-ville et sur le réseau ferroviaire régional, afin de relier sans rupture de charge des stations urbaines et des gares péri-urbaines. Les véhicules utilisés à Mulhouse sont des Avanto de Siemens. Ils sont aptes à rouler sur le réseau ferré national français aussi bien que sur des réseaux de tramway urbains : ils sont bicourants 750 V et 25 kV-50 Hz, la caisse est renforcée par rapport à un tramway classique et le gabarit est adapté. Le tram-train de Mulhouse est le premier tram-train interconnecté de France. Il permet aux habitants de Wittelsheim, Thann et Cernay de se rendre au centre-ville de Mulhouse et inversement sans changer de moyen de transport. En desservant onze stations urbaines, il permet également de rejoindre sans rupture de charge des zones de l'agglomération qui auraient nécessité une ou plusieurs correspondances. De plus, il est une alternative à l'automobile car la saturation de la N66 est un des gros problèmes de la vallée de la Thur.

##### Réseau de bus

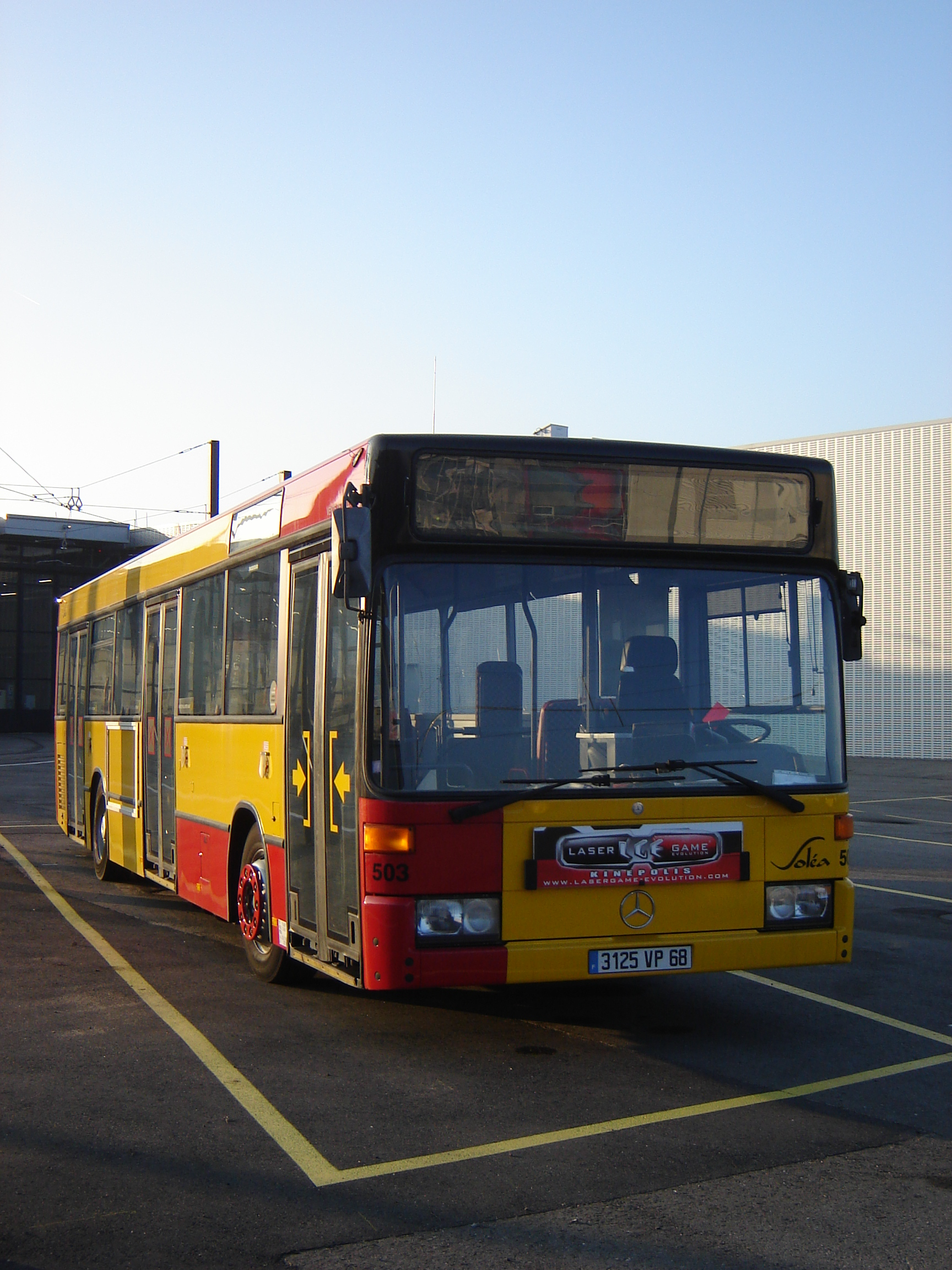
Mercedes-Benz O 405 N de Soléa.

Par ailleurs, un réseau de bus, exploité par l'entreprise Soléa, dessert l'ensemble de l'agglomération mulhousienne. Le réseau a été réorganisé en 2006 avec l'arrivée du tramway et autour de celui-ci avec des « pôles de correspondance » dont les plus importants sont la gare centrale, la Porte Jeune et la place du Rattachement. Soléa compte, en 2025, 24 lignes de bus, 962 arrêts et dessert les 39 communes de l'agglomération. Le réseau Soléa est en interconnexion avec d'autres compagnies de transports en commun pour la banlieue lointaine. Des services plus spécifiques sont également assurés: « Filea » service de transport à la demande, « Domibus » pour les personnes à mobilité réduite, « Chronopro ». En septembre 2025, ces services fusionnent pour devenir Soléa à la demande. De plus, une navette gratuite électrique circule dans le centre ville.
Depuis 2021, les personnes âgées, de plus de 65 ans, qui habitent la ville de Mulhouse bénéficient de la gratuité du transport.

##### Autopartage
L'association Citiz Alsace gère plusieurs stations d'autopartage depuis 2001, notamment au centre-ville. Douze stations Citiz existent à Mulhouse, dans les quartiers : cité administrative, Ballon, Brustlein, Buffon, Dornach, Fonderie, Gare (pont d'Altkirch et musée), Grand Rex, Nordfeld, Trois Rois et Palais des Sports,.

#### Vélo en milieu urbain

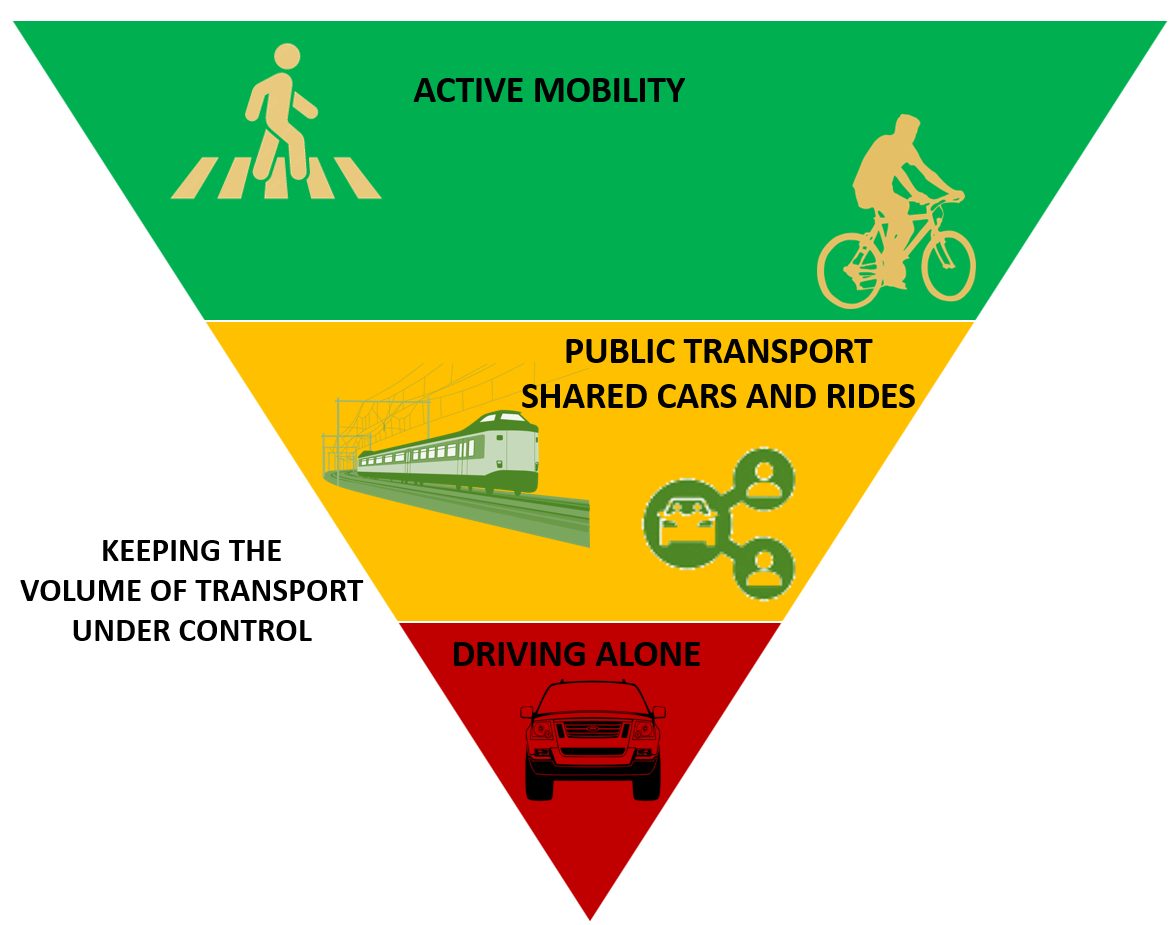
Pyramide de la mobilité, proposée par le projet européen Share North.

##### Infrastructures
Mulhouse fait partie du Club des Villes Cyclables, elle possède un réseau cyclable de 86 km dont 46 km de pistes cyclables et 40 km de zone 30 et rues piétonnes. De nombreuses rues sont dotées de sas vélos aux carrefours à feux et de double-sens cyclables. Les usagers ont à leur disposition 4 400 arceaux. Le transport des vélos est autorisé dans les tramways en dehors des périodes de pointe, ce qui permet une complémentarité des différents moyens de transport mis en place. Des espaces de stationnement importants, de 15 à 50 emplacements, comme en centre-ville, rue du Ballon, place de la Concorde et place de la Réunion ponctuent l'espace urbain. À cela s'ajoutent les parcs à vélos surveillés comme celui à côté de la gare, où se trouve un abri sécurisé de 200 places. Depuis 2021, des espaces dédiés dans deux parkings souterrains du centre-ville, Porte Jeune 36 emplacements et Centre 30 emplacements avec quelques bornes pour vélo à assistance électrique, ont été aménagés.
Mulhouse ayant, par rapport aux villes voisines proches comme Strasbourg, un réseau moins développé et une pratique moins forte de la bicyclette, la municipalité a pour objectif de favoriser son usage dans les années 2020. Cette volonté est poussée par des associations de promotion des cycles en milieu urbain, qui militent depuis le milieu des années 1980 afin d'inciter les pouvoirs publics à augmenter la part modale du vélo.
En 2024, a ouvert la « cité du vélo »,, un lieu associatif qui regroupe tous les services liés au vélo (information, location, réparation, etc.).

##### Vélopartage
À l'image du vélo'v lyonnais ou du vélib' parisien, Mulhouse s'est dotée d'un système de vélos en libre-service : 240 vélos répartis sur 41 stations sont disponibles à la location dans le cadre du service « VéloCité ». Vélocité est la version mulhousienne du système Cyclocity développé par JCDecaux. Les vélos sont accessibles 24 h sur 24, tous les jours y compris les dimanches et jours fériés. En 2020, Velocité réalise plus de 1000 locations par jour. En plus des utilisateurs occasionnels, 4000 personnes sont abonnés au service. À côté du système de location en libre service, Mulhouse dispose également d'un service de location de vélos classiques et de vélos à assistance électrique (VAE) baptisé Médiacycles (anciennement, « Locacycles »). À la gare, l'association Médiacycles se charge de garder des vélos des personnes se rendant à Mulhouse en train ou utilisant le combiné vélo + train. Elle propose aussi un service de marquage anti-vol Bicycode.

#### Tourisme cycliste: véloroutes et voies vertes

##### EuroVelo 6 - Atlantique/Mer Noire

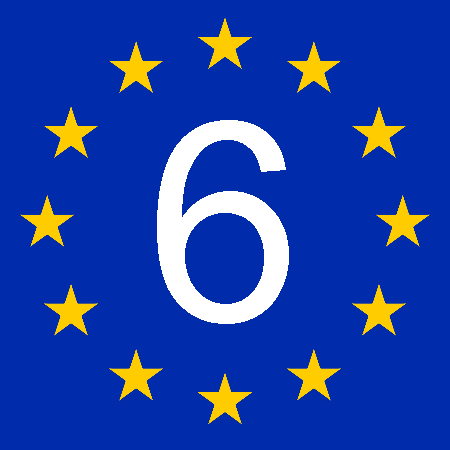
Balisage de l'EV6.

Tracé de l'EV6.

L'EuroVelo 6 ou EV6, également connue sous le nom d'« Eurovéloroute des Fleuves », est une véloroute de type EuroVelo reliant Saint-Nazaire à Constanța. C'est la plus célèbre des véloroutes européennes. Elle est longue de 3 653 km, et traverse l'Europe d'Ouest en Est, de l'océan Atlantique à la mer Noire en passant par dix pays. Elle suit l'itinéraire de trois des plus grands fleuves européens : la Loire, le Rhin et le Danube en établissant des liaisons par le canal du centre, la Saône, le Doubs et le canal du Rhône au Rhin.
Dans la région mulhousienne, le tronçon est une piste cyclable en site propre sur l'ancien chemin de halage, le long du canal du Rhône au Rhin.
| Nombre d'itinéraire | Nom d'itinéraire                                              | Passages par ces villes | Par ces pays                                                                                 | Longueur (km) |
| ------------------- | ------------------------------------------------------------- | --- | -------------------------------------------------------------------------------------------- | ------------- |
| EV6                 | L'océan Atlantique vers la mer Noire (Itinéraire des Fleuves) | Saint-Nazaire - Nantes (EV1)- Angers - Tours (EV3) - Orléans (EV3) - Nevers - Chalon-sur-Saône - Besançon - Montbéliard - Mulhouse - Bâle (EV5) - Passau - Ybbs (EV7) - Linz - Vienne (EV9) - Bratislava - Budapest - Belgrade (EV11) - Bucarest - Constanța | France, Suisse, Allemagne, Autriche, Slovaquie, Hongrie, Croatie, Serbie, Bulgarie, Roumanie | 3 653         |

##### EuroVelo 5 - Via Romea Francigena
L'EuroVelo 5 suit le chemin de pèlerinage de la Via Francigena. Cette véloroute, longue de 3 900 km, va de Londres à Rome en traversant six pays. En Alsace, elle longe le Rhin jusqu'à Bâle.
| Nombre d'itinéraire | Nom d'itinéraire                                        | Passages par ces villes | Par ces pays                                              | Longueur (km) |
| ------------------- | ------------------------------------------------------- | --- | --------------------------------------------------------- | ------------- |
| EV5                 | Via Romea Francigena (pèlerinage sur la Via Francigena) | Londres (EV2) - Cantorbéry - Calais (EV4) - Bruxelles - Namur (EV3) - Luxembourg - Strasbourg - Bâle (EV6) - Luzerne - Milan - Piacenza (EV8) - Parme - Florence (EV7) - Siene - Rome (EV7) - Brindisi | Royaume-Uni, France, Belgique, Luxembourg, Suisse, Italie | 3 900         |

#### Réseau ferroviaire

Plan du réseau TER Alsace.

La ligne Bâle – Mulhouse – Colmar – Strasbourg (TER Alsace) est l'une des lignes les plus fréquentées de France. La gare de Mulhouse-Ville voit passer chaque jour 17 400 voyageurs. De juin 2007 jusqu'en décembre 2011, le TGV Est (LGV Est européenne) a permis à Mulhouse d'être à trois heures cinq de la gare de l'Est. En décembre 2011, Mulhouse a accueilli son deuxième TGV : le TGV Rhin-Rhône, qui a mis la ville à environ deux heures quarante minutes de Paris (gare de Lyon), deux heures cinquante minutes de la gare de Lyon-Part-Dieu et quatre heures quarante minutes de Marseille-Saint-Charles. La gare était déjà desservie par un TGV par jour, qui reliait Strasbourg à Marseille-Saint-Charles. Enfin, une rocade ferroviaire complète entoure la ville, et des lignes très fréquentées vont vers les directions de Belfort, Colmar et Strasbourg, Bâle et Thann. Un service ferroviaire vers Müllheim et Fribourg-en-Brisgau est rétabli depuis décembre 2012. Le terminus parisien de tous les trains pour Mulhouse et l'Alsace du Sud est la gare de Lyon depuis décembre 2011, et non plus la gare de l'Est.
Une ligne TGV est également envisagée pour un trajet Mulhouse – Lyon (branche sud de la LGV Rhin-Rhône) afin de réduire encore les temps de trajets, mais celle-ci s'avère compromise par les derniers plans d'équipement nationaux revus à la baisse.
L'agglomération compte aussi une gare de triage appelée Mulhouse-Nord.

#### Réseau fluvial

Canal du Rhône au Rhin - Mulhouse est indiqué par Mo.

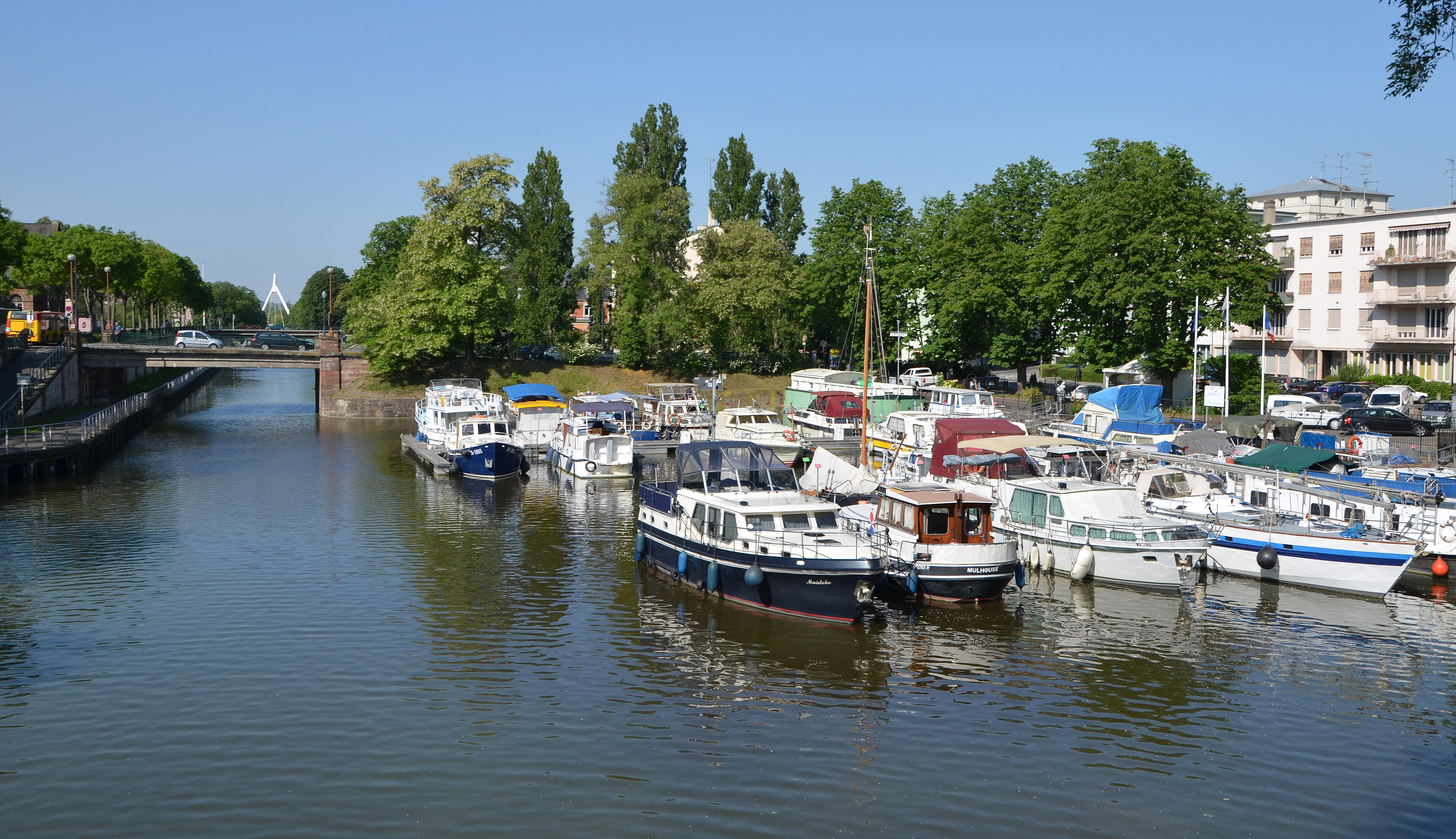
Port de plaisance sur le canal Rhin-Rhône.

Le canal Rhin-Rhône permet une liaison avec le Rhin. Le canal relie en réalité le Rhin à la Saône sur sa partie navigable, la Saône rejoignant à son tour le Rhône. L'enjeu de cette infrastructure est de connecter les ports maritimes du nord de l'Europe (Hambourg et Rotterdam) avec ceux de la Méditerranée, notamment celui de Marseille. Claude-François Perret en a été le maître d'œuvre. Les premiers coups de pioche ont été donnés dans les départements de Côte-d'Or et du Doubs en 1784. En 1833, il fut mis en service sur toute sa longueur. À partir de 1882, le gabarit du canal est augmenté pour permettre la circulation des péniches de 300 tonnes. Il a été mis à grand gabarit dans sa partie orientale, entre Niffer et Mulhouse, ainsi qu'entre Montbéliard et Étupes. La mise en grand gabarit complète de la liaison fluviale est un projet ancien qui a connu de nombreuses vicissitudes. À l'heure actuelle, cette idée n'est plus envisagée. La célèbre EuroVelo 6 qui traverse toute l'Europe reliant l'Atlantique à la mer Noire emprunte les pistes cyclables aménagées le long de ce canal. Les ports de Mulhouse-Rhin regroupent trois ports : le port de l'Île Napoléon à Illzach, le port d'Ottmarsheim et le port de Huningue. Ce port est, en 2014, un des premiers ports fluviaux de France avec plus de 8,4 millions de tonnes de fret (trafics ferroviaire et routier inclus). On y trouve le plus grand portique à conteneurs français. Un port de plaisance se situe dans le quartier de la Gare Centrale de Mulhouse.

#### Aéroport international de Bâle-Mulhouse-Fribourg

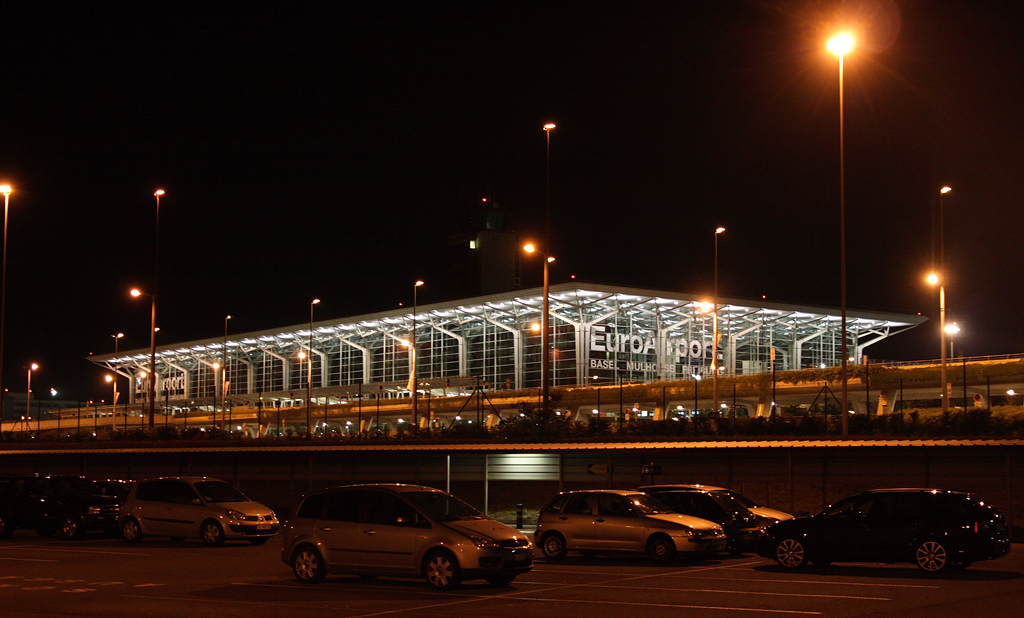
L'EuroAirport éclairé de nuit.

L'aéroport international de Bâle-Mulhouse-Fribourg (EuroAirport) est un des seuls aéroports binationaux au monde (avec celui de Genève), il comprend en effet une partie suisse et une partie française. Cette mise en commun de niveau européen fait de Mulhouse la sixième ville aéroportuaire de France en nombre de passagers. La plate-forme comporte une zone douanière suisse, reliée à Bâle par une route douanière. Il s'agit du sixième aéroport français en nombre de voyageurs et du troisième en volume de fret. L'aéroport a souffert de la faillite de Swissair mais sa fréquentation a pu redémarrer grâce à l'installation d'une base de la compagnie aérienne easyJet. Cette installation a permis à l'EuroAirport un gain considérable puisque le trafic est passé de 2,49 à 9,08 millions de passagers entre 2004 et 2019. Son infrastructure est capable d'accueillir 10 millions de passagers et dessert en 2021 plus de 70 destinations par une quarantaine de compagnies. En 2014, la compagnie easyJet assure 55 % du trafic régulier, soit 42 % du trafic total à elle seule. La présence de la compagnie permet à l'Euroairport de disposer d'une offre low-cost couvrant toute l'Europe, confortant ainsi la dimension européenne de la plate-forme. Il est situé sur la commune de Saint-Louis et dessert principalement les régions de Bâle en Suisse et de Mulhouse, de Belfort et de Montbéliard en France et, dans une moindre mesure, celle de Fribourg-en-Brisgau en Allemagne. Les compagnies aériennes régulières présentes sont :
- Air Algérie
- Air Arabia Maroc
- Air France
- Air Transat
- Austrian Airlines
- British Airways
- Brussels Airlines
- Chair Airlines
- Corendon Airlines
- EasyJet
- Eurowings
- HOP!
- KLM Royal Dutch Airlines
- Lufthansa
- Nouvelair Tunisie
- Pegasus Airlines
- Ryanair
- SunExpress
- Swiss International Air Lines
- TUI fly
- Turkish Airlines
- Vueling Airlines
- Wizz Air

### Risques naturels et technologiques

#### Risques naturels

##### Risque inondation
Le risque d'inondation de Mulhouse à la suite d'une crue de l'Ill, en amont de la ville, est un problème historique ancien avec moult inondations dans le passé. Ce risque a été en partie réglé, au XIXe siècle, par le percement du « canal de décharge des eaux de l'Ill ». Malgré tout, avec les changements climatiques en cours, les risques qui semblaient lointains redeviennent plausibles. Les autorités restent attentives et un programme de travaux reliant l'Ill au Canal du Rhône au Rhin est en cours pour minimiser le danger.

##### Risque sismique
Mulhouse est situé en zone sismique 3 soit modérée (zone 3 sur 5 du zonage mis en place en mai 2011),. Cela implique un certain nombre de normes s’appliquant dès la conception d’un projet de construction.

#### Risques technologiques
Les risques technologiques principaux sont liés à l'activité industrielle chimique (au sens large). Si à Mulhouse, cette industrie à maintenant disparu, la pollution liée à d'anciennes usines peut poser un problème.
Actuellement, dans un rayon de 15 km partant du centre de la ville, on trouve la très grande majorité des seize établissements industriels classés « Seveso seuil haut » et des sept établissements classés « Seveso seuil bas » du Haut-Rhin, y compris les activités liées au stockage de produits pétroliers.
Deux pôles principaux concentrent les activités présentant un risque : le pôle allant de Chalampé à Hombourg (le long du canal d'Alsace) et l'entrée de la vallée de la Thur de Cernay à Thann.
La proximité de la centrale nucléaire de Fessenheim, située à moins de 25 Kilomètres de Mulhouse, avant son arrêt définitif (le 30 juin 2020) et l'évacuation définitive du combustible (en 2023) pouvait poser des problèmes potentiels de sécurité nucléaire. La distribution de pastilles d'iode aux habitants de communes au nord de l'agglomération (rayon de 20 km autour de la centrale), en prévention d'un risque radioactif, était encore à l'ordre du jour ces dernières années.
Le site dit «StocaMine» situé à Wittelsheim. StocaMine est le nom d'une filiale (défunte) de la société des Mines de potasse d'Alsace créée pour encadrer la transformation de l'ancien puits de la mine de potasse Joseph-Else, en un centre de stockage de déchets de « classe 1 » (déchets dangereux) et « classe 0 » (déchets hautement toxiques), sous forme d'un « stockage souterrain de déchets ultimes en couches géologiques profondes.
C'est le seul site, à ce jour, avoir été légalement autorisé à recevoir des déchets de « classe 0 » en couches géologiques profondes, en France métropolitaine. Le stockage n'a eu lieu que de 1999 à 2002. L'enfouissement est stoppé en 2004 après un incendie de déchets toxiques qui n'a pu être maîtrisé qu'après deux mois. Stocamine doit continuer à faire l'objet d'un suivi et éventuellement du retrait et retraitement correct des déchets en surface. En mars 2017, après enquête publique, le préfet du Haut-Rhin a finalement réautorisé le stockage illimité des déchets enfouis dans le site, mais après l'extraction de 93 % des déchets de mercure encore présents.
Les débats sur le devenir des 42 000 tonnes de matières dangereuses sont récurrents.

## Toponymie

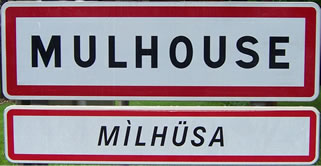
Panneau bilingue.

Le nom Mulhouse est l'adaptation française du nom Mülhausen en allemand (Mühl : moulin et Hausen : maisons), soit les maisons du (ou au) moulin,. En l'an 803, la cité apparaît sous le nom de Mulinhuson. De l'an 1347 à 1798, elle est connue sous le nom de Stadtrepublik Mülhausen (littéralement : république urbaine ou ville-république de Mulhouse), traduit couramment en français par république de Mulhouse. Lorsque la Stadtrepublik signe son traité de Réunion, son nom n'est dans un premier temps pas francisé et elle devient la commune française de Mulhausen. En 1848, son nom est francisé pour devenir Mulhouse. Le nom allemand est toujours utilisé dans les pays germaniques, de même qu'en Alsace sous sa forme dialectale. De 1871 à 1918, les autorités impériales allemandes la rebaptisent Mülhausen im Elsass pour la distinguer de son homonyme Mühlhausen en Thuringe. Elle reprend son nom francisé lorsque l'Alsace-Lorraine réintègre la république française en 1919. La ville est appelée Mìlhüsa en alsacien.

### Légende de la naissance de Mulhouse

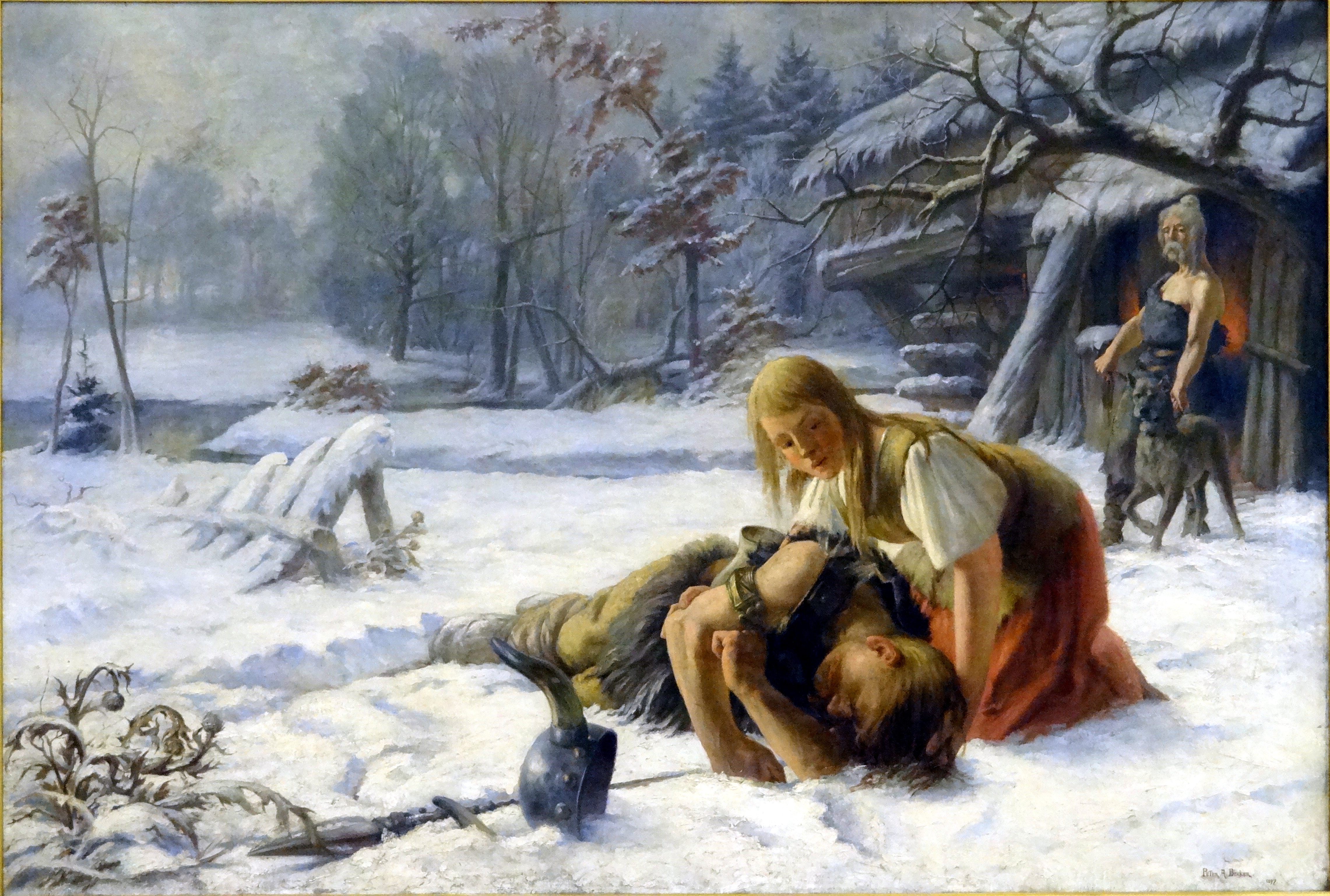
Peter Becker, Fondation légendaire de Mulhouse.

Selon une première légende, en 58 av. J.-C., Jules César arriva en Alsace par la trouée de Belfort afin de bouter les Germains au-delà du Rhin. Les troupes des Germains étaient dirigées par le roi suève Arioviste. Les deux armées les plus redoutables de l'époque s'affrontèrent dans un terrible combat dans le Sud de l'Alsace dans l'actuel lieu-dit de l'Ochsenfeld entre Wittelsheim et Cernay. L'armée d'Arioviste fut vaincue et les Romains victorieux pourchassèrent et massacrèrent les Germains dans toute la plaine. Une autre légende, reprenant des éléments similaires, place la naissance de Mulhouse en 451 apr. J.-C., lorsque l'armée d'Attila (héros, sous le nom de Etzel, de légendes germaniques comme la Chanson des Nibelungen ou Théodoric de Vérone), ravagea la région. Quelles que soient la version et la date, la deuxième partie de la fondation légendaire de Mulhouse est la même. Un jeune guerrier qui fuyait les combats et tentait de regagner le Rhin, aurait alors été retrouvé blessé près d'un moulin à eau, à l'emplacement actuel de Mulhouse. La fille du meunier l'aurait recueilli et se serait mariée avec lui, entre-temps d'autres soldats en errance vinrent les y rejoindre et se marièrent eux aussi avec des femmes de la région. Ils s'établirent autour de la maison du moulin. Leurs descendants seraient donc les Mulhousiens. Ce qui explique également que le blason de la ville représente une roue de moulin à eau.

### Emblème: la Roue de Mulhouse
| Les grandes armes de Mulhouse | À gauche : Les grandes armes de Mulhouse représentent la Roue de Mulhouse en blason tenue par deux lions au-dessus duquel se tient une couronne murale. Elles se blasonnent ainsi : « D'argent, à une roue de moulin de gueules, supportée par deux lions d'or, surmontée d'une couronne murale à cinq tours, soutenue d'un ruban d'argent au nom de la ville de Mulhouse » |

| Les Armes de Mulhouse | À gauche : Armes parlantes (En allemand Mülhausen signifie les maisons du moulin). Les armes de Mulhouse représentent la Roue de Mulhouse. C'est en fait la roue d'un moulin à eau, la ville ayant été fondée, d'après la légende, autour d'un moulin à eau. Elles se blasonnent ainsi : « D'argent à une roue à huit aubes de gueules » À droite : Le drapeau mulhousien est flammé de vingt pièces rouges et blanches avec un canton armorié qui reprend la Roue de Mulhouse. Il fut le drapeau officiel de la République de Mulhouse jusqu'à la Réunion en 1798. | Le drapeau de Mulhouse |

Fait curieux, la roue à aubes, emblème de Mulhouse, se retrouve sur l'emblème de la compagnie maritime rochelaise Delmas (ultérieurement Delmas-Vieljeux), après qu'Émile Delmas, époux de la mulhousienne Irma Thierry, ayant opté pour la France, eut rejoint cette compagnie en 1873, lui apportant un capital substantiel.

### Périphrases et surnoms désignant Mulhouse
- La Cité du Bollwerk[166], du nom d'une tour vestige d'avant l'industrialisation.
- La capitale européenne des musées techniques[167], en raison du nombre de musées industriels de dimension internationale que la ville compte.
- Le Manchester français[168], car Mulhouse était un des plus grands pôles industriels d'Europe.
- La ville aux cent cheminées[169], en raison des anciennes cheminées d'usines en briques rouges qu'on pouvait voir dans toute la ville, clin d'œil à Prague, autre ville de la Mitteleuropa surnommée « la ville aux Cent Clochers ».
- Le surnom de ses habitants : le Wackes ou Milhuser Wackes[170]. En dialecte alsacien, le personnage représentatif du mulhousien, un peu canaille, rebelle, roublard (à l'instar du Titi parisien) qui est le contraire des villageois des alentours et des autres Alsaciens (en général) plus dociles et naïfs.
- La ville aux 136 nationalités, expression souvent employée, depuis les années 2000[171],[172],[173], pour désigner la grande diversité de la population mulhousienne. À l'origine, c'est un leitmotiv lancé par une association citoyenne « Mulhouse j'y crois[174] » pour contrecarrer les préjugés xénophobes.

## Histoire

### De la préhistoire à l'Antiquité
Les environs de Mulhouse sont habités depuis le Paléolithique mais le site même qu'occupe la ville aujourd'hui ne présentait pas assez d'avantages pour qu'une agglomération s'y constituât.
Des restes préhistoriques ont été retrouvés aux alentours de Ferrette, de Bollwiller, d'Eguisheim et dans la grotte d'Oberlag dans le Sundgau. Ils datent du Paléolithique supérieur, en particulier du Magdalénien. Les recherches archéologiques ont détecté une présence humaine sur les collines autour de Mulhouse vers 5000 av. J.-C. Au IIe millénaire av. J.-C., les Celtes arrivèrent en Alsace. L'oppidum du Britzgiberg, situé à Illfurth, au sud de Mulhouse fut aménagé par les Celtes au VIIe siècle av. J.-C., durant la période de Hallstatt. Du Ve siècle au Ier siècle av. J.-C., l'Alsace était divisée entre deux tribus celtes : les Séquanes au sud et les Médiomatriques au nord plus ou moins supplantés par les germano-celtes triboques.

#### Bataille de l'Ochsenfeld

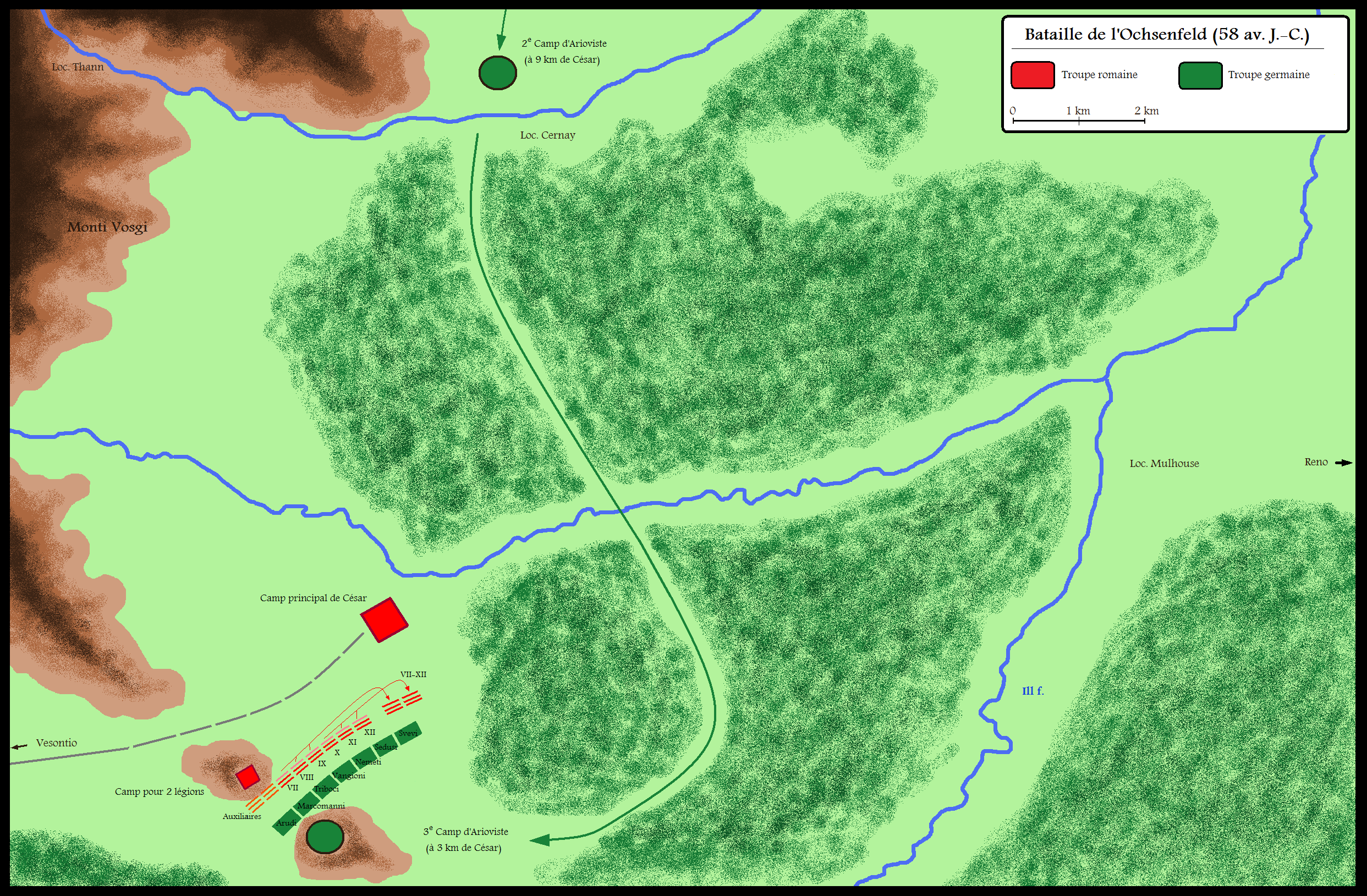
Bataille de l'Ochsenfeld opposant Jules César à Arioviste.

La bataille de l'Ochsenfeld se déroula à l'ouest de Mulhouse et opposa en 58 av. J.-C. l'armée romaine menée par Jules César à une coalition de Germains menée par Arioviste, les Séquanes ayant fait appel à Arioviste et engagé leur troupes Suèves en tant que mercenaires.
Il semble qu'Arioviste traversa le Rhin vers 72 av. J.-C., ainsi que des populations suèves des vallées du Neckar et du Main. Au fil des années, les peuples germaniques traversèrent le Rhin et atteignirent près de 120 000 personnes. Les Éduens et les Séquanes tentèrent d'affronter les Germains mais furent sévèrement battus. Les Séquanes furent les principales victimes de l'invasion germanique. Les Éduens envoyèrent alors des ambassadeurs à Rome réclamer de l'aide, le Sénat romain leur octroya le titre d'« ami du peuple romain ». Jules César, nommé Consul des Gaules en 59 av. J.-C. s'efforça de convaincre le chef germain de suspendre ses interventions en Gaule,,,. Cependant ce dernier continua de harceler ses voisins gaulois et invita d'autres tribus d'outre-Rhin à le rejoindre en Alsace. Les Éduens et Séquanes en appelèrent à César qui décida de repousser Arioviste, estimant qu'il était dangereux pour l'avenir de la République romaine de laisser les Germains traverser le Rhin en grand nombre. Il pénétra en Alsace en entrant par la trouée de Belfort et affronta Arioviste. Des fouilles entreprises entre Cernay et Wittelsheim ont permis dans les années 1970 de mettre au jour les vestiges d'un camp romain sur la plaine de l'Ochsenfeld mais la localisation précise de la bataille finale reste indéterminée. La bataille vit la victoire des Romains commandés par Jules César, général et proconsul des Gaules, sur le chef suève Arioviste, chassant les Germains de l'autre côté du Rhin. Arioviste, blessé, réussit à repasser le fleuve sur une barque, faisant de ce fleuve une frontière naturelle pour les siècles à venir. Ce fut la deuxième bataille majeure de la guerre des Gaules après celle de Bibracte contre les Helvètes et les Boïens.

#### Alsace romaine
À la suite de la bataille de l'Ochsenfeld, l'Alsace fut intégrée à l'Empire romain et romanisée. La Pax Romana s'installa dans un premier temps, il en subsiste de multiples vestiges. Par la suite survinrent de multiples tentatives d'invasions de la part des Germains, notamment des Alamans. En 451 apr. J.-C., l'armée d'Attila (nommé en allemand Etzel) traversa le Rhin et ravagea la région avant de remonter en direction de Strasbourg et Mayence pour se lancer à l'assaut du reste de la Gaule ; elle en fut chassée à la suite de la bataille des champs Catalauniques. Vers le milieu du Ve siècle, les Romains finirent par être définitivement chassés de la plaine d'Alsace où les Alamans s'installèrent, y répandant leur culture, leur langue (l'alsacien, alémanique) et y construisant de nombreux villages.
Pendant cette période, on ne trouve pas de traces d'occupation stable à Mulhouse. Par contre à Illzach, en toute proche banlieue, se trouvait une localité d'une certaine importance administrative dont le nom latin était Uruncis.

### Moyen Âge

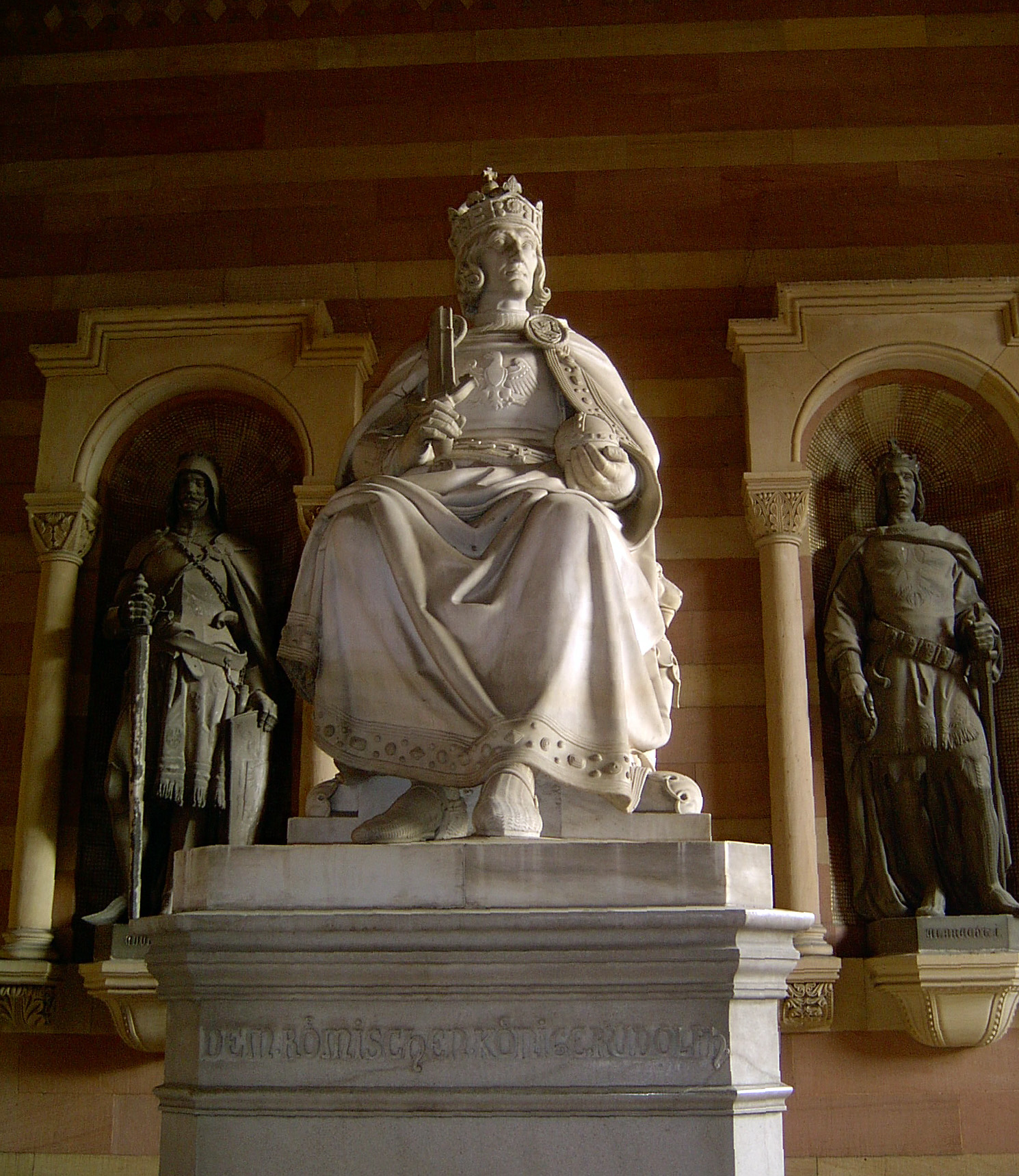
Rodolphe de Habsbourg (cathédrale de Spire).

Les Alamans mirent en place une confédération de petits royaumes appelée royaume alaman. Alaman signifie « Tous les hommes ». L'Alémanie est christianisée aux alentours du VIIe siècle. Les Alamans furent évincés progressivement par les Francs, puis définitivement en 746 avec le procès de Cannstatt.
On ne sait pas précisément à quel moment Mulhouse a été fondée ; l'incendie de l'hôtel de ville en 1551 fit disparaître la majorité des archives retraçant l'histoire de la ville avant cette date. Les sources externes à la cité sont donc les principales références pour connaître son histoire avant le XVIe siècle. Ce mystère a donné naissance à des interprétations légendaires la situant autour d'un moulin à eau et durant un conflit militaire. Une chose est sûre, Mulhouse naquit sur les bords de l'Ill, sur un site sujet aux inondations mais propice à l'installation de moulins à eau. Une réelle activité économique fut lancée grâce à sa position centrale entre Jura, Vosges et Forêt-Noire alliée au potentiel de l'énergie hydraulique dont bénéficie alors la ville. Il y eut de nombreux moulins construits à Mulhouse. La première mention écrite de la ville de Mulhouse date de l'an 803 lorsqu'un certain Achito fit don de propriétés, dont Mulinhuson (« les maisons du ou des moulin(s) »), au monastère de Fulda. La ville se trouva sous l'autorité du Saint-Empire romain germanique dès 962, date de sa création. Des traces archéologiques de sépultures et de lieux cultuels sont attestées pour cette période, juste avant l'An mille. La ville se développa à partir de deux noyaux dont l'un appartenait aux évêques de Strasbourg et l'autre à la famille Hohenstaufen.
L'abbaye de Saint-Étienne du village de Mulenhusen fut cédée aux évêques de Strasbourg en l'an 1005. Les évêques eurent alors un pied dans la ville, ce qui alimenta les rivalités avec les empereurs au sujet du contrôle de la cité. Au début du XIIe siècle, Mulhouse était déjà une cité importante et structurée. Les Mulhousiens profitèrent des luttes entre l'Empire et l'évêché au XIIe siècle pour affermir leur autonomie. Dans les rivalités entre les empereurs et les évêques, Mulhouse prit le parti des empereurs. Frédéric II fortifia la cité vers 1223 pour lui permettre de faire face aux attaques répétées. Mulhouse change à plusieurs fois de mains, subissant successivement l'oppression des évêques et l'octroi de libertés par l'empereur qui voyait en elle un allié de poids. Cette période trouble correspond au Grand Interrègne. Se sentant menacées par les évêques en 1261, les villes alsaciennes soutinrent Rodolphe de Habsbourg. Les Mulhousiens, alors sous le joug de l'évêque de Strasbourg, ouvrirent les portes de la cité à Rodolphe et entamèrent le siège du château épiscopal. Le siège dura trois mois ; les Mulhousiens prirent alors possession du château, l'incendièrent avant de le raser ; il n'en reste que la tour Nessel et la tour du Diable. Avec l'aide de Rodolphe, les Mulhousiens venaient de s'affranchir définitivement de la tutelle des évêques.

#### Les Hospitaliers
Les Mulhousiens viennent à peine de s'affranchir de la tutelle épiscopale après avoir pris d'assaut le château de l'évêque de Strasbourg avec l'appui du futur empereur Rodolphe de Habsbourg. Ce dernier élève la cité au rang de ville impériale six ans plus tard. La chapelle Saint-Jean est l'œuvre de l'ordre de Saint-Jean de Jérusalem, qui est alors un des plus influents de la ville. La chapelle a été consacrée en 1269, soit à une époque antérieure à la fondation de la Stadtrepublik mais charnière pour l'histoire de la cité. Elle abrite un font baptismal romane ainsi que des fresques du XVIe siècle retraçant la vie de Saint Jean-Baptiste. Propriété de la commune de Mulhouse depuis la Réunion de la République de Mulhouse à la France, elle est classée comme monument historique par arrêté du 21 février 1893, ce qui conduira à sa restauration. Les vibrations et sonorités particulières qu'elle offre se prêtent particulièrement bien aux manifestations culturelles. Des concerts s'y déroulent régulièrement.

#### Mulhouse, ville impériale
En 1275, Rodolphe de Habsbourg, à peine empereur sous le nom de Rodolphe Ier, éleva Mulhouse au rang de ville impériale et signa un accord avec les Mulhousiens conférant à la cité le droit de posséder ses fiefs et l'affranchit de toute tutelle étrangère, y compris de celle du landgraviat d'Alsace. La ville ne dépendait dès lors que de l'empereur lui-même représenté par un prévôt impérial. Dans l'attribution des nouvelles libertés, les familles nobles de Mulhouse furent toutefois grandement favorisées, elle disposaient de la majorité absolue au conseil. C'est là que commencèrent les conflits entre les Mulhousiens et la noblesse locale. En 1284, Rodolphe Ier tenta de rétablir la paix entre les deux partis.
En 1326, la guerre éclata entre les Mulhousiens et la noblesse locale. Les Mulhousiens finirent par prendre de force et réduire en cendre les possessions de la noblesse proches de ses murs. En réaction les nobles alliés à Albert II d'Autriche assiégèrent la ville et finirent par s'en emparer. Mulhouse fut pillée. Plus au sud, les cités suisses également menacées par le duc d'Autriche et inquiètes de voir Mulhouse tomber envoyèrent leurs troupes en Alsace et en chassèrent Albert II. Les autres cités alsaciennes subirent les mêmes troubles et prirent progressivement conscience de la nécessité de s'unir à l'instar des cités suisses.

#### Création de la république
En 1347, l'empereur Charles IV donna pour ordre que le prévôt ne soit choisi que parmi les bourgeois (dans son sens premier d'« habitant du bourg » synonyme à l'époque d'« habitant de la ville » à l'image de « citoyen » qui désigne à l'origine l'« habitant de la cité »), modifia la représentation au conseil et permit à ce dernier et aux corporations d'élire un bourgmestre. Ce Bourgmestre serait à la tête de la cité et ne pourrait être révoqué par l'empereur. Le premier bourgmestre élu fut Jean de Dornach. Mulhouse adopta ainsi un modèle républicain : la République de Mulhouse (en allemand : Stadtrepublik Mülhausen) était née. La subsistance du poste de prévôt impérial jusqu'en 1395 maintint toutefois la tutelle de l'empereur sur la jeune république. En 1354, Charles IV créa la Décapole, Mulhouse en devint dès lors membre. Dans toute l'Europe rhénane, les cités gagnèrent en puissance, s'enrichirent et prospérèrent ; Mulhouse suivit la même évolution. Les nobles se coalisèrent contre les cités. En réaction, les villes de Bavière, de Suisse, de Souabe et du Rhin mirent en place en 1385 une grande coalition dont Mulhouse fit partie. Les Suisses écrasèrent en 1386 les troupes autrichiennes lors de la bataille de Sempach. En 1395, les Mulhousiens achetèrent à l'empereur Venceslas Ier la suppression du poste de prévôt impérial,,, l'empereur instaura également l'autonomie fiscale. Tous les pouvoirs d'administration de la cité revinrent alors au conseil et au bourgmestre, élus par les Mulhousiens et l'empire n'assure plus que les fonctions régaliennes. S'ensuivit une période de prospérité, les Mulhousiens rachetèrent en 1437 les territoires d'Illzach et de Modenheim ainsi que des territoires attenants ; les faubourgs s'accroissaient. Les nobles des alentours semblaient alors incapables de rivaliser avec la montée en puissance de la cité.

#### Invasion des Armagnacs et l'expulsion des nobles
En 1444, l'empereur Frédéric III appela le dauphin Louis, futur Louis XI et ses Armagnacs pour mater les cités suisses sur lesquelles il avait perdu le contrôle. Appelés aussi les Écorcheurs, les Armagnacs dont on parle ici étaient des bandes armées formées d'anciens mercenaires sans emploi qui vivaient de pillages. Les nobles de Haute-Alsace se joignirent à eux. Les Suisses furent défaits à Bâle et les Armagnacs se dirigèrent vers Mulhouse. Les Mulhousiens se préparèrent alors au siège, ils accueillirent et armèrent tous les habitants des alentours qui désiraient résister. Ils embauchèrent également des artificiers et tout ce qu'ils trouvèrent comme mercenaires. Tous se réunirent à l'intérieur des remparts après avoir pris le soin de détruire et brûler tout ce qui pouvait être utile à l'ennemi en dehors. Ils prirent également possession du château d'Illzach, y délogèrent les alliés des Armagnacs qui en étaient maîtres et y installèrent une garnison. Les Armagnacs entamèrent le siège et lancèrent le premier assaut le 18 septembre 1444. Ils furent repoussés par les Mulhousiens. Ils tentèrent de faire céder les Mulhousiens à l'usure et lancèrent par la suite trois autres attaques, toutes furent repoussées et les Armagnacs se retirèrent au printemps 1445. Toute la région fut ruinée et les nobles, tenus pour responsables de l'invasion, en sortirent affaiblis. Les Mulhousiens voulurent en finir définitivement avec le danger que représentait la noblesse interne à la ville. Ils décidèrent de dissoudre la corporation des nobles et leur demandèrent de se fondre dans les autres corporations. Tous ceux qui ne s'y conformèrent pas furent expulsés. Les nobles quittèrent la ville avec un profond ressentiment qui allait engendrer les hostilités à venir.

#### Guerre des Six Deniers

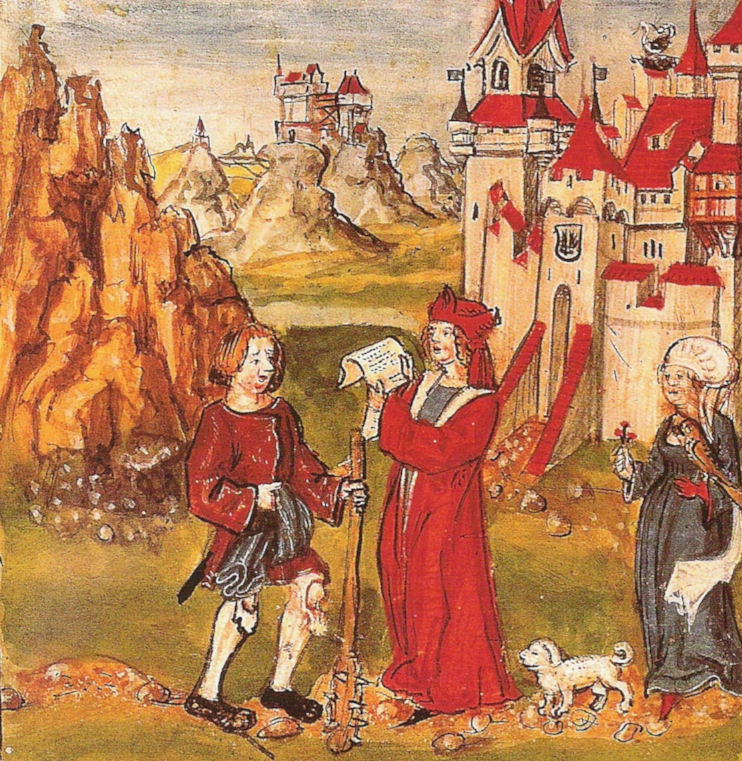
Guerre des Six Deniers - Plainte de Pierre de Réguisheim lue par Thuring III von Hallwyl - Diebold Schilling le Jeune.

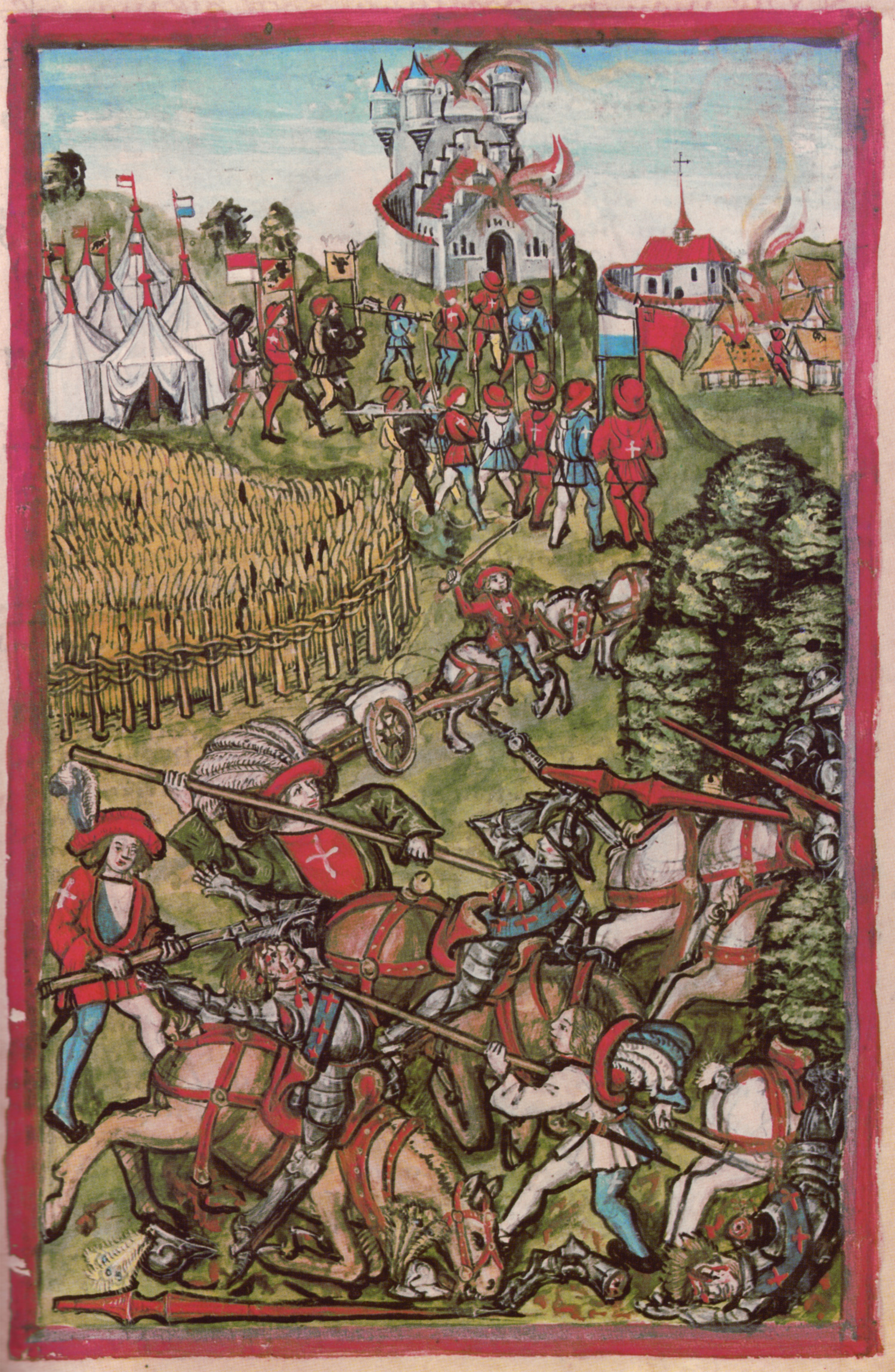
Guerre des Six Deniers - Combat dans la plaine de l'Ochsenfeld le 6 juillet 1468 - Diebold Schilling le Jeune (1513).

En 1466, l'autonomie de Mulhouse fut menacée par les Habsbourg, soutenus par les nobles du voisinage, qui déclarèrent la guerre à la ville sous un prétexte futile : six deniers dus par un meunier mulhousien à un dénommé Hermann Klee, d'où le nom de « Guerre des Six deniers » appelée en allemand : Sechs Plappertkrieg. La noblesse espérait ainsi se venger des Mulhousiens et retrouver son contrôle perdu sur la cité. Pierre de Réguisheim déclara la guerre aux Mulhousiens le 18 avril 1466. Les autres seigneurs locaux se joignirent à lui. Devant les forces en présence, les Mulhousiens furent abandonnés par les autres villes alsaciennes de la Décapole dont la cité faisait partie depuis sa fondation. Dos au mur et décidés à ne pas capituler, les Mulhousiens décidèrent de signer un traité d'alliance militaire avec les cantons suisses de Berne et Soleure en 1466. Les trois villes devaient s'apporter un secours militaire mutuel. À côté de ça, les cantons de Schwytz, Uri, Lucerne, Zurich, Zoug et Glaris prirent également le parti des Mulhousiens. La cité devint indépendante de facto, ce n'était alors plus l'empire qui assurait sa sécurité. À ce moment, Mulhouse ne se retira pas officiellement de la Décapole ; ses relations avec elle furent toutefois réduites au strict minimum. Les Mulhousiens finirent par ne plus y contribuer financièrement et, avec leurs nouveaux alliés, écrasèrent militairement les nobles. La guerre fut violente. Les cités alsaciennes de Turckheim et de Kaysersberg, effrayées par l'idée de voir les troupes de Mulhouse et des confédérés en Haute-Alsace prirent l'initiative d'aider les Mulhousiens ; elles rasèrent les forteresses d'Eguisheim et de Haut-Hattstatt et tuèrent Hermann Klee. Face aux forces en présence, les nobles signèrent un traité de paix et Pierre de Réguisheim dut dédommager les Mulhousiens.
La noblesse humiliée choisit alors une autre stratégie, celle de jouer sur l'impopularité des Mulhousiens auprès des habitants des alentours. L'offensive militaire mulhousienne avant le traité de paix causa en effet de nombreux morts et dégâts sur les terres appartenant à la noblesse. Celle-ci décida de déclarer la guerre de plus belle. Illzach et Modenheim furent pillées et réduites en cendres par les nobles. Les Mulhousiens réagirent en saccageant et incendiant les propriétés seigneuriales voisines. L'empereur Frédéric III du Saint-Empire ne parvint pas à faire cesser le conflit. Fribourg, Neuenburg et Brisach déclarèrent à leur tour la guerre aux Mulhousiens et s'allièrent aux nobles. Le Landvogt autrichien Thyring de Hallwyl s'unit également à eux. Une importante armée assiégea Mulhouse. La ville fut encerclée. À ce moment-là, les confédérés décidèrent une offensive de grande ampleur pour venir en aide aux Mulhousiens. Ils envoyèrent une armée composée de plusieurs dizaines de milliers d'hommes en Haute-Alsace, les Bernois fournissant le plus gros contingent. Les nobles, les Autrichiens et leurs alliés furent écrasés et Mulhouse secourue. L'offensive dura quinze jours. Les Mulhousiens et leurs alliés mirent à feu et à sang toute l'Alsace ainsi que la Forêt-Noire. Les dégâts furent considérables, plus d'une centaine de villages étant complètement rasés sur les terres seigneuriales. Plus d'une dizaine de forteresses dans lesquelles les nobles s'étaient retranchés furent assiégées, tombèrent et furent détruites. La victoire des Mulhousiens et de leurs alliés fut sans appel. Sigismond d'Autriche dut signer en 1468 le traité de paix de Waldshut, qui reconnaissait les franchises et libertés dont bénéficiaient les Mulhousiens et leurs alliés. Il fut également contraint de dédommager financièrement les cités concernées. À la suite des violences commises, la tension entre les Mulhousiens et le reste des habitants de Haute-Alsace demeura très vive.

### Temps modernes

#### Alliance avec la confédération

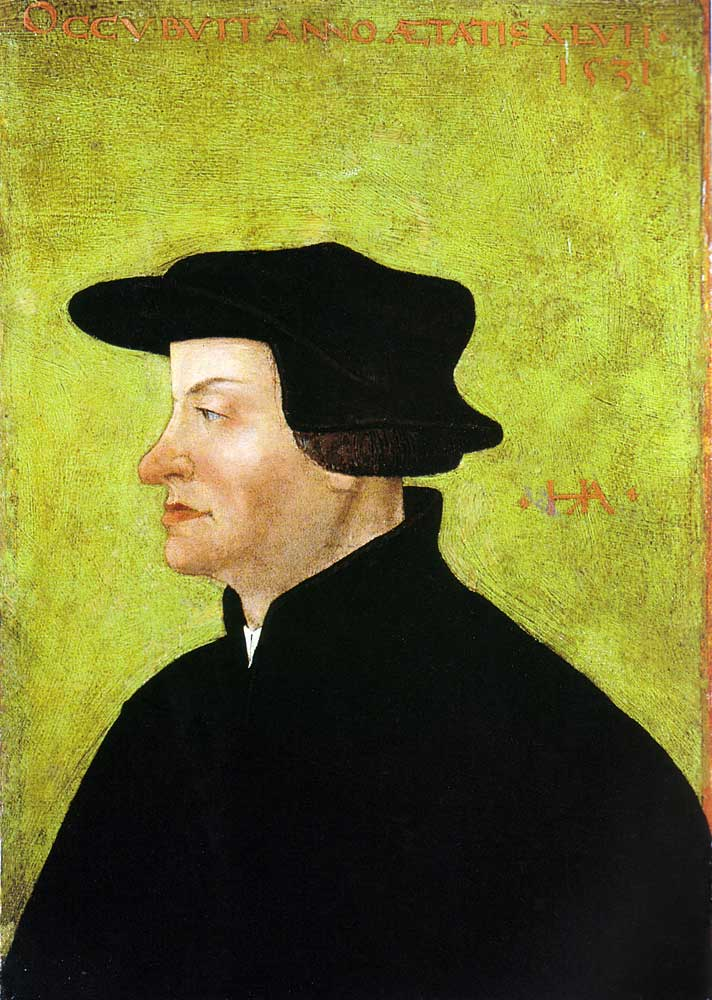
Ulrich Zwingli, peinture à l'huile de Hans Asper, 1531 - Kunstmuseum Winterthur.

À la suite de la guerre des Six Deniers, Mulhouse conclut en 1515 une alliance définitive avec les cantons suisses afin de garantir une paix durable ainsi que le respect de sa souveraineté, : elle se retirait ainsi de la Décapole. La cité devenant par conséquent une république libre et indépendante sans aucun lien politique avec le reste de l'Alsace, son destin allait rester distinct de celui de la région pendant plusieurs siècles. Parce qu’elle était alliée à la Confédération Suisse, Mulhouse fut épargnée par les conflits environnants, tels la guerre de Trente Ans, qui frappa violemment la région. Mulhouse servit alors de refuge aux habitants des alentours. En 1629, la peste se déclara dans la ville, qui était alors surpeuplée et, en 1638, le nombre de réfugiés fut bien supérieur à celui des Mulhousiens. En 1648, par le traité de Westphalie, l'Autriche céda au royaume de France une partie de l'Alsace, principalement le sud de la région. La république de Mulhouse, exclue du conflit, conserva son statut de ville indépendante mais se retrouva enclavée dans les terres du royaume de France.

#### Réforme zwinglienne
À partir de 1523 et après d'importants débats et divisions, Mulhouse adhéra à la Réforme qui s'opéra par étapes jusqu'au colloque de Berne en 1528, ce dernier finalisant la réforme en 1529 avec l'établissement complet et exclusif du culte protestant. Les catholiques ainsi que les Juifs furent chassés de la ville. Ces derniers s'établirent essentiellement à Dornach. Les Mulhousiens se rangeaient derrière les thèses d'Ulrich Zwingli à l'instar de plusieurs cités alémaniques de la confédération dont la ville voisine de Bâle. Les Habsbourgs dont les territoires enclavaient la cité restèrent fidèles à l'Église catholique, la cité devint donc une enclave réformée. Des lois strictes d'inspiration religieuse furent promulguées, le blasphème et la consommation d'alcool interdits et réprimés, les relations homme-femme rigoureusement encadrées.

#### Rayonnement de la ville sous l'ère industrielle

##### Industrialisation précoce
La révolution industrielle à Mulhouse commence au milieu du XVIIIe siècle, avant sa Réunion à la France. La Stadtrepublik est alors une petite enclave protestante dans le royaume de France de Louis XV. En 1746, la première manufacture d'indiennes, Koechlin Schmaltzer Dollfus & Cie, est créée dans la rue de la Loi par trois jeunes Mulhousiens : Koechlin (27 ans), Schmaltzer (25 ans) et Jean-Henri Dollfus père (22 ans). Ce sera un formidable succès, par des ventes en contrebande en France : la production d'indiennes était interdite dans le royaume de France par l'édit du 26 octobre 1686. C'est le début du développement industriel de la ville, qui ne compte alors que 4 000 habitants. En 1753, le Grand Conseil de la République de Mulhouse statue sur le cas des manufactures d'indiennes et autorise le secteur industriel à déroger au système des corporations qui constitue pourtant le socle des institutions républicaines de la cité. La Commission des fabriques est mise en place pour encadrer le secteur. En 1756, les 3 associés se séparent pour se mettre chacun à leur compte. Jean-Henri Dollfus crée alors Dollfus-Vetter & Cie qui deviendra Dollfus-Mieg & Cie (DMC) en 1800. Quand en 1759, le conseil d'État du royaume de France légalise les indiennes, l'industrie mulhousienne a déjà pris une avance considérable sur l'industrie française. En quelques années, la petite cité artisanale que Mulhouse était encore au XVIIIe siècle fut profondément transformée. Le développement de Mulhouse peut être comparé à celui d'une ville champignon, stimulé par l'expansion de l'industrie textile (draperie) et du tannage, puis par les industries chimiques et mécaniques à partir du milieu du XVIIIe siècle. Mulhouse entretient alors des relations privilégiées avec la Louisiane, d'où elle importe du coton, ainsi qu'avec le Levant. Des techniques diverses se développent, la ville innove, devenant un important lieu de stimulation intellectuelle dans le domaine social et dans celui des sciences et techniques.
C'est également durant cette période faste de la république de Mulhouse, qu'en 1772, Jean-Henri Lambert invente plusieurs systèmes de projection cartographique dont la projection conique conforme de Lambert et la projection azimutale équivalente de Lambert.

### Révolution française et Empire

#### La Réunion à la France
En 1798, le Grand Conseil de la République de Mulhouse vote son rattachement à la toute jeune république française, après un blocus de l'armée française, qui voulait mettre fin aux privilèges fiscaux et douaniers hérités de l'Ancien Régime. Le rattachement a lieu le 3 janvier 1798, à l'époque du Directoire. La fête de la « Réunion » se déroule le 15 mars de la même année. Lors de cette fête, les symboles de l'indépendance séculaire de la République sont détruits (épée de justice brisée en plusieurs morceaux, canons de l'Arsenal saisis). À cette date, la population a déjà augmenté de 50 % par rapport à 1746, les Mulhousiens sont au nombre de 6 000. La cité repose sur des bases industrielles solides, elle contribuera de manière spectaculaire au développement de l'industrie française. La Stadtrepublik Mülhausen devient ainsi la commune française de Mulhausen.

### Époque contemporaine

#### Le Manchester français

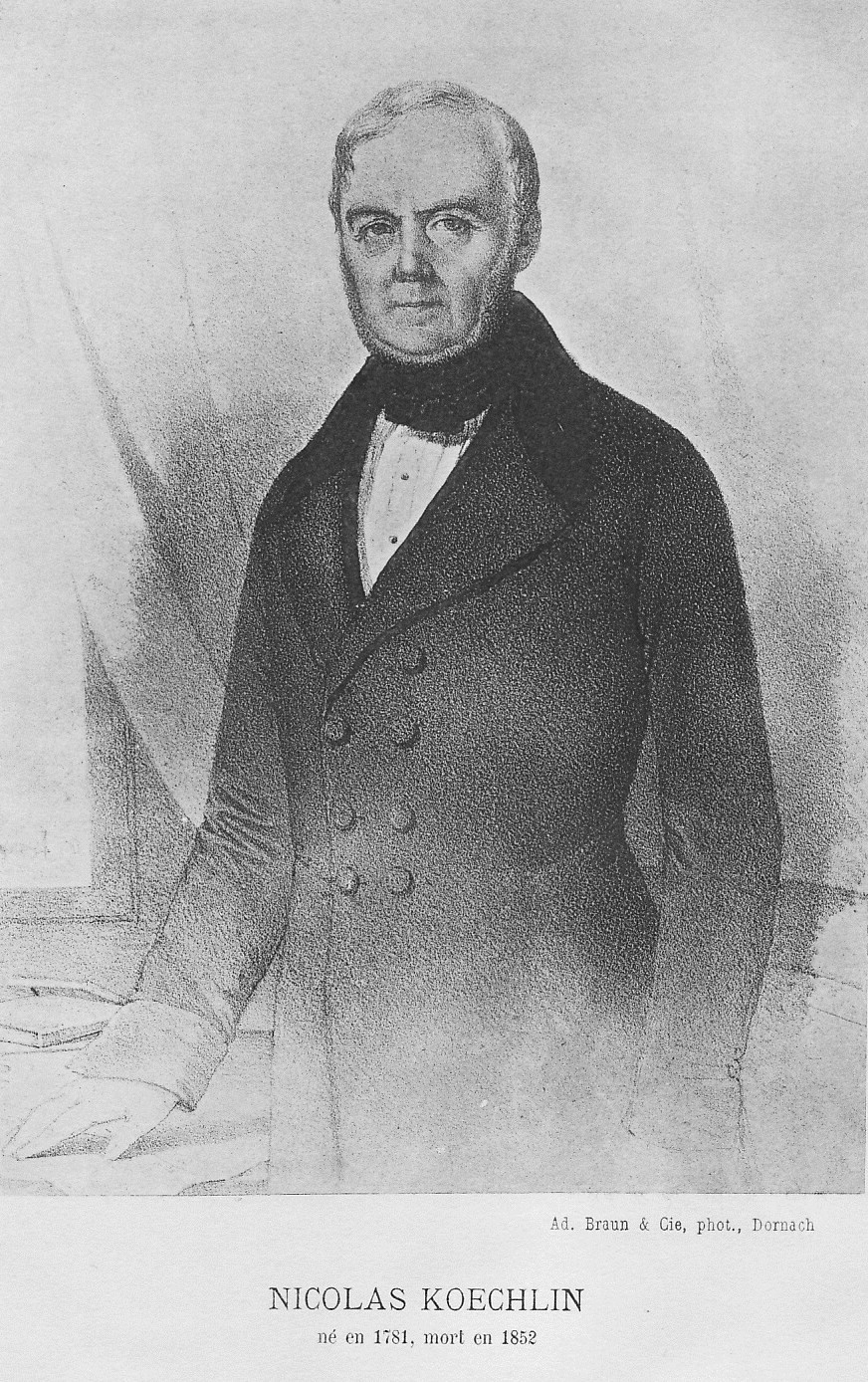
Nicolas Koechlin (1781 – 1852).

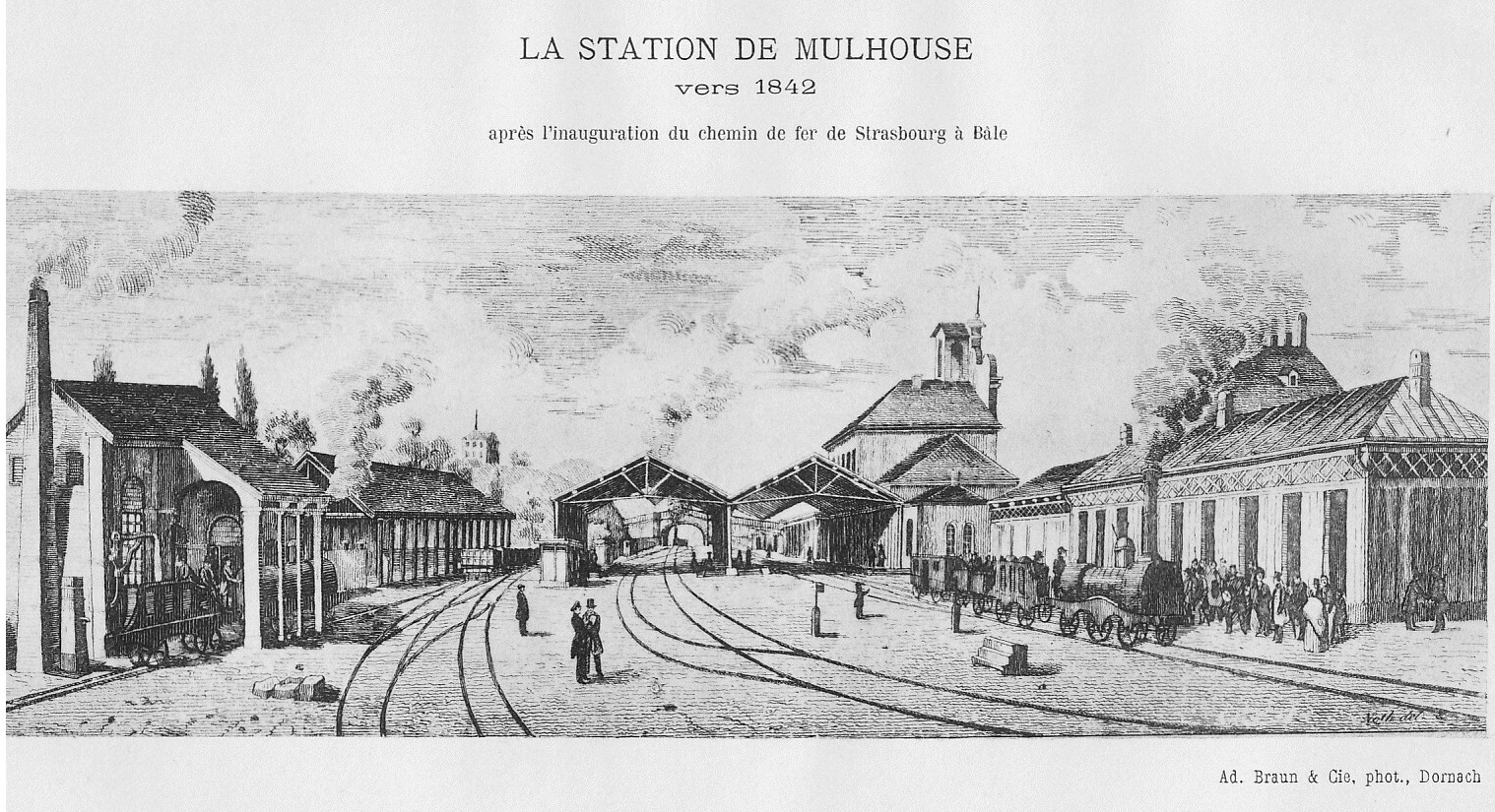
Gare de Mulhouse en 1842.

Ce rattachement accéléra le processus d'industrialisation en supprimant les barrières douanières qui handicapaient le commerce. Durant tout le XIXe siècle, l'industrie se développa et se diversifia : le textile, qui resta dominant, suscita pour ses besoins la création d'industries mécaniques et chimiques.
En 1798, la communauté juive de Dornach rédige le Memorbuch du même nom. Il contient des prières en la mémoire des victimes des persécutions en Allemagne, en Autriche, en Bohème, en Espagne, en Pologne et en Hollande. En 1803, les catholiques et les juifs peuvent à nouveau s'installer dans la ville.
Mulhouse met en chantier de grandes infrastructures. En 1804, le creusement du canal du Rhône au Rhin débute, il traverse Mulhouse en 1812 et permettra d'alimenter facilement la ville en charbon qui provient essentiellement du bassin houiller de la Loire et de celui de Sarrebruck, mais aussi des proches houillères de Ronchamp ainsi que celle des houillères de Blanzy. La même année, la première machine à vapeur de la région est acquise par DMC, par la suite les industries mulhousiennes encourageront systématiquement l'innovation en bénéficiant ainsi des technologies les plus avancées de l'époque. Cette culture de l'innovation, qui sera un des piliers du modèle mulhousien, permettra aux entreprises de la cité de maintenir sans cesse une avance sur leurs concurrents internationaux.
En 1826, André Koechlin monte une fonderie et se lance dans la construction mécanique en créant André Koechlin & Cie (AKC), l'ancêtre de la SACM et d'ALSTHOM (devenue Alstom). La même année Josué Heilmann invente la lanterne bobineuse. En 1827 ce dernier et son épouse mettent au point le premier métier à broder à 20 aiguilles. La Société industrielle de Mulhouse (SIM) est fondée le 20 avril 1826. La construction du Nouveau Quartier débute également en 1827. La Compagnie du chemin de fer de Mulhouse à Thann est créée en 1837 par Nicolas Koechlin, et la ligne de chemin de fer Mulhouse-Thann voit le jour en 1839. En 1838, il crée également la Compagnie du chemin de fer de Strasbourg à Bâle, qui construit la ligne Strasbourg-Bâle ; cette dernière sera achevée en 1846. À cette date, Mulhouse compte 45 filatures. En 1843, la première peigneuse mécanique au monde voit le jour, inventée par Josué Heilmann, elle va révolutionner l'industrie textile.
Des aménagements urbains importants ont également lieu. En 1843, Jean-Baptiste Schacre est nommé architecte-voyer, c'est à lui qu'on doit notamment la construction de la synagogue de 1847 à 1849, la construction de l'église catholique Saint-Étienne de 1855 à 1860, la couverture de la Sinne de 1856 à 1866 et la transformation profonde du temple protestant Saint-Étienne de 1859 à 1869. En 1848, la commune de Mulhausen francise son nom pour devenir officiellement la commune de Mulhouse.
Dans le sillage des journées révolutionnaires de février, le gouvernement provisoire de la IIe République promulgue en mars 1848 un décret portant création de comptoirs nationaux d'escompte dans les grandes villes du pays. Le Comptoir national d'escompte de Paris naît le 4 mars, celui de Mulhouse, le 8. Les deux comptoirs nationaux d'escompte seront fusionnés par la suite pour former la Banque nationale de Paris (BNP) qui fusionnera à son tour le 23 mai 2000 avec Paribas pour devenir le groupe bancaire français BNP Paribas. À cette époque, il s'agit de redonner vie à l'économie après la récession de 1847 en ranimant le crédit. Les comptoirs d'escompte, banques locales de crédit, sont des établissements au statut original, véritables sociétés mixtes avant la lettre puisque l'État et les municipalités nomment les dirigeants et apportent leur garantie en fournissant les deux tiers du capital.

#### Modèle mulhousien

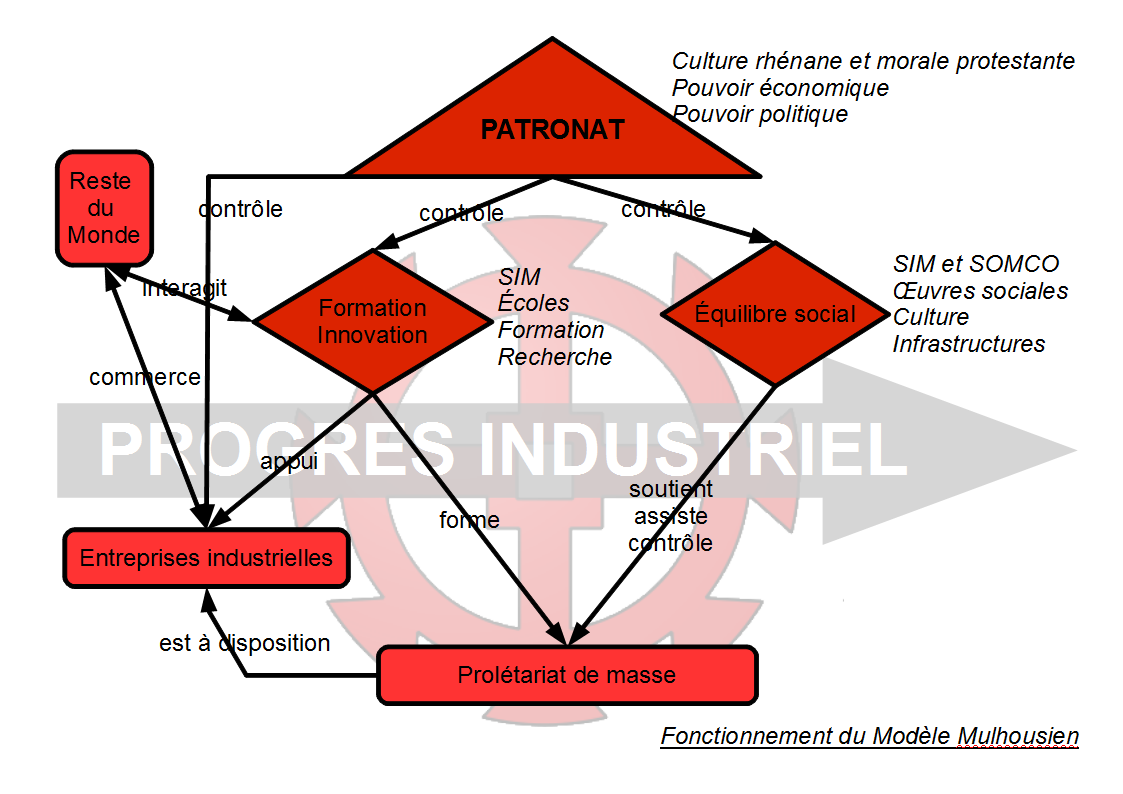
Schéma descriptif du modèle mulhousien.

Le modèle mulhousien repose sur trois piliers, un patronat protestant paternaliste, le prédominance du couple innovation/formation dans le développement technique et la recherche d'un équilibre social. Jusqu'à l'annexion allemande, tous les bourgmestres et maires sont protestants et proches ou issus du patronat. La Société industrielle de Mulhouse (SIM) et la Société mulhousienne de cités ouvrières (SOMCO) sont créées respectivement en 1826 et en 1853. Le 1er mars 1822, l'école de chimie est fondée, ce qui en fait historiquement la première de France. La recherche de l'équilibre social s'accentue encore après les événements du 26 juin 1847 aussi appelés le Bäckefest (littéralement la « Fête du pain »), l'augmentation du prix des vivres amenant les ouvriers à se révolter. Les émeutes se finissent dans le sang avec l'intervention de l'armée, elles marqueront les esprits profondément.

#### Empire allemand

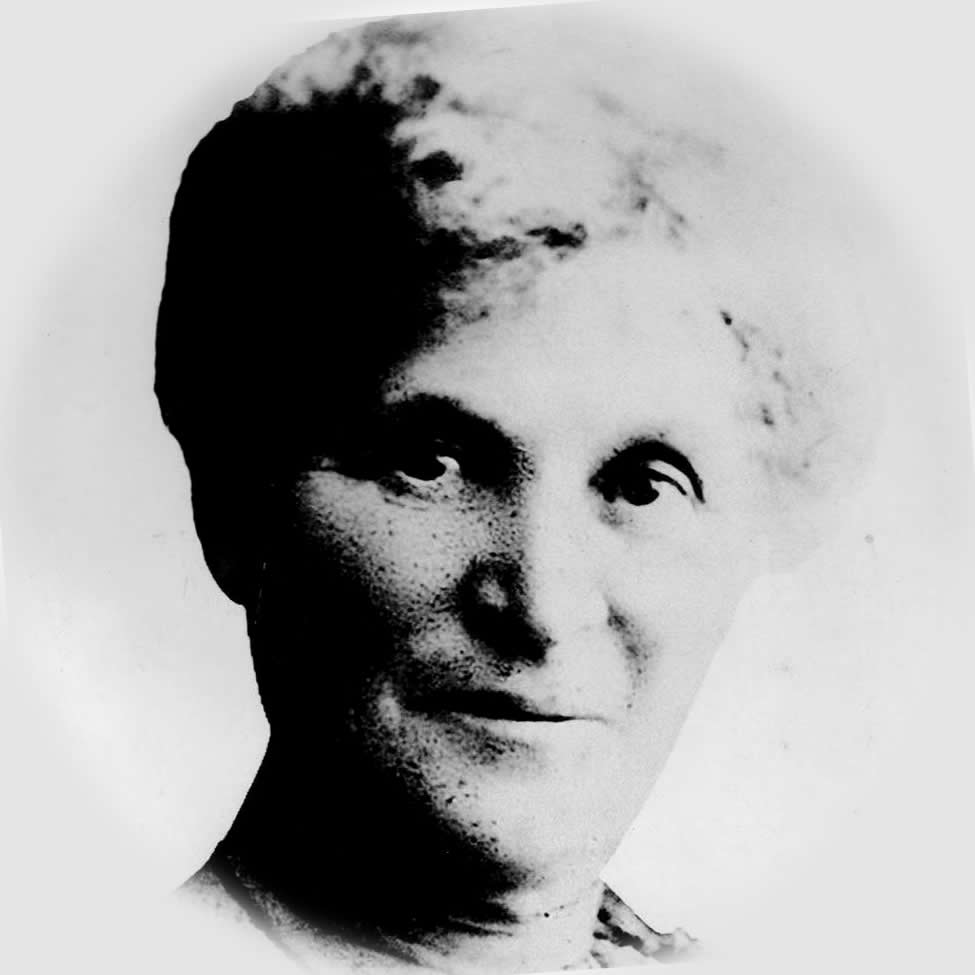
Amélie Zurcher.

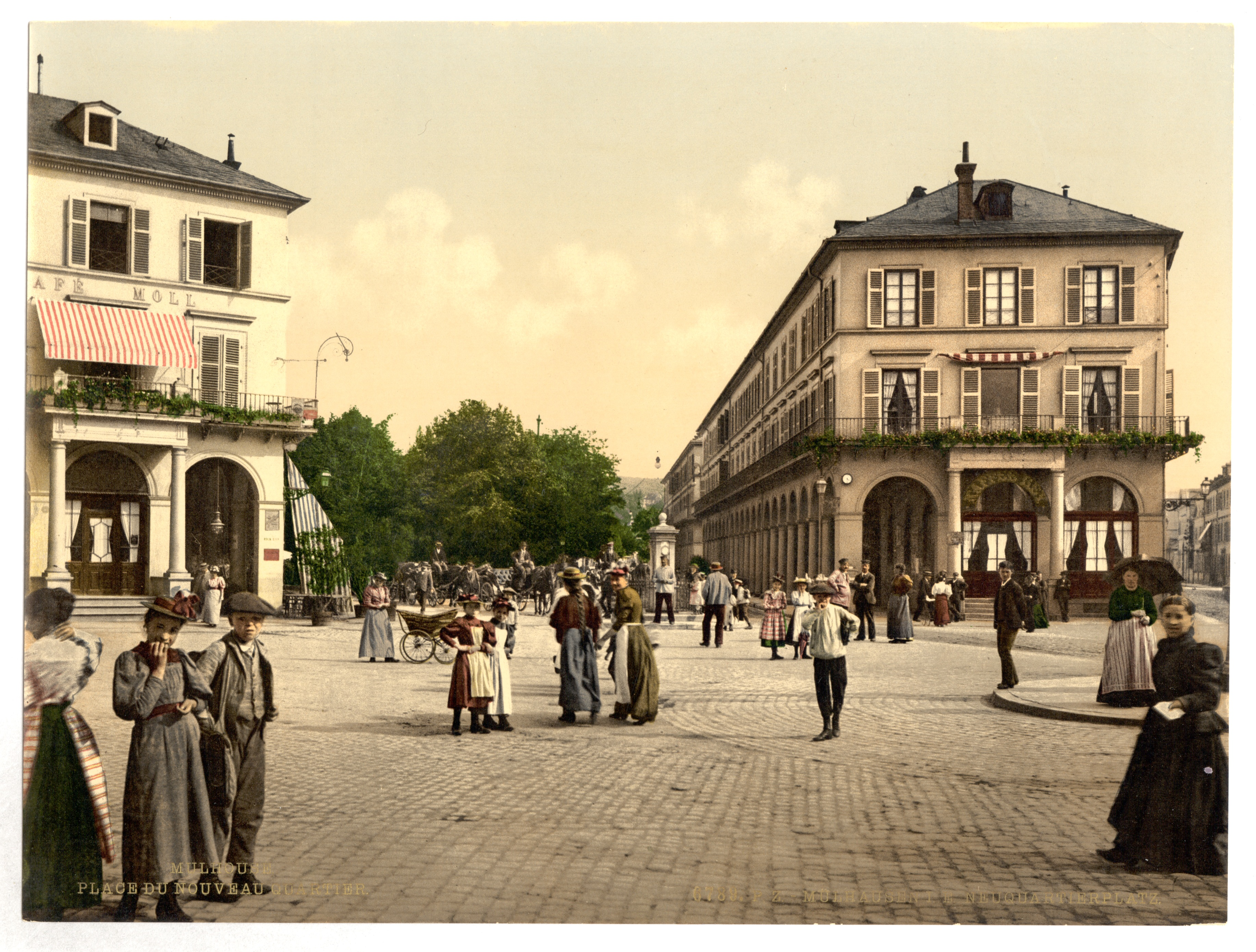
L'actuelle place de la République vers 1890.

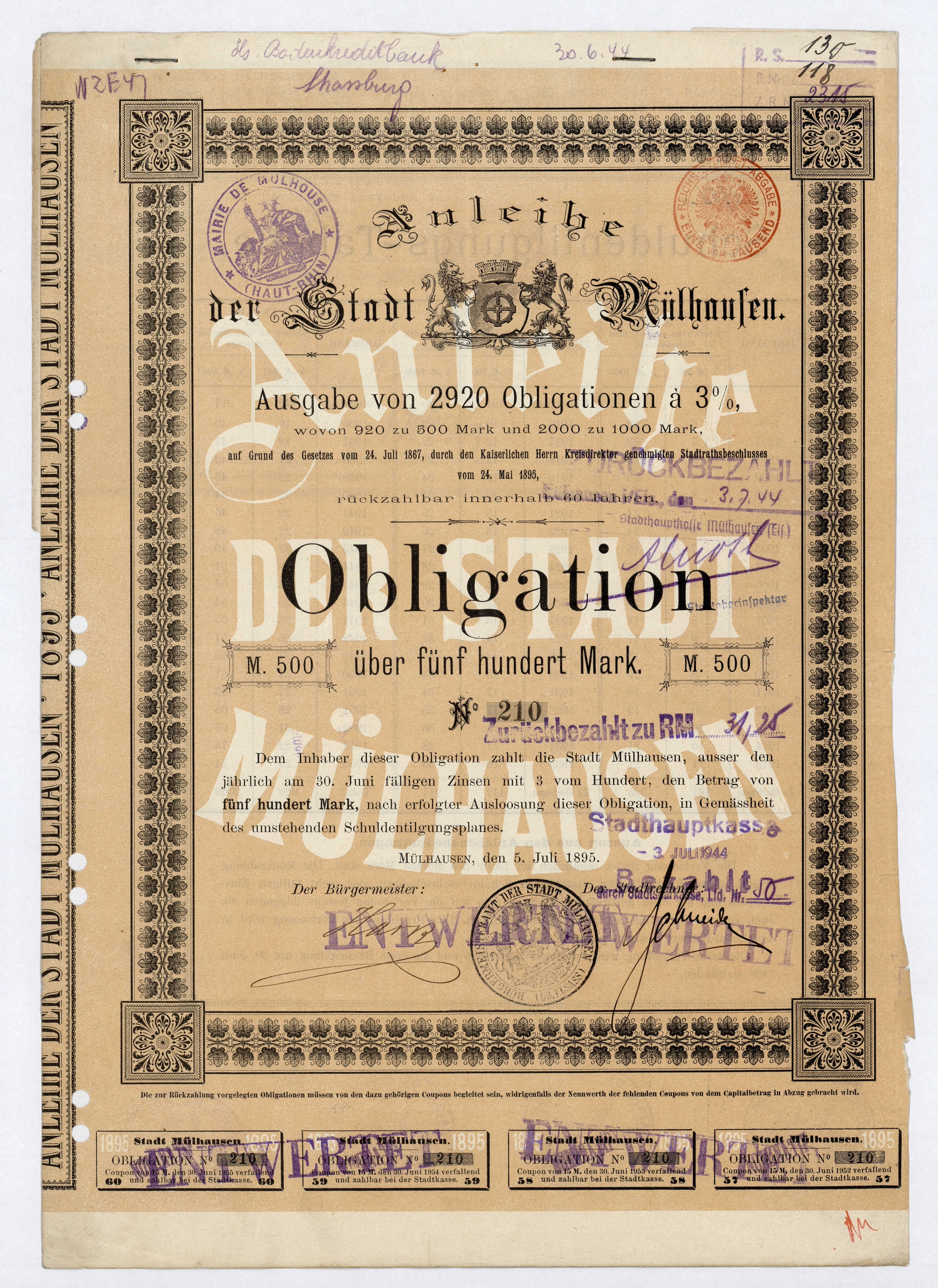
Obligation de la ville de Mulhouse en date du 5 juillet 1895

En septembre 1870, les Badois occupèrent Mulhouse. La ville fit ensuite partie, comme l'Alsace tout entière, de l'Empire allemand jusqu'en 1918. Les Mulhousiens, comme tous les Alsaciens, eurent à choisir entre quitter la région ou accepter de devenir allemands. Le juge Armand Weiss fut expulsé pour plusieurs années. Les autorités allemandes appelèrent la ville Mülhausen im Elsass pour la distinguer d'autres localités homonymes dont notamment Mülhausen en Thuringe.
De 1871 jusqu'au 11 novembre 1918, l'Alsace était donc sous administration allemande, conformément au traité de Francfort dont les clauses avaient été votées à une large majorité par l'Assemblée nationale en 1871. La caserne Lefèbvre fut construite en 1874, en 1889 ce fut au tour de la caserne Barbanègre de sortir de terre. Suivirent les casernes Coehorn en 1891 et Drouot en 1906. L'actuel tribunal de Grande Instance fut construit en 1877 tandis que l'actuel tribunal d'Instance le fut entre 1899 et 1902. La première ligne de tramway fut inaugurée le 24 mai 1882, elle reliait la Porte-Jeune à Dornach. Eugène Clemessy transforma, en 1900 durant ses loisirs, un vieux moulin près de Brunstatt en centrale électrique qui allait alimenter plusieurs communes.
Pressentant l’avenir de cette source d’énergie, il fonda en 1908 les établissements Clemessy. La découverte de gisements de potasse en 1904 par Amélie Zurcher et Joseph Vogt amena un nouvel essor et propulsa tout le nord de l'agglomération dans l'exploitation minière. La société minière Gewerkschaft Amélie est créée le 13 juin 1906. Le 22 avril 1908, le premier puits est foré et l'exploitation industrielle commença en 1910 avec la création de la Société Kali Sainte-Thérèse.
Le 1er juillet 1902, Wilhelm Weiller naquit à Mulhouse, issu d'une famille de confession juive qui résidait alors rue de Zurich,. Naturalisé américain sous le nom de William Wyler en 1928, il allait réaliser Ben-Hur, qui remporta onze Oscars lors de la 32e cérémonie des Oscars en 1960, lui conférant le record du film le plus primé de l'Histoire du cinéma. L'entreprise de construction automobile et aéronautique Aviatik Automobil und Flugapparatefabrik fut fondée en 1910 par Julius Spengler. En 1913, le Mulhousien Alfred Werner obtint le prix Nobel de chimie pour, entre autres, des travaux en chimie minérale. Il fut le premier à recevoir un prix Nobel pour des travaux en chimie inorganique et le seul jusqu’à 1973. En 1914, lorsque la Première Guerre mondiale éclata, Aviatik fut transféré à Fribourg-en-Brisgau, de l’autre côté du Rhin.

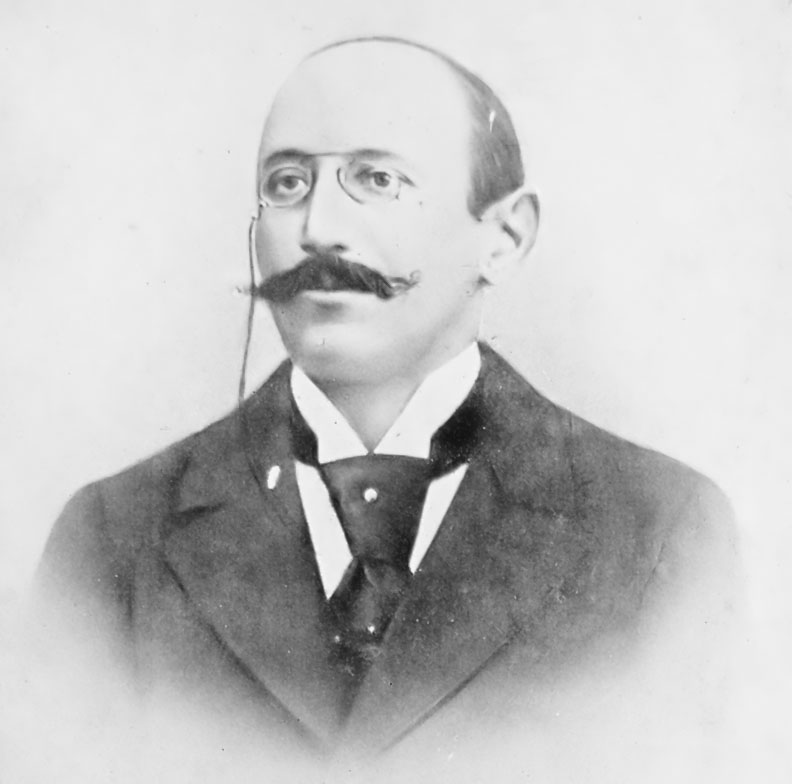
Alfred Dreyfus.

À cette époque, un Mulhousien va diviser la France. Alfred Dreyfus né le 9 octobre 1859 à Mulhouse est le dernier des neuf enfants de Raphaël Dreyfus, industriel mulhousien, et de Jeannette Libmann-Weill, qui habitent rue du Sauvage. Sa famille opte pour la nationalité française après l'annexion de l'Alsace-Lorraine par l'Allemagne, et s'installe à Paris. Élève à l'École polytechnique et de l'École de Guerre, il est attaché à l'état-major de l'armée au Ministère de la Guerre comme capitaine-stagiaire et affecté au célèbre deuxième bureau chargé du renseignement (c'est-à-dire de l'espionnage) dirigé par un autre Mulhousien, Jean Sandherr, antisémite convaincu, lui-même secondé par le commandant Henry. Ayant le tort d'être Alsacien et de confession juive, il fut accusé d'avoir livré aux Allemands des documents secrets et condamné au bagne à perpétuité pour trahison. Il fut déporté sur l'île du Diable.
Certaine de l'incohérence de cette condamnation, la famille du capitaine, derrière son frère Mathieu, tenta de prouver son innocence, relayée en janvier 1898, par Émile Zola, qui publia J'accuse… !, plaidoyer dreyfusard qui entraîna le ralliement de nombreux intellectuels. Un processus de scission en deux de la France s'amorça, processus qui se prolongea jusqu’à la fin du siècle, alimentant des émeutes antisémites en France et ébranlant la République jusqu'à la réhabilitation du capitaine. Dreyfus fut également défendu ardemment par Auguste Scheurer-Kestner, sénateur, industriel chimiste et mulhousien également. Ce dernier mourut le 19 septembre 1899, le jour même de la signature de la grâce de Dreyfus par le Président Loubet.

#### Les deux guerres mondiales

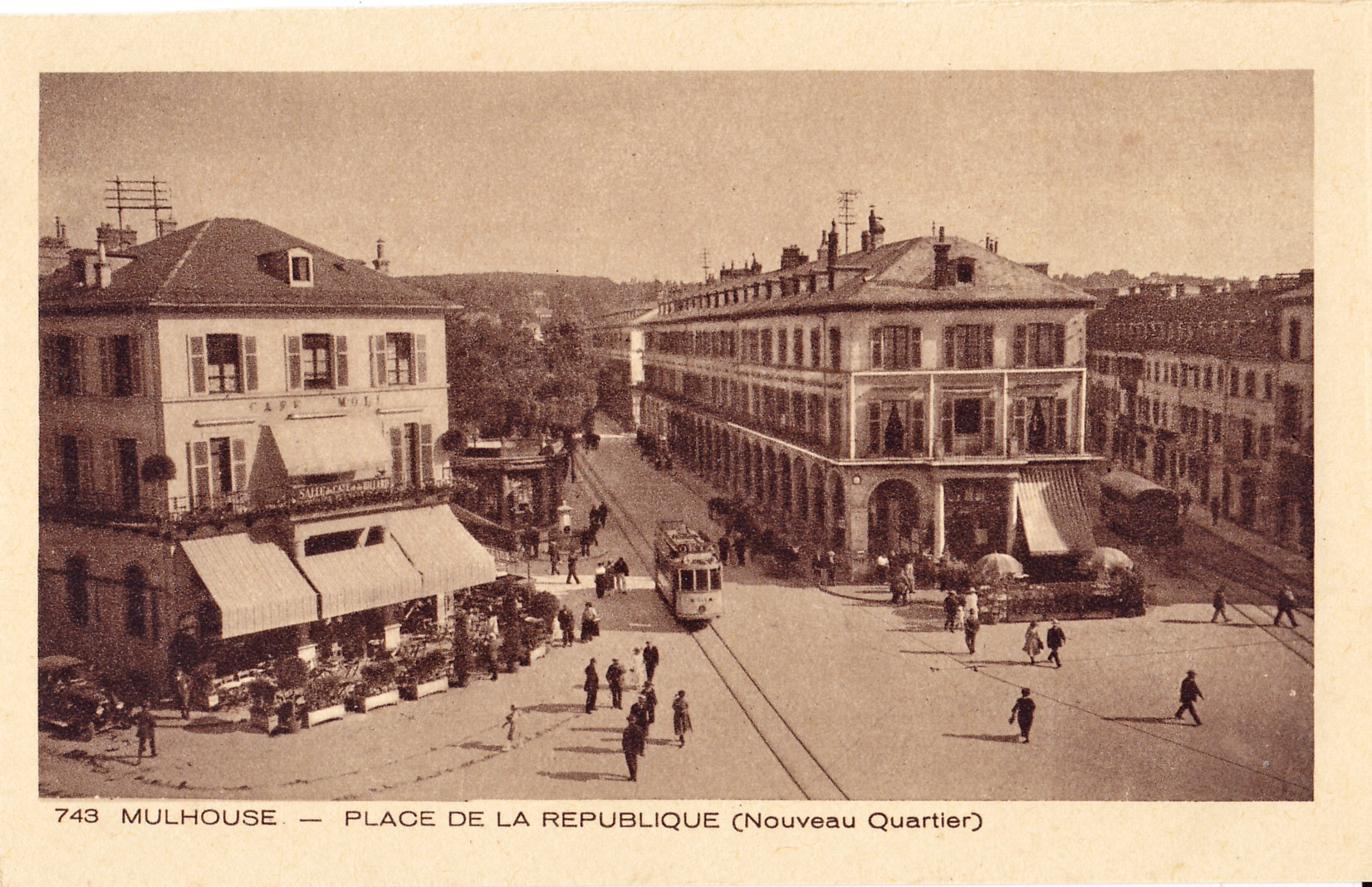
Le « Nouveau Quartier » durant l'entre-deux-guerres.

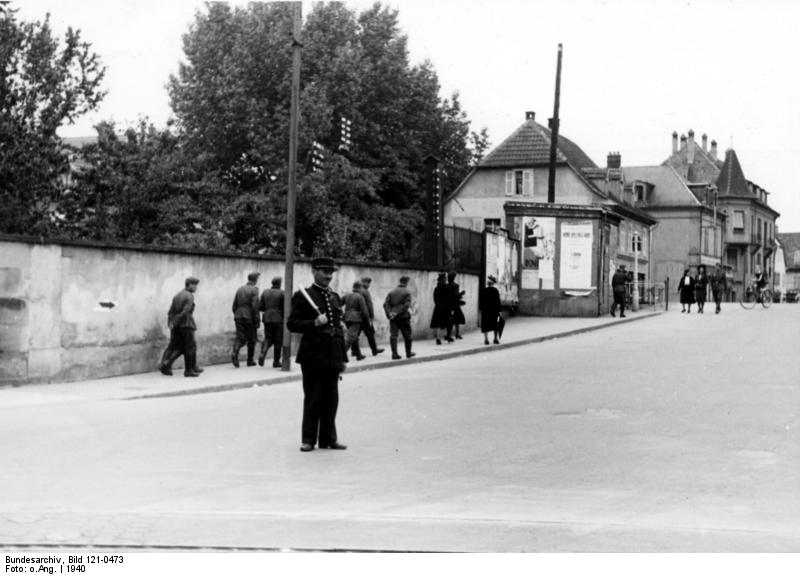
Soldats allemands et policier français (1940).

##### Première Guerre mondiale 1914-1918
Les batailles de Mulhouse et de Dornach eurent lieu du 7 au 24 août 1914. Le 7 août 1914, le général français Louis Bonneau (1851-1938) reçut l'ordre d'entrer en Haute Alsace, et dès le lendemain, les Français firent leur entrée dans la ville. Mais le repli allemand n'était que provisoire, et le 9 août, une contre-attaque fut déclenchée à partir du nord et de l'est de la ville. Une violente bataille dura toute la nuit, obligeant les troupes de Bonneau à quitter la ville dès le lendemain. Malgré une nouvelle offensive française (16-19 août), marquée par de violents affrontements devant Dornach et un éphémère retour à Mulhouse, les Allemands reprirent durablement la ville dès le 24 août : les troupes françaises ne purent en effet revenir avant le 17 novembre 1918.
Quant aux civils, ils souffrirent des prises d'otages effectuées par les deux camps belligérants et se divisèrent entre « immigrés » allemands plutôt favorables au Kaiser et « autochtones » plutôt francophiles.
En novembre 1918, alors que l'Allemagne était en train de perdre la guerre, des insurrections éclatèrent parmi les soldats qui s'inspirèrent du modèle soviétique pour mettre en place des « conseils ». À Mulhouse, un « camarade Gallem » fut le porte-parole d'un éphémère « conseil des soldats » (9-10 novembre), bientôt imité par une tentative tardive de conseil d'ouvriers (13 novembre). La réaction de la bourgeoisie et du maire Cossmann, qui mit en place une milice bourgeoise, puis l'entrée en ville des soldats français mirent fin à cette agitation révolutionnaire.
Le 17 novembre 1918, Mulhouse redevient française, libérée par les troupes du général Auguste Édouard Hirschauer. Dans le nord de l'agglomération, les puits des mines de potasse allemands furent confisqués par l'État français. La commune a été décorée le 2 novembre 1921 de la croix de guerre 1914-1918.

##### Seconde Guerre mondiale 1939-1945
De 1940 à 1944, la ville de Mulhouse fut, comme le reste de l'Alsace, annexée de facto au Troisième Reich. L'incorporation de force des « Malgré-nous » y fut décrétée. Dans la soirée du 20 novembre 1944, les blindés de la 1re Division Blindée du général Jean Touzet du Vigier, précédés par le Combat Command 3 du colonel Jean-Charles Caldairou, entrèrent dans la ville qui fut définitivement libérée le 24 novembre et revint à la France. Mulhouse subit d'importantes destructions en 1944.
La commune a été décorée, le 30 juin 1948, de la croix de guerre 1939-1945 avec palme de bronze. Le général Touzet du Vigier, invité par la municipalité, est venu inaugurer, en janvier 1960, le monument édifié en souvenir de la libération de Mulhouse par la Première division blindée.

#### Après-guerres et crise industrielle
- En 1924, les mines de potasse de Mulhouse sont nationalisées : elles deviennent une entreprise d'État sous la dénomination de Mines de potasse d'Alsace, (MDPA).

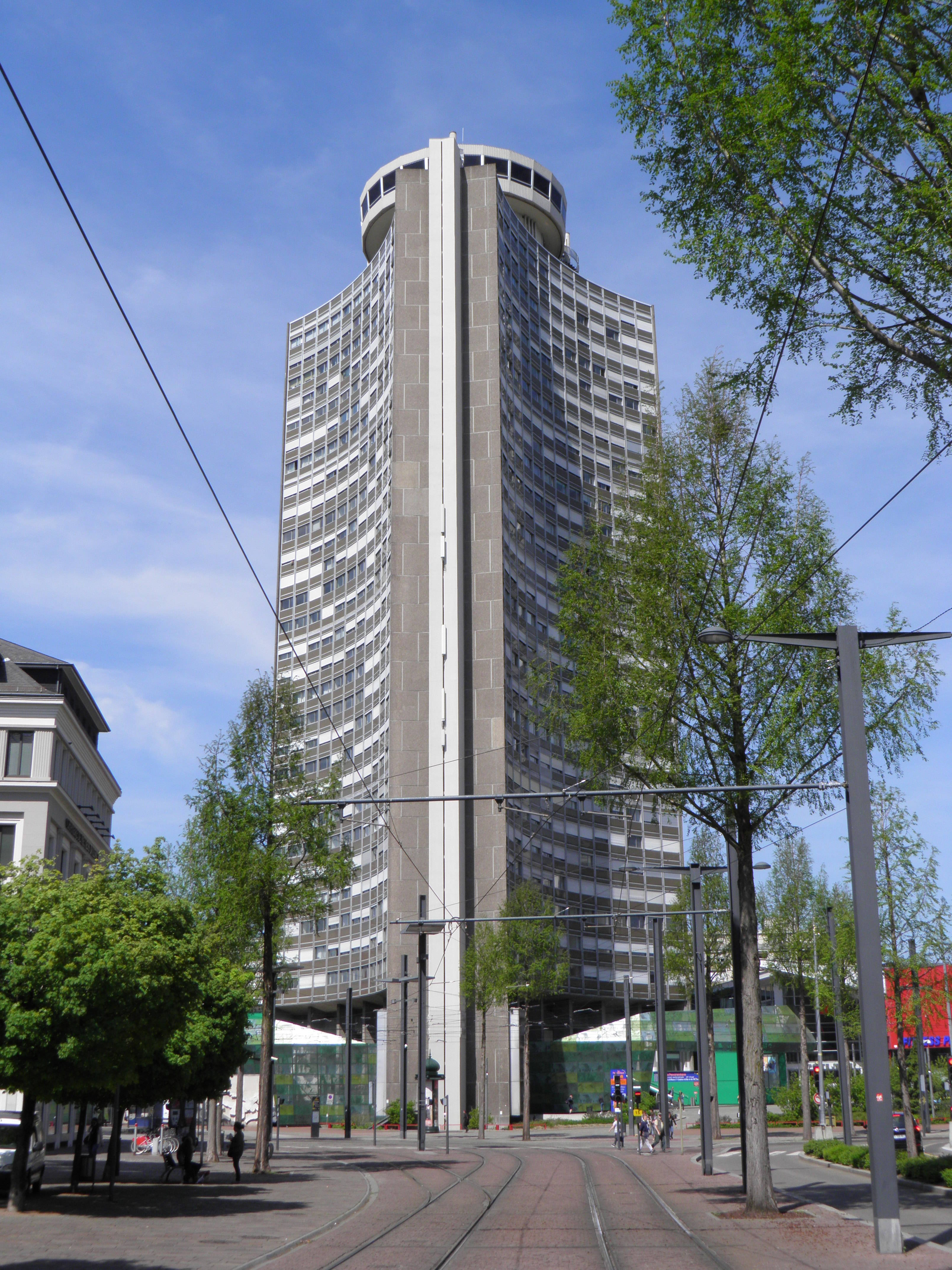
La Tour de l'Europe.

- Après 1945, la mise à grand gabarit de la partie du canal du Rhône au Rhin entre Île Napoléon et Niffer orienta vers l'est (Île Napoléon, zone industrielle de la Hardt) le développement industriel ininterrompu de la ville. L'ancienne commune de Dornach, à l'ouest de la ville, fut rattachée à Mulhouse en 1914 et celle de Bourtzwiller (au nord) en 1947. L'industrie était alors le principal moteur de l'économie mulhousienne mais fut durement touchée par le choc pétrolier de 1973. C'est dans ce contexte que s'acheva la construction du plus haut gratte-ciel de la ville : la Tour de l'Europe, mise en chantier quatre ans plus tôt. Elle est l'œuvre de François Spoerry. Le Groupe DMC fut profondément restructuré en 1975[206]. Cinquante usines furent fermées ou cédées à travers le monde et dix mille emplois supprimés.
- En 1977, les Frères Schlumpf, qui avaient racheté plusieurs entreprises textiles de la région mulhousienne, se retrouvèrent en difficulté financière. Un grave conflit social éclata, mené par des syndicalistes. Les frères Schlumpf furent séquestrés pendant trois jours dans leur villa. Ils fuirent sous la protection de la police et des autorités et se réfugièrent à Bâle, en Suisse. Le 7 mars 1977, des syndicalistes et quelques ouvriers des frères Schlumpf formèrent un commando et pénétrèrent sans autorisation dans l'usine qu'ils souhaitaient occuper. Dans les locaux, ils découvrirent un trésor stupéfiant, la collection Schlumpf, qui n'est rien d'autre que la plus grande collection automobile jamais constituée. C'est l'affaire Schlumpf[207]. Durant les années de plomb, la colère étant forte dans les milieux ouvriers violemment frappés par la crise, certains éléments se radicalisèrent, l'activisme violent toucha toute l'Europe. Le 19 octobre 1977, le corps sans vie d'Hanns Martin Schleyer, représentant du patronat allemand, fut retrouvé assassiné d'un balle dans la nuque dans le quartier du Rebberg, bastion du patronat mulhousien. Il avait été enlevé le 5 septembre de la même année à Cologne par la Fraction armée rouge[208].
- En 1979, le deuxième choc pétrolier s'abattit sur l'industrie mulhousienne. La crise du textile qui touchait l'Europe, mise en concurrence avec des pays asiatiques à faible coût de main-d'œuvre, ajouta une difficulté supplémentaire. En 1981, DMC procéda à une nouvelle vague de licenciements et supprima 10 % de ses effectifs en France. En 1983, Manurhin réalisa un vaste plan de licenciements[209]. Le 30 octobre 1984, la SACM textile procéda également à des licenciements massifs. En 1986, l'entreprise fermait. De manière générale, toute l'activité textile qui avait fait la prospérité de Mulhouse s'effondra. À partir de la deuxième moitié du XXe siècle, les mines de potasse allaient progressivement cesser leur activité dans la banlieue Nord. Le chômage augmenta dans toute l'agglomération. Les difficultés sociales se multiplièrent. Signe d'un malaise social profond entre 1997 et 2002, la délinquance augmenta de 19,89 % dans le département[210].
- En 1982, Le CNES confie à l'usine PSA de Mulhouse, en consortium international, l'informatique industrielle du contrôle-commande du remplissage de la fusée Ariane et de la séquence synchronisée du compte à rebours. c'est en 1962 que l'usine PSA de Mulhouse s'installa dans la banlieue Est à Sausheim, au milieu de la forêt de la Hardt ; sa présence et celle de ses sous-traitants permit alors d'atténuer l'effet de la crise sur l'emploi ouvrier. En 1965, l’aventure “export” débuta (Cameroun, Tchad, Guinée, Gabon, Pakistan, URSS) pour Clemessy qui, de plus, signa en 1969 un contrat avec le CNES, en Guyane, pour participer aux installations du centre spatial guyanais de Kourou. En 1975, sa participation au programme nucléaire français permit d’asseoir la notoriété de l’entreprise mulhousienne, le groupe comptant alors 2 200 personnes.

#### Mutation
La crise industrielle a toutefois été en partie anticipée par les pouvoirs publics. Pour développer l'économie de la connaissance, l'Université de Haute-Alsace (UHA) fut créée le 8 octobre 1975, regroupant plusieurs anciennes écoles de Mulhouse, notamment l'École de chimie, l'École textile et l'Institut universitaire de technologie, qui devinrent des composantes de l'Université. La Faculté des sciences économiques, sociales et juridiques de Mulhouse (FSESJ) fut créée en 1986 comme composante de l'UHA, la FSESJ absorbant par la suite l'École Internationale d'Achat (EIA), l'IUP de Science de Gestion, et l'École de Spécialisation à la Vente (ESV) avant de s'installer dans les locaux emblématiques de La Fonderie en 2007.

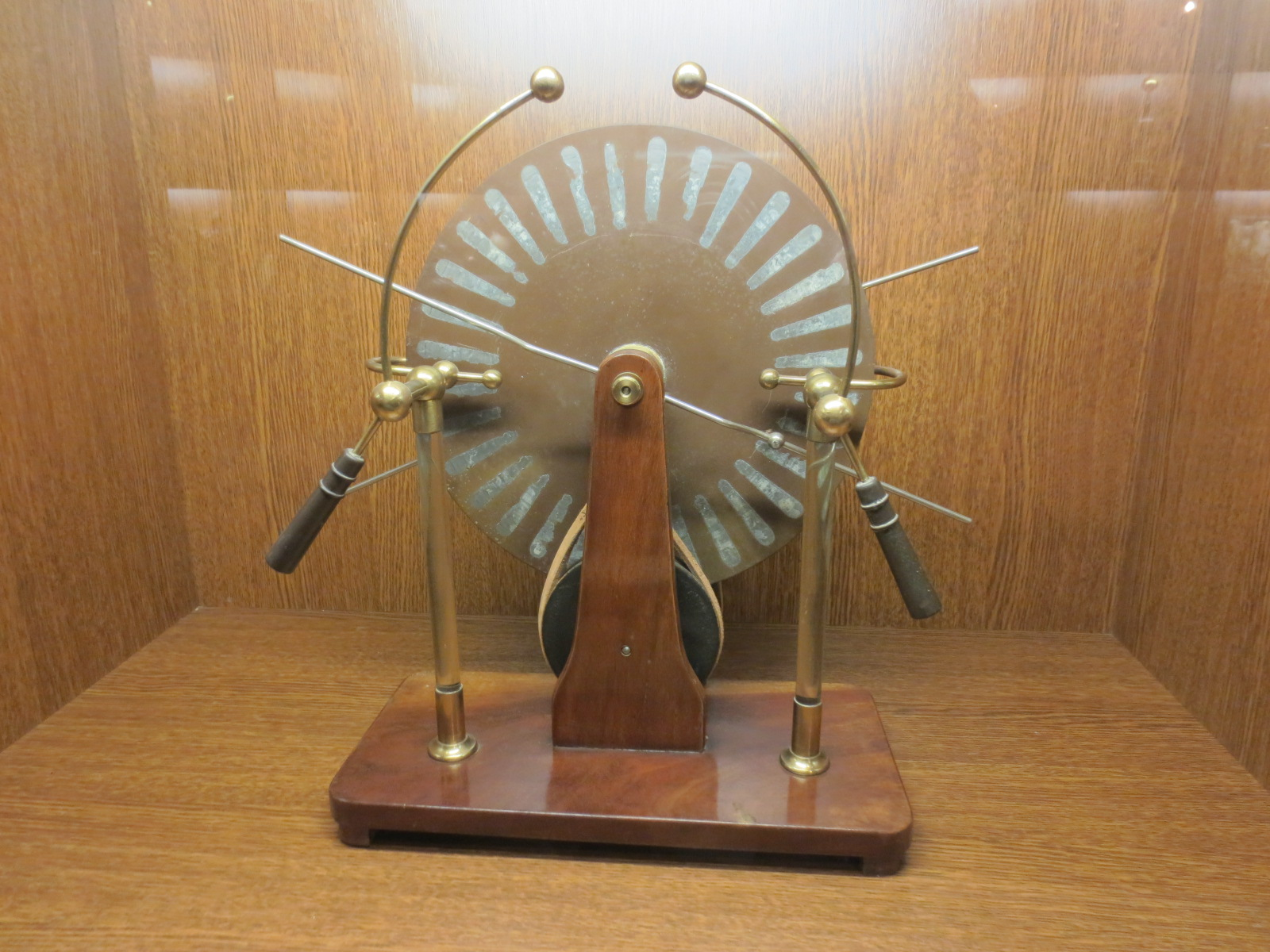
Machine de Wimshurst de 1883 au musée Electropolis.

Dans le secteur culturel, le Musée français du chemin de fer vit le jour en 1971, devenant le plus grand musée ferroviaire européen. La Collection Schlumpf ouvrit au public en 1982 sous le nom Musée national de l'automobile. Le musée Electropolis ouvrit en 1996. Ils s'ajoutaient à l'ancien musée de l'impression sur étoffes pour faire de Mulhouse le premier pôle européen des musées techniques. Le Parc Expo fut inauguré la même année.
En 1984, le parc de la Mer Rouge (Technopole de Mulhouse) fut créé pour accueillir des entreprises de techniques de pointe, il devint le siège du consortium Rhénatic. Le parc des Collines est une zone franche urbaine accordant de larges exonérations fiscales aux entreprises qui s'y installent et embauchent des personnes résidant en 
quartier prioritaire.
Entre 2002 et 2006, la délinquance diminua de 20,67 % dans le département, cette baisse se poursuit en 2007, 2008 et 2009, les crimes et délits baissant ainsi respectivement de 13,36 % (2007), 6,85 % (2008) et 4,06 % (2009) sur l'année tandis que la délinquance de proximité diminuait respectivement de 31,10 % (2007), 17,8 % (2008) et 7,52 % (2009).
La chute massive de l'emploi industriel fut en partie compensée par l'augmentation de l'emploi tertiaire. Plusieurs quartiers furent réhabilités, d'anciennes casernes et friches industrielles reconverties. À partir des années 1980-1990, de vastes zones industrielles et commerciales furent développées dans la banlieue de Mulhouse, notamment à Wittenheim/Kingersheim, Île Napoléon et Morschwiller-le-Bas. Au début des années 2000, un nouveau quartier fut créé de toutes pièces : le Nouveau Bassin, qui inclut un multiplexe et la salle de spectacle La Filature. De nouveaux accès en voie rapide furent créés. La ville se lança dans la construction d'un tramway en 2003, ce vaste chantier transformant des pans entiers de la ville et permettant de soutenir l'emploi et la formation. Trois lignes de tramway virent le jour entre 2006 et 2010. À ces dernières s'ajouta le premier tram-train interconnecté de France mis en service à la fin de l'année 2010, ce dernier permettant de relier l'ex-Manchester français à un autre ancien pôle industriel du sud-Alsace : la vallée de la Thur.
Fin 2011, la première phase du LGV Rhin-Rhône est achevée. Pour accueillir le TGV, le site de la Gare Centrale est réaménagé. lors de ces travaux un nouveau quartier d'affaires est construit sur le site. Entre 2011 et 2016, le centre-ville subira une profonde mutation qui visera à lui rendre son attractivité, touchant aussi bien le commerce que l'habitat et les espaces publics.
En 2020, la ville est très durement touchée par la pandémie de Covid-19, considérée comme le principal foyer de la maladie en France[réf. nécessaire].
En février 2025, en marge d’une manifestation, un individu, fiché pour risque de « terrorisme », sous obligation de quitter le territoire et en attente de plusieurs jugements, tue un homme et blesse trois policiers municipaux,,.

## Politique et administration

### Découpage territorial
La commune se trouve dans l'arrondissement de Mulhouse du département du Haut-Rhin.

#### Historique du territoire communal de Mulhouse
Lorsque Mulhouse devient française (1798), son territoire comprend l'essentiel du ban communal actuel, sans le quartier de Dornach (alors commune) mais avec Illzach qui est une possession de la ville depuis la fin du Moyen Âge. La superficie de la ville-république était quasi équivalente à celle de l'actuelle commune de Mulhouse, soit environ 22 km2 (2 289 ha). Devenue française, Mulhouse voit son territoire se rétrécir à 1 200 ha car Illzach (1 000 ha) se détache de la ville pour former une commune indépendante. Cette nouvelle commune d'Illzach comprend alors aussi Bourtzwiller, qui est alors un tout petit hameau. Ainsi Mulhouse, avant le XXe siècle, ne connaitra aucun changement territorial malgré son dynamisme industriel et son fort accroissement démographique. Dans les années 1900, les autorités municipales, poussées par l'administration allemande d'Alsace-Lorraine, entrent en contact avec les différentes communes périphériques pour une éventuelle fusion. Seule Dornach (701 ha) accepte finalement son rattachement à Mulhouse, officialisé en 1914, quelques semaines avant la Première Guerre mondiale.
Pendant l'occupation nazie, plusieurs communes de banlieue se voient fusionnées avec Mulhouse : Bourtzwiller, Brunstatt, Illzach, Pfastatt et Riedisheim. Cette brève entité couvre 51 km2 de superficie (5 169 ha).
Après la guerre, durement touchée par les combats de la Libération, Bourtzwiller, devenue une commune à part entière en 1928 (partie d'Illzach auparavant), décida par référendum de rejoindre Mulhouse. Ce rattachement devint effectif en 1947. Depuis lors, le ban communal n'a plus évolué.

#### Arrondissement de Mulhouse

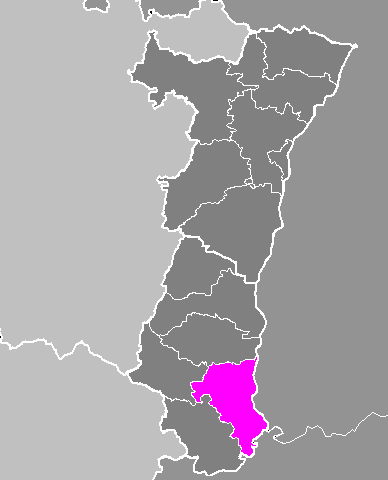
Arrondissement de Mulhouse avant 2015.

Bien que la ville soit de loin la plus peuplée du Haut-Rhin, Mulhouse n'a pas le statut de préfecture. Cela est dû à son histoire particulière. La république de Mulhouse, qui était une cité-État indépendante, ne s'unit à la France qu'en 1798. À la date de son rattachement à la République française, les limites des départements français étaient fixées depuis le 26 février 1790, et leur existence effective avait commencé le 4 mars 1790. Colmar qui était déjà une ville administrative sous l'Ancien Régime avec le Conseil souverain d'Alsace est désigné alors comme préfecture du Haut-Rhin. De plus, à cette période, Colmar a une population presque double (13 000 h) de celle de Mulhouse. La croissance démographique ensuite, permet en 1857, l'obtention du statut de sous-préfecture à la ville. Depuis lors, la ville n'a plus évolué administrativement. Mulhouse est une des sous-préfecture les plus peuplées de France comme quelques autres grandes villes : Brest, le Havre, Reims etc. L'arrondissement de Mulhouse rassemble une population, en 2020, d' environ 357 000 habitants.

##### Découpage cantonal avant 2015
Il comprenait alors 73 communes réparties dans 9 cantons :
- canton de Habsheim (32 872 habitants) ;
- canton de Huningue (51 406 habitants) ;
- canton d'Illzach (33 604 habitants) ;
- canton de Mulhouse-Est ;
- canton de Mulhouse-Nord
- canton de Mulhouse-Ouest ;
- canton de Mulhouse-Sud ;
- canton de Sierentz (22 948 habitants) ;
- canton de Wittenheim (46 715 habitants).

#### Commune et intercommunalités
La commune fait partie, depuis le 16 décembre 2009, de la communauté d'agglomération Mulhouse Alsace Agglomération (M2A) dont le siège est basé à Mulhouse. Cette communauté d'agglomération fait partie, depuis le 1er janvier 2021, de la collectivité européenne d'Alsace.

#### Circonscriptions administratives
Depuis 2014, à la suite du redécoupage cantonal, l'arrondissement s'est légèrement modifié. Il s'est agrandi de quelques communes des anciens arrondissements de Thann et Guebwiller. Il compte maintenant 79 communes avec une population de près de 355 000 habitants (2018). Les nouveaux cantons issus de cette réorganisation territoriale sont désormais au nombre de 8 :
- canton de Brunstatt
- canton de Kingersheim
- canton de Mulhouse-1
- canton de Mulhouse-2
- canton de Mulhouse-3
- canton de Rixheim
- canton de Saint-Louis
- canton de Wittenheim

#### Circonscriptions électorales
Pour l'élection des députés, la commune fait partie de la cinquième et de la sixième circonscriptions du Haut-Rhin.

### Élections municipales et communautaires

Composition du conseil élu en 2008.
Composition du conseil élu en 2014.
Composition du conseil élu en 2020.

| Scrutin             | Circ.               | 1er tour | 1er tour | 1er tour | 1er tour | 1er tour | 1er tour | 1er tour | 1er tour | 1er tour | 1er tour | 1er tour | 1er tour | 2d tour         | 2d tour         | 2d tour         | 2d tour         | 2d tour         | 2d tour         | 2d tour            | 2d tour            | 2d tour            | 2d tour            | 2d tour            | 2d tour            |
| Scrutin             | Circ.               | 1er      | 1er      | Score    | 2e       | 2e       | Score    | 3e       | 3e       | Score    | 4e       | 4e       | Score    | 1er             | 1er             | Score           | 2e              | 2e              | Score           | 3e                 | 3e                 | Score              | 4e                 | 4e                 | Score              |
| ------------------- | ------------------- | -------- | -------- | -------- | -------- | -------- | -------- | -------- | -------- | -------- | -------- | -------- | -------- | --------------- | --------------- | --------------- | --------------- | --------------- | --------------- | ------------------ | ------------------ | ------------------ | ------------------ | ------------------ | ------------------ |
| Présidentielle 1995 | Présidentielle 1995 |          | FN       | 26,72 %  |          | RPR      | 21,37 %  |          | PS       | 20,77 %  |          | RPR      | 15,61 %  |                 | RPR             | 53,07 %         |                 | PS              | 46,93 %         | pas de 3e et de 4e | pas de 3e et de 4e | pas de 3e et de 4e | pas de 3e et de 4e | pas de 3e et de 4e | pas de 3e et de 4e |
| Présidentielle 2002 | Présidentielle 2002 |          | FN       | 21,29 %  |          | RPR      | 17,83 %  |          | PS       | 14,81 %  |          | UDF      | 8,01 %   |                 | RPR             | 77,45 %         |                 | FN              | 22,55 %         | pas de 3e et de 4e | pas de 3e et de 4e | pas de 3e et de 4e | pas de 3e et de 4e | pas de 3e et de 4e | pas de 3e et de 4e |
| Législatives 2002   | 5e                  |          | PS       | 36,56 %  |          | UMP      | 27,05 %  |          | FN       | 10,14 %  |          | MNR      | 9,27 %   |                 | UMP             | 53,21 %         |                 | PS              | 46,79 %         | pas de 3e et de 4e | pas de 3e et de 4e | pas de 3e et de 4e | pas de 3e et de 4e | pas de 3e et de 4e | pas de 3e et de 4e |
| Législatives 2002   | 6e                  |          | UDF      | 35,96 %  |          | Verts    | 21,36 %  |          | FN       | 21,06 %  |          | MNR      | 6,82 %   |                 | UDF             | 71,94 %         |                 | FN              | 28,06 %         | pas de 3e et de 4e | pas de 3e et de 4e | pas de 3e et de 4e | pas de 3e et de 4e | pas de 3e et de 4e | pas de 3e et de 4e |
| Régionales 2004     | Régionales 2004     |          | UMP      | 26,23 %  |          | FN       | 23,91 %  |          | PS       | 23,78 %  |          | ADA      | 6,89 %   |                 | PS              | 40,94 %         |                 | UMP             | 34,27 %         |                    | FN                 | 24,79 %            | pas de 4e          | pas de 4e          | pas de 4e          |
| Européennes 2004    | Européennes 2004    |          | PS       | 25,55 %  |          | UMP      | 16,90 %  |          | FN       | 15,34 %  |          | UDF      | 12,81 %  | tour unique     | tour unique     | tour unique     | tour unique     | tour unique     | tour unique     | tour unique        | tour unique        | tour unique        | tour unique        | tour unique        | tour unique        |
| Présidentielle 2007 | Présidentielle 2007 |          | UMP      | 31,72 %  |          | PS       | 27,68 %  |          | UDF      | 17,08 %  |          | FN       | 12,52 %  |                 | UMP             | 54,29 %         |                 | PS              | 45,71 %         | pas de 3e et de 4e | pas de 3e et de 4e | pas de 3e et de 4e | pas de 3e et de 4e | pas de 3e et de 4e | pas de 3e et de 4e |
| Législatives 2007   | 5e                  |          | UMP      | 42,28 %  |          | PS       | 32,38 %  |          | FN       | 8,08 %   |          | MoDem    | 6,12 %   |                 | UMP             | 52,20 %         |                 | PS              | 47,80 %         | pas de 3e et de 4e | pas de 3e et de 4e | pas de 3e et de 4e | pas de 3e et de 4e | pas de 3e et de 4e | pas de 3e et de 4e |
| Législatives 2007   | 6e                  |          | NC       | 41,07 %  |          | PS       | 26,21 %  |          | FN       | 11,43 %  |          | MoDem    | 6,51 %   | élu au 1er tour | élu au 1er tour | élu au 1er tour | élu au 1er tour | élu au 1er tour | élu au 1er tour | élu au 1er tour    | élu au 1er tour    | élu au 1er tour    | élu au 1er tour    | élu au 1er tour    | élu au 1er tour    |
| Municipales 2008    | Municipales 2008    |          | LGM      | 40,35 %  |          | PS       | 32,34 %  |          | FN       | 10,31 %  |          | MPF      | 7,75 %   |                 | LGM             | 43,16 %         |                 | PS              | 42,57 %         |                    | FN                 | 14,27 %            | pas de 4e          | pas de 4e          | pas de 4e          |
| Européennes 2009    | Européennes 2009    |          | UMP      | 26,53 %  |          | EE       | 18,07 %  |          | PS       | 16,11 %  |          | FN       | 9,92 %   | tour unique     | tour unique     | tour unique     | tour unique     | tour unique     | tour unique     | tour unique        | tour unique        | tour unique        | tour unique        | tour unique        | tour unique        |
| Régionales 2010     | Régionales 2010     |          | UMP      | 24,17 %  |          | PS       | 23,13 %  |          | FN       | 19,17 %  |          | EE       | 15,04 %  |                 | PS              | 47,05 %         |                 | UMP             | 35,16 %         |                    | FN                 | 17,79 %            | pas de 4e          | pas de 4e          | pas de 4e          |
| Présidentielle 2012 | Présidentielle 2012 |          | PS       | 30,81 %  |          | UMP      | 26,19 %  |          | FN       | 17,50 %  |          | FG       | 10,76 %  |                 | PS              | 52,30 %         |                 | UMP             | 47,70 %         | pas de 3e et de 4e | pas de 3e et de 4e | pas de 3e et de 4e | pas de 3e et de 4e | pas de 3e et de 4e | pas de 3e et de 4e |
| Législatives 2012   | 5e                  |          | PS       | 41,72 %  |          | UMP      | 32,30 %  |          | FN       | 15,57 %  |          | EELV     | 3,25 %   |                 | PS              | 53,84 %         |                 | UMP             | 46,16 %         | pas de 3e et de 4e | pas de 3e et de 4e | pas de 3e et de 4e | pas de 3e et de 4e | pas de 3e et de 4e | pas de 3e et de 4e |
| Législatives 2012   | 6e                  |          | PS       | 39,77 %  |          | NC       | 24,68 %  |          | FN       | 23,06 %  |          | FG       | 3,87 %   |                 | PS              | 47,91 %         |                 | NC              | 30,31 %         |                    | FN                 | 21,78 %            | pas de 4e          | pas de 4e          | pas de 4e          |
| Municipales 2014    | Municipales 2014    |          | UMP      | 42,16 %  |          | PS       | 31,39 %  |          | FN       | 21,85 %  |          | FG       | 3,05 %   |                 | UMP             | 45,77 %         |                 | PS              | 36,67 %         |                    | FN                 | 17,55 %            | pas de 4e          | pas de 4e          | pas de 4e          |
| Européennes 2014    | Européennes 2014    |          | FN       | 23,20 %  |          | UMP      | 20,85 %  |          | PS       | 13,24 %  |          | UDI      | 10,39 %  | tour unique     | tour unique     | tour unique     | tour unique     | tour unique     | tour unique     | tour unique        | tour unique        | tour unique        | tour unique        | tour unique        | tour unique        |
| Régionales 2015     | Régionales 2015     |          | LR       | 30,47 %  |          | FN       | 28,97 %  |          | PS       | 16,05 %  |          | EELV     | 7,75 %   |                 | LR              | 56,03 %         |                 | FN              | 28,16 %         |                    | DVG                | 15,81 %            | pas de 4e          | pas de 4e          | pas de 4e          |
| Présidentielle 2017 | Présidentielle 2017 |          | EM       | 22,79 %  |          | LFI      | 22,74 %  |          | FN       | 19,70 %  |          | LR       | 18,93 %  |                 | EM              | 70,58 %         |                 | FN              | 29,42 %         | pas de 3e et de 4e | pas de 3e et de 4e | pas de 3e et de 4e | pas de 3e et de 4e | pas de 3e et de 4e | pas de 3e et de 4e |
| Législatives 2017   | 5e                  |          | LREM     | 36,89 %  |          | DVD      | 19,33 %  |          | FN       | 13,21 %  |          | LFI      | 10,44 %  |                 | LREM            | 52,99 %         |                 | DVD             | 47,01 %         | pas de 3e et de 4e | pas de 3e et de 4e | pas de 3e et de 4e | pas de 3e et de 4e | pas de 3e et de 4e | pas de 3e et de 4e |
| Législatives 2017   | 6e                  |          | LREM     | 28,59 %  |          | FN       | 18,48 %  |          | LFI      | 13,63 %  |          | UDI      | 10,97 %  |                 | LREM            | 63,54 %         |                 | FN              | 36,46 %         | pas de 3e et de 4e | pas de 3e et de 4e | pas de 3e et de 4e | pas de 3e et de 4e | pas de 3e et de 4e | pas de 3e et de 4e |
| Européennes 2019    | Européennes 2019    |          | LREM     | 22,41 %  |          | RN       | 21,77 %  |          | EELV     | 13,71 %  |          | LFI      | 7,35 %   | tour unique     | tour unique     | tour unique     | tour unique     | tour unique     | tour unique     | tour unique        | tour unique        | tour unique        | tour unique        | tour unique        | tour unique        |
| Municipales 2020    | Municipales 2020    |          | LR       | 33,66 %  |          | EELV     | 21,96 %  |          | LREM     | 20,13 %  |          | RN       | 12,07 %  |                 | LR              | 38,60 %         |                 | EELV            | 27,22 %         |                    | LREM               | 22,96 %            |                    | RN                 | 11,19 %            |
| Régionales 2021     | Régionales 2021     |          | LR       | 34,48 %  |          | EELV     | 16,38 %  |          | LREM     | 14,55 %  |          | RN       | 14,12 %  |                 | LR              | 45,46 %         |                 | EELV            | 21,79 %         |                    | RN                 | 19,10 %            |                    | LREM               | 13,64 %            |
| Présidentielle 2022 | Présidentielle 2022 |          | LFI      | 36,06 %  |          | LREM     | 25,15 %  |          | RN       | 17,76 %  |          | REC      | 6,22 %   |                 | LREM            | 65,80 %         |                 | RN              | 34,20 %         | pas de 3e et de 4e | pas de 3e et de 4e | pas de 3e et de 4e | pas de 3e et de 4e | pas de 3e et de 4e | pas de 3e et de 4e |
| Législatives 2022   | 5e                  |          | Agir     | 33,84 %  |          | G.s      | 28,33 %  |          | RN       | 14,10 %  |          | LR       | 6,07 %   |                 | Agir            | 54,99 %         |                 | G.s             | 45,01 %         | pas de 3e et de 4e | pas de 3e et de 4e | pas de 3e et de 4e | pas de 3e et de 4e | pas de 3e et de 4e | pas de 3e et de 4e |
| Législatives 2022   | 6e                  |          | LFI      | 36,97 %  |          | MoDem    | 22,56 %  |          | RN       | 19,68 %  |          | REC      | 4,00 %   |                 | MoDem           | 57,72 %         |                 | RN              | 42,28 %         | pas de 3e et de 4e | pas de 3e et de 4e | pas de 3e et de 4e | pas de 3e et de 4e | pas de 3e et de 4e | pas de 3e et de 4e |

### Bourgmestres et maires de Mulhouse
La salle du Conseil de l'hôtel de ville contient sur son mur principal un vaste tableau représentant les armoiries de tous les bourgmestres et maires qui se sont succédé à la tête de la Stadtrepublik, de la commune de Mulhausen puis de la commune de Mulhouse, depuis 1347.
- Jean de Dornach (1347-1355), nom francisé de Hans Guterolf Von Dornach, a été le premier bourgmestre de la république de Mulhouse.
- Jacques Koechlin (1776-1834), fut maire de Mulhouse en 1814 et reconduit pendant les Cent-Jours, il démissionna à la Seconde Restauration mais fut reconduit à ce poste entre 1819 et 1820. Ce fut un des principaux leaders de la gauche libérale française.
- Carl Hack (1846-1905) haut-fonctionnaire de l'administration allemande d'Alsace-Lorraine. Il fut désigné maire professionnel de la ville en 1887 et le resta jusqu'en 1901. Il fut très actif pour le développement urbain de Mulhouse[223]. Depuis 2019, une rue dans le quartier de la gare porte son nom[223].
- Auguste Wicky (1873-1947), pendant la période allemande, il milite au SPD. Il entre au conseil municipal en 1904. Après 1918, il rejoint la SFIO. Il devient le 1er maire socialiste de la ville en 1920. Fonction qu'il occupera, en continu, jusqu'en 1940. Après la Libération de la ville, en 1944, il redevient maire et il le restera jusqu'en 1946. Il fut élu aussi régulièrement conseiller général du Haut-Rhin.
- Émile Muller (1956-1981, UDF-PSD). Anciennement ouvrier typographe, il fut directeur de l'imprimerie du périodique socialiste de Mulhouse Le Républicain alsacien de 1952 à 1957. Il s'engage en politique en devenant militant de la Section française de l'internationale ouvrière (SFIO), dont il sera membre du comité directeur de 1954 à 1956. Il quitte la SFIO en 1970, qui deviendra le Parti socialiste (PS), pour protester contre son alliance avec le Parti communiste français. Il fonde alors, avec l'ancien communiste Auguste Lecœur le mouvement Parti de la démocratie socialiste (PDS) en 1970. Le PDS participe au Mouvement réformateur en 1972. Il est fondateur et vice-président du Mouvement démocrate socialiste de France (MDSF) en décembre 1973. Il est candidat aux élections présidentielles de 1974 sous l'égide du PDS[224], obtient 176 279 voix sot 0.69 % des suffrages exprimés[225]. Il fut conseiller général, adjoint au maire, député. Il entre au conseil municipal en 1945. Il est élu maire le 8 octobre 1956. Il quitte ses fonctions le 12 janvier 1981.
- Joseph Klifa (1981-1989, UDF-PSD). Né le 26 juillet 1931 à Mascara (Algérie) et décédé le 14 juin 2009 à Mulhouse[226]. Élu au conseil municipal en 1965 sur la liste SFIO d'Émile Muller. En 1971, il devient conseiller municipal délégué. En 1973, il devient adjoint et il est aussi nommé conseiller régional. Il est député de 1986 à 1988 et 1993 à 1997. Aux élections municipales de 1989, il est battu par Bockel. Il tente de reprendre la mairie en 1995 mais il échoue et sa liste fusionne avec celle de Bockel au 2d tour. Président du Football Club de Mulhouse de 2004 à 2008.
- Jean-Marie Bockel (1989-2010, LGM). Avocat. Il est né le 22 juin 1950 à Strasbourg. Ancien membre du Parti socialiste, il a créé son propre parti en 2007, La Gauche moderne, qui n'était auparavant qu'un courant du PS. Secrétaire d'État auprès du ministre du commerce de 1984 à 1986, puis ministre du commerce lui-même en 1986, dans le gouvernement Fabius. Conseiller municipal de 1983 à 2020, il est élu maire de Mulhouse en 1989, plusieurs fois député du Haut-Rhin (1981-1984, 1986-1993, 1997-2002) et sénateur du Haut-Rhin (2004-2007, 2010-2020). Du 19 juin 2007 au 13 novembre 2010, il occupa successivement trois postes de secrétaire d'État dans le gouvernement Fillon II : à la Coopération et la Francophonie puis à la Défense et aux Anciens combattants et enfin, secrétaire d'État auprès de la ministre de la Justice et des Libertés. Il quitte son poste de maire le 10 mai 2010. Il a aussi été conseiller général (1982-1989, 1994-1997). Il a été président de Mulhouse Alsace Agglomération (2010-2017).
- Jean Rottner (2010-2017, UMP). Médecin. Il est né le 28 janvier 1967 à Mulhouse. Il entre au conseil municipal en 2008 et il est nommé 1er adjoint. Le 17 mai 2010, il est élu maire de Mulhouse par 37 voix sur 55. Il quitte son poste de maire le 20 octobre 2017 pour devenir président du Conseil régional du Grand Est dont-il était jusqu'à présent 3e vice-président (délégué à la Compétitivité des territoires et au Numérique) et président du groupe majoritaire. Il est ensuite nommé 1er adjoint le 3 novembre 2017. Le 20 décembre 2022, il se retire de la vie politique et abandonne tous ses mandats électifs.
- Michèle Lutz (depuis 2017, LR puis DVD). Coiffeuse. Elle est née à Mulhouse le 15 novembre 1958. Élue au conseil municipal en 2014, nommée en mars 2014 1re adjointe chargée du Développement économique local et à l'Attractivité et l'Innovation des territoires. Elle est aussi première vice-présidente de Mulhouse Alsace Agglomération (M2A) chargée de l’Enseignement, des Nouvelles économies émergentes, de l’Emploi et de la Formation, de janvier 2017 à juin 2020. Maire par intérim du 20 octobre au 3 novembre 2017, elle est élue maire le 3 novembre 2017 par 43 voix sur 49 votants (6 votes blancs). Il s'agit de la 1re femme maire de Mulhouse. Peu de temps avant son élection, elle adhère à LR. Elle est réélue maire en 2020 et reprend une fonction de vice-présidente à la tête de l'intercommunalité, le 4 octobre 2023.

### Finances locales
Cette section est consacrée aux finances locales de Mulhouse de 2000 à 2015.
Pour l'exercice 2015, le compte administratif du budget municipal de Mulhouse s'établit à 287 305 000 € en dépenses et 294 997 000 € en recettes :
- les dépenses se répartissent en 170 082 000 € de charges de fonctionnement et 117 223 000 € d'emplois d'investissement ;
- les recettes proviennent des 182 700 000 € de produits de fonctionnement et de 112 297 000 € de ressources d'investissement.

En 2015, la section de fonctionnement se répartit en 170 082 000 € de charges (1 512 € par habitant) pour 182 700 000 € de produits (1 624 € par habitant), soit un solde de la section de fonctionnement de 12 618 000 € (112 € par habitant), :
- le principal pôle de dépenses de fonctionnement est celui des charges de personnels[Note 11] pour une valeur totale de 76 049 000 € (45 %), soit 676 €par habitant, ratio voisin de la valeur moyenne de la strate. Pour la période allant de 2011 à 2015, ce ratio augmente de façon continue de 627 € à 676 € par habitant. Viennent ensuite les groupes des achats et charges externes[Note 12] pour 15 %, des charges financières[Note 13] pour 15 %, des subventions versées[Note 14] pour 7 % et finalement celui des contingents[Note 15] pour 7 % ;
- la plus grande part des recettes est constituée des impôts locaux[Note 16] pour une valeur totale de 53 613 000 € (29 %), soit 476 €par habitant, ratio inférieur de 23 % à la valeur moyenne pour les communes de la même strate (621 € par habitant). Sur les 5 dernières années, ce ratio fluctue et présente un minimum de 416 € par habitant en 2011 et un maximum de 476 € par habitant en 2015. Viennent ensuite de la dotation globale de fonctionnement (DGF)[Note 17] pour 23 % et des autres impôts[Note 18] pour 15 %.

La dotation globale de fonctionnement est quasiment égale à celle versée en 2014.
Les taux des taxes ci-dessous sont votés par la municipalité de Mulhouse. Ils n'ont pas varié par rapport à 2014 : taxe d'habitation 20,67 % ; taxe foncière sur le bâti 26,24 % ; non bâti 106,14 %.
Cette section détaille les investissements réalisés par la commune de Mulhouse.
Les emplois d'investissement en 2015 comprenaient par ordre d'importance :
- des dépenses d'équipement[Note 20] pour une somme de 66 474 000 € (57 %), soit 591 € par habitant, ratio supérieur de 103 % à la valeur moyenne pour les communes de la même strate (291 € par habitant). Pour la période allant de 2011 à 2015, ce ratio fluctue et présente un minimum de 362 € par habitant en 2014 et un maximum de 662 € par habitant en 2012 ;
- des remboursements d'emprunts[Note 21] pour une valeur totale de 17 185 000 € (15 %), soit 153 € par habitant, ratio supérieur de 35 % à la valeur moyenne pour les communes de la même strate (113 € par habitant).

Les ressources en investissement de Mulhouse se répartissent principalement en :
- nouvelles dettes pour une somme de 57 337 000 € (51 %), soit 510 € par habitant, ratio supérieur de 336 % à la valeur moyenne pour les communes de la même strate (117 € par habitant). Sur les 5 dernières années, ce ratio fluctue et présente un minimum de 150 € par habitant en 2012 et un maximum de 510 € par habitant en 2015 ;
- subventions reçues pour 7 091 000 € (6 %), soit 63 € par habitant, ratio supérieur de 24 % à la valeur moyenne pour les communes de la même strate (51 € par habitant).

L'endettement de Mulhouse au 31 décembre 2015 peut s'évaluer à partir de trois critères : l'encours de la dette, l'annuité de la dette et sa capacité de désendettement :
- l'encours de la dette pour 211 801 000 €, soit 1 882 € par habitant, ratio supérieur de 58 % à la valeur moyenne pour les communes de la même strate (1 191 € par habitant). En partant de 2011 et jusqu'à 2015, ce ratio augmente de façon continue de 1 308 € à 1 882 € par habitant[A2 5] ;
- l'annuité de la dette pour une valeur de 23 114 000 €, soit 205 € par habitant, ratio supérieur de 42 % à la valeur moyenne pour les communes de la même strate (144 € par habitant). Sur les 5 dernières années, ce ratio augmente de façon continue de 153 € à 205 € par habitant[A2 5] ;
- la capacité d'autofinancement (CAF) pour une somme de 17 901 000 €, soit 159 €par habitant, ratio voisin de la valeur moyenne de la strate. Depuis cinq ans, ce ratio fluctue et présente un minimum de 143 € par habitant en 2014 et un maximum de 196 € par habitant en 2011[A2 6]. La capacité de désendettement est d'environ 11 années en 2015. Sur une période de 16 années, ce ratio présente un minimum d'environ 5 années en 2001 et un maximum en 2015.

La courbe suivante présente l'évolution du nombre d'années pour rembourser la dette en fonction de la CAF.
|                                                                   |
| Valeurs en années · Mulhouse, : Ratio = Encours de la dette / CAF |

### Budget et fiscalité 2021

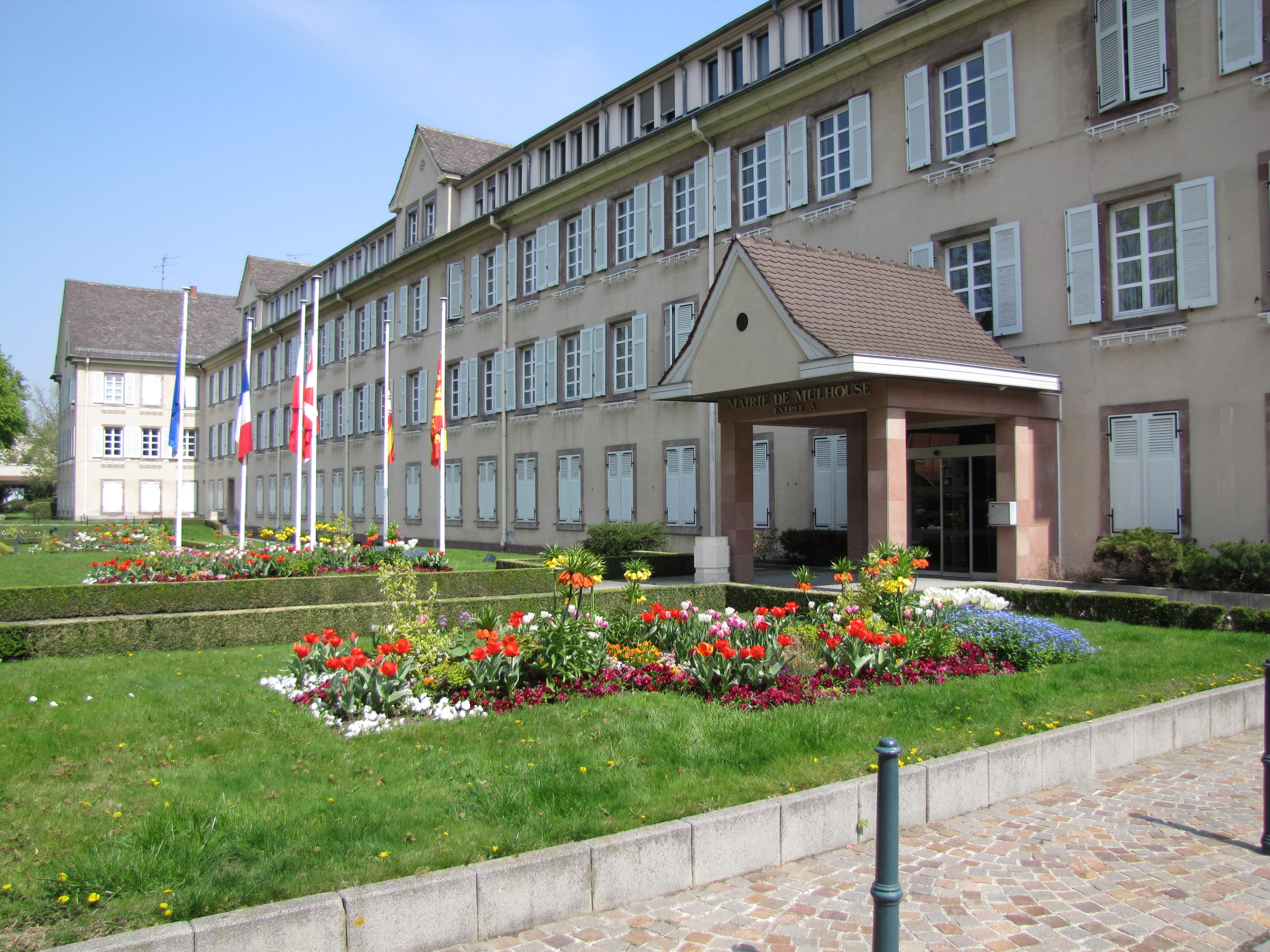
Mairie.

En 2021, le budget de la commune était constitué ainsi :
- total des produits de fonctionnement : 176 215 000 €, soit 1 599 € par habitant ;
- total des charges de fonctionnement : 156 021 000 €, soit 1 416 € par habitant ;
- total des ressources d'investissement : 56 135 000 €, soit 510 € par habitant ;
- total des emplois d'investissement : 55 638 000 €, soit 505 € par habitant ;
- endettement : 221 168 000 €, soit 2 007 € par habitant.

Avec les taux de fiscalité suivants :
- taxe d'habitation : 21,93 % ;
- taxe foncière sur les propriétés bâties : 41,81 % ;
- taxe foncière sur les propriétés non bâties : 112,61 % ;
- taxe additionnelle à la taxe foncière sur les propriétés non bâties : 0,00 % ;
- cotisation foncière des entreprises : 0,00 %.

Chiffres clés Revenus et pauvreté des ménages en 2020 : médiane en 2020 du revenu disponible, par unité de consommation : 16 370 €.

### Jumelages
Mulhouse a reçu le Prix Territoria en 2008,, qui récompense les réalisations les plus innovantes en matière de collectivité locale. Ce prix est décerné par l'Observatoire national de l’innovation publique et récompense l'engagement de la cité avec sa jumelle Chemnitz.

#### Villes jumelées avec Mulhouse
- Anvers (Belgique) depuis le 30 janvier 1956
- Walsall (Royaume-Uni) depuis le 6 octobre 1962
- Cassel (Allemagne) depuis le 28 juillet 1965
- Bergame (Italie) depuis le 7 décembre 1989
- Chemnitz (Allemagne) depuis le 21 novembre 1990
- Timișoara (Roumanie) depuis le 30 août 1991
- Givatayim (Israël) depuis le 18 novembre 1991
- Sofara (Mali) depuis le 18 janvier 2003[232]

#### Coopération décentralisée
Mulhouse entretient des relations de coopération décentralisée avec :
- El Khroub (Algérie) depuis le 31 mai 2000[232].

#### Charte d'amitié
Mulhouse est liée par une charte d'amitié avec :
- Jining (Chine) depuis le 11 septembre 1996[232].

## Équipements et services publics

### Eau et déchets
L'eau potable de Mulhouse, ainsi que celle de 14 communes aux alentours, est distribuée par le service des eaux municipal. L'eau est puisée dans la nappe phréatique de la Doller, rivière qui provient du sud du massif des Vosges (Hautes-Vosges) dont la composition minérale est granitique, cela donne une eau « naturellement bonne et peu minéralisée ». Un barrage situé en amont de l'agglomération, à Michelbach-le-Bas, permet de stocker 7,2 millions de m3 d'eau.
Un Syndicat intercommunal à vocation multiple (SIVOM) regroupe plusieurs intercommunalités autour de Mulhouse composé de 53 communes comptant 288 000 habitants (2017). Le rôle de ce SIVOM est d'assurer la mission de service public dans les domaines de la collecte sélective et le traitement des déchets. Il s'occupe également de la collecte et du traitement des eaux usées (assainissement collectif et non-collectif). Les deux principales installations de traitement des déchets ainsi que du traitement des eaux usées (station d'épuration des eaux et usine d'incinération) sont situées à Sausheim.
Les mesures prises au niveau de l'agglomération par le SIVOM :
- Assainissement collectif[236].
- Gestion des déchets verts et biodéchets[237].

### Espaces publics

#### Parc Wallach

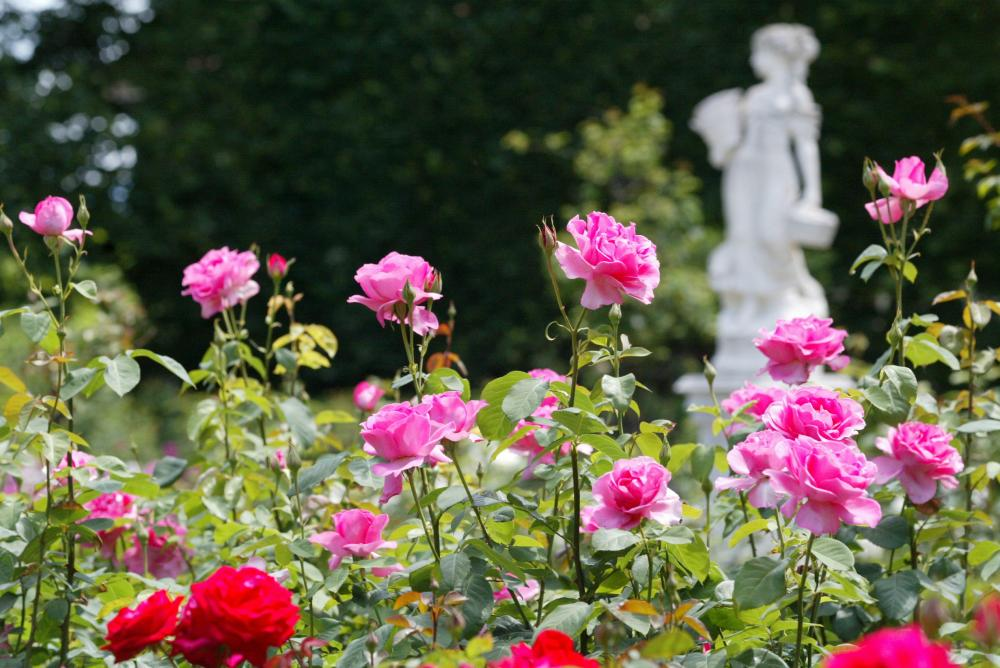
Le parc Wallach.

C'est un parc avec une roseraie de plus de 100 variétés, c'est le seul véritable jardin à la française de la ville. Il a été conçu en 1935 par le paysagiste parisien Achille Duchêne pour l'industriel Alfred Wallach qui le céda à la ville en 1950.

#### Parc des berges de l'Ill
Le parc des berges de l'Ill est un parc situé entre les berges de l'Ill et la rue Pierre de Coubertin.

#### Parc Salvator

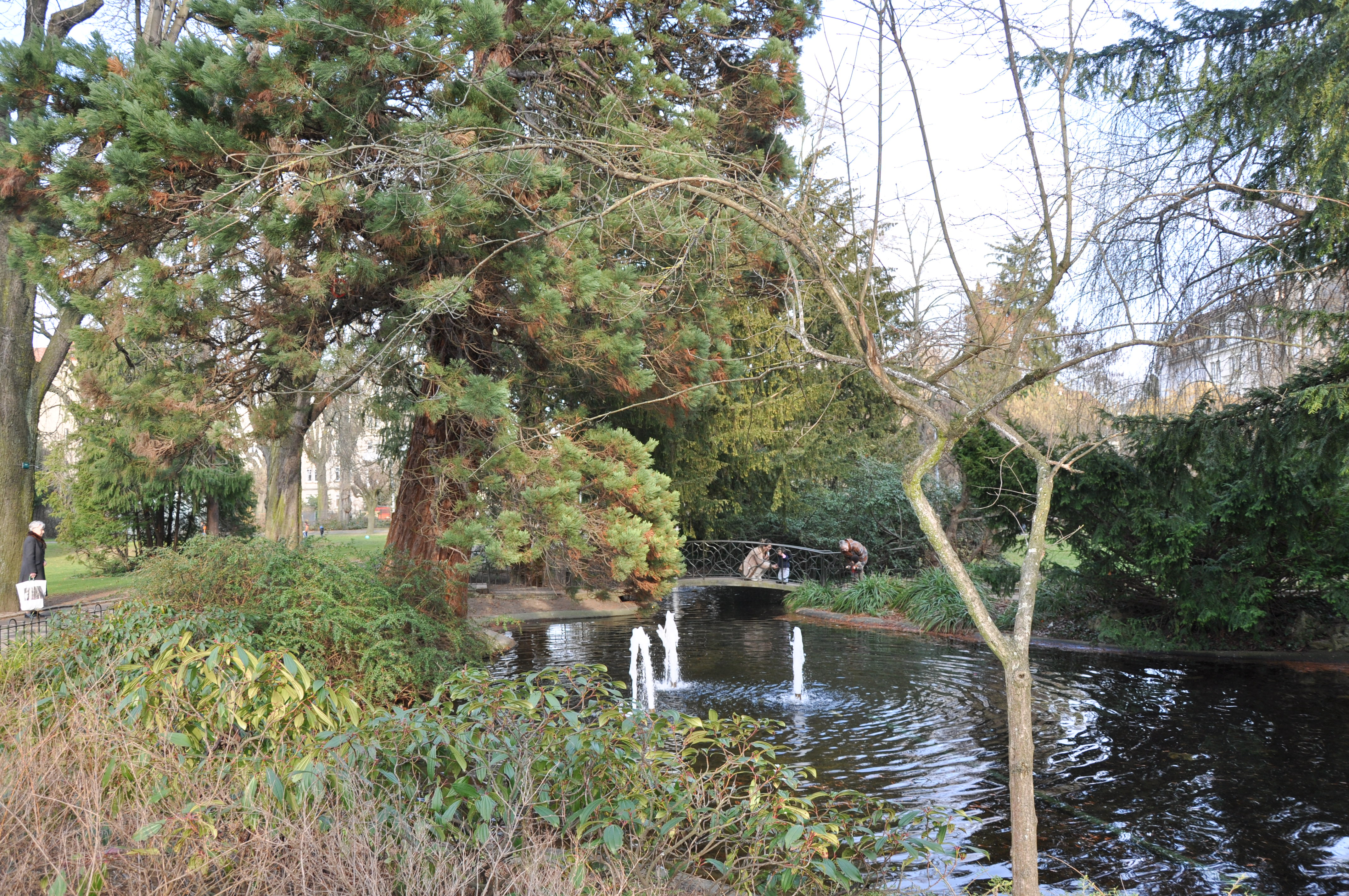
Le parc Salvator.

Il est le plus ancien jardin public de la ville. Il fut aménagé en 1890 sur l’emplacement du cimetière de la ville, qui devenu trop exigu, fut déplacé en 1872 dans le quartier Wolf. Il s’étend sur près de deux hectares. De style romantique, il est notamment connu pour son bassin traversé d’un petit pont et son auditorium en forme de coquille. C’est de plus, au centre-ville, le parc qui contient la plus grande variété d’essences, dont de beaux sujets comme : Tulipier de Virginie, Sophora du Japon, Libocèdre de Californie...

#### Square Steinbach
Situé en plein cœur de la vieille ville, ce square a été aménagé à la fin du XIXe siècle dans l’ancien parc de la propriété Steinbach dont la maison d’habitation est devenue le musée des Beaux-Arts. Restructuré en 2016 avec un nouvel espace de jeux pour les enfants ainsi que l'érection d'une statue en hommage à Alfred Dreyfus natif de la ville. Il comprend 63 essences différentes et une centaine de variétés de vivaces. Sa surface est d'environ 10 000 mètres carrés dont près de 4000 en pelouse.

#### Square de la Bourse

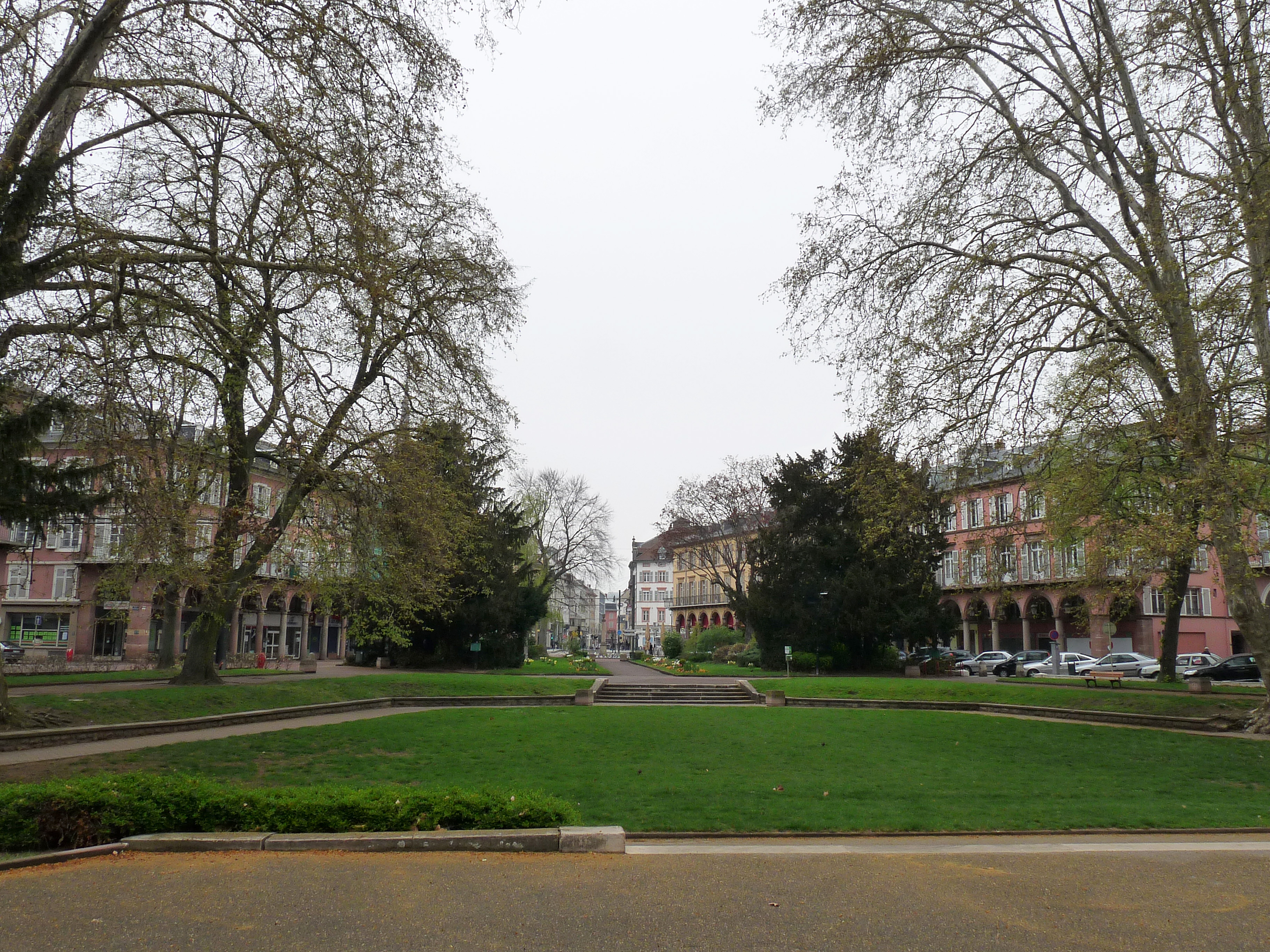
Square de la Bourse

Serti entre les colonnades de la place de la Bourse. De forme triangulaire, ce square de 4 677 m2 est l’un des plus anciens de Mulhouse. Il fut créé lors de la construction du Nouveau Quartier en 1826. Le jardin appartenait alors aux propriétaires des immeubles bordant la place ; il se trouvait à un mètre environ au-dessous du niveau des rues et était entouré de palissades en bois. Il fut ensuite comblé et clôturé par une grille. En 1925, il fut pris en location – pour une durée de 99 ans – par la Ville qui l’aménagea et en fit un jardin public.

### Enseignement

#### Enseignement primaire

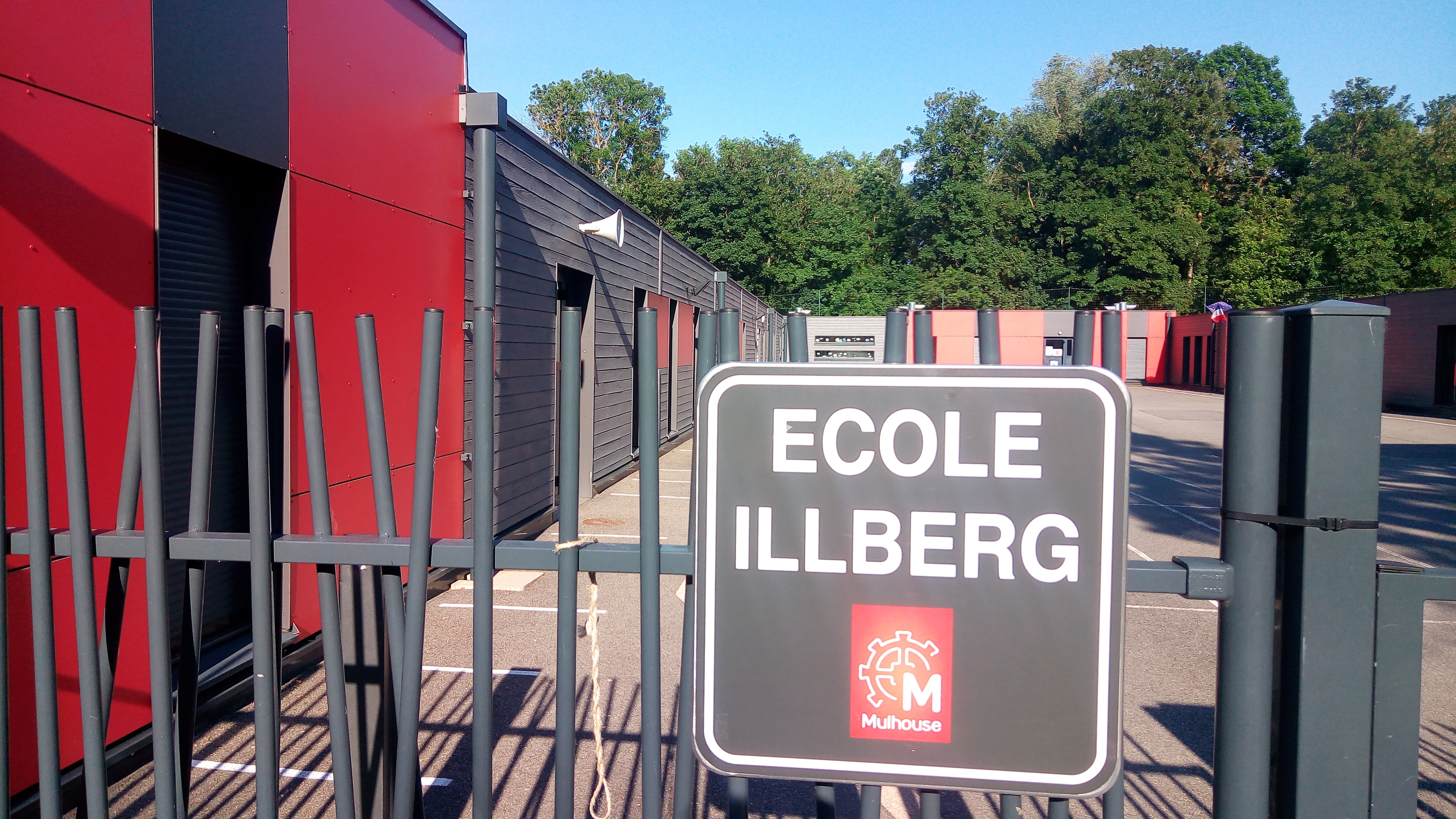
L'école Illberg, l'unique école bilingue français/anglais du Haut-Rhin.

La ville dispose de 43 écoles maternelles et 23 écoles élémentaires dont un groupe scolaire public intégralement bilingue français/anglais : l'école Illberg. Dans l'enseignement privé, on retrouve également une école associative entièrement bilingue français/allemand : l'ABCM-Zweisprachigkeit, localisée à Dornach. Au sein des autres écoles primaires publiques il existe également des classes bilingues français/allemand dans 14 écoles mulhousiennes. Plusieurs écoles de la ville proposent des classes à horaires aménagés en musique, danse, théâtre ou arts plastiques. L'enseignement primaire est organisé sous le contrôle de trois inspecteurs de l'Éducation nationale : Mulhouse 1, Mulhouse 2 et Mulhouse 3 pour ses aspects pédagogiques. L'organisation matérielle (bâtiment, équipement des classes, équipements sportifs...) et logistique (transport, carte scolaire, accès, nettoyage...) des écoles dépend en revanche de la mairie de Mulhouse. Cette dernière est également responsable des services périscolaires.

#### Enseignement secondaire
Dans l'enseignement secondaire, la ville compte :
- 8 Collèges publics : collège Bel-Air, collège Bourtzwiller, collège Pierre Pflimlin, collège Kennedy, collège Jean Macé, collège Saint-Exupéry, collège François Villon, collège Wolf ;
- 2 Collèges privés : collège Jean XXIII, collège Jeanne d'Arc[245] ;
- 2 centres de formation d'apprentis : CFA de l'Artisanat (CFAA) Franklin Delano Roosevelt[246], CFA de l'Industrie (CFAI) de Mulhouse[247] ;
- 4 Lycées professionnels : lycée professionnel Franklin Delano Roosevelt[248], lycée professionnel Ettore Bugatti (Illzach)[249], lycée professionnel du Rebberg[250], lycée professionnel Charles Stoessel ;
- 5 Lycées publics :
  - lycée Louis Armand,
  - lycée Jean-Henri Lambert,
  - lycée Lavoisier, avec classe préparatoire TPC[251],
  - lycée Michel de Montaigne, avec classe préparatoire ECG et préparation au BTS SP3S[252],
  - lycée Albert Schweitzer, avec préparation aux BTS Banque et Commerce International, ainsi que 7 classes préparatoires (prépas scientifiques MPSI-PCSI)[253].
- 2 Lycées privés : lycée Jeanne d'Arc, lycée Saint-Joseph de Cluny ;

#### Enseignement supérieur et la Recherche

##### Université de Haute-Alsace

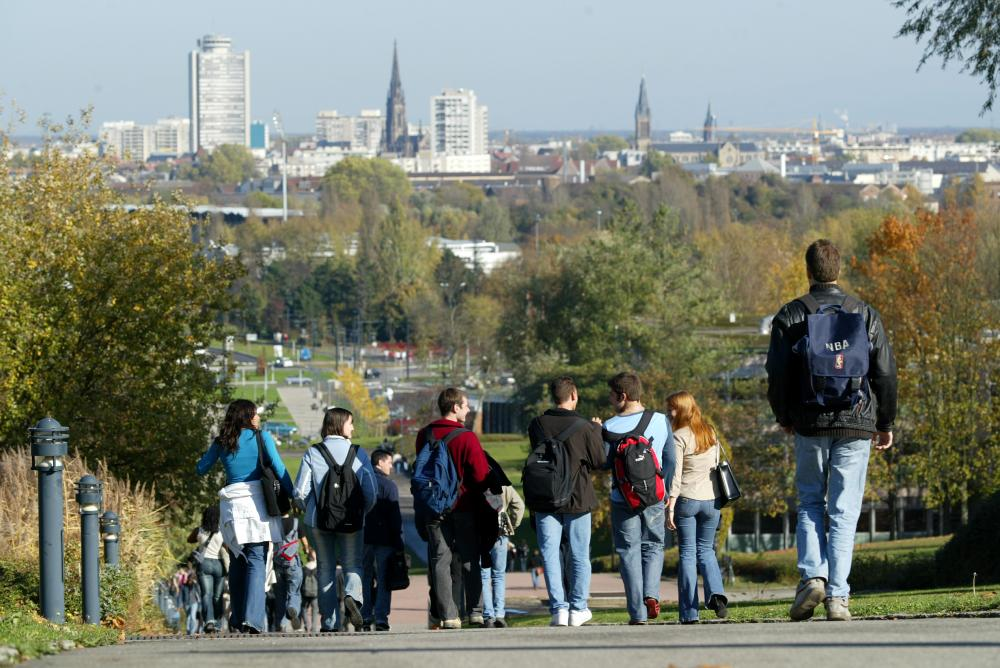
Campus de l'Illberg.

L'université de Haute-Alsace (UHA) est répartie sur trois campus dont deux à Mulhouse, le campus de l'Illberg et le campus de La Fonderie, et sur le campus de Colmar, réparti sur les sites Grillenbreit et Bipôle. L'université de Haute-Alsace est connue pour être le précurseur de la formation par apprentissage à l'université, c'est en effet l'UHA qui a créé le premier centre de formation d'apprentis universitaire de France en 1990. Elle a également pour composante l'ENSCMu qui est la première école de chimie à avoir vu le jour en France en 1822. En janvier 2009, l'Agence d'évaluation de la recherche et de l'enseignement supérieur cite comme principal point fort de l'Université « ses formations professionnalisantes de qualité » et son « taux d’insertion ». Toutefois la Délégation interministérielle à l'aménagement du territoire et à l'attractivité régionale, dans son évaluation de l'appel à coopération métropolitaine, estime que le développement de l'UHA restera limité si aucun lien n'est créé avec d'autres universités des alentours. Le 15 mars 2011, le conseil d'administration de l'UHA se prononce en faveur d'un rattachement à l'université de Strasbourg.
L'UHA comprend différentes écoles d'ingénieurs, facultés, instituts et autres organismes de formation dont :

##### Sur le campus de L'Illberg
- l'ENSISA : École Nationale Supérieure d'Ingénieurs du sud Alsace. Grande école interne à l'université formant des ingénieurs dans les secteurs de la mécanique, informatique, automatisme et textile. La formation textile, née en 1861, est la plus ancienne de France dans ce domaine ;
- l'ENSCMu : École Nationale Supérieure de Chimie de Mulhouse. Grande École interne à l'Université, elle forme des ingénieurs chimistes ;
- IS2M : Institut de Science des Matériaux de Mulhouse. Institut de recherche créé conjointement entre l'Université et le CNRS[257] ;
- L'IUT de Mulhouse : Institut Universitaire de Technologie de Mulhouse. Il forme des techniciens dans différents secteurs[258] ;
- FLSH : Faculté des Lettres, Langues et Sciences Humaines[259] ;
- FST : Faculté des Sciences et Techniques[260] ;
- SERFA : C'est un service de formation continue commun à l'université ;
- UHA 4.0 : Un ensemble de formations innovantes labellisé Grande École du Numérique[261] ;
- CCI Campus Alsace : Centre de formation de la CCI Alsace Eurométropole[262].

##### Sur le campus de La Fonderie

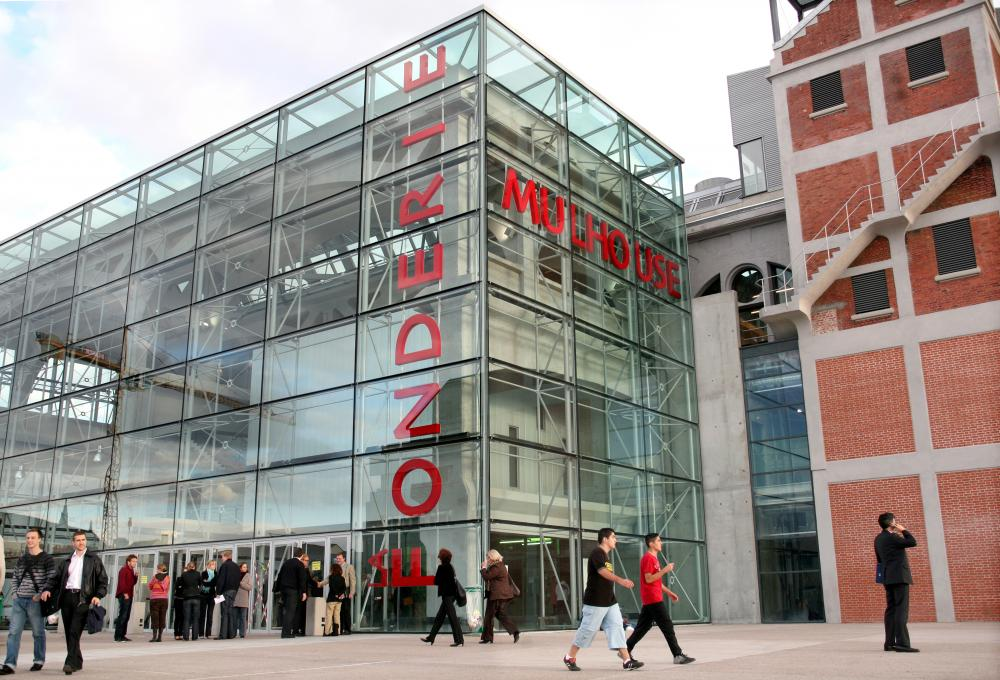
Campus de La Fonderie.

- La Faculté des sciences économiques, sociales et juridiques de Mulhouse (FSESJ). Premier établissement d'enseignement supérieur du Haut-Rhin, la Faculté, "vitrine" de l'UHA, forme des économistes, des gestionnaires, des commerciaux, des professionnels de la communication, des dirigeants et des juristes. Elle a été inaugurée le 6 septembre 2007 par le Président de la République Nicolas Sarkozy.
- le CUFEF : Centre universitaire de formation des enseignants et des formateurs. C'est un service commun à l'université.

#### Autres écoles et organismes de formation supérieure
- EPITECH Mulhouse : formation d'experts en informatique et en technologies de l’information[263] ;
- École Supérieure de Praxis Sociale[264] : forme aux métiers du social et du médico-social ;
- ISTA (Institut Supérieur du Textile Alsacien)[265] : Business School Textile-Mode-Cuir ;
- HEAR (Haute École des Arts du Rhin)[266], établissement d’enseignement supérieur artistique née en janvier 2011 de la fusion de l’École supérieure des arts décoratifs de Strasbourg, de l’École supérieure d’art de Mulhouse (Le Quai) et des enseignements supérieurs de la musique du conservatoire de Strasbourg ;
- IFMS (Institut de Formation aux Métiers de la Santé)[267] regroupe :
  - IFSI : Institut de Formation aux Soins Infirmiers,
  - IFMK : Institut de Formation en Masso-Kinésithérapie,
  - IRFE : Institut Régional de Formation en Ergothérapie,
  - IFAS : Institut de Formation d'Aides Soignants,
  - IIFP : Institut Interrégional de Formation en Psychomotricité.
- Le Cnam en Grand Est possède une implantation à Mulhouse[268] ;
- KMØ : ce pôle numérique situé dans le quartier Fonderie a ouvert ses portes au début de l'année 2019[269]. Parmi ses nombreuses activités liées « à la transformation numérique de l’industrie », il propose une formation aux autodidactes dans le domaine du digital avec une « école 42 »[270];
- L'Union des industries et métiers de la métallurgie (UIMM) Alsace possède un pôle de formation[271], installé (depuis 2021) dans un nouveau bâtiment, à proximité de KM0[272]
- Conservatoire « Huguette Dreyfus » de rayonnement départemental. Il propose l'enseignement de la musique, de la danse et de l'art dramatique[273].

### Postes et télécommunications

#### Opérateurs postaux
En 2012, malgré l'ouverture à la concurrence du secteur postal, La Poste SA reste le seul opérateur postal à exercer sur le territoire de l'agglomération mulhousienne. Cette société est titulaire de l'autorisation 06-1091 « opérateur historique » et généraliste qui traite tout type de courrier. Son autorisation de prise en charge du courrier est nationale.

#### Opérateurs internet
- ADSL
- Réseau câblé : Estvideo est fondée en Alsace en 1988 par Électricité de Strasbourg et commence à proposer des accès à internet dès 1997. L'entreprise devient une filiale d'Altice (France Est) en 2003, intègre Ypso en 2006 et la marque est remplacée par Numericable en 2009[275].
- Fibre optique
- WiMAX

### Santé

Carte du site Émile Muller avec les aménagements successifs.

Mulhouse dispose de plusieurs établissements hospitaliers :
- le Centre Hospitalier de Mulhouse (CHM) disposant de 1 668 places[276],[277] ;
- la clinique du Diaconat (212 places) ;
- la clinique Saint-Sauveur (180 places) ;
- le centre de réadaptation (503 places).

Le groupe hospitalier de la région de Mulhouse et Sud-Alsace GHRMSA ayant en 2018 une capacité de 2 612 lits et places, dont :
- Médecine : 727
- Chirurgie : 255
- Gynéco-obstétrique : 107
- Psychiatrie : 159
- Moyen séjour : 310
- Long séjour : 244
- Hébergement : 810

## Population et société

### Démographie

#### Évolution démographique
L'évolution du nombre d'habitants est connue à travers les recensements de la population effectués dans la commune depuis 1800. Pour les communes de plus de 10 000 habitants les recensements ont lieu chaque année à la suite d'une enquête par sondage auprès d'un échantillon d'adresses représentant 8 % de leurs logements, contrairement aux autres communes qui ont un recensement réel tous les cinq ans,.

En 2022, la commune comptait 104 924 habitants, en évolution de −3,74 % par rapport à 2016 (Haut-Rhin : +0,66 %, France hors Mayotte : +2,11 %).
| 1800  | 1806  | 1821  | 1831   | 1836   | 1841   | 1846   | 1851   | 1856   |
| ----- | ----- | ----- | ------ | ------ | ------ | ------ | ------ | ------ |
| 6 018 | 8 053 | 9 603 | 13 300 | 16 932 | 20 129 | 29 415 | 29 574 | 45 981 |

| 1861   | 1866   | 1871   | 1875   | 1880   | 1885   | 1890   | 1895   | 1900   |
| ------ | ------ | ------ | ------ | ------ | ------ | ------ | ------ | ------ |
| 45 587 | 58 773 | 52 892 | 58 513 | 63 629 | 69 759 | 76 892 | 82 986 | 89 118 |

| 1905   | 1910   | 1921   | 1926   | 1931   | 1936   | 1946   | 1954   | 1962    |
| ------ | ------ | ------ | ------ | ------ | ------ | ------ | ------ | ------- |
| 94 498 | 95 041 | 99 226 | 99 892 | 99 534 | 96 697 | 87 655 | 99 079 | 108 995 |

| 1968    | 1975    | 1982    | 1990    | 1999    | 2006    | 2011    | 2016    | 2021    |
| ------- | ------- | ------- | ------- | ------- | ------- | ------- | ------- | ------- |
| 116 336 | 117 013 | 112 157 | 108 357 | 110 359 | 110 514 | 110 351 | 108 999 | 106 341 |

| 2022    | - | - | - | - | - | - | - | - |
| ------- | - | - | - | - | - | - | - | - |
| 104 924 | - | - | - | - | - | - | - | - |

La commune comptait 6 100 habitants en 1800, deux ans après le rattachement de la ville à la France, en 1798. Après avoir été multipliée par 12 entre le début du XIXe siècle et le début du XXe siècle, à la veille de la Première Guerre mondiale, Mulhouse atteint environ 95 000 hab. La population se stabilise durant l'entre-deux-guerres en frôlant les 100 000 hab. Elle repart à la hausse après la Seconde Guerre mondiale jusqu'aux deux chocs pétroliers, moment où elle atteint son plus haut niveau en 1975 avec 117 000 hab. S'ensuit une période de déclin démographique continu de 25 ans, la ville ne comptant plus, en 1990, que 108 300 hab. Au début des années 2000, une reprise modérée de la croissance de la population se produit. Celle-ci, pendant une quinzaine d'années, fluctue autour de plus ou moins 110 000 hab. Depuis 2016, la population décroit à nouveau : 104 924 hab en 2022.

#### Pyramide des âges
La population de la commune est relativement jeune. En 2020, le taux de personnes d'un âge inférieur à 30 ans s'élève à 41,2 %, soit un taux supérieur à la moyenne départementale (33,5 %). À l'inverse, le taux de personnes d'un âge supérieur à 60 ans (21,5 %) est inférieur au taux départemental (26,6 %).
En 2020, la commune comptait 53 011 hommes pour 55 027 femmes, soit un taux de 50,93 % de femmes, proche du taux départemental (50,94 %).
Les pyramides des âges de la commune et du département s'établissent comme suit.
| Hommes | Classe d’âge | Femmes |
| ------ | ------------ | ------ |
| 0,6    | 90 ou +      | 1,5    |
| 5,6    | 75-89 ans    | 7,8    |
| 13,3   | 60-74 ans    | 14,3   |
| 18,9   | 45-59 ans    | 17,2   |
| 19,5   | 30-44 ans    | 19,2   |
| 20,7   | 15-29 ans    | 20,2   |
| 21,4   | 0-14 ans     | 19,9   |

| Hommes | Classe d’âge | Femmes |
| ------ | ------------ | ------ |
| 0,6    | 90 ou +      | 1,6    |
| 7,1    | 75-89 ans    | 9,5    |
| 17,4   | 60-74 ans    | 17,8   |
| 21,4   | 45-59 ans    | 20,9   |
| 18,7   | 30-44 ans    | 18,6   |
| 16,9   | 15-29 ans    | 15,2   |
| 17,9   | 0-14 ans     | 16,5   |

### Immigration

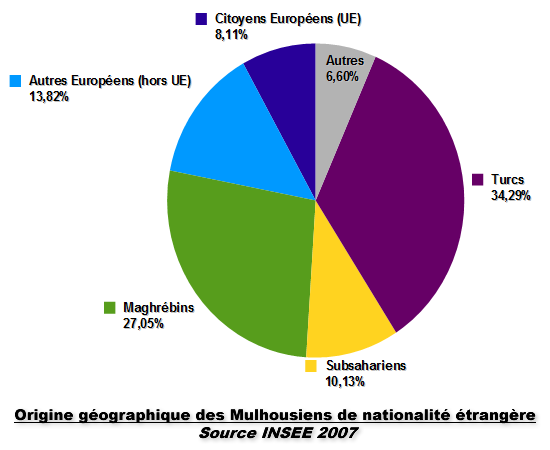
Répartition des Mulhousiens de nationalité étrangère par origine géographique (source : Insee 2007).

Vers 1836, la population de Mulhouse se compose d'un mélange d'Alsaciens, de Suisses, de Tyroliens, de Juifs et de « Français de l'intérieur ».
| Top 5 des pays de naissance des immigrés | Population (2017) |
| ---------------------------------------- | ----------------- |
| Turquie                                  | 7 996             |
| Algérie                                  | 6 267             |
| Maroc                                    | 3 596             |
| Italie                                   | 1 494             |
| Tunisie                                  | 728               |

Mulhouse est une ville très cosmopolite. En 2017, elle compte 28 085 immigrés dont 6 267 nés en Algérie, 4211 en Turquie et 3596 au Maroc. Par ailleurs, la population est particulièrement jeune puisque Mulhouse se place en deuxième position des villes de plus de 100 000 habitants les plus jeunes de France, avec 25,9 % de la population de moins de 20 ans contre 18,3 % à Paris par exemple. Les 15-29 ans sont la tranche d'âge la plus représentée dans la population mulhousienne. En 1999, 42,4 % des jeunes de moins de 18 ans étaient d'ascendance étrangère. Entre 1975 et 2015, la proportion des jeunes de moins de 18 ans d'origine extraeuropéenne ou vivant avec au moins un parent immigré d’origine extraeuropéenne est passée de 9 % à 46 %.

### Structure et sociologie de la population

#### Niveau de vie
La ville de Mulhouse enregistre globalement le revenu médian le plus faible au regard des échelles de comparaison locale et nationale. En 2020, le revenu annuel médian par unité de consommation était de 16 100 € / an. De profondes différences de revenus existent à l’échelle des quartiers: allant du très bourgeois Rebberg qui avec 34 000 € / (revenu médian très supérieur à la moyenne française) aux quartiers prioritaires de la politique de la ville comme Vauban-Neppert, une partie de Bourtzwiller, Briand-Franklin etc. où les revenus sont très bas.

#### Habitat
En 2018, la part des propriétaires dans Mulhouse intra-muros est inférieure au reste de l'unité urbaine et encore inférieure à celle des pôles secondaires de la zone péri-urbaine qui sont typique de la banlieue pavillonnaire. Elle reste toutefois supérieure avec (33,6 %) à celle de la commune de Strasbourg (27,6 %) mais inférieure à Colmar (38 %) et assez proche de celle de Paris (33,2 %). Dans l'unité urbaine mulhousienne, la part des propriétaires (44,8 %) est supérieure à celle de l'unité urbaine strasbourgeoise (36,9 %) et égale à l'agglomération colmarienne (44,8 %). L'écart entre la part des propriétaires dans la ville-centre et celle de l'ensemble de l'AAV est moindre que pour Strasbourg mais est similaire à Colmar.
| Logement               |                      |                        |                   |                   |
|                        | Mulhouse intra muros | Mulhouse agglomération | Pôles secondaires | Pôles secondaires |
| Wittenheim             | Mulhouse intra muros | Mulhouse agglomération | Rixheim           |                   |
| Part des propriétaires | 35,5 %               | 50,8 %                 | 63,6 %            | 64,2 %            |

#### Éducation et formation
En 2018, la population de Mulhouse intra muros se caractérise également par une inégalité forte d'un point de vue de la formation. En effet elle possède à la fois un taux de diplômés supérieurs à bac+2 plus important par rapport à la moyenne de l'agglomération tout en ayant paradoxalement un taux de non-diplômés qui est également largement
supérieur.
| Niveau de formation                               |                      |                        |                   |                   |
|                                                   | Mulhouse intra muros | Mulhouse agglomération | Pôles secondaires | Pôles secondaires |
| Wittenheim                                        | Mulhouse intra muros | Mulhouse agglomération | Rixheim           |                   |
| Sans formation - Brevet des Collèges - BEPC - CEP | 37,7 %               | 29,8 %                 | 30,9 %            | 20,9 %            |
| BEP - CAP                                         | 25 %                 | 35,7 %                 | 29 %              | 29,9 %            |
| Baccalauréat - Brevet professionnel               | 14,5 %               | 15,7 %                 | 15,3 %            | 17 %              |
| Niveau Bac+2                                      | 8,9 %                | 7,7 %                  | 10 %              | 13,9 %            |
| Niveau supérieur à Bac+2                          | 15,2 %               | 15 %                   | 10 %              | 18,3 %            |

#### Emploi
La révolution industrielle dont Mulhouse était une des pionnières (dès 1746) avec le textile en particulier, marquera l'histoire économique du territoire. Pendant plusieurs générations, les emplois occupés, le seront, cela jusque dans les années 1980, de façon prépondérante dans l'industrie. La crise industrielle fait passer progressivement l'activité économique et les emplois du secteur secondaire au secteur tertiaire. Les services (au sens large) représentent aujourd'hui 85 % des emplois mulhousiens. Cette tertiarisation du travail est supérieure à la moyenne de l'unité urbaine. Le pôle secondaire de Wittenheim, ancienne ville minière est assez est très ressemblant à ce passage du secteur secondaire au tertiaire.
En 2019, Le statut professionnel, est représenté à 91 % par l'emploi salarié. L'emploi occupé, est à 77 %, un contrat à durée indéterminé ou un poste de titulaire de la fonction publique. On constate (tranche 15-64 ans), une différenciation importante dans le taux d'activité, entre les hommes (74.1 %) et les femmes (59.7 %).
| Emploi par secteur d'activité                  |                      |                        |                   |                   |
|                                                | Mulhouse intra muros | Mulhouse agglomération | Pôles secondaires | Pôles secondaires |
| Wittenheim                                     | Mulhouse intra muros | Mulhouse agglomération | Rixheim           |                   |
| Agriculture                                    | 0,1 %                | 0,3 %                  | 0,3 %             | 0,3 %             |
| Industrie                                      | 8,1 %                | 13,7 %                 | 10,6 %            | 13,4 %            |
| Construction                                   | 6,4 %                | 6,9 %                  | 8,7 %             | 6,7 %             |
| Services - Commerce - Transport                | 44,2 %               | 46,9 %                 | 60,7 %            | 46,9 %            |
| Administration - Enseignement - Santé - Social | 41,1 %               | 31,1 %                 | 19,6 %            | 32,7 %            |

#### Structure des ménages
En 2018, les ménages mulhousiens sont principalement composées de couples avec enfants, on retrouve la même tendance dans le reste de l'agglomération.
| Composition familiale   |                      |                        |                   |                   |
|                         | Mulhouse intra muros | Mulhouse agglomération | Pôles secondaires | Pôles secondaires |
| Wittenheim              | Mulhouse intra muros | Mulhouse agglomération | Rixheim           |                   |
| Couples avec enfant(s)  | 43,1 %               | 42,2 %                 | 40,7 %            | 42,6 %            |
| Familles monoparentales | 22,5 %               | 17,3 %                 | 14,8 %            | 13 %              |
| Couples sans enfant(s)  | 34,3 %               | 40,5 %                 | 44,5 %            | 44,4 %            |

### Sports et loisirs

#### Infrastructures

##### Palais des Sports «Gilbert Buttazzoni»
Inauguré en 1958, rénové de façon importante en l'an 2000. le Palais des Sports a la particularité d'avoir un toit en voûte ressemblant à celui du bâtiment du Centre des nouvelles industries et technologies à Puteaux. Il comprend une grande salle avec une tribune pouvant accueillir 3 700 personnes et une salle annexe avec une tribune de 250 personnes. Avant tout dédié aux sports en salle (essentiellement collectifs), il accueille, entre autres, l'équipe de volleyball féminine de l'ASPTT Mulhouse qui est une des meilleures équipes françaises actuellement.
Le palais des sports, depuis son origine, sert aussi à d'autres activités : concerts, meetings, réunions publiques diverses, etc.
En 2019, on lui rajoute le nom d'un ancien adjoint aux sports et dirigeant sportif : Gilbert Buttazzoni

##### Stade de l'Ill
Depuis 1979, le stade de l'Ill est le stade principal de la ville de Mulhouse. « Omnisports » car pourvu d'une piste d'athlétisme, il est surtout connu pour être le stade du club de football FC Mulhouse. Depuis que la deuxième tribune (Johansen) a été démolie en 2024, le stade a une capacité de 7 871 places avec la tribune restante (dite d'honneur) et les gradins en places debout.

##### Stade de Bourtzwiller
Le stade est mis en service le 4 septembre 1921 et il est le stade du FCM de 1921 à 1979, il dispose d'un sol en gazon naturel et sa surface d'évolution est de 65 000 m2. Tandis que sa longueur d'aire d’évolution est de 100 m et sa largeur d'aire d’évolution de 65 m.

##### Piscine Pierre-et-Marie-Curie
Inaugurée en 1925, la piscine est le plus ancien établissement de bains de Mulhouse. Comme habituellement à cette époque, toutes les activités sont à l'intérieur du bâtiment : deux bassins de natation (25 × 12 m et 18 × 9 m), des bains romains, un solarium, des baignoires de relaxation avec cabines de douches et cabines baignoires. Son caractère patrimonial fait que l'essentiel de l'établissement fait l'objet d'une inscription au titre des monuments historiques depuis 2008. Pour des raisons de coûts, l'établissement est fermé au public en janvier 2023.

##### Piscine de l'Illberg
La piscine dispose d'un bassin olympique de 50 m, d’un bassin d’apprentissage et d’un jacuzzi pour la détente.

##### Piscine de Bourtzwiller
Elle est destinée à la pratique du sport familial et est labelisée Famille Plus. Elle est composée d'un bassin rectangulaire de 25 m sur 10 m ainsi que d'un bassin d'apprentissage de 10 m sur 10 m et d'autres aménagements.

##### Patinoire de l'Illberg
La patinoire de l'Illberg est une patinoire olympique de 60 × 30 m qui dispose de 1 200 places assises.

##### Climbing Mulhouse Center (CMC)
Salle d'escalade indoor inaugurée en 2020. Avec 25 mètres de haut, c'est la plus grande salle de ce type en France. Elle possède 2 000 m2 de surface de grimpe dont près de 400 m2 de blocs, adaptée à tous les niveaux de grimpe et à tous les âges « dès 3 ans ». Le « CMC » est situé dans l'emprise de la friche DMC (Dollfus-Mieg et Compagnie) qui est l'objet de nombreux projets de reconversion.

#### Les principaux clubs mulhousiens
| Sport            | Nom de l'équipe phare                                   | Niveau                                      | Lieu | Divers |
| ---------------- | ------------------------------------------------------- | ------------------------------------------- | --- | --- |
| Basket           | MBC, FC Mulhouse Basket, MPBA, MBA et Mulhouse Mustangs | National 1                                  | Palais des sports | C’est dans les années 1920 que nait le basket à Mulhouse. c’est aussi une domination de Mulhouse sur le basket-ball français avec, le titre national en 1924, 1925 et 1926 sous le nom de « Foyer alsacien Mulhouse ». En 1927 un petit passage à vide, mais retour au premier plan de 1928 à 1931. C'est en 1949 que le nom MBC nait. En 1978 que le club accède en national 1 (1re division). Quelques succès (1978 : champion N2.1989 : vainqueur tournois des As. 1991 : 1/2 finaliste coupe Korac). |
| Boxe anglaise    | ASM boxe Mulhouse                                       |                                             | Centre Sportif Régional d'Alsace (Brunstatt).                                                                                      | La section boxe de l’AS de Mulhouse a été créée en 1976. Plusieurs boxeurs du club sont devenus Champion de France. |
| Football         | FC Mulhouse                                             | National 2                                  | Stade de l'Ill Inauguré en 1979, 6 000 places assises et 11 000 places debout (aux nouvelles normes plus que 6 000 places debout). | Le Football Club de Mulhouse fondé en 1893 est un des plus vieux club de France. Il a une riche histoire et a joué plusieurs fois en Division 1. Sa dernière présence au plus haut niveau du football français remonte à 1990. Depuis, le club a sombré dans la hiérarchie du football puisqu'il évolue actuellement en Régional 1 (6e niveau national). |
| Handball         | Mulhouse Handball Sud Alsace (MHSA)                     | Division 2                                  | Palais des sports | Les joueurs sont surnommés les Moustiques. Créé en 2007 avec comme projet d'aboutir rapidement à un club d'élite dans la région mulhousienne, le club a déposé le bilan en 2016 alors qu'il évoluait en 2e division. |
| Hockey sur glace | Scorpions de Mulhouse 1997                              | Ligue magnus                                | Patinoire de Mulhouse | Les joueurs sont surnommés les Scorpions. L'équipe a été championne de France de Ligue Magnus en 2005. |
| Judo             | ACSPC Mulhouse                                          | 1re division                                | Dojo de Bourtzwiller | Champion de France par équipe 2001 et 2014 - Vice-Champion d'Europe par équipe 2001 |
| Natation         | Mulhouse Olympic Natation (MON)                         |                                             | Piscine olympique de l'Illberg | L'effectif comprenait notamment ces dernières années Amaury Leveaux, Laure Manaudou et Roxana Maracineanu. |
| Squash           | Mulhouse squash club                                    | 1re division                                | Espace Squash 3000 | Champion d'Europe par équipes en 2017 - Championne d'Europe par équipes en 2014 Champions de France Interclubs (2013, 2014, 2015, 2016, 2017) - Championnes de France Interclubs (2010, 2011, 2012, 2013, 2014, 2016, 2017) |
| Tennis de table  | Mulhouse tennis de table (MTT)                          | Pro B                                       | Gymnase Brustlein | Le club est omniprésent au niveau régional et est l'un des rares clubs alsaciens de niveau professionnel du fait de la présence de l'équipe 1 féminine en Pro B. |
| Tir à l'arc      | Compagnie des Archers du Bollwerk                       |                                             | En salle: Centre Sportif Régional d’Alsace. En extérieur : Plaine Sportive du Waldeck (Riedisheim).                                | Le club est tourné vers la compétition et le loisir. |
| Tir sportif      | Tir Sportif Mulhousien                                  |                                             | Rixheim. | Le club a été créé en 1892. Il possède plusieurs pas de tir (10 m, 25 m, 50 m). |
| Volley-ball      | ASPTT Mulhouse rebaptisé en 2022 Volley Mulhouse Alsace | Ligue A Féminine                            | Palais des sports | Champion de France en 2017 et en 2021. Vainqueur en 2021 de la Coupe de France . |
| Échecs           | Mulhouse Philidor                                       | Top 12 clubs, Top 12 féminin, Top 12 jeunes | Local situé au 3, rue de Thann | Présence dans le Top 12, sans interruption, respectivement depuis 1997, 2003 (date de création du championnat) et 1988 |
| Rugby            | Rugby Club de Mulhouse                                  | Régionale 1                                 | Stade Pierre de Coubertin | Niveau Fédérale 3 - Saison 2022-2023 |

### Cultes

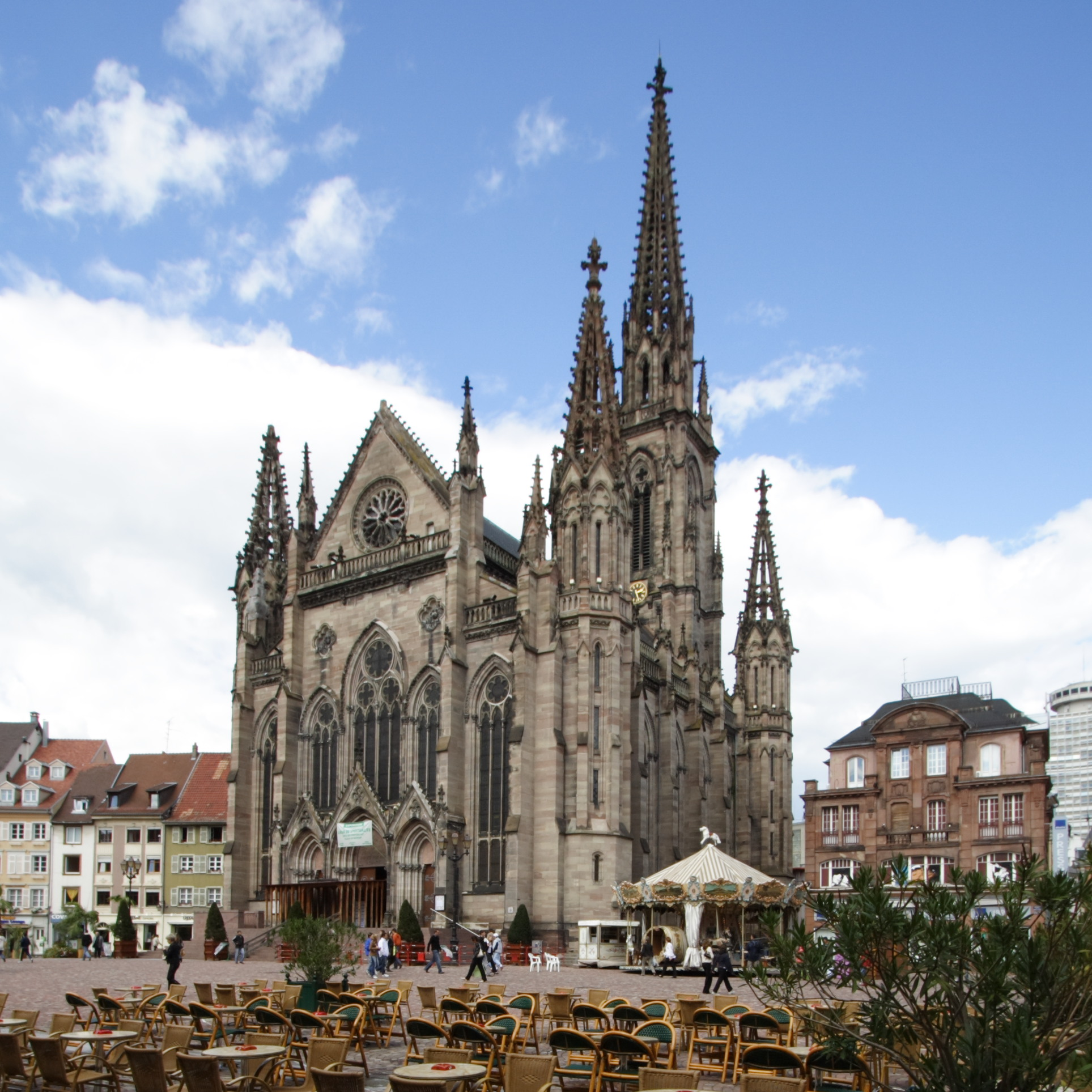
Temple Saint-Étienne de Mulhouse

Depuis du Xe siècle, le site de l'actuel temple Saint-Étienne, est occupé par un lieu de culte. La ville médiévale comporte de nombreuses églises et chapelles liées quelquefois à des ordres religieux : ordre de Saint-Jean de Jérusalem, Franciscains etc. Une synagogue semble attester la présence d'une communauté juive intra-muros.
L'évêque de Strasbourg possède des biens dans la ville mais Mulhouse comme le reste de la Haute-Alsace fait partie du diocèse de Bâle.
Vers 1520, Mulhouse, alors ville libre et alliée à des cantons suisses, passe au culte réformé de type zwinglien (comme la proche Bâle). Le catholicisme fut proscrit. Mulhouse et sa dépendance Illzach devinrent une « île » Réformée dans le Sud de l'Alsace demeuré catholique. Le judaïsme était aussi interdit mais de nombreuses communautés existaient dans des villages proches : Dornach, Rixheim, Zillisheim etc.
Ceci prit fin en 1798 avec la réunion de la République de Mulhouse à la France révolutionnaire. À ce moment-là, la situation religieuse devint commune et tous les cultes furent admis à Mulhouse, le concordat de 1801 s'appliquant.
Au XIXe siècle, le développement démographique croissant de la ville et de sa population ouvrière, essentiellement catholique, fit que les protestants qui composaient la base sociale des grands « capitaines d'industries » devinrent très minoritaires. De nombreux lieux de culte, surtout catholiques (Saint-Étienne...), furent construits voire reconstruits, comme le temple Saint-Étienne, qui sera le plus haut clocher (97 m) d'un lieu de culte protestant en France.
Cette activité « bâtisseuse », à laquelle il faut rajouter la synagogue, fut essentiellement réalisée par l'architecte Jean-Baptiste Schacre au courant du Second Empire. La période allemande (1871-1918) amena encore quelques constructions religieuses, dont des lieux de culte luthériens inédits jusque-là.
Vers 1885/90, le clergé, par des prêtres comme Cetty ou Winterer, fut la cheville ouvrière, en opposition au SPD en expansion et dans la foulée du pape Léon XIII, qui créa toute une sociabilité autour des paroisses, avec chorales, clubs variés (les « Bangalas »), ainsi qu'un système bancaire mutualiste.
Vers 1900, la répartition par confession était ainsi établie : Catholiques 67.8 %, Protestants 19.8 %, Juifs 2.5 %. Le reste de la population soit 10 % se déclare non croyante ou est affiliée à une autre religion.
Le concordat de 1801 avait été maintenu au temps du Kaiser et, après le retour à la France en 1918 et une tentative du « cartel des gauches » en 1924 pour introduire en Alsace-Lorraine la loi de séparation des Églises et de l'État de 1905, il resta en vigueur et le reste encore de nos jours grâce au droit local en Alsace et en Moselle.

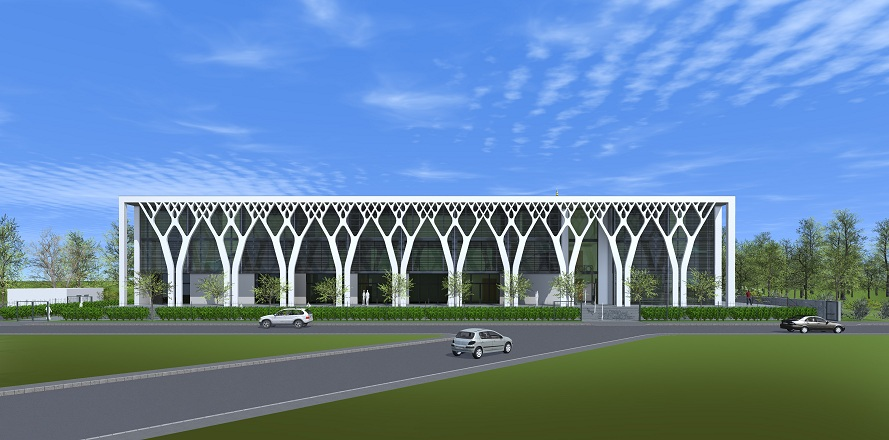
Mosquée An-Nour de Mulhouse.

Jusqu'au lendemain de la Seconde Guerre mondiale, la presque totalité des Mulhousiens qui étaient croyants appartenait aux quatre cultes concordataires : catholique, protestants des deux branches et judaïsme. De grands changements allaient intervenir à partir de cette période. D'abord le lent déclin de la pratique religieuse et la sécularisation de la société. Ensuite la venue par l'immigration de personnes aux croyances nouvelles, essentiellement l'islam, mais aussi le bouddhisme, l'orthodoxie, etc.
À l'intérieur des cultes « établis » se produisirent aussi des changements : Vatican II, l'œcuménisme, la quasi-fusion des courants protestants (EPCAAL, EPRAL) et un apport important de Séfarades dans une communauté juive totalement ashkénaze jusqu'à la Shoah.
La langue allemande resta longtemps la langue vernaculaire des cultes chrétiens : prêches, chants etc. Si aujourd'hui, on peut encore entendre l'un ou l'autre texte en allemand, c'est le français qui l'a presque totalement supplanté.
De nos jours, le paysage religieux est donc très varié à Mulhouse. Le christianisme dans ses différentes confessions est majoritaire mais plus seul comme il y a encore un demi-siècle. Une minorité importante de musulmans compose désormais la population de la ville. C'est seulement depuis les années 1990 que l'islam dispose de « vraies » mosquées. Il faudrait plutôt parler d'islam(s) car l'origine des personnes est éclatée entre Afrique du Nord, Turquie, etc.
Autre phénomène religieux récent, le développement des « Églises évangéliques », comme l'Église Porte ouverte chrétienne, affiliée à la Fédération des Églises du plein évangile en francophonie, et fondée en 1966.
La présence musulmane dans la ville de Mulhouse est très ancienne et date de bien avant la grande vague d'immigration des années 1970. Elle remonte en réalité à plus d'un siècle. La crise économique qui sévissait en Alsace à cette époque avait poussé un nombre important de familles à aller s'installer en Afrique du Nord, ils furent à l'origine de liens entre les deux régions. Aussi, de nombreux soldats musulmans d'origine maghrébine ont combattu et sont morts en Alsace en 1870 ainsi que lors des deux guerres mondiales, contribuant ainsi à la libération de l'Alsace et de la France. La présence des tombeaux de ces soldats musulmans en Alsace est le témoin effectif de la présence musulmane et de cette participation efficace (comme le rappelle un dessin de Hansi représentant un couple de petits Alsaciens recueillis devant la tombe d'un soldat arabe). Après la Seconde Guerre mondiale, sa position géographique, son développement économique et politique font de l'Alsace une région attractive, un lieu de passage. Mulhouse est alors une grande ville industrielle européenne et de fait un grand pourvoyeur de main-d'œuvre. La ville de Mulhouse décide d’entamer un énorme projet de reconstruction urbaine. La municipalité entreprend la construction d’un nombre important de logements entre les années 1950 et 1970, ceci afin d’accueillir les nouveaux habitants de Mulhouse arrivés pour combler le vide de main-d’œuvre dans l'industrie nationale. La plupart de ces nouveaux venus étaient des musulmans originaires d'Afrique du Nord. Les musulmans installés en Alsace s’organisent très tôt. En 1957, un carré musulman est créé dans le cimetière central de Mulhouse avec 179 concessions. En 1971, avec le soutien des responsables de la paroisse Jeanne d'Arc, ils ouvrent la première salle de prière leur permettant de pratiquer leur culte, dans les locaux même de l'église catholique.

### Médias

#### Télévision
Deux chaines de télévision régionale ont un bureau à Mulhouse :
- la chaine publique France 3 Alsace (siège régional à Strasbourg) qui avait (entre 2013 et 2018) un décrochage mulhousien dédié : l'édition d'information dite France 3 Haute-Alsace.
- la chaine privée BFM Alsace (également siège régional à Strasbourg) qui a racheté et remplacé la chaine Alsace 20 en 2022.

Canaux télévision TNT France - Allemagne - Suisse et distribution des chaînes
| Multiplex, canal              | Chaînes                                                        | Émetteur                          |
| ----------------------------- | -------------------------------------------------------------- | --------------------------------- |
| R1 - 100 kW - C24 H (498 MHz) | France 2, France 3 Alsace, France 5, LCP, France Ô, BFM Alsace | Mulhouse-Belvédère                |
| R2 - 100 kW - C27 H (522 MHz) | Direct 8, France 4, BFM TV, CNews, Direct Star, Gulli          | Mulhouse-Belvédère                |
| R3 - 100 kW - C54 H (738 MHz) | Canal+, TPS Star, Canal+ Sport, Canal+ Cinéma, CFoot, Planète+ | Mulhouse-Belvédère                |
| R4 - 100 kW - C37 H (602 MHz) | M6, W9, TFX, Paris Première, Arte HD                           | Mulhouse-Belvédère                |
| R5 - ??? kW - C53 H (730 MHz) | TF1 HD, France 2 HD, M6 HD                                     | Mulhouse-Belvédère                |
| R6 - 100 kW - C21 H (474 MHz) | TF1, Arte, TMC, NRJ 12, TF6, LCI, Eurosport                    | Mulhouse-Belvédère                |
| CH-D - 8 kW - C31V (554 MHz)  | SRF 1, SRF zwei, SRF Info, RTS Un, RSI La 1                    | Émetteur TV Bâle (Suisse)         |
| CH-F - 10 kW - C56V (754 MHz) | RTS Un, RTS Deux, RSI La 1, SRF 1                              | Chasseral-Les Ordons (Suisse)     |
| ZDF - 50 kW - C33 H (570 MHz) | ZDF, 3sat, KiKA                                                | Hochrhein/Bergalingen (Allemagne) |
| SWR - 50 kW - C39 H (618 MHz) | SWR Fernsehen, BR Fernsehen, HR-Fernsehen, WDR Fernsehen       | Hochrhein/Bergalingen (Allemagne) |
| ARD - 50 kW - C52 H (722 MHz) | ARD, EinsPlus, Arte, Phoenix                                   | Hochrhein/Bergalingen (Allemagne) |

NB :
- Additif, Maj du tableau :
  - Canal 62V Chasseral, multiplex alémanique >> 31V (2013)
  - Canal 56V Chasseral/Ordons multiplex romand >> 34V (2013)
- Chaînes sur le réseau câblé de Mulhouse et télédistributions
- Les canaux (fréquences) TV restitués sur le câble peuvent être convertis (différents).
- Via ADSL les chaînes étrangères frontalières ne sont pas toujours proposées

#### Presse écrite
- Journal L'Alsace dont le siège se trouve à Mulhouse. Il a été fondé le 24 novembre 1944. C'est le deuxième quotidien alsacien et le premier dans le département du Haut-Rhin. Il avait, depuis sa création, une version quotidienne bilingue français-allemand remplacée en 2021 par une édition hebdomadaire « Rheinblick »[315]». De 1980 à 2013, son nom complet était L'Alsace-Le Pays. Sa diffusion couvrait alors en plus de l'Alsace sous le nom de L'Alsace, le nord de la Franche-Comté sous le nom Le Pays. En dehors du siège, douze agences locales étaient établies dans le Haut-Rhin, deux dans le Bas-Rhin, une dans le Territoire de Belfort et une dans le Doubs. À la suite d'une restructuration au sein du groupe EBRA[316], Le Pays, est cédé à son ancien concurrent L'Est républicain et cesse de paraître. Une édition L'Est Républicain-Le Pays lui succède[317]. La reprise, en 2012, par EBRA du concurrent (et principal) quotidien alsacien les Dernières Nouvelles d'Alsace va avoir des répercussions importante sur la vie du journal tant dans le contenu éditorial qui va peu à peu être similaire entre les deux quotidiens que pour son activité d'impression qui est fermée en 2018[318]. L'édition papier du journal connait une érosion continue puisque l'on est passé d'une diffusion totale de 101 127 exemplaires en 2010 à une diffusion totale de 58557 exemplaires en 2022[319]. Le site web du journal compte une moyenne mensuelle d'environ 3 600 000 de visites totales en 2022[320].
- Journal les Dernières Nouvelles d'Alsace (DNA) dont le siège est à Strasbourg. C'est le premier quotidien alsacien. Il a été créé en 1877 sous le nom de Strassburger Neueste Nachrichten. Avant son intégration dans le groupe EBRA dans années 2010, le journal était le seul concurrent de « L'Alsace » avec une rédaction particulière pour son édition mulhousienne.
- L'Ami du peuple hebdo dont le siège est à Strasbourg (appelé aussi L'Ami hebdo). C est un hebdomadaire régional catholique d'information et d’opinion alsacien. Il compte un bureau à Mulhouse[321].
- Le Journal des Spectacles (JDS) dont le siège est à Mulhouse. C'est un magazine mensuel gratuit consacré aux « Sorties, Loisirs & Art de vivre en Alsace ». La version papier du magazine tire à 50 000 exemplaires[322].
- Le Périscope dont le siège est à Mulhouse. C'est un journal bimestriel gratuit consacré à la vie économique locale. L'édition papier de la revue tire à 15 000 exemplaires[323].

#### Radios
La grande majorité des radios françaises est diffusée à Mulhouse. Plusieurs radios allemandes et suisses sont également disponibles.
Radios FM à Mulhouse
| Fréquence(s) | Nom de la radio                     | Lieu d'émission                            | Type (catégorie)                            |
| ------------ | ----------------------------------- | ------------------------------------------ | ------------------------------------------- |
| 88.2         | Cerise FM                           | Colline de la Loh, Steinbach               | Locale commerciale (B)                      |
| 88.6         | France Culture                      | Le Belvédère, Mulhouse                     | Radio publique                              |
| 89.2         | SWR 1                               | Blauen, Badenweiler, Allemagne             | Radio allemande                             |
| 89.8         | SWR 1                               | Feldberg, Allemagne                        | Radio allemande                             |
| 90.6         | Radio SRF 1                         | Fernsehturm, Bettingen, Suisse             | Radio suisse                                |
| 91.2         | RTL2 Mulhouse                       | Le Belvédère, Mulhouse                     | Réseau national avec décrochages locaux (C) |
| 91.6         | France Musique                      | Le Belvédère, Mulhouse                     | Publique                                    |
| 92.2         | Fun Radio                           | Le Belvédère, Mulhouse                     | Réseau national (D)                         |
| 92.6         | SWR 2                               | Blauen, Badenweiler, Allemagne             | Radio allemande                             |
| 93.1         | RMC                                 | Le Belvédère, Mulhouse                     | Généraliste (E)                             |
| 93.6         | SWR 3                               | Feldberg, Allemagne                        | Radio allemande                             |
| 94.2         | La Première                         | Les Ordons, Bourrignon, Suisse             | Radio suisse                                |
| 94.5         | CHOI-FM                             | Saint-Chrischona, Bettingen, Suisse        | Radio suisse                                |
| 94.8         | Europe 1                            | Le Belvédère, Mulhouse                     | Généraliste (E)                             |
| 95.3         | Phare FM                            | Le Belvédère, Mulhouse                     | Locale associative (A)                      |
| 95.7         | France Inter                        | Le Belvédère, Mulhouse                     | Radio publique                              |
| 97.0         | SWR 3                               | Blauen, Badenweiler, Allemagne             | Radio allemande                             |
| 97.9         | SWR 2                               | Feldberg, Allemagne                        | Radio allemande                             |
| 98.1         | ECN Radio                           | Le Belvédère, Mulhouse                     | Locale commerciale (B)                      |
| 98.6         | Flor FM                             | Le Belvédère, Mulhouse                     | Locale commerciale (B)                      |
| 99.0         | Radio SRF 2 Kultur                  | Fernsehturm, Bettingen, Suisse             | Radio suisse                                |
| 99.4         | Nostalgie Mulhouse                  | Le Belvédère, Mulhouse                     | Réseau national avec décrochages locaux (C) |
| 99.6         | Espace 2                            | Les Ordons, Bourrignon, Suisse             | Radio suisse                                |
| 99.8         | Europe 2 Mulhouse                   | Le Belvédère, Mulhouse                     | Réseau national avec décrochages locaux (C) |
| 100.5        | Skyrock                             | Le Belvédère, Mulhouse                     | Réseau national (D)                         |
| 100.8        | Fréquence Jura                      | Les Ordons, Bourrignon, Suisse             | Radio suisse                                |
| 101.1        | Radio Regenbogen                    | Blauen, Badenweiler, Allemagne             | Radio allemande                             |
| 101.7        | NRJ International                   | Saint-Chrischona, Bettingen, Suisse        | Radio suisse                                |
| 102.1        | NRJ                                 | Le Belvédère, Mulhouse                     | Réseau national avec décrochages locaux (C) |
| 102.6        | France Bleu Alsace                  | Le Belvédère, Mulhouse                     | Radio publique                              |
| 103.6        | Radio SRF 3                         | Saint-Chrischona, Bettingen, Suisse        | Radio suisse                                |
| 104.0        | SWR 4                               | Feldberg, Allemagne                        | Radio allemande                             |
| 104.6        | DKL Dreyeckland                     | Le Belvédère, Mulhouse                     | Radio locale commerciale (B)                |
| 104.8        | Couleur 3                           | Les Ordons, Bourrignon, Suisse             | Radio suisse                                |
| 105.1        | Deutschlandfunk                     | Blauen, Badenweiler, Allemagne             | Radio allemande                             |
| 105.5        | France Info                         | Le Belvédère, Mulhouse                     | Radio publique                              |
| 106.0        | Baden FM                            | Blauen, Badenweiler, Allemagne             | Radio allemande                             |
| 106.7        | Top Music                           | Le Belvédère, Mulhouse                     | Locale commerciale (B)                      |
| 107.1        | RTL                                 | Le Belvédère, Mulhouse                     | Généraliste (E)                             |
| 107.5        | Radio MNE (Mulhouse Net Expérience) | Quartier DMC, 13 rue de Pfastatt, Mulhouse | Locale associative temporaire (A)           |
| 107.6        | Radio Basilisk                      | Saint-Chrischona, Bettingen, Suisse        | Radio suisse                                |
| 107.7        | Autoroute Info                      | Autoroutes et péages à proximité           | Radio autoroutières                         |

Radios disparues à Mulhouse
| Nom de la radio          | Années d'existence |
| ------------------------ | ------------------ |
| Fréquence Mulhouse       | ?-1986             |
| Lutte 68                 | ?                  |
| Mulhouse Radio Muses     | Années 1980        |
| Radio 103                | 1978-?             |
| Radio Alpha              | 1980               |
| Radio Amitié             | Années 1980        |
| Radio Bienvenue Mulhouse | Années 1980        |
| Radio Bollwerk           | 1982-1986          |
| Radio Cité               | Années 1980        |
| Radio Club 5000          | 1978               |
| Radio Eglantine          | 1977-?             |
| Radio Mulhouse Centre    | Années 1980        |
| Radio Porte Sud          | 1987-1995          |
| Radio Spartacus          | 1978-?             |
| Radio Star Mulhouse      | 1982-1998          |
| Radio Visages            | Années 1980        |
| Regio FM                 | 1987-1992          |
| Rockin'Chair             | 1986-1988          |
| Stéréo 32                | Années 1980        |

Radios numériques à Mulhouse
|                  | CH-Classique | CH-Jazz | CH-Pop  | Couleur 3 | Radio SRF Musikwelle | Radio SRF 1 | Espace 2 | La Première | Option Musique | RSI Rete Uno | RR-SRG  | World Radio Switzerland |
| ---------------- | ------------ | ------- | ------- | --------- | -------------------- | ----------- | -------- | ----------- | -------------- | ------------ | ------- | ----------------------- |
| Fréquence en MHz | 223,936      | 223,936 | 223,936 | 223,936   | 223,936              | 223,936     | 223,936  | 223,936     | 223,936        | 223,936      | 223,936 | 223,936                 |

## Économie

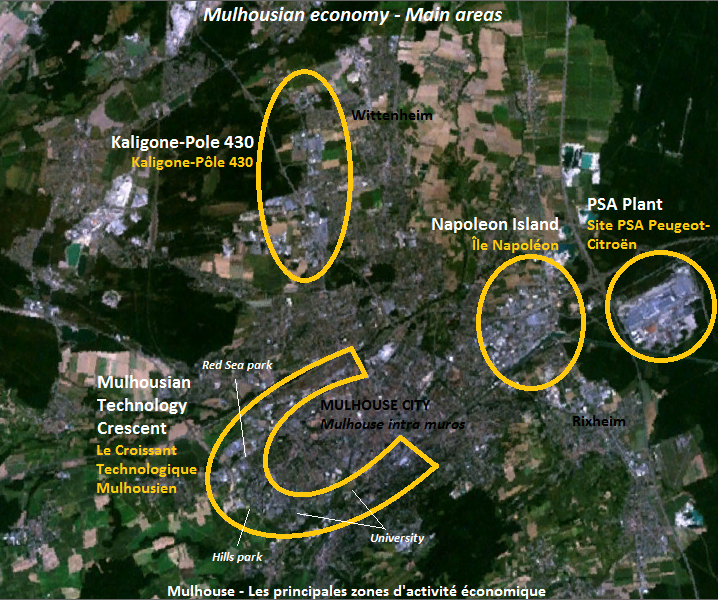
Vue satellite des principales zones d'activité économique de l'unité urbaine de Mulhouse

Mulhouse est le deuxième pôle économique d'Alsace après Strasbourg. L'usine PSA Peugeot-Citroën située à Sausheim, dans la banlieue de Mulhouse, est le premier employeur de la région. En 2020, la ville comptait 3700 établissements actifs employeurs dont 18,5 % ont plus de 10 salariés.

### Croissant technologique mulhousien
Le croissant technologique mulhousien, est une vaste zone située à l'ouest de la ville incluant :
- la gare centrale, desservie par le TGV, avec son pôle tertiaire régional ;
- le village industriel de la Fonderie ;
- les campus universitaires mulhousiens et leurs laboratoires de recherche ;
- la zone d'activité de Didenheim ;
- le parc des Collines avec sa zone franche urbaine ;
- le parc de la Mer Rouge ;
- la gare du Nord de Mulhouse avec sa zone de fret.

### Secteur primaire

#### Agriculture
L'agglomération de Mulhouse bien que très marquée par l'urbanisation, compte près de 12 900 ha de terres arables.
En 2017, près de 230 exploitants agricoles y exercent leur activité.
L'utilisation de ces surfaces agricoles, en 2010, est ainsi répartie :
la culture des céréales (maïs, blé) très dominante à 72,2 %, le maraichage, les fruitiers, le vignoble et l'horticulture environ à 12,5 %, les prairies pour l'élevage bovin/ovin pour 11,4 % et les autres animaux d'élevage pour un peu moins de 4 %, de l'utilisation du sol agricole. Une part importante du territoire de l'agglomération et cela jusqu'aux portes de Mulhouse est occupée par de la forêt : forêt de la Hardt, bois du Zuhrenwald/Tannewald, forêt du Nonnenbruch etc.
Sur le ban communal de Mulhouse, une cinquantaine d'hectares sont encore cultivés, cela en quasi-totalité à l'ouest de la ville (quartier de Dornach). Dans le quartier du Rebberg (autrefois vignoble de Mulhouse), une petite parcelle de 2 500 pieds de vigne (0,5 ha) a été replantée, par les services de la Ville, en 1990. Une petite production « le Clos du Klettenberg » destinée uniquement aux réceptions officielles y est produite (3500 bouteilles en 2020). Il n'y a pas d'activité agricole dédiée au maraichage stricto-sensu, par contre les jardins familiaux (4,7 ha), avec leurs parcelles potagères, disséminées dans la ville et la proche périphérie, permettent à de nombreux habitants d'avoir une production personnelle. Il existe également une petite production apicole en région mulhousienne.

#### Bassin potassique
Le bassin potassique dans le nord de l'agglomération doit son nom à l'extraction et l'exploitation minière de la potasse qui y prit lieu tout au long du XXe siècle. La mine fut à cette période un grand pourvoyeur d'emplois. Le visage particulier tant paysager qu'humain avec anciens chevalements, terrils ou cités minières marque toujours aujourd'hui ce territoire.

### Secteur secondaire

#### Industrie productive

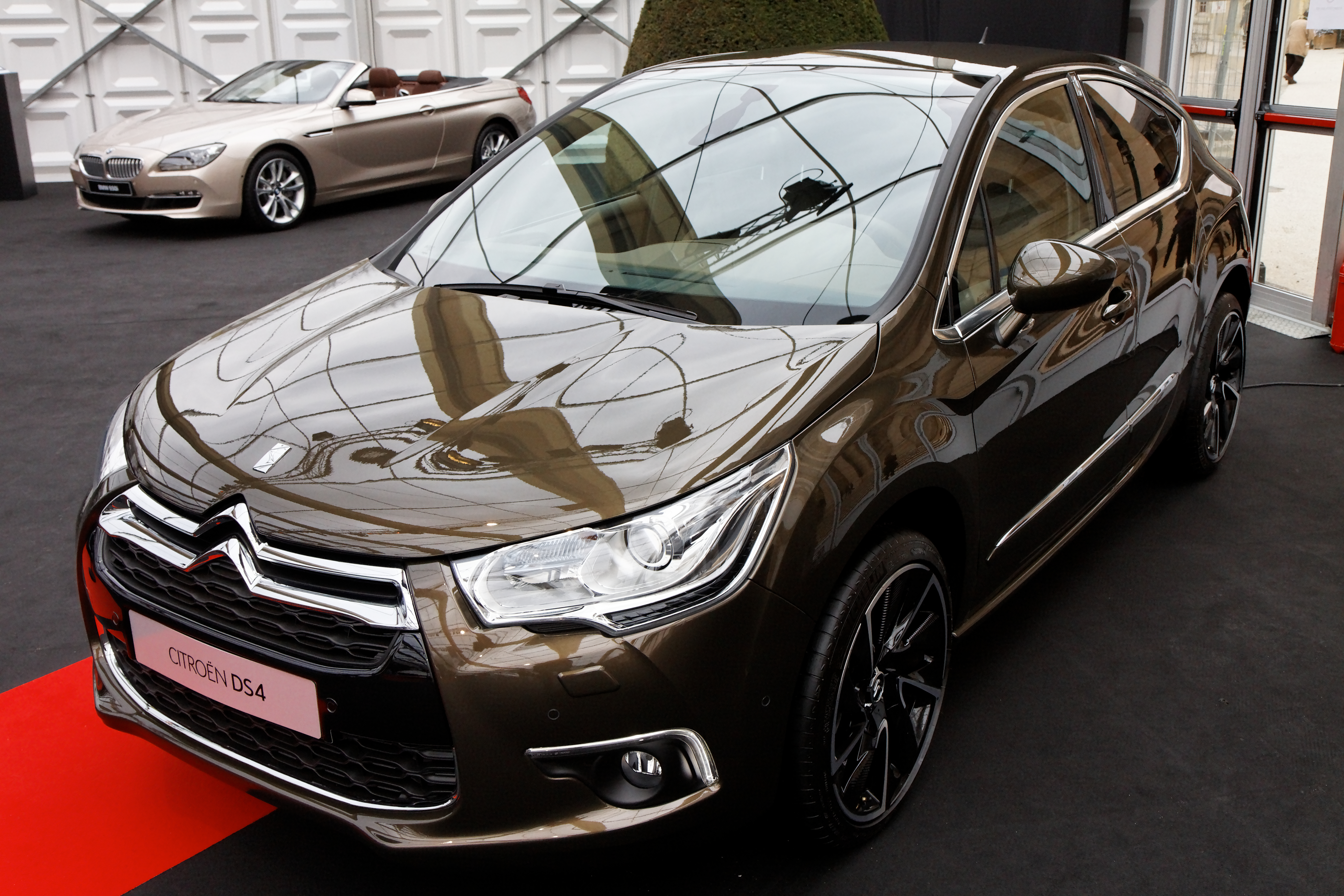
Citroën DS4 produite dans l'usine PSA de Mulhouse

L'essor de l'industrie, moteur du développement de la ville, a d'abord été le fait de l'industrie du textile dont les premières prémices remonte au milieu du XVIIIe siècle avec la fabrique de tissus en indiennes. Au fil du temps, la croissance et les besoins de l'industrie textile ont entrainé des activités attenantes avec en particulier l'industrie mécanique et chimique. Quelques éléments de ces secteurs ont survécu jusqu'à nos jours mais la crise qui a frappé le textile après la Seconde Guerre mondiale a ébranlé les bases industrielles « historiques » de Mulhouse. Une réorientation majeure s'est opérée avec l'implantation d'un centre de production automobile en 1962, qui a entraîné une restructuration d'une grande partie du tissu économique local.
Les secteurs concernés par la réorganisation de l'appareil industriel de Mulhouse et sa région sont l'automobile avec l'usine de PSA (Peugeot Citroën) renommée en 2021 Stellantis Mulhouse. Située à Sausheim, c'est le premier employeur d'Alsace avec 6 500 salariés dont 850 intérimaires (décembre 2021) plus les sous-traitants ; la chimie ; l'Électronique avec Clemessy ; la mécanique avec Manurhin et SACM - Mitsubishi ; le Textile avec DMC, Superba, etc.
Une activité portuaire fluviale s'était développée, en corollaire du développement industriel de Mulhouse, centrée dans des élargissements localisés du canal du Rhône au Rhin : le « Vieux Bassin » au début du XIXe siècle puis le « Nouveau Bassin » vers 1875. À partir des années 1950, l'activité portuaire quitte peu à peu le ban de la commune pour s'installer autour des bassins de l'île Napoléon à Illzach et surtout le long du grand canal d'Alsace, pour l'essentiel situé à Ottmarsheim et Chalampé. Aujourd'hui, les Ports de Mulhouse-Rhin sont le troisième ensemble portuaire fluvial de France.
Mulhouse est le siège de la chambre de commerce et d'industrie Sud Alsace Mulhouse. Elle gère le CFA Sud-Alsace,, le GIFOP (centre de formation continue à Mulhouse) et Cahr Formation, les entrepôts et ports de Huningue, d’Ottmarsheim et ceux d’Île Napoléon.

#### Agroalimentaire
Mulhouse et son agglomération comprennent de nombreuses PME liées à la production alimentaire, souvent en lien avec la gastronomie alsacienne traditionnelle. Notamment : le producteur de confitures Beyer, le vinaigrier Melfor, la boucherie industrielle Maurer-Tempé, la chaine de boulangerie Poulaillon, les pâtes Valfeuri, les biscuiteries Albisser et le pâtissier de luxe Pierre Hermé, ainsi que la société Solinest,, l'un des principaux distributeurs en France de produits de confiserie, snacking, etc., de marques comme Ricola, Chupa Chups et Pringles.

### Secteur tertiaire

#### Technopole, Parc de la Mer Rouge
Elle est destinée aux entreprises technologiques, tertiaires et industrielles non polluantes, elle compte 130 entreprises, 1 500 emplois et couvre une superficie de 86 hectares. Système U, entreprise de grande distribution française, est la principale société présente dans la zone,. Cela autant en surface de bâtiments (entrepôts, bureaux) que de personnes salariées : près de 700 personnes (2015).

#### Zone franche urbaine (ZFU), Parc des Collines
Elle est destinée aux entreprises technologiques, tertiaires et industrielles non polluantes. Le Parc des Collines s'étend sur les bans communaux de Mulhouse, Brunstatt-Didenheim et Morschwiller-le-Bas. Environ 620 entreprises et près de 4 000 personnes y sont installés. D'une surface, à terme de 150 ha environ dont plus de 60 ha d'espaces verts. Il contient 2 zones dont une en cours d'aménagement. La "zone 1" de 72 hectares lancée en 2004 est complètement achevée en 2011, la "zone 2" comprend 75 ha dont 55 ha cessibles qui restent encore en majorité disponibles.

#### Consortium Rhénatic
Mulhouse est le siège du consortium Rhénatic : Pôle TIC du Grand Est qui regroupe 100 entreprises alsaciennes dans le domaine des nouvelles technologies. Ce sont principalement des entreprises de robotique, bureautique, intelligence artificielle, numérisation de l'information, télématique, autoroute de l'information, communication interactive par fibre optique, télévision par câble, téléphonie, transmission par satellite etc. Mulhouse compte près de 110 entreprises dans ce domaine.

#### Commerce

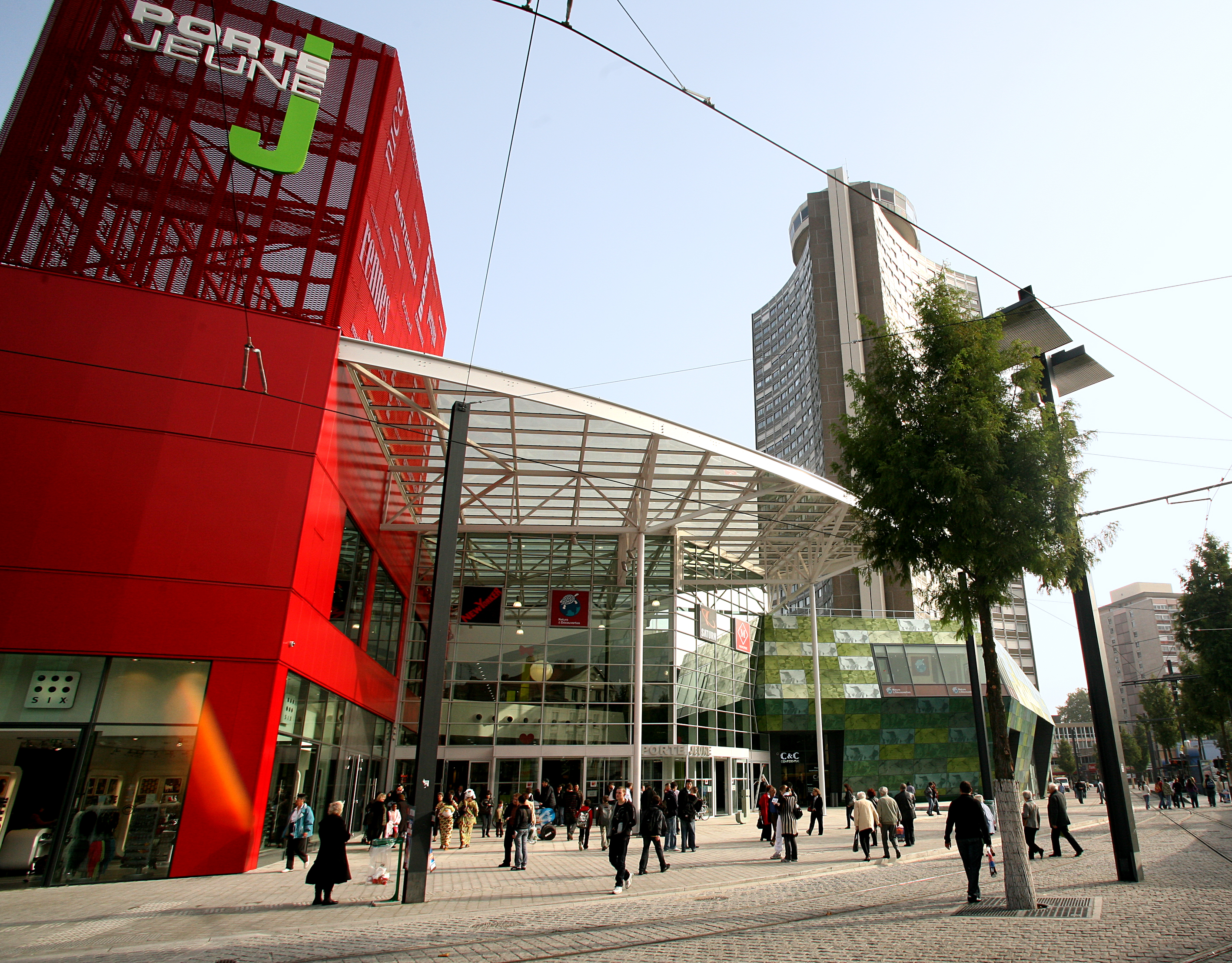
La Porte Jeune et son nouveau centre commercial

L'activité commerciale du centre-ville est essentiellement concentrée sur la rue du Sauvage, la rue Mercière, la place de la Réunion, la Cour des Maréchaux, ainsi que les rues Henriette et des Boulangers. Longtemps dans une situation difficile, fragilisé par les travaux de réalisation du tramway, le commerce mulhousien est aujourd'hui en pleine mutation. L'implantation du nouveau centre commercial Porte Jeune, créé par la société Altarea, est un élément majeur de cette mutation. Ce centre commercial a ouvert ses portes en octobre 2008. Les commerçants mulhousiens sont regroupés au sein d'une association appelée Les vitrines de Mulhouse. Des enseignes de renom se sont également implantées dans le centre-ville telles qu'une Fnac ou encore Nespresso. La ville comme l'agglomération compte également plusieurs zones commerciales d'importance comme : le pôle de Dornach (Mer Rouge) à Morschwiller-le-Bas, la grande zone Kaligone/Pôle 430 (Kingersheim-Wittenheim) ou celle de l'Île Napoléon à Illzach. À l'instar des autres agglomérations françaises, on trouve dans ces zones périphériques, des grandes enseignes nationales ou internationales. Depuis 2011, il existe un « manager du commerce » dont le but est de favoriser la venue de nouveaux commerces et de soutenir les commerces existants de Mulhouse (centre-ville en particulier). Cela dans l'esprit de favoriser une offre diversifiée et qualitative.
Hors du centre-ville, les commerces de proximité à dominante alimentaire animent la vie commerciale des différents quartiers. Du fait du cosmopolitisme de la ville, on trouve facilement, dans certaines rues comme l'avenue Briand, des produits issues du Maghreb, Moyen-Orient, Asie etc.
Autre lieu commercial important de Mulhouse, avec plus de 300 commerçants, le marché principal de la ville dit du « Canal Couvert ». Une partie du marché est dédiée au commerce non alimentaire. Pour l'essentiel, la majeure partie du marché, dont une halle, est occupée par les produits alimentaires. Ceux-ci sont proposées par des producteurs locaux. Dans la halle sont plus spécifiquement installés, les « métiers de bouche » (fromagers, bouchers, traiteurs etc.). Les clients du marché peuvent se restaurer dans de nombreux stands ou aller au restaurant qui est installé dans la halle.

#### Administration et services publics
Mulhouse n'est pas la ville administrative principale du département par son statut de sous-préfecture. Il n'en demeure pas moins qu'actuellement, les services publics, les administrations, les établissements liés à la santé comme le groupe hospitalier de la région de Mulhouse et Sud-Alsace, etc. constituent, de manière cumulée, les principaux pourvoyeurs d'emplois de la ville.

#### Tourisme

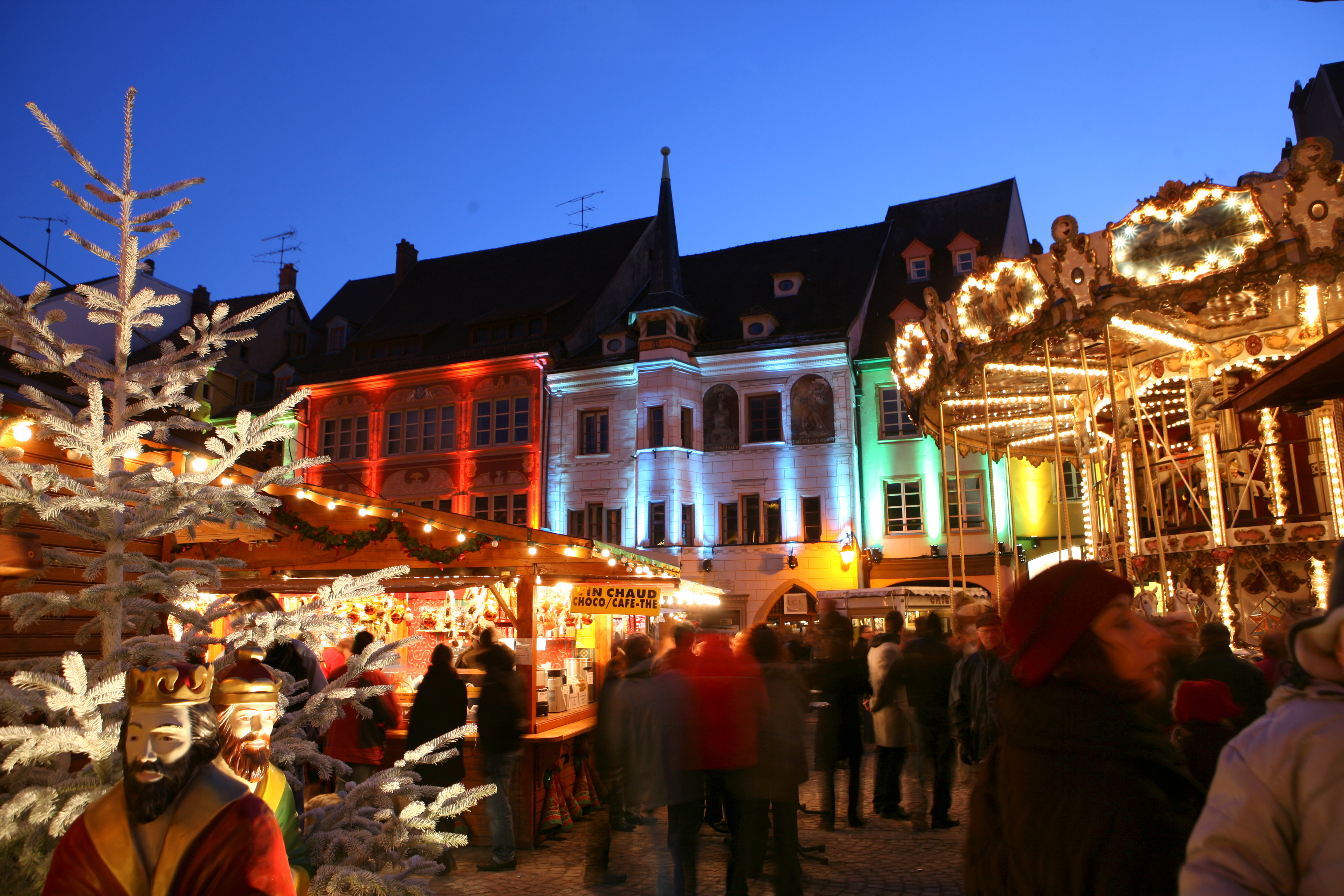
Marché de Noël à Mulhouse en 2008.

La ville compte de nombreux musées techniques et un parc zoologique et botanique. Mulhouse est mondialement connue notamment pour son musée de l'automobile (collection des frères Schlumpf) et son musée de chemin de fer. Le musée historique (hôtel de ville), le musée des beaux-arts et le musée de l'impression sur étoffes, au centre-ville, complètent l'offre de façon plus classique.
Mulhouse dispose, au cœur de la vieille ville (depuis 2016), d'un Centre d'interprétation de l'architecture et du patrimoine : « la Maison du Patrimoine Edouard Boeglin ». Des expositions, fixes ou temporaires, y montrent l'évolution patrimoniale de la ville.
Le CIAP est aussi le point de départ de visites guidées de la ville avec différentes thématiques: un quartier, un lieu, une époque donnée etc.
Le marché de Noël est également un évènement majeur de la saison touristique hivernale à Mulhouse. Il a ainsi accueilli 1 500 000 visiteurs en 2019.
On trouve également à proximité de la ville d'autres sites touristiques dont l'Écomusée d'Alsace ou le parc du Petit Prince. Proche de Mulhouse, le massif des Vosges permet la pratique de nombreuses activités de plein-air tant hivernales qu'estivales : la randonnée pédestre, le ski (alpin et fond), l'ascension de sommets comme le Ballon d'Alsace ou le Grand Ballon, la restauration dans une ferme-auberge (marcairie) etc. Au piémont des Vosges, on peut suivre la route des vins d'Alsace qui commence à Thann. Autres lieux à découvrir : le Sundgau, le Jura alsacien, la ville suisse de Bâle, la Forêt-Noire, Fribourg-en-Brisgau, etc.
Les touristes, qui ont besoin de se loger, trouvent dans la ville une gamme très large d'hébergement : hôtels, auberge de jeunesse, camping municipal, etc.

#### Entreprises d'envergure internationale originaires de Mulhouse et environs
- BNP : les origines de la BNP remontent à 1848, date de la création du Comptoir national d'escompte de Paris et du Comptoir national d'escompte de Mulhouse.
- DMC : en 1746, Jean-Henri Dollfus fils, fonde une entreprise textile avec deux autres jeunes entrepreneurs Jean-Jacques Schmalzer et Samuel Koechlin. Profitant de l'engouement de l'époque pour les tissus peints et du talent artistique de Jean-Henri, ils deviennent les pionniers en Europe de la fabrication industrielle d'indiennes, tissus imprimés ou peints à la main.
- Clemessy : en 1908, Eugène Clemessy, ancien salarié de la SACM (Société Alsacienne de Construction Mécanique mulhousienne), qui avait transformé durant ses loisirs un vieux moulin près de Brunstatt en centrale électrique pour alimenter plusieurs communes, pressent l’avenir de cette source d’énergie. Il fonde les Établissements Clemessy. Un siècle plus tard, l'entreprise familiale a cédé la place à un groupe international appelé à œuvrer dans tous les secteurs clés de développement de notre planète, notamment les secteurs de l’énergie au sein du Groupe Eiffage.
- Alstom : André Koechlin ouvre un atelier de construction de locomotives à Mulhouse en 1839. Les affaires se développent vite et Koechlin fusionne avec les Ateliers de Graffenstaden pour créer la Société Alsacienne de Construction Mécanique (SACM). L'annexion de l'Alsace-Lorraine par l'Allemagne en 1871 entraîne le repli de la SACM à Belfort dans les années 1878-79. En 1893, la traction électrique ferroviaire commence à prendre un certain essor, l'Américain General Electric s'associe à la Compagnie française Thomson-Houston. Passée la Première Guerre mondiale, les électrifications prennent de l'ampleur. En 1928, Thomson-Houston fusionne avec une partie de la SACM pour former une nouvelle entreprise. Ce sera Als-Thom contraction d'ALSace-THOMson. ALSTHOM deviendra ALSTOM lors de l'introduction de son titre à la Bourse de New York en 2001, le « th » étant prononcé différemment par les anglophones.
- Alcatel : ALsacienne de Constructions Atomiques, de Télécommunications et d'Électronique résulte de la fusion de CIT (Compagnie Industrielle de Téléphone), filiale de la CGE (Compagnie Générale d'Électricité) et du département ENTE (Énergie Nucléaire Télécommunications et Électronique) de la SACM. Cette fusion donna naissance à la société CIT-Alcatel. Ce n'est qu'ensuite que la société mère, la CGE, prit le nom de ses filiales : Alcatel - Alsthom, avant de se séparer d'Alsthom et devenir Alcatel et, depuis 2006, Alcatel-Lucent.
- Schlumberger : Nicolas Schlumberger s'établit à Mulhouse en 1545, où il devient tanneur. C'est la naissance de l'une des plus grandes dynasties industrielles françaises active dans le textile, la mécanique, l'électronique, le pétrole, la banque et la viticulture.
- Louis Dreyfus : les sociétés du Groupe Louis-Dreyfus sont présentes dans plus de 53 pays. Leurs principales implantations se trouvent à Buenos Aires, Londres, Paris, São Paulo, Wilton (Connecticut) et Memphis (Tennessee). Depuis quelques années, le chiffre d'affaires annuel brut du Groupe est proche de 20 milliards de dollars. Créé il y a plus de 150 ans à Sierentz près de Mulhouse par Léopold Louis Dreyfus, le Groupe est toujours resté entièrement entre les mains de la famille Louis Dreyfus. Neuf Telecom est détenu à hauteur d'environ 30 % par le groupe Dreyfus.
- Delmas-Vieljeux : à la suite de l'annexion de l'Alsace, Émile Delmas quitte l'Alsace en 1871 où il s'était installé pour rejoindre à La Rochelle ses frères qui avaient créé en 1867 la Compagnie navale Delmas. En souvenir de la province perdue, il proposa que la roue de moulin qui figure sur les armoiries de Mulhouse, « la ville des moulins », devienne l'emblème de la société navale DELMAS Frères. En 1991, la Compagnie entre dans le groupe BOLLORE puis en sort, en 2006, pour rejoindre la CMA CGM. Delmas est le deuxième armateur français et s'affirme comme le numéro 1 mondial sur l'axe Nord-Sud. La roue à moulin du blason de la ville se retrouve sur le logo de la Compagnie maritime Delmas.
- Apave : en 1867, la Société Industrielle de Mulhouse crée les bureaux de l'Association alsacienne des Propriétaires d'Appareils à Vapeur qui est devenue l'APAVE. Le groupe APAVE est aujourd'hui présent partout en France (120 agences et bureaux, 8 laboratoires, 100 espaces de formation) et dans le monde. 8 000 collaborateurs, dont 5 800 ingénieurs et techniciens.
- Mobilier européen : le groupe Rapp est issu de la menuiserie ébénisterie familiale fondée en 1925 dans le Sundgau. Jusqu'en 2013, le groupe Mobilier européen était le premier franchiseur de l'ameublement et le troisième distributeur de meubles français avec les marques Fly, Atlas et Crozatier. En juin 2014, le groupe est placé sous procédure de sauvegarde[359].
- Boeing : William Edward Boeing est le fils de Wilhelm Böing, un industriel allemand qui émigra aux États-Unis et « américanisa » son nom en Boeing. Il est également le neveu de Ludwig Böing, un industriel dans la filature de tissus d’ameublement à Dornach. Ceci lui permit, dans les années 1910, d'effectuer plusieurs stages chez Aviatik, une entreprise de construction automobile et aéronautique basée à Mulhouse. En 1916, William Edward Boeing fonde la firme aéronautique Boeing et construit un appareil qui est une copie de l’Aviatik mulhousien. Il semble même que ce premier Boeing ne soit autre qu’un Aviatik, mis en caisse à Mulhouse avant d'être envoyé à Seattle en pièces détachées[360].

### Revenus de la population
En 2016, la commune compte 33 % de sa population en dessous du seuil de pauvreté, contre 14 % pour la France entière. Le taux de chômage des 15 à 64 ans s'élève à 28,1 %, contre 9,4 % pour la France entière. À l'échelle de Mulhouse Alsace Agglomération, la médiane du niveau de vie est de 20 324 €.

## Culture locale et patrimoine

### Lieux et monuments

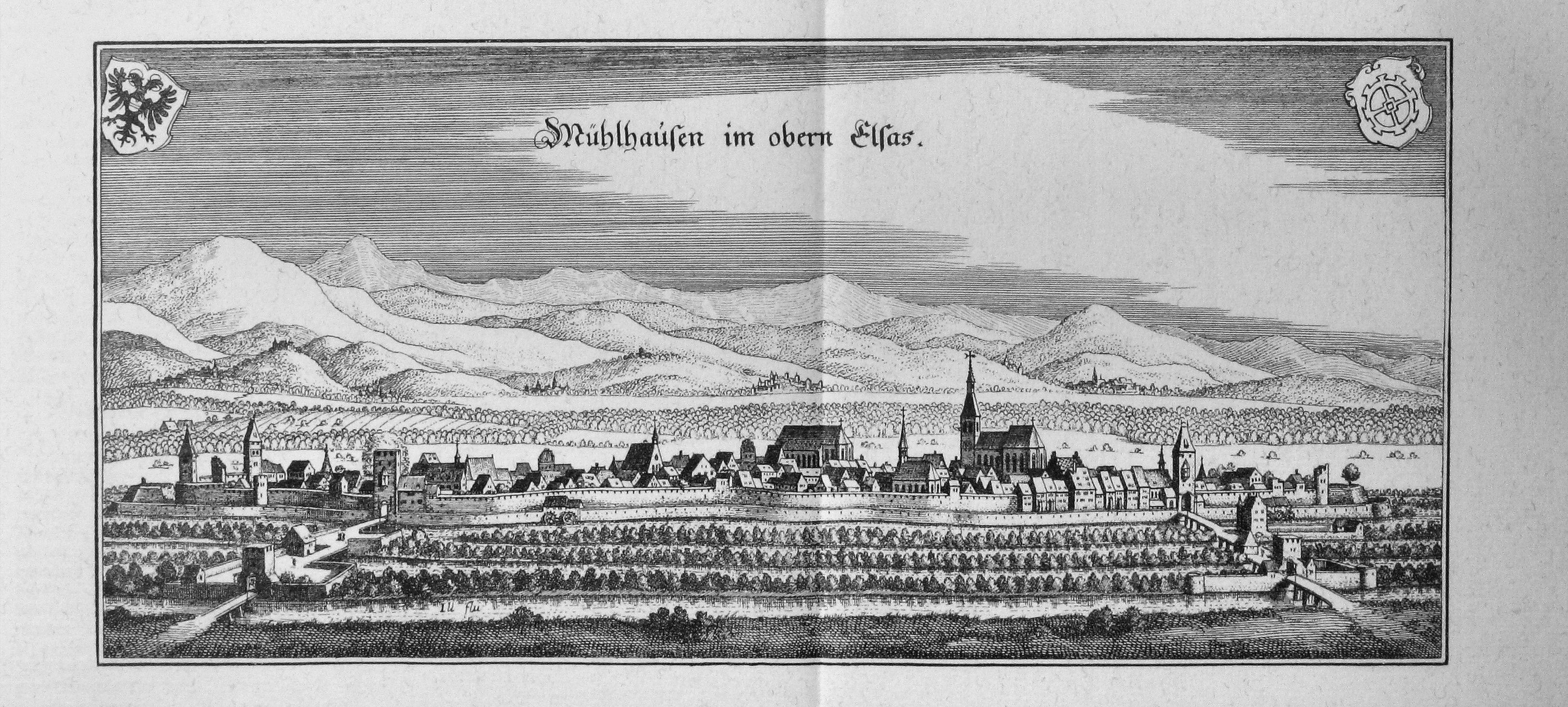
Topographia Alsatiae, Mülhausen

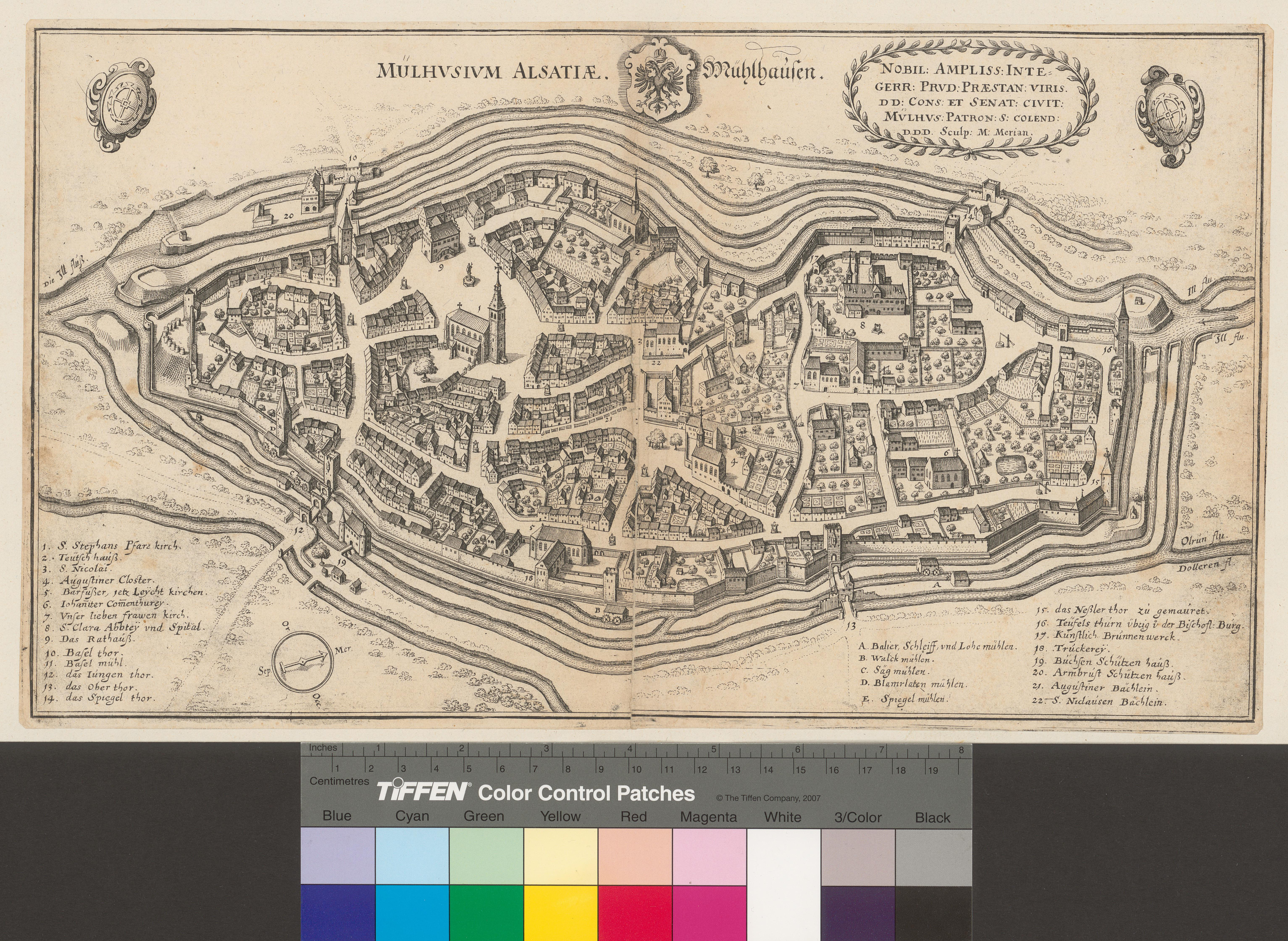
Topographia Alsatiae, Mülhausen, plan

D'un point de vue architectural, Mulhouse est une ville qui détonne dans le reste de l'Alsace, cela est lié en partie à sa rapide croissance urbaine dû à sa trajectoire de ville champignon industrielle. Dans la vieille ville, les maisons aux murs peints, ornés de fresques, avec des façades crépies alors que le « traditionnel » colombage alsacien bien qu'utilisé est rarement apparent. Ailleurs, les espaces usiniers avec les quartiers ouvriers attenant, les manoirs et les maisons de villes bourgeoises marquent l'image urbaine. Le style architectural particulier du centre historique provient de l'histoire marquée par son statut politique et ses liens avec les cités suisses. Ensuite, avec la croissance urbaine extrêmement rapide au XIXe siècle qui fait passer la ville du statut de bourg à celui de ville importante en quelques décennies seulement, eut raison de nombreux édifices médiévaux. Le XIXe siècle marque l'âge d'or de la cité. Les anciennes douves furent voûtées tel le passage du Théâtre et les fortifications abattues. Le Nouveau Quartier fut construit avec ses maisons à arcades de style Empire, où toutes les rues convergent vers la place de la République. La cité-jardin (quartier de la Cité) fut bâtie selon un plan hippodamien. Les maisons de maître se développèrent sur la colline du Rebberg. Mais la guerre de 1870 et l'annexion allemande freinent un court moment le rayonnement de Mulhouse. L'époque allemande est marquée par une volonté d'urbanisme plus rationnel, la construction de nombreux édifices publics et la création de réseaux modernes (eau, tramway, électricité...) cela sous l'ère de l'empereur Guillaume II. À partir de 1904, le Nord de l'agglomération se lance dans l'aventure de la potasse, des dizaines de quartiers sortent de terre et forment de vastes cités minières. Les conflits mondiaux qui ont émaillé le XXe siècle ont également apporté leur lot de destructions en frappant lourdement certains secteurs de la cité. Mulhouse conserve toutefois un patrimoine industriel unique et diversifié, c'est la 8e ville de France pour la fréquentation de ses musées, grâce notamment à ses musées techniques dont plusieurs sont d'envergure mondiale. Mulhouse compte 17 bâtiments inscrits ou classés au titre des monuments historiques

#### Murs peints et street art
L'abondance et la diversité de la peinture murale, qui témoigne des relations anciennes de Mulhouse avec les cantons suisses, surprend de longue date les visiteurs : en 1580, Montaigne qualifiait déjà l'hôtel de ville de « palais magnifique et tout doré » en s'étonnant des fresques qui l'ornaient.
Les murs peints de toutes les époques apparaissent un peu partout. Les plus beaux exemples sont les murs de l'ancien hôtel de ville (reconstruit en 1553), ainsi que l'El Sembrador d'Inti. De nombreux pignons aveugles de la cité ont été peints, les réalisations en trompe-l'œil jouant plus ou moins fortement de la confusion de leur perception. Elles représentent des scènes de la vie quotidienne des Mulhousiens, font référence à l'industrie locale, à l'histoire de la ville, aux anciennes villes alliées, évoquent simplement les occupant passés ou présents de la bâtisse concernée. De nombreuses créations, plus ou moins éphémères, couvrent murs, poteaux, mobilier urbain, etc. Elles sont réalisées par des artistes, tantôt locaux, tantôt de renommée nationale, aux styles divers : Clet, C215, Oak Oak et autres, avec l'aide d'associations comme « Le Mur » et de galeristes comme Orlinda Lavergne.
La technique du marouflage (toile collée) a été développée ici et là. Les techniques anciennes ont laissé place, depuis la fin du XXe siècle, à celles du street art.

#### Centre historique

##### Place de la Réunion
La place de la Réunion est la place centrale de Mulhouse. Elle donne sur les rues Mercière, de la Lanterne et Henriette ainsi que sur le passage de l'hôtel de ville. Elle est bordée par le temple Saint-Étienne, l’hôtel de Ville, la maison Mieg, l'ancienne corporation des tailleurs et la place Lambert. On y trouve une fontaine surmontée de la statue du hallebardier. Le terme Réunion fait référence au rattachement de la République de Mulhouse à la République française le 15 mars 1798.

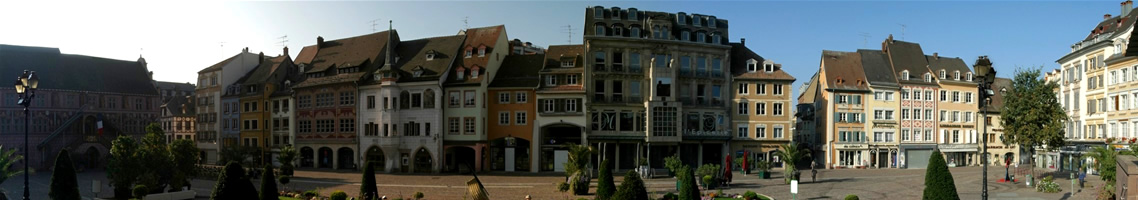
Place de la Réunion, le cœur historique de Mulhouse, avec l'ancien hôtel de ville et la maison Mieg.

- L'ancien hôtel de ville - musée historique

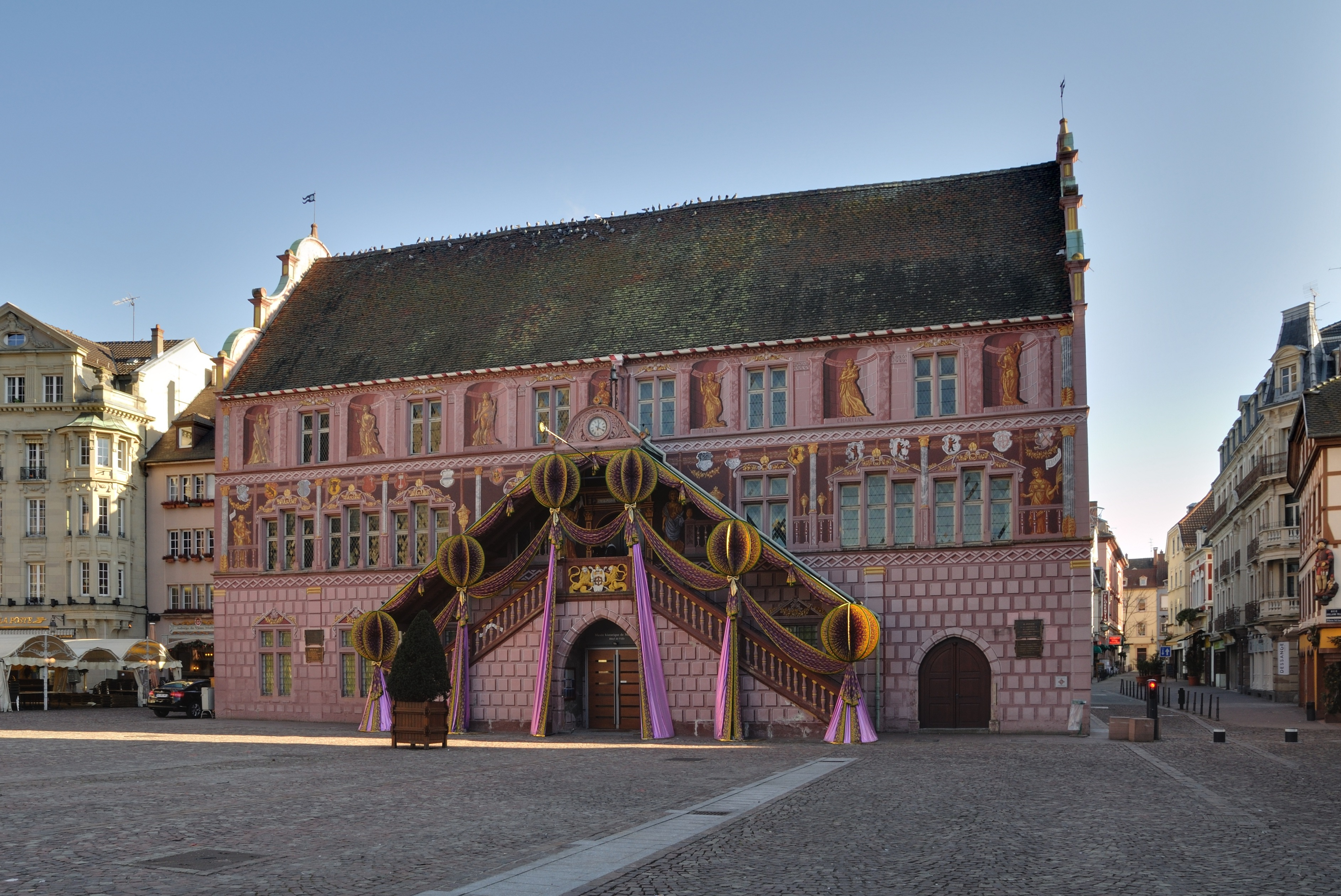
L'hôtel de ville de Mulhouse.

L'Hôtel de Ville date du XVIe siècle et accueille le musée historique de Mulhouse. Ce dernier, en accès libre, retrace l'histoire de l'ancienne République. Détruit par un incendie en 1551, l'Hôtel de Ville datant de 1432 est reconstruit dès 1552 sur les fondations du bâtiment précédent. Les travaux ont été supervisés par le Bâlois Michel Lynthumer. De passage à Mulhouse en 1580, Montaigne qualifie l’édifice de « palais magnifique et tout doré ». En 1698, Jean Gabriel reprend l’ensemble des décors en trompe-l’œil. Ces décors seront plusieurs fois restaurés et modifiés au cours des siècles en 1779, 1846, 1893, 1966 et 1988. L’aspect du bâtiment a lui aussi évolué : parmi les travaux d’aménagement, on peut citer la construction de la galerie arrière en 1637 et la surélévation du second étage en 1778. Les décors extérieurs de l'hôtel de ville, peints en trompe-l'œil, représentent des figures allégoriques, symboles du bon gouvernement et de la justice, mais également les armoiries des cantons suisses dont Mulhouse était jadis l’alliée. L’escalier couvert à double volée est légèrement décentré. La référence culturelle proposée par le décor du bâtiment est celle de la Rome antique. Dans le vestibule du premier étage, sous un plafond peint de rinceaux et de figures d’empereurs, un grand buffet-dressoir et un lavabo datent du XVIe siècle. Dans la salle du Grand Conseil, l’attention est sollicitée de tous les côtés : plafond à caissons, fenêtres à meneaux et colonnes sculptées, coffre-fort, décors peints (armoiries des cantons suisses, blasons des bourgmestres), vitraux etc. Le bâtiment est classé monument historique depuis le 21 juillet 1961.
- Le Klapperstein

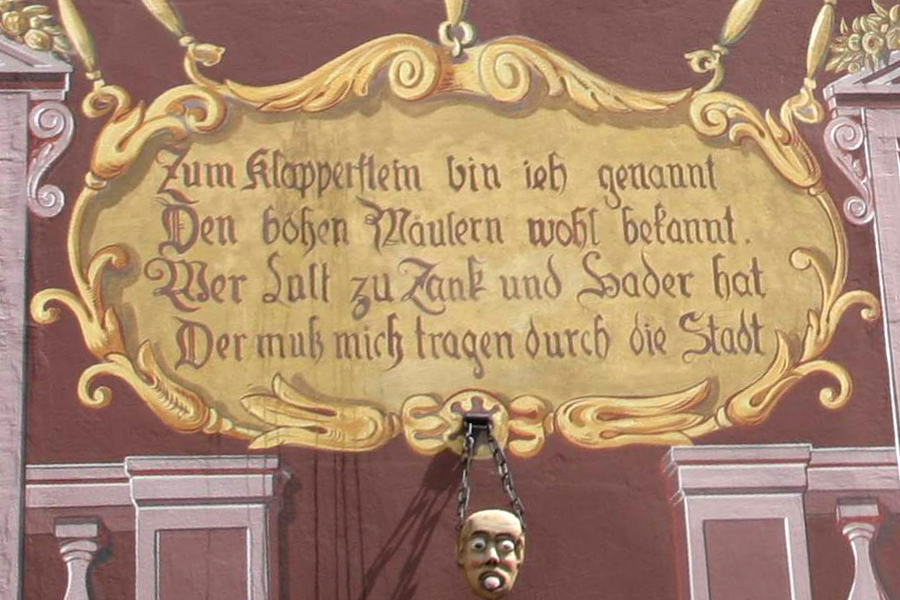
Le klapperstein: la « pierre des bavards ».

On trouve une reproduction du Klapperstein sur le côté droit du bâtiment de l'Hôtel de Ville. Cette pierre suspendue à une chaîne représente une tête humaine les yeux grand ouverts et tirant la langue. C'est la « pierre des bavards » (traduction de l'allemand Klapperstein), dont l'original, qui pèse 12 kg se trouve au musée historique de la ville. Autrefois elle était réservée à la punition des personnes responsables de diffamation, qui étaient condamnées au supplice de la pierre. Ces dernières devaient traverser la ville, la lourde pierre pendue à leur cou en chevauchant un âne. Ce supplice a eu cours jusqu'à la réunion de Mulhouse à la France. Cette peine remplaçait de manière symbolique une peine plus forte en usage au Moyen Âge: la lapidation, qui était abolie à Mulhouse.
| Texte original inscrit en allemand sur la façade                                                                                       | Traduction française |
| --- | --- |
| Zum Klapperstein bin ich gennant, Den bößen Mäulern wohl bekannt, Wer Lust zu Zank und Hader hat, Der muß mich tragen durch die Stadt. | Je suis nommée la « pierre des bavards », Bien connue des mauvaises langues ; Quiconque prendra plaisir à la dispute et à la querelle, Me portera à travers la ville. |

- Le temple protestant Saint-Étienne

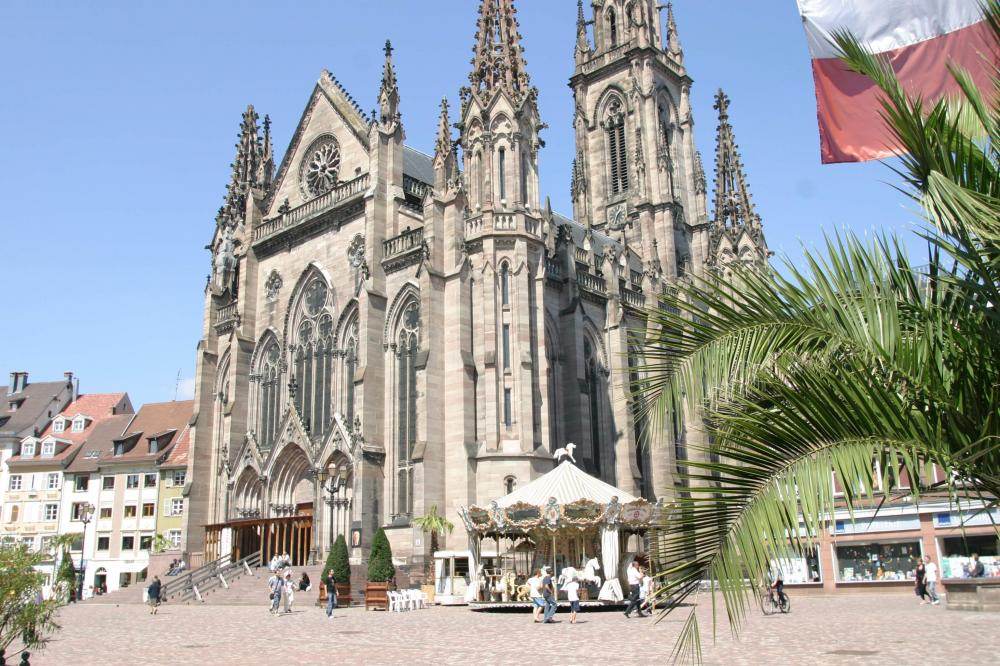
Le temple Saint-Étienne.

Avec une hauteur de 97 mètres, le temple Saint-Étienne de Mulhouse est le plus haut monument protestant de France. Il est situé sur la place de la Réunion. Le temple Saint-Étienne est d'origine ancienne. Un nouvel édifice roman est consacré en 1186. En 1351, le chœur est reconstruit dans le style gothique. Les collatéraux sont reconstruits en 1504. La tour est surélevée en 1510 et dotée d'un bulbe baroque en 1707. En 1523, le culte catholique laisse la place au culte réformé. Au milieu du XIXe siècle, le conseil municipal décide de construire un nouvel édifice. Les plans néo-gothiques sont réalisés par l'architecte Jean-Baptiste Schacre. La flèche est inspirée de celle de la collégiale de Thann et, plus généralement, des flèches des édifices de style gothique rhénan. La première pierre est posée en 1859. L'inauguration officielle de l'édifice a lieu en 1866. L'édifice a conservé des stalles de 1637. L'orgue de la manufacture Walcker de Ludwigsbourg date de 1866 et comprend depuis son agrandissement en 1953 un total de soixante-dix jeux. Le petit orgue de chœur de la manufacture Guerrier de Willer date de 1978. La haute tour abrite la plus grande sonnerie de cloches protestante en France, coulée en 1867 à Zurich. L'édifice est classé monument historique depuis le 27 juillet 1995.
- La maison Mieg

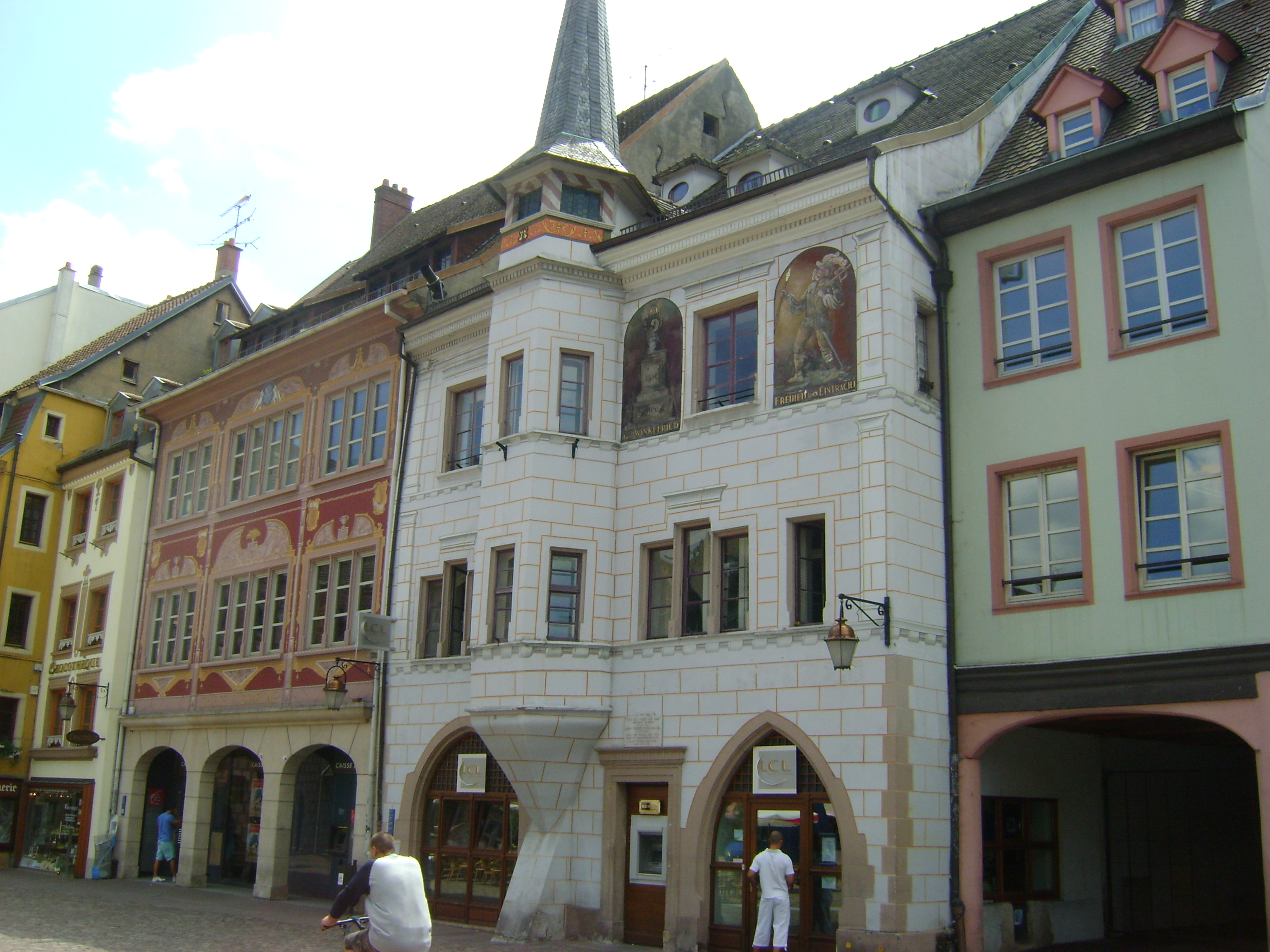
La maison Mieg.

La maison Mieg est une demeure bourgeoise datant de la deuxième moitié du XVIe siècle, durant la période historique de la Renaissance. Elle borde la place de la Réunion et est reconnaissable à sa tourelle. C'est la maison la plus spacieuse de la place. Les fenêtres du premier étage, ainsi que les fausses pierres en trompe-l'œil peintes sur la façade, s'inspirent du style architectural de l'Hôtel de Ville. La maison, dans sa configuration actuelle, date des années 1560 et a sans doute été construite par Valentin Fries. La tourelle est surélevée en 1639 et le propriétaire de l'époque, Louis Witz, y a apposé son blason. Le nom de maison Mieg lui a été donné car elle a appartenu par la suite à la famille d'industriels mulhousiens Mieg qui l'occupa jusqu'en 1840. C'est d'ailleurs à Mathieu Mieg qu'on doit les peintures murales en trompe-l'œil qui ornent la façade. Cette dernière, ainsi que toute la toiture, a été inscrite sur la liste des monuments historiques dès 1929. L'intérieur, ainsi que les décors anciens, ont eux été inscrits le 17 janvier 1994.
- La pharmacie au Lys

Les plus anciens propriétaires connus du bâtiment (47° 44′ 49″ N, 7° 20′ 16″ E) remontent à la fin du Moyen Âge, plus précisément à l'année 1464. En 1634, un certain Henri Risler, qui est alors drapier, le rachète. Il fait alors subir à la bâtisse une profonde rénovation ainsi qu'un agrandissement. Cette année-là, l'épidémie de peste fait rage dans la ville. On est alors en pleine guerre de Trente Ans et Mulhouse, épargnée par la guerre grâce à son statut de république indépendante, devient surpeuplée, ce qui favorise l'épidémie. La cité sert en effet de refuge aux populations de la région victimes de la guerre. On peut voir la date de cette rénovation inscrite au-dessus de la porte qui débouche sur la rue des Bouchers accompagnée des initiales d’Henri Risler et de celles de sa femme Catherine Hartmann. En 1649, le bâtiment est racheté par Jean-Henri Engelmann. Ce dernier décide d'y établir une officine d’apothicaire. Les apothicaires jouent à cette époque le même rôle que les pharmaciens actuels dont ils sont les précurseurs. Depuis cette date l’immeuble abrite une pharmacie et cela sans interruption. À l'intérieur, le plafond de l’officine est décoré de peintures datant du XVIIe siècle.

##### Synagogue

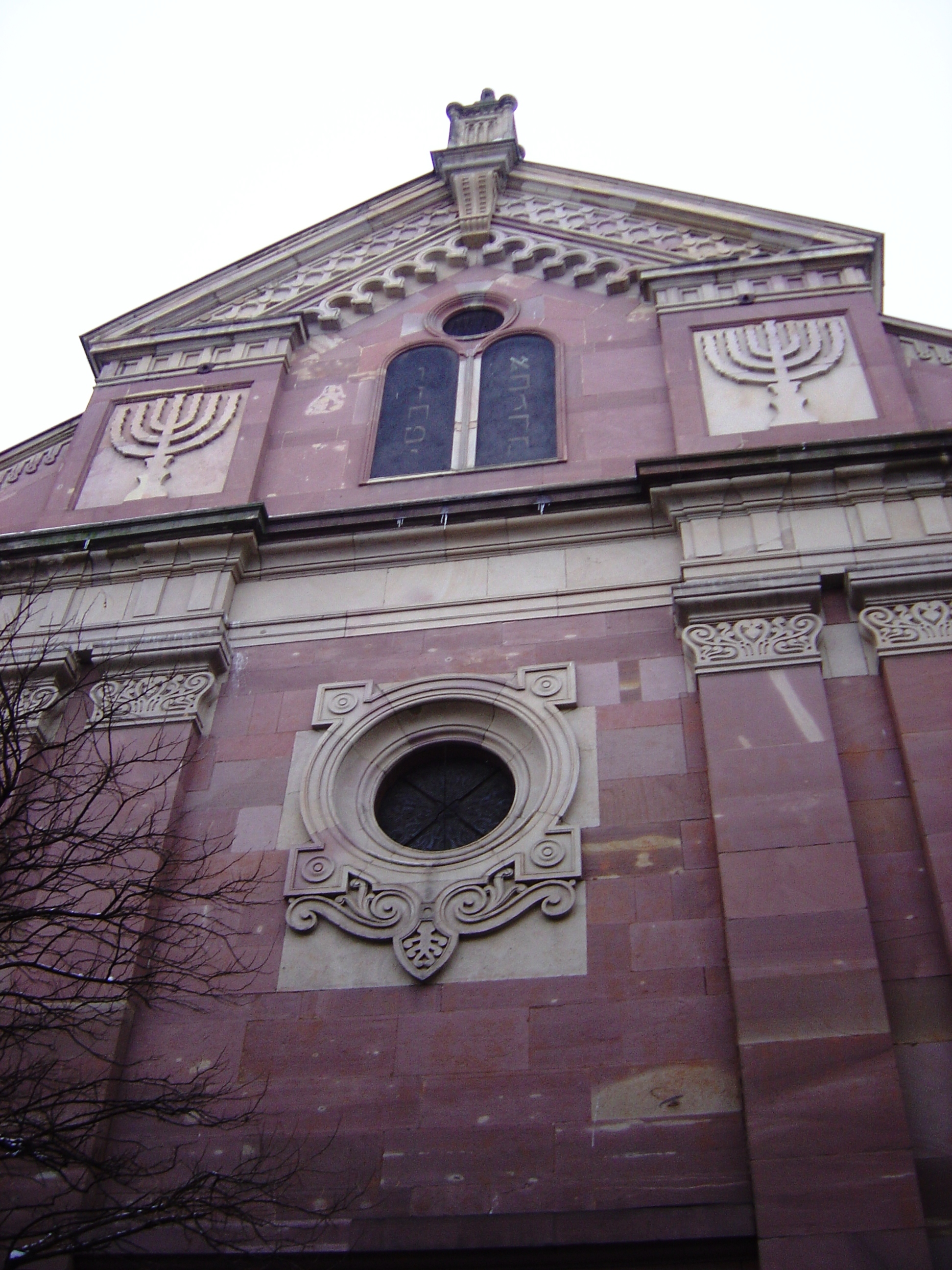
La synagogue de Mulhouse.

La synagogue de Mulhouse est le principal lieu de culte juif de Mulhouse. Avant la réunion de Mulhouse à la France en 1798, seul le culte protestant était autorisé à l'intérieur des murs de la cité, les catholiques et les juifs n'avaient en théorie pas le droit d'y résider. Les juifs de l'agglomération étaient donc essentiellement concentrés à Dornach, qui était à l'époque une commune à part entière. En 1798, cette interdiction fut levée. En 1846, la communauté juive de Mulhouse rachète un terrain de l'ancien hôpital pour y bâtir une synagogue. Ayant bénéficié d'une subvention de la municipalité, le projet est confié à l'architecte municipal Jean-Baptiste Schacre. Les travaux sont entrepris en 1847, l'édifice est achevé en 1848-1849 et inauguré le 13 décembre 1849. De structure plutôt néoclassique, la synagogue possède un décor riche en références au culte israélite. Au début du XXe siècle, deux portes latérales sont percées dans la façade du chevet et un grand escalier donnant accès aux tribunes est construit par l'architecte Heinrich Joerg. Pendant la Seconde Guerre mondiale, l'édifice est endommagé par les Nazis mais sauvé de la destruction par sa transformation en annexe du théâtre. Rendue au culte après la Libération, la synagogue est restaurée. L'édifice est inscrit au titre des monuments historiques depuis 1984. Le 10 avril 2010, un incendie provoqué par une défaillance électrique détruit une grande partie de la toiture ainsi que l'orgue et endommage l'étage des tribunes.

##### Anciennes fortifications

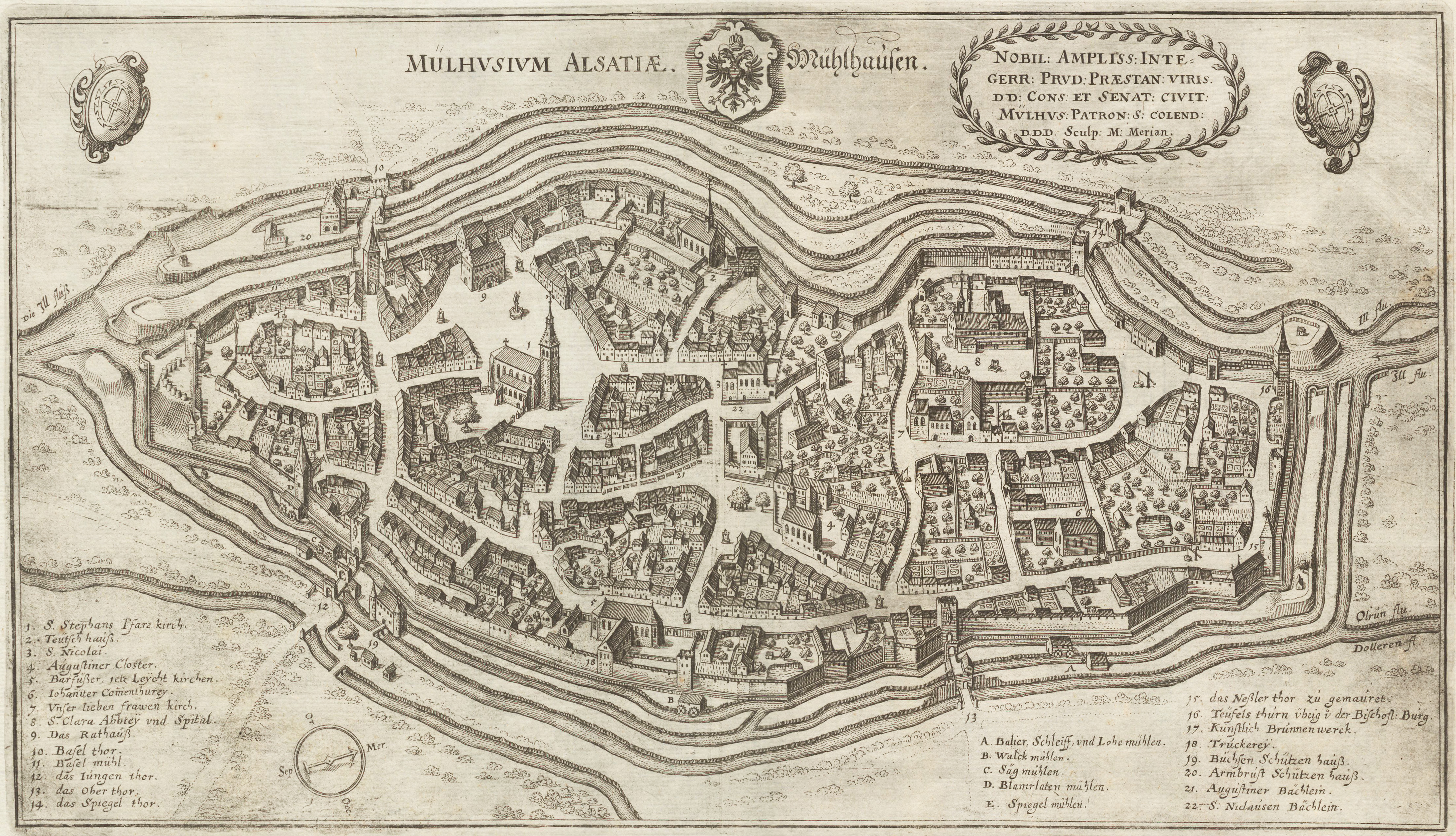
Plan de fortification de Mulhouse 1650.

À l'époque médiévale, Mulhouse était une ville fortifiée et cernée de douves. Pour l'essentiel, les fortifications ont été abattues pour agrandir la ville lors de l'explosion démographique liée à l'industrialisation. Les anciennes douves ont alors été voûtées ou remblayées, plus aucun des divers bras de l'ancienne Ill n'est actuellement découvert au centre-ville de Mulhouse. Le premier mur d’enceinte de Mulhouse date des années 1220. Cette enceinte était ouverte à quatre endroits, les quatre portes de la ville dont les emplacements conservent encore leurs noms d'avant la disparition des fortifications : la porte de Bâle (Basel-Tor), la porte Jeune (Junge-Tor), la porte Haute (Ober-Tor) et la porte du Miroir (Spiegel-Tor). Les fortifications étaient composées de plusieurs tours dont seules trois subsistent encore : Le Bollwerk, la tour Nessel et la tour du Diable. Hormis ces tours, Il subsiste que de très rares lambeaux des anciens remparts

###### Bollwerk

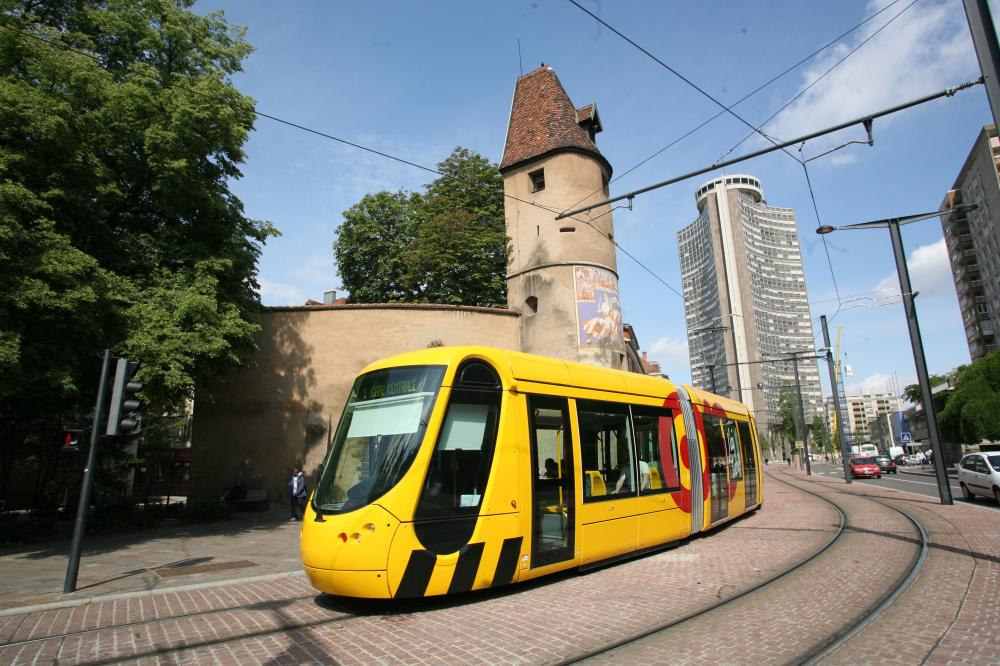
tramway devant le Bollwerk.

Le Bollwerk est une tour accompagnée de deux morceaux de rempart qui sont des vestiges des anciennes fortifications de la ville de Mulhouse. Le Bollwerk se trouve à la limite du quartier Nordfeld à l'extrémité Est de la rue de la Justice. Le nom Bollwerk est à l'origine du mot boulevard en français et signifie bastion. La tour a porté différents noms au cours de l'histoire. Le premier connu est « tour Neuensteiner » (Neuensteinerturm) vers 1390, ce nom est emprunté à une famille habitant non loin de la tour, puis on l'a appelée « tour Hugues-Walch »(Hugo Walch turm) dans les années 1400 pour les mêmes raisons. Plus récemment, la tour a pris le nom de « tour de l'Âne » (Eselturm), vers 1700, car le meunier de la porte de Bâle possédait non loin une maison à l'enseigne de l'âne. Le nom précédent son appellation actuelle fut « tour du Cochon » (Sauturm) vers 1850, l'abattoir se trouvant juste à côté. Son nom actuel lui a été donné vers 1900. Son sommet était autrefois orné de créneaux, puis transformé en toit plat à quatre pente vers 1700 avant d'être doté de son toit à la forme actuelle en 1890. Le mur d'enceinte dont faisait partie le Bollwerk a été démoli en 1840. La fresque qui orne la tour est de Ferdinand Wagner et a été restaurée dans les années 1970 par Bernard Latuner. On dénomme parfois Mulhouse la cité du Bollwerk en référence à cette tour. Le Bollwerk est classé par les monuments historiques depuis 1898.

###### Tour Nessel et tour du Diable

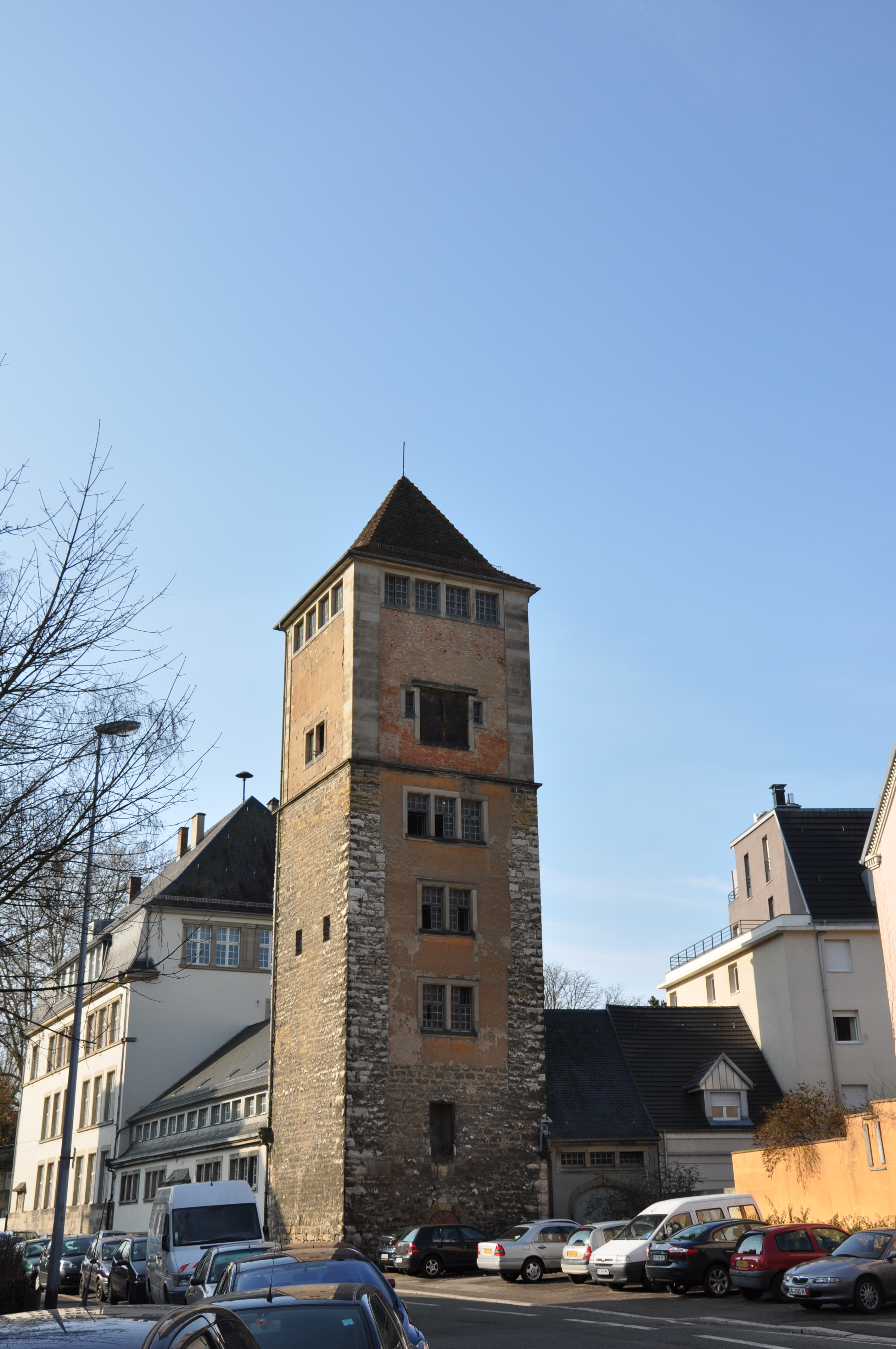
La Tour du Diable.

La tour Nessel (47° 44′ 42″ N, 7° 19′ 47″ E) est une tour médiévale de forme carrée qui est visible depuis le boulevard Charles-Stoessel. Elle est située dans la portion du boulevard délimitée par les intersections avec les rues Gay-Lussac et Jacques-Preiss. Comme la tour du Diable (47° 44′ 37″ N, 7° 19′ 50″ E), c'était à l'origine une partie du château épiscopal des Évêques de Strasbourg, c'est autour de ce dernier que s'était développée la ville basse de Mulhouse. Le château a été incendié par les bourgeois de la ville en 1262 et la tour fut alors intégrée au mur d'enceinte. Elle fit un temps office de cinquième porte de la ville sous le nom de Nesseltor, la porte Nessel et permettait de sortir de la ville en direction de Dornach. La porte formait alors la partie basse de la tour. Après l'invasion des Armagnacs en 1444, elle perdit le pont-levis qui permettait de franchir le fossé et la porte fut murée. La tour située au-dessus a dans un premier temps servi de prison ; elle fut abandonnée après 1798 avant d'être vendue en 1803 à un bourgeois de Mulhouse. Elle a été restaurée au début du XXe siècle dans le but d'être reconvertie en logements.

###### La cour des Chaînes
Construit vers 1594 par Hans-Lienhart Blech, le corps principal a été complété par deux ailes symétriques aux XVIIe et XVIIIe siècles. L'édifice fait l'objet d'une inscription au titre des monuments historiques depuis 1981.

#### Patrimoine lié à l'industrie

##### Schweissdissi

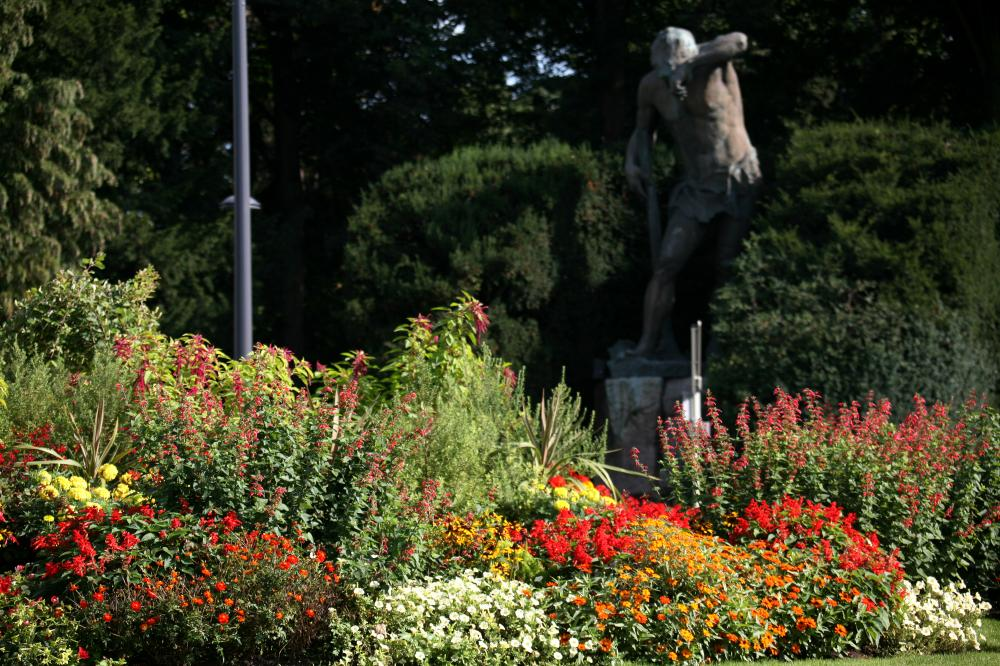
Le Schweissdissi au parc Tivoli.

Le Schweissdissi (qui signifie littéralement « le type qui sue » en dialecte local) est une statue monumentale en bronze mesurant 5,6 mètres de haut et pesant 4,5 tonnes. Elle a été conçue par Frantz Beer à Florence et fondue en 1905 à Pistoia en Italie. Elle représente un ouvrier s'essuyant le front, fatigué par l'effort. Il a été mis en place en 1906 au milieu de la place de la Réunion, entre le Temple Saint-Étienne et l'hôtel de ville, par la municipalité socialiste de l'époque. Le maire, Émile Kaiser, désirait ainsi rendre hommage au dur labeur du prolétariat mulhousien. Le Schweissdissi surmontait alors la nouvelle fontaine de la place devant remplacer l'ancienne, détruite lors de la Réunion de l'ancienne Stadtrepublik à la France. La statue fut déplacée au parc Tivoli. Durant la Seconde Guerre mondiale, elle ne fut pas détruite malgré la pénurie de bronze. Il est inscrit sur la liste des monuments historiques par l'arrêté du 4 mars 2008.

##### Rebberg
Situé au sud de la ville, le Rebberg (la colline du vignoble littéralement traduit) longe la voie ferrée et s'étend sur une partie des villes voisines de Riedisheim et Brunstatt. Il est caractérisé par un relief marqué, ses hautes collines calcaire couvertes par un manteau de lœss, constituant l'extrémité nord du Sundgau géomorphologique et l'extrémité sud de l'agglomération. Il domine ainsi le reste de Mulhouse et la plaine de l'Ochsenfeld (bassin potassique) qui s'étend au nord-est et le massif de la Hardt à l'est. La présence de ce relief a guidé le tracé du canal du Rhône au Rhin puis de la voie ferrée, situés en contrebas. C'est un quartier bourgeois de la ville qui trouve ses origines dans la période la plus faste de l'histoire de Mulhouse, du temps de l'essor de l'industrie textile mulhousienne. Le développement de l'habitat commence véritablement dans les dernières décennies du XIXe siècle avec l'adduction d'eau permise par la construction de deux réservoirs.

##### Nouveau Quartier

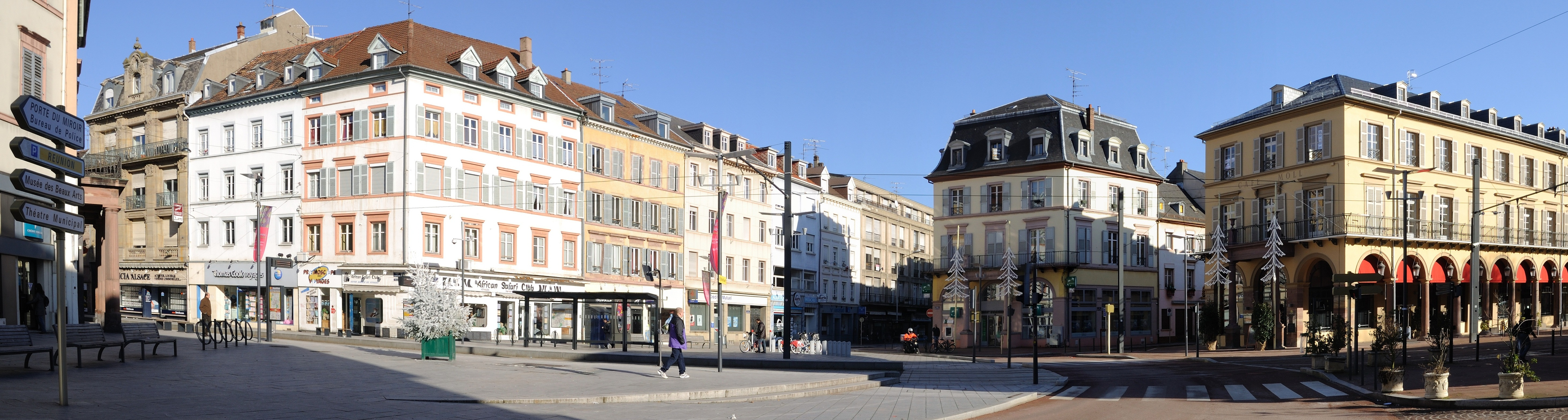
Place de la République dans le Nouveau Quartier.

Destiné à être le quartier du patriciat patronal protestant de Mulhouse, le Nouveau Quartier est le premier ensemble urbain construit hors de l'enceinte médiévale. Conçu par deux architectes strasbourgeois Félix Fries et Jean Geoffroy Stotz, ils s'inspirèrent de la rue de Rivoli à Paris. Le projet a été commencé à partir de 1826 avant de s'achever vers 1840. L'emprise originelle projetée était plus grande que ce qui a été réellement construit.
L'espace public central du quartier est le square de la Bourse, jardin arboré de forme triangulaire (d'environ un demi hectare) dont la pointe aboutie à la place de la République du côté de la vieille ville alors que la base du côté de la gare est contigu au bâtiment de la Société industrielle de Mulhouse (SIM). Selon certaines sources, la forme triangulaire du square est lié à l'appartenance de certains fondateurs de la SIM à la franc-maçonnerie.

##### Parc et villa Steinbach - musée des Beaux-Arts
Le musée des Beaux-Arts de Mulhouse est un musée d'art français situé dans un hôtel particulier du XVIIIe siècle, également connu sous le nom de « villa Steinbach » dont le grand jardin est devenu le square Steinbach. Aujourd'hui propriété de la ville, il a été fondé en 1864 à l'initiative de Frédéric Engel-Dollfus et de la Société industrielle de Mulhouse (SIM).

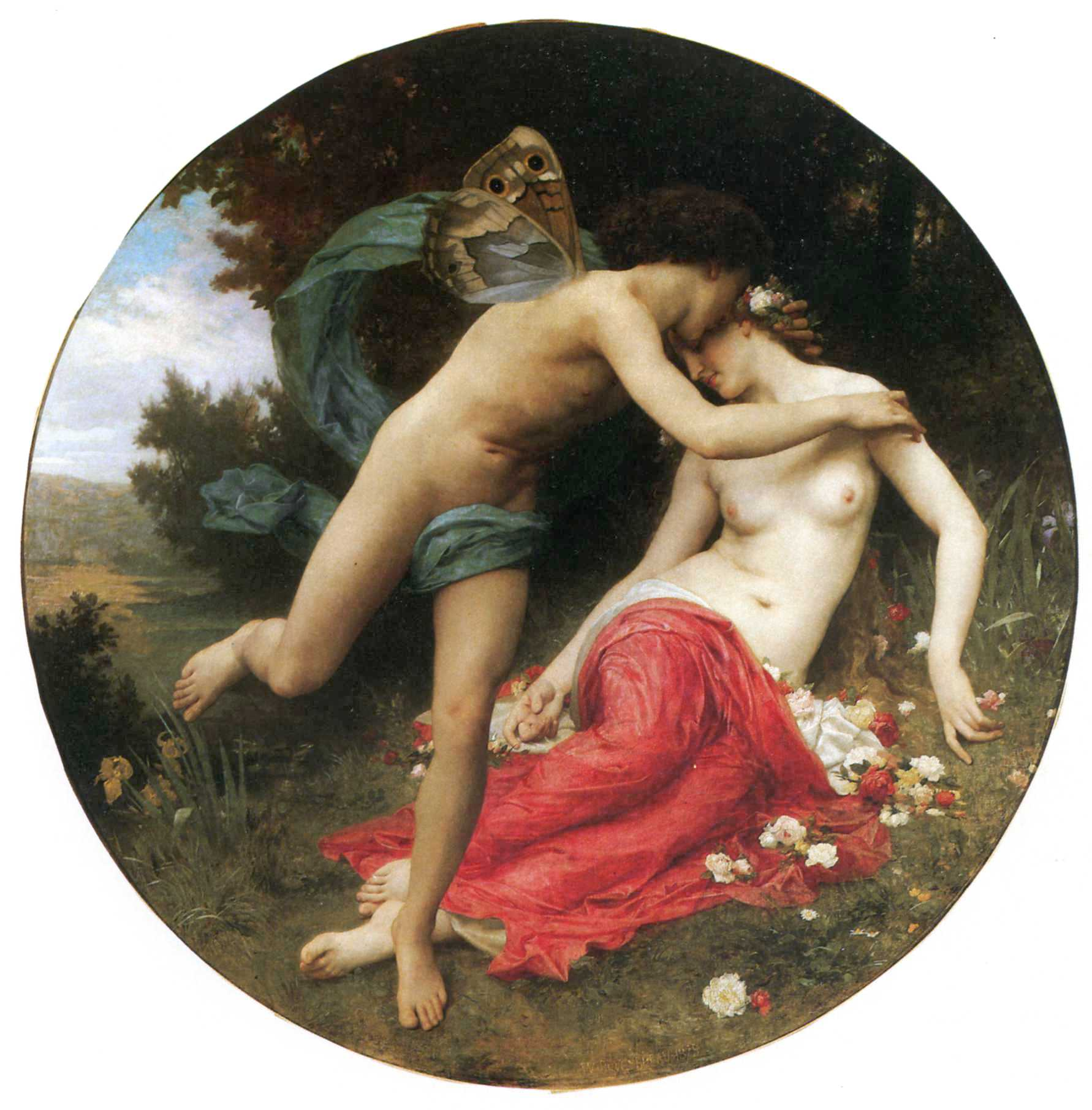
Musée des Beaux-Arts : Flore et Zéphyr (1875), par William Bouguereau.

##### Passage couvert du Théâtre
En 1864 le conseil municipal vote la suppression du ruisseau du Mittelbach, qui est comblé et sert de passage à l'arrière du théâtre construit en 1867, débouchant sur la rue de la Sinne. La partie entre le passage de l'Hôtel de ville et la rue de Sauvage est transformée en 1867-68 en passage couvert, d'après un projet de l'architecte Senaire.

##### Quartiers ouvriers et miniers
- Cité ouvrière datant de la seconde moitié du XIXe siècle réalisée à l'image de celle de Manchester. Des industriels mulhousiens, dont Jean Dollfus patron de l'entreprise Dollfus-Mieg et Compagnie, eurent la volonté de rendre leurs ouvriers propriétaires[393]. Pour cela, à partir de 1853, ils lancent un programme de maisons individuelles. L’architecte Emile Muller est chargé d'en assurer la conception et la construction avec un organisme chargé de la mise en œuvre du projet : la Société mulhousienne des cités ouvrières (toujours existante[394]). Construit au centre-nord de la ville, Le quartier a un plan en damier. Plus de 1 200 maisons composent l'ensemble.
- Cités minières, au nombre de 29, qui durant toute la période de l'exploitation de la potasse, voient le jour dans le nord de l'agglomération. Ainsi une zone principalement agricole, vers 1900, aboutie à un territoire urbanisé (de type minier), entièrement tourné vers l'extraction de la potasse.

##### Usines et carreaux miniers

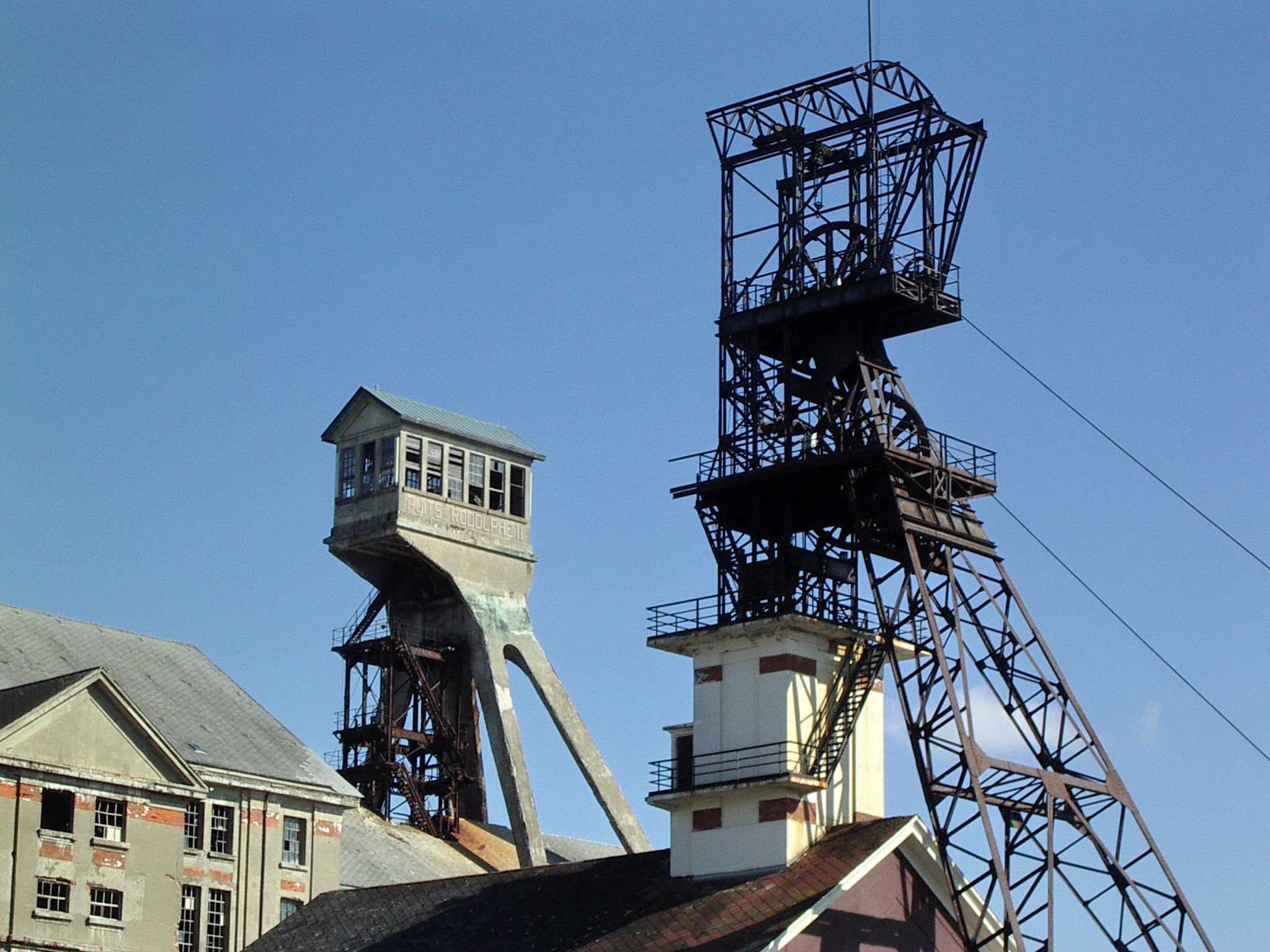
Chevalements du carreau Rodolphe à Ungersheim (Bassin Potassique).

Reconstitution en 3D d'une toiture à redents, typique du XIXe siècle et de la révolution industrielle.

Aux prémices de son histoire industrielle, les premières manufactures utilisent les constructions existantes de la ville : en 1746, c'est rue de la Loi que s'installe la première manufacture de toiles peintes dirigée par Samuel Koechlin, Jean-Jacques Schmalzer et Jean Henri Dollfus. Ensuite, avec le développement des fabriques, l'architecture reste longtemps quasi similaire (hormis la grandeur) aux constructions utilitaires de l'époque. Vers le milieu du XIXe siècle se développent, copiés de l'Angleterre, les bâtiments avec les toits en shed et en briques apparentes donnant l'image archétypale de l'usine telle que l'on se la représente. Au cours du temps, aucun espace industriel actif ne reste figé, la règle étant toujours la transformation, pour suivre l'évolution de la technique tant industrielle que de construction. À l'acmé industriel de la ville, au début du XXe siècle, plusieurs gros pôles d'usines autour de grandes entreprises, parsèment la ville :
- à l'ouest, un arc partant de la SACM à DMC, comprenant aussi des usines (Heilmann/Koechlin-Frères) limitrophes de Dornach (le long du Steinbaechlein),
- au centre nord, entre la Cité ouvrière, la gare du nord et la rive gauche du canal de décharge, les usines Engel, Dreyfus-Lantz, Vaucher etc.
- à l'est, le long du Nouveau Bassin (Laederich, Schwartz...) jusqu'aux portes du centre historique avec les usines Schlumberger et Fils, à la Dentsche.

Le contexte guerrier entre la France et l'Allemagne avec les changements de frontière entre 1914 et 1945 ainsi que la crise économique lié au krach de 1929 fragilisent l'économie textile dominante à Mulhouse dès le lendemain de la Seconde Guerre mondiale. De nombreuses friches industrielles commencent à apparaître qui sont souvent rasées, plus rarement reconverties. Ainsi, l'important complexe industriel Schlumberger situé à la Porte Jeune a été démoli dans les années 1960 pour y construire la tour de l'Europe et la place attenante, désormais disparue pour être remplacée par un centre commercial. Ce complexe était surnommé la Dentsche, du nom du lieu-dit sur lequel il était bâti. Le Nouveau Bassin était relié au canal du Rhône au Rhin. Il a été creusé en 1870 et servait de port fluvial pour l'approvisionnement en matières premières jusqu'en 1968. Il a été transformé en quartier résidentiel et tertiaire à la fin des années 1990. Les usines Heilmann-Koechlin et Nicolas Koechlin Frères ont été rasées pour laisser place au lycée Schweitzer et à la résidence Pierrefontaine. La Filature de la Porte du Miroir (devenue Filature C. Naegely et Cie en 1837) créée en 1825 est rasée dans les années 1970 au profit d'un ensemble résidentiel. L'ancienne usine chimique Péchiney fut démontée, le site a été dépollué et accueille maintenant le Parc Expo.
L'exemple le plus spectaculaire de reconversion de site à Mulhouse est l'ancienne fonderie de la Société alsacienne de constructions mécaniques (SACM) qui accueille désormais des locaux universitaires ainsi qu'un centre d'art contemporain, a Kunsthalle, bénéficiant du label centre d'art contemporain d'intérêt national. Le bâtiment B23 de la SACM qui abritait les ateliers de montage de locomotives à vapeur à la fin du XIXe siècle puis de moteurs Diesel dans la première moitié du XXe siècle, est quant à lui réhabilité à partir d'avril 2017 en un pôle numérique innovant baptisé KMØ en référence directe au kilomètre zéro, qui fut le point de départ 180 ans plus tôt, en 1837, de la première ligne de chemin de fer internationale reliant Strasbourg à Bâle, et qui se situait alors précisément à l'emplacement de ce bâtiment.
L'ancienne usine Heilmann-Koechlin-Kuneyl et Cie, rachetée par les frères Schlumpf abrite désormais les locaux du Musée National de l'Automobile. Le bâtiment est surmonté d'une toiture à redents.
L'ancien bâtiment Filatures Schwartz datant de 1880, surmonté d'une toiture à redents. L'hôtel d'entreprises La Fabrique à la Mer Rouge.
Le bâtiment des Tuileries Lesage, date de 1897, sa cheminée a été conservée.
L'ensemble du site DMC est en cours de réhabilitation, une partie du site a déjà été réaffectée à d'autres activités. Sa filature originelle dite « vieux DMC », démolie en 2013, avait été construite en 1812. Elle symbolisait, à elle seule, l'intensité de la révolution industrielle à Mulhouse. Elle était de forme rectangulaire, sur quatre étages, mesurant 138 mètres de long sur 12 mètres de large. C'était, en Europe continentale, le dernier grand vestige (de ce type) du début de la révolution industrielle. Parmi les bâtiments restants, certains sont de grande surface tel le bâtiment dit de « finissage » (1913) qui est le plus grand bâtiment industriel construit en Alsace au XXe siècle.
Lofts La Manufacture, usine Manurhin.
Le sous-sol du nord de l'agglomération comporte un gisement de sylvinite réparti sur deux couches situées entre 420 et 1 100 mètres de profondeur. Entre 1904 et 2004, 24 puits sont forés : le carreau Rodolphe et le carreau Théodore.

##### Patrimoine et architecture sacrée

###### Catholique
- Église catholique Saint-Étienne (rue de la Sinne), 1860, néo-gothique[400],[401],[402].

Orgue d'Aristide Cavaillé-Coll de 1860.
- Église catholique Sainte-Marie (rue de Lorraine). Église conventuelle de l'ordre des Franciscains du XIIIe siècle à la Réforme. De ce moment-là, le culte catholique sera banni de la ville jusqu'en 1798, date du rattachement de la République de Mulhouse à la France. Sainte-Marie reviendra au culte catholique en 1803[404]. Au fil du temps, le bâtiment a connu de nombreuses vicissitudes et remaniements architecturaux[405].

Orgues de Sainte-Marie,.
Orgue Ste-Marie-Auxiliatrice (Choeur).
- Église Saint-Joseph, 1881-1883 (rue de Strasbourg)[409]. C'est l'église du quartier de la Cité. Son apparence cache une structure en charpente métallique représentative de l'architecture industrielle de l'époque[410],[411].

Orgue St-Joseph.
- Église Saint-Fridolin, 1906 (rue des Pins)[413], néo-baroque inspirée de l'église homonyme de Bad Säckingen[414]

Orgue St-Fridolin.
- Église médiévale Saint-Étienne de Mulhouse[416].
- Église Sainte-Geneviève, 1890-1896 (rue du Printemps)[417]. De style néo-gothique, construite par l'architecte Charles Winkler. Située dans le quartier du Nordfeld, jouxtant le parc Salvator. Elle doit son existence au legs d'une bienfaitrice nommée Geneviève Rogg-Haas[418].

Orgue Ste-Geneviève.
- Église Saint-Barthélémy, 1896-1900 (rue du Château Zu-Rhein)[420]. Située dans le quartier de Dornach (à sa construction encore une commune), dont elle est l'église principale, elle remplace un bâtiment antérieur[421].
- Église Saint-Antoine, 1909-1911 (rue de Soultz). Située dans le quartier de Bourtzwiller[422]. Comme Dornach, c'était à l'origine, l'église paroissiale d'une commune.
- Église Sainte-Jeanne-d'Arc de Mulhouse, 1933 (rue Vauban)[423]. Monument historique. Construite en en béton armé. Plus grande église construite au XXe siècle en Alsace[424].

Orgue Ste-Jeanne-d'Arc.
- Église Sainte-Thérèse, 1935-1946 (rue Georges Stoffel). Située dans le quartier ouvrier du Brustlein, sa particularité est d'être construite en briques rouges apparentes[426]. L'essentiel de ces briques, venait de l'entreprise Lesage située à proximité[427].
- Église Saint-Jean-Bosco, 1947-1955 (rue du 57e Régiment de Transmissions). De style contemporain[428]. Elle est située dans le quartier du Drouot.

Orgue St-Jean-Bosco?
- Église du Sacré-Cœur, 1956-1959 (rue de Verdun)[430]. Quartier du Rebberg. C'est l'œuvre de l'architecte André le Donné[431], disciple de Auguste Perret. C'est la première église à Mulhouse qui n'est pas cruciforme.

Orgue Sacré-Coeur.
- Église Saint-François d'Assise, 1962-1966 (rue Fénelon). Quartier de l'Illberg, à proximité du campus universitaire. Construite par l'architecte bâlois Hermann Baur, l'édifice est de forme hélicoïdale[433].
- Église Saints Pierre-et-Paul, 1967-1969 (rue Daguerre). Quartier Daguerre, au cœur de l'ensemble de logements « Pierrefontaine », construit à la même période par l'architecte mulhousien François Spoerry. Dépourvue de clocher. Sa toiture est en forme d’éventail qui s'inspire du principe du shed. C'est à ce jour, la dernière église catholique à avoir été construite à Mulhouse[434].

Orgue Sts-Pierre-et-Paul.
- Église Sainte Claire (Rue de Dieppe).
- Chapelle Saint-Luc (rue Albert Camus).
- Chapelle Saint-Jean (Grand-Rue)[436].
- Chapelle de la Mission italienne (rue de la Wanne).
- Chapelle de l'hôpital du Hasenrain (rue d'Altkirch).

Orgue de l'hôpital du Hasenrain.
- Chapelle catholique du cimetière central (rue Lefebvre)[438].
- Chapelle de la clinique du Diaconat (rue d'Alsace).
- Chapelle du centre de vaccination de Mulhouse la Fraternité (rue Engel Dollfus).

###### Culte catholique traditionaliste
Le culte catholique traditionaliste est célébré au prieuré Marie-Reine f.s.s Pie X (195 rue de Bâle).

###### Protestant / Évangélique
- Temple Saint-Étienne de Mulhouse (place de la réunion), il est l'édifice protestant le plus haut de France.

Orgue neuf par Aristide Cavaillé-Coll (instrument actuel).
- Chapelle protestante du cimetière central (rue Lefebvre)[439], bâtie en 1968 (rue des Romains) et disposant depuis 2011 d'un orgue réalisé par la famille Kern.
- Temple Saint-Paul (rue de la 4e division marocaine de montagne - 4e DMM)[440].

Orgue St-Paul.
- Temple de Dornach (rue Gustave Schaeffer)[442].
- Temple Saint-Jean (rue de la Synagogue)[443].

Orgue Jean-André Silbermann, 1766.
- Temple Saint-Pierre (rue des Bateliers).
- Église Protestante Réformée Terre Nouvelle d'Illberg (rue George Sand)[445].
- Église Évangélique Luthérienne Libre (Chemin des Ardennes).

Orgue.
- Église Évangélique Luthérienne Saint-Martin (Rue de Saule).

Orgue St-Martin.
- Église Évangélique Baptiste (Rue des Charpentiers)[448].
- Église Porte ouverte chrétienne (rue de Kingersheim).
- Église Adventiste du Septième jour (Grand-rue)[449].
- Culte évangélique Congrégation de l’Armée du Salut[450],[451] Les lieux de culte à Mulhouse.
- Chapelle Evangélique (rue Schlumberger)[452].

Orgue de la Chapelle de la rue Schlumberger.
- Réunions Évangélique (rue de la Loi).
- Église Évangélique (rue des Taillis)[454].
- Église Protestante Évangélique (rue de Brunstatt).
- Église Méthodiste Tabor (Rue des Vergers)[455].

Orgue église évangélique méthodiste.
- Église Évangélique Montagne de Feu et des Miracles (rue de Strasbourg).

###### Musulman
- Mosquée As Salam de Mulhouse.
- Mosquée An-Nour de Mulhouse[457].

###### Israélite
- Synagogue de Mulhouse (rue de la Synagogue)[458],[459], achevée en 1849.

Une de ses caractéristiques était d'avoir un orgue, détruit lors d'un incendie en 2010,,.
- Bâtiment pour la purification, du cimetière central (rue Lefebvre).
- Synagogue de Dornach, 1851 (rue Gustave Schaeffer). Plus aucun culte n'y est célébré depuis 2002[464],[465].
- Synagogue oratoire de Dornach (rue des Juifs).

###### Églises millénaristes
- Église Néo Apostolique (rue Antoine Herzog).
- Salle du Royaume (rue de la 4e division marocaine de montagne).

#### Temple Linh Son
- Pagode Linh Son, rue de Belfort, de tradition Bouddhisme mahāyāna, dit du Grand véhicule[466].

#### Anciennes casernes
Toutes sont construites pendant la période impériale allemande (1871 à 1918). Leurs noms actuels datent du retour à la France. Les principales casernes de Mulhouse, maintenant toutes désaffectées, sont :
- Drouot : elle a été construite en 1906 pour le régiment « Jäger Regiment zu Pferde no 5 » (5e régiment de chasseurs à cheval). Reconvertie en logements et en un village artisanal à la suite du départ du 57e régiment de transmissions[467] en 1993. Le quartier du Drouot lui doit son nom.
- Coehorn : elle a été construite en en 1891. Les autorités allemandes lui donnant le nom de « Grossherzog Friedrich Kaserne » (caserne du grand-duc Frédéric (de Bade)). De nos jours, les bâtiments sont dédiés à diverses administrations d'État.
- Barbanègre : elle a été construite en 1889 pour le régiment « Badischer Dragoner Regiment no 22 » (22e régiment de dragons badois). Depuis le départ des derniers militaires en 1993, la caserne a été réhabilitée en logements[468]. Les bâtiments techniques ont été rasés et remplacés par des logements neufs dont la nouvelle caserne de gendarmerie (2012) et un jardin public : le square Edmond-Cahen (2013)[469].
- Lefebvre : elle a été construite en 1877 sous le nom de caserne « Kaiser Wilhelm » (Empereur Guillaume). À l'abandon depuis les années 1980, en quasi état de ruine, elle connait une très grosse rénovation pour la transformer en logements (2014)[470]. L'espace libéré par la démolition des anciens hangars militaires est là aussi utilisé pour créer un espace vert : le parc Lefebvre (2014)[471]. Là, se trouve un char « Austerlitz », qui a servi à la libération de Mulhouse, dans lequel périt le lieutenant Jean Carrelet de Loisy[472]. Des logements neufs, dont des œuvres sociales[473], complètent le périmètre.

#### Tribunal d'instance
Le tribunal d'instance fait l'objet d'une inscription au titre des monuments historiques depuis 1987. Construit de 1899 à 1902, l'immeuble est de style éclectique, avec une architecture inspirée du Moyen Âge.

##### Tribunal de grande instance
Le tribunal de grande instance fait l'objet d'une inscription au titre des monuments historiques depuis 1992.

#### Tour du Belvédère
C'est une tour en charpente métallique, haute de 20 mètres, située sur les hauteurs du Rebberg. Elle aurait été conçue par Maurice Koechlin qui avait été l'un des ingénieurs principaux de Gustave Eiffel. Elle a été inaugurée en 1898. Offrant une vue à 360°, elle possède une table d'orientation. Elle a été construite par la société « Philipp Anton Fauler » de Fribourg-en-Brisgau qui avait réalisé une tour similaire, en 1895, sur les hauteurs du Blauen, en Forêt-Noire, près de Badenweiler. Elle a été sauvée in-extremis de la destruction à la fin des années 1990. Depuis lors, elle est régulièrement entretenue. En contrebas, dans un petit parc, se trouve un monument rappelant le souvenir des Malgré-nous prisonniers à Tambov.

#### Nouveau Bassin
Le développement industriel continu de Mulhouse, rend insuffisant le bassin de déchargement du canal du Rhône-au-Rhin à proximité de la gare, dit de nos jours le « Vieux Bassin ». Il est abandonné au profit d’un nouveau port créé à l’est de la ville. Ce « Nouveau Bassin », alimenté par l'Ill, creusé à partir de 1870 et définitivement achevé en 1876, devient alors un nouveau pôle industriel et logistique de la ville où se concentrent usines, entrepôts, grand abattoir et autres activités. L'activité portuaire cesse dans les années 1960 mais l'activité industrielle, certes résiduelle, existe encore aujourd'hui dans le secteur (Superba). Une grande esplanade non bâtie est aménagée pour servir tout le XXe siècle comme champ de foire de la ville : la « place du 14-Juillet ». À partir des années 1990, la zone autour du Nouveau Bassin, change de fonction, en devenant pour l'essentiel résidentielle avec la construction de nombreux immeubles. De nos jours, c'est également devenu un lieu de promenade, : l'allée William Wyler, qui longe le bassin côté ouest, ancienne route fermée à la circulation en 2000, est transformée en parc urbain parsemé de sculptures d'art contemporain. Sur l'allée Nathan Katz, côté est du bassin, s'est construit en 1993, à la place d'une ancienne fabrique de coton (Laederich), un grand bâtiment culturel réalisé par l'architecte Claude Vasconi : « La Filature ». Scène nationale, elle propose des spectacles de théâtre, danse, musique, cirque etc. La programmation variée, classique et contemporaine, mêle artistes internationaux et compagnies « émergentes ». Un multiplexe cinématographique, construit en 1999, complète la mutation du Nouveau Bassin.

#### Bains municipaux
Les bains municipaux de Mulhouse ou « piscine Pierre-et-Marie-Curie » à cause de l'adresse de l'établissement (7 rue Pierre-et-Marie-Curie).

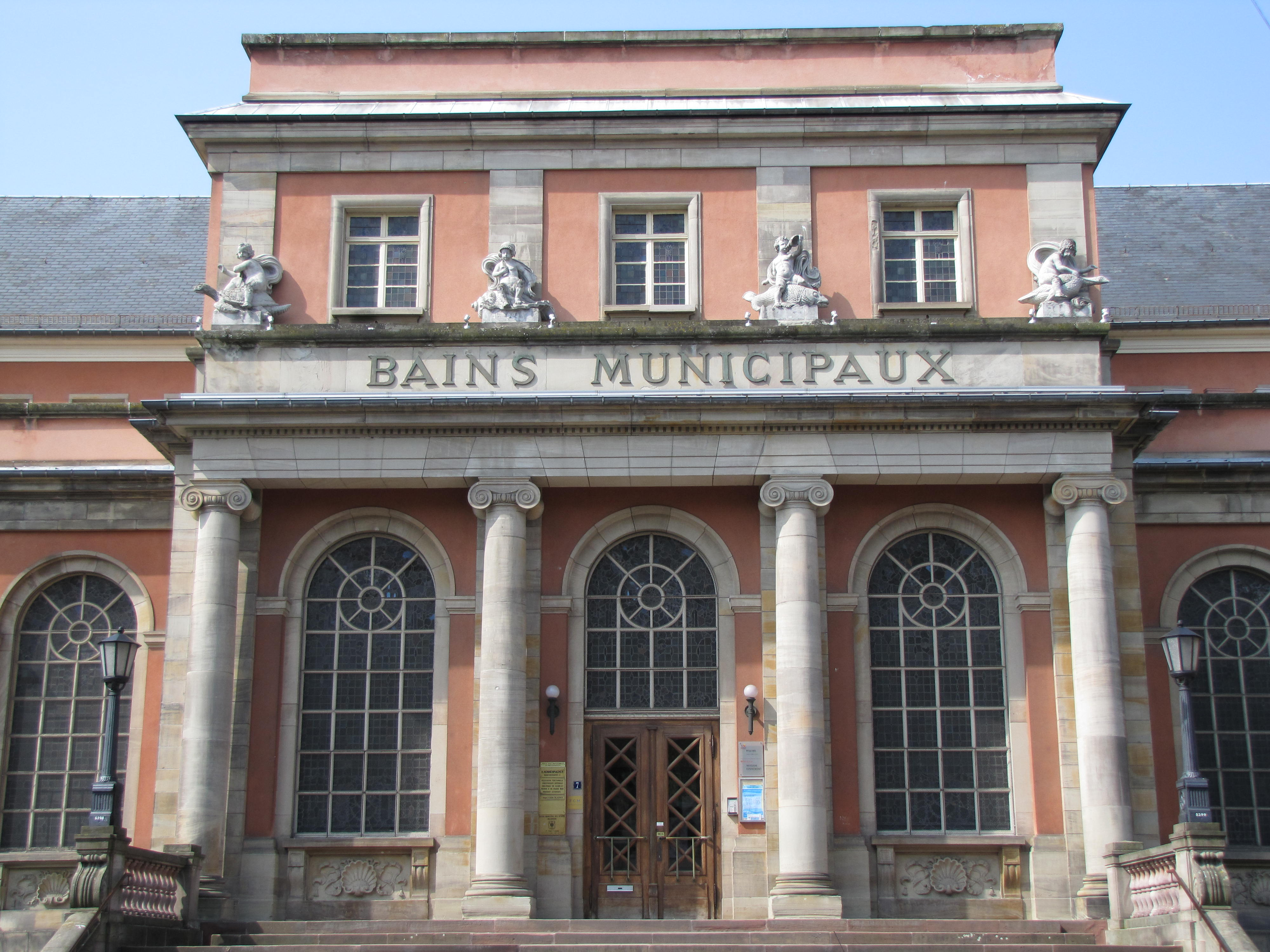
Façade des bains municipaux.

 La construction du bâtiment a commencé en 1911, avant d'être interrompue par la Première Guerre mondiale, pour finalement s'achever et ouvrir au public en 1925. L'architecture et l'organisation intérieure sont très similaires à celles des bains municipaux de Strasbourg et Colmar, qui datent de la même période,.
Depuis 2008, l'ensemble de la construction est inscrite à l'inventaire des monuments historiques.
L'établissement proposait aux usagers, avant sa fermeture en 2023, deux bassins pour la natation, des bains romains, ainsi qu'un service de douche et de baignoire.

#### Gare centrale

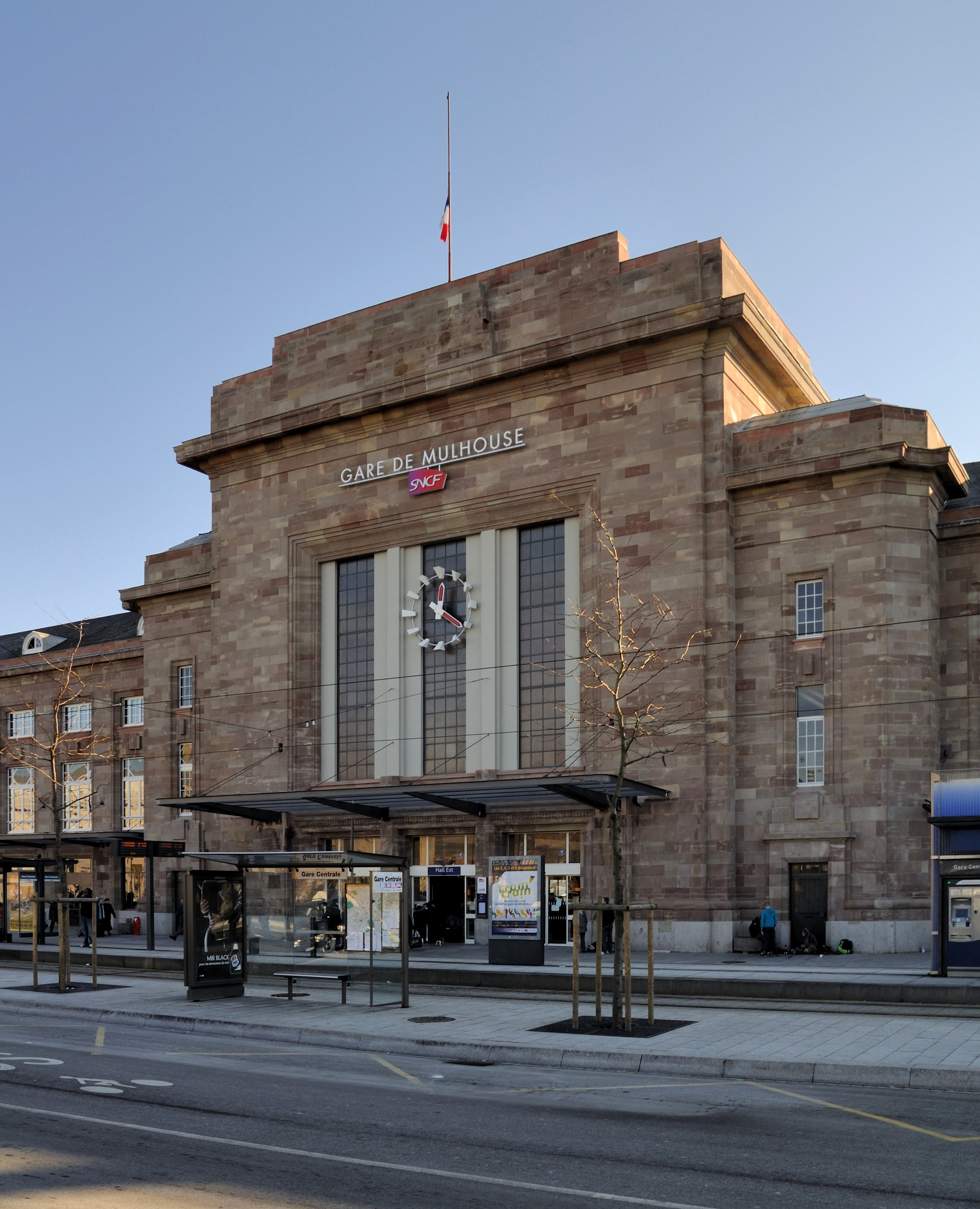
Entrée principale.

Une gare est construite en 1841 sur le site actuel. La croissance importante de la ville, rend la bâtisse inadaptée. L'administration allemande, à partir de 1898, lance un projet de reconstruction qui est stoppé par la Grande Guerre. Au retour de Mulhouse dans le giron français, le projet d'une nouvelle gare est repris. Il se concrétise finalement : un nouvel ensemble est construit entre 1928 et 1932 par les architectes Charles Schulé, Albert Doll et Paul Gélis pour l'Administration des chemins de fer d'Alsace et de Lorraine. Le style extérieur est assez classique au contraire de l'intérieur de style art-déco.
Les travaux qui démarrent en février 1929 sont insérés dans un réaménagement complet du quartier autour de la gare.
Le 29 décembre 1932, a lieu l'inauguration de la nouvelle gare. Les bâtiments sont ouverts au public le 3 janvier 1933.
La gare bombardée et endommagée en 1944. Ce n'est qu'en 1955 que le bâtiment est restauré en simplifiant la façade et en reconstruisant les deux grandes salles de départ (hall est) et d'arrivée (hall ouest).

#### Bâtiment annulaire
Situé rue Auguste-Wicky, à proximité de la gare de Mulhouse. L'édifice a été construit entre 1951 et 1954. Le quartier gare de Mulhouse a été fortement endommagé après les bombardements de 1944, la reconstruction est confiée à l'architecte Pierre-Jean Guth,.
Le bâtiment, qui comprend 96 logements et des commerces au rez-de-chaussée, a un aspect monumental, du fait de sa hauteur et de son envergure : il mesure 22 mètres de haut pour 96 mètres de diamètre. C'est un des rares bâtiments de forme complètement circulaire en France avec la Maison de la Radio à Paris,,.
Il fait l'objet d'une inscription au titre des monuments historiques depuis 2006.

#### Tour de l'Europe

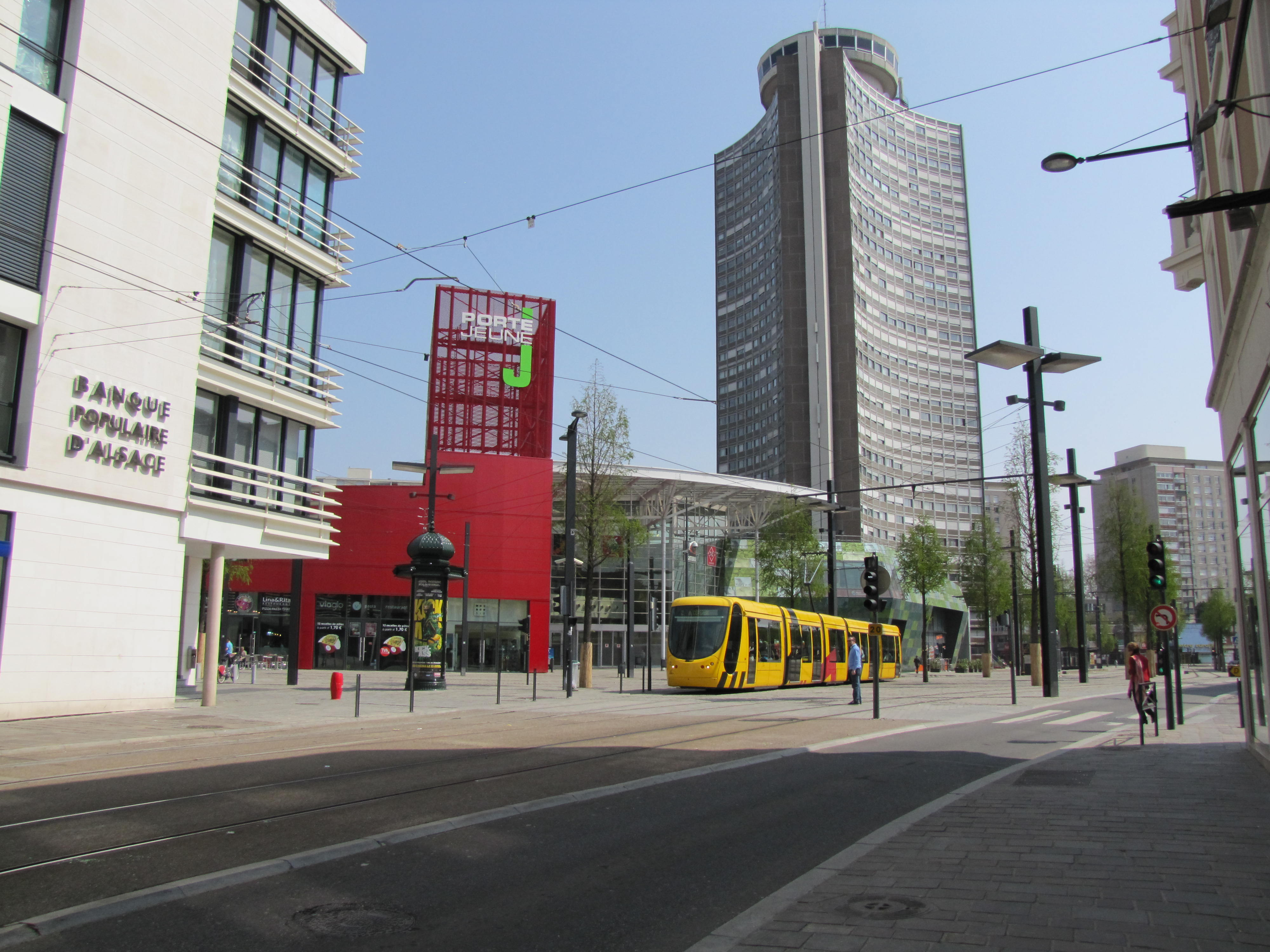
La tour de l'Europe.

Construite par l'architecte François Spoerry de 1969 à 1973, la tour est l'aboutissement, qui se voulait prestigieux, d'une grande opération urbaine sur une importante friche industrielle, la « Dentsche », lancée à l'orée des années 1960. C'est une tour haute de 100 m qui est le plus haut bâtiment habité de la ville. Son profil triangulaire rend hommage à l'aspect transfrontalier de Mulhouse : France, Allemagne et Suisse.

### Patrimoine culturel

#### Parc zoologique et botanique
Le parc zoologique et botanique est à l'origine l'œuvre de la Société industrielle de Mulhouse qui, sous l'impulsion de Charles Thierry-Mieg fils et face à l'essor industriel et l'accroissement de la population, décide de créer un « parc du peuple » s'étendant sur quatre hectares. Ce parc doit être à la fois un lieu de détente, d'instruction et de divertissement à destination de la classe ouvrière. Il voit le jour le 13 septembre 1868, et les Mulhousiens peuvent y voir cerfs, kangourous et oiseaux. Le droit minime d'entrée doit permettre l'accès au parc de tous les habitants mais la guerre franco-allemande de 1870 entraîne sa fermeture deux ans seulement après son inauguration. Cinq ans plus tard, le Cercle mulhousien achète des terrains attenants et le rouvre en lui intégrant un jardin botanique. En 1893, le parc devient propriété de la ville de Mulhouse qui le restructure, l'agrandit et y apporte de nouveaux animaux comme les otaries et les ours. Les deux guerres mondiales interrompent momentanément le développement du parc mais la modernisation des installations reprend dès les années 1950 et continue de nos jours. Sur sa superficie qui couvre désormais 25 hectares, on dénombre environ 1 200 animaux et 3 000 plantes. Il participe à de nombreux programmes internationaux de recherche et de conservation des animaux et est l’un des membres fondateurs du CEPA (association de Conservation des espèces et des populations animales). Sur les 190 espèces animales présentées, 94 sont menacées. Le jardin est labellisé « Jardin remarquable » par l'État depuis 2005. Le parc accueille 335 000 visiteurs par an ce qui en fait le premier site touristique du Haut-Rhin.

#### Musées techniques

##### Musée national de l'Automobile

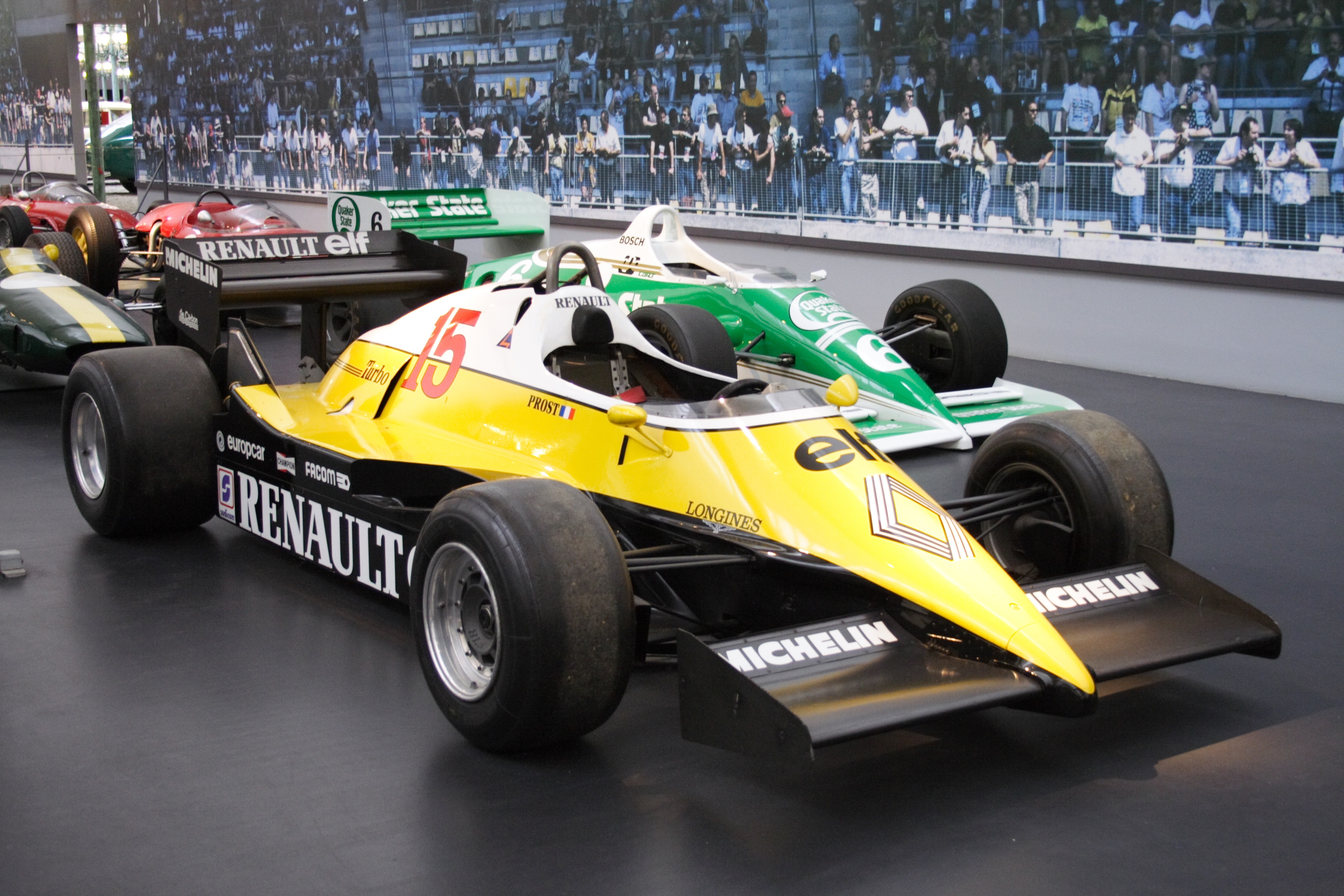
Musée national de l'automobile : la plus grande collection d'automobiles du Monde.

Le musée national de l'Automobile (collection des frères Schlumpf), est le plus grand musée d'automobiles du monde, avec 500 véhicules dont 464 automobiles de 98 marques, dont la célèbre collection de Fritz Schlumpf : la plus importante collection de Bugatti au monde avec deux des six fameuses Bugatti Royales dont la Bugatti Royale Coupé Napoléon ainsi qu'une importante collection de Rolls Royce. L'initiative de la collection revient à deux industriels du textile alsaciens du XXe siècle, les frères Schlumpf, Hans (1904-1989) et Fritz Schlumpf (1906-1992). En 1977, Fritz Schlumpf est à deux doigts d'ouvrir son musée au public. Les billets, les cadeaux souvenirs sont déjà en place mais les deux frères sombrent dans la faillite à la suite de la crise du pétrole et du textile de 1976. Le 7 mars 1977, les ouvriers licenciés économiques de l'empire textile des frères Schlumpf découvrent le stupéfiant musée en même temps que le monde entier par les médias, l'envahissent et en ouvrent l'accès au public. Le syndicat CFDT organise les visites gratuites du musée et le nomme « Musée des travailleurs ». Jean Panhard fonde L'Association du Musée National de l'Automobile avec la commune de Mulhouse, le département du Haut-Rhin, la région Alsace, la chambre de commerce Sud Alsace, la société Panhard et l'Automobile Club de France pour sauver cet exceptionnel patrimoine national et le maintenir en Alsace. 422 modèles sur 560 de la collection sont classés monuments historiques. En 1989, le musée est baptisé « Musée national de l'automobile — Collection Schlumpf ». En 2006 le musée est agrandi, restructuré, rénové et renommé Cité de l'Automobile, il rouvre ses portes le 7 juillet 2006.

##### Cité du Train

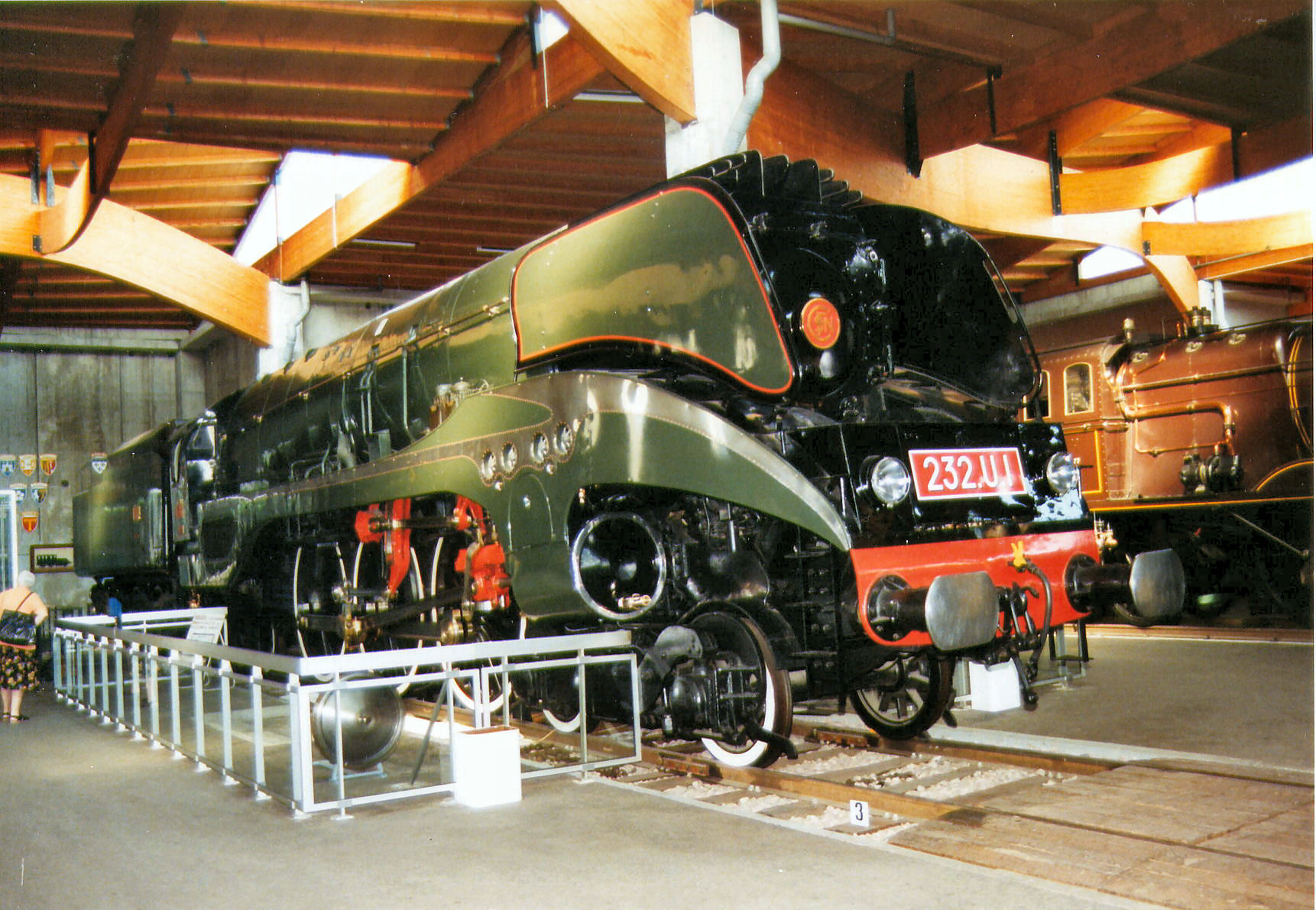
Locomotive 232 U1 au Musée français du chemin de fer, le plus grand musée ferroviaire d'Europe.

La Cité du train, également appelée musée français du chemin de fer, est le plus grand musée ferroviaire d'Europe. Il comporte la seule collection globale de l'histoire des chemins de fer français. Il s'étend sur 15 000 m2 avec plus d'une centaine de véhicules ainsi que des milliers d'objets en rapport avec l'équipement ferroviaire. Il est destiné à accueillir les pièces principales du patrimoine historique de la Société nationale des chemins de fer français (SNCF). Le musée présente différents types de matériels ferroviaires : On y trouve des locomotives à vapeur, électriques ou Diesel. Des wagons et voitures de prestige sont également présentés. Toutes les heures, la locomotive 232 U1, une des dernières locomotives à vapeur construites pour la SNCF, se met en marche. Un plateau de cinéma de 6 000 m2 permet d'aborder l'histoire des chemins de fer à travers six thèmes : le chemin de fer des vacances, le chemin de fer et la montagne, les trains officiels, le chemin de fer et la guerre, les cheminots et le voyage. On y trouve également une locomotive à vapeur Baltic Nord (232) écorchée qui permet au public de se rendre compte du fonctionnement interne d'une locomotive à vapeur.

##### Electropolis

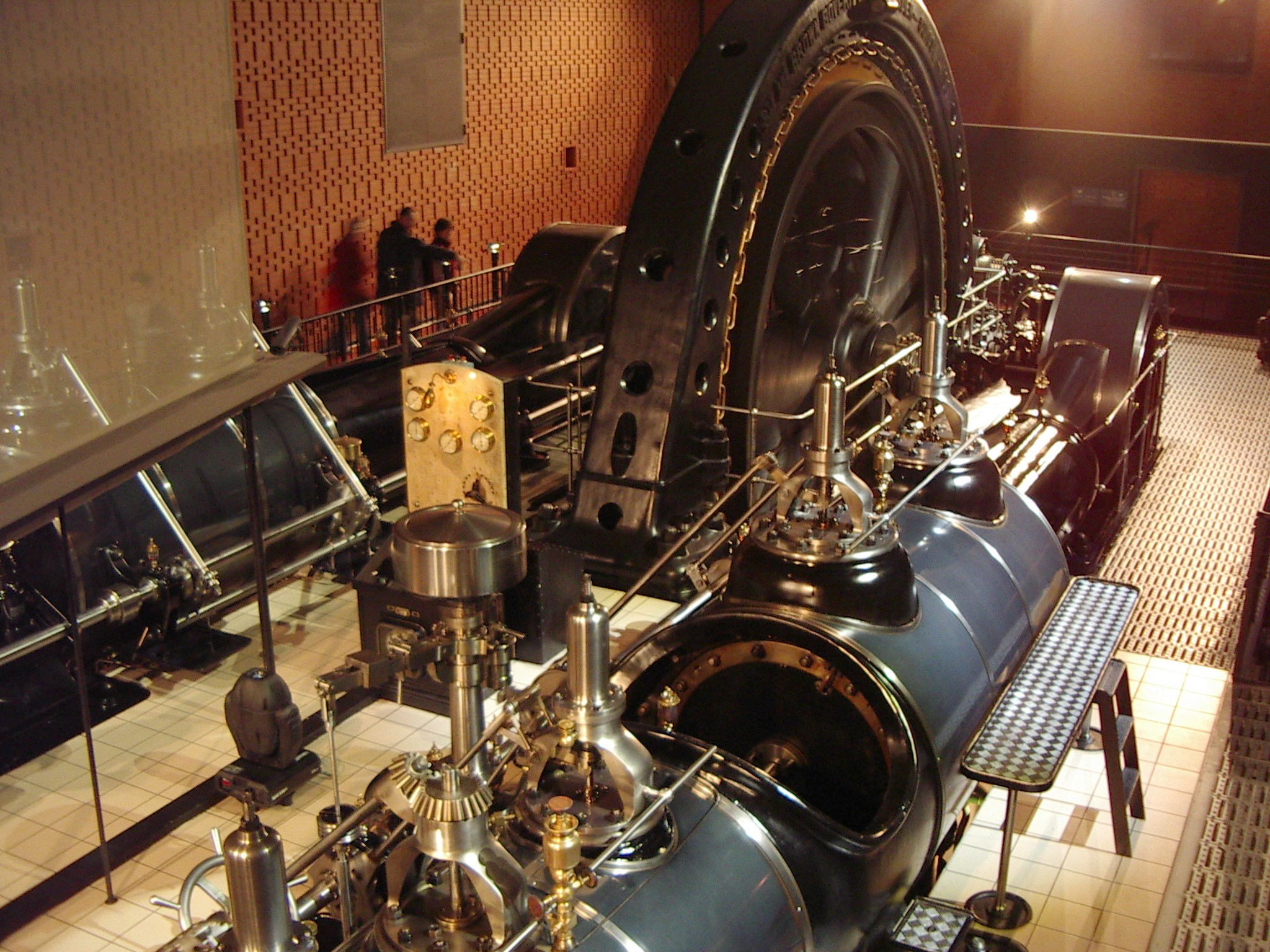
La machine à vapeur Sulzer et l'alternateur Brown Boveri à Electropolis, plus grand musée d'Europe consacré à l'électricité.

Depuis 1981, l'entreprise publique EDF s'est associée à l'Association pour le Musée de l'énergie électrique afin de conserver, d'étudier et de mettre en valeur le patrimoine historique de l'électricité. Le musée Electropolis a ouvert ses portes en 1987 et a pour objet de présenter « L'aventure de l'électricité ». C'est le plus important musée d'Europe consacré à l'énergie électrique. On y retrace l'histoire de l'électricité depuis sa découverte jusqu'à nos jours à travers environ 4 000 m2 d'exposition. La majeure partie de l'exposition se trouve en intérieur. Le musée aborde tous les domaines liés à l'électricité aussi bien d'un point de vue scientifique et historique qu'à travers les applications concrètes qui en découlent. Il a pour ambition de véhiculer une véritable information scientifique et technique de manière récréative et ludique. Le musée propose une multitude d'expériences pour tout âge afin de découvrir les propriétés de l'électricité. De nombreux médias ponctuent la visite. La pièce centrale du musée est l'ensemble constitué d'une machine à vapeur Sulzer et d'un alternateur Brown-Boveri datant de 1901 présenté en mouvement au public. Cette pièce est un ensemble original provenant de l'entreprise textile Dollfus-Mieg et Compagnie (DMC) fondée à Mulhouse en 1756.

##### Musée de l'impression sur étoffes
En 1833, les industriels mulhousiens rassemblés au sein de la Société industrielle de Mulhouse décident de conserver leurs créations. En 1955, est fondée une association de droit local chargée de fonder le musée sur des bases patrimoniales. Il s’installe dans le bâtiment de la rue des Bonnes Gens, construit entre 1880 et 1883 pour abriter une partie des nombreuses collections de la Société Industrielle de Mulhouse. De 1994 à 1996, le musée fait l’objet d’une restructuration complète.
Avec plus de 6 millions de motifs conservés, le musée de l'impression sur étoffes de Mulhouse est aujourd’hui le plus important centre d’images textiles au monde. Les stylistes du monde entier viennent y chercher l’inspiration. Outre les livres d’échantillons, le musée conserve près de 50 000 documents textiles : métrages, dessus de lit, foulards, châles...

#### Écomusée d'Alsace

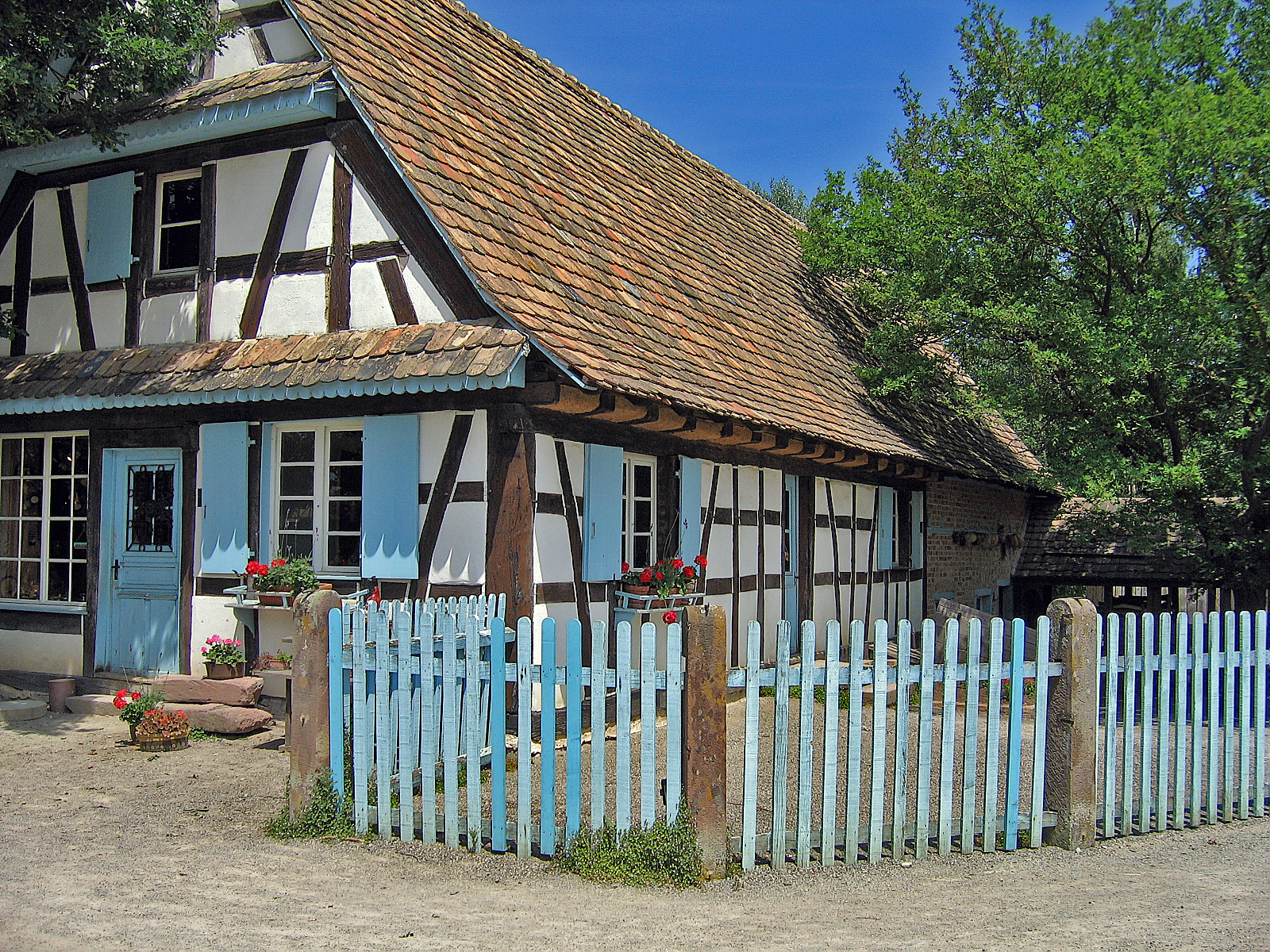
Une maison alsacienne à l'écomusée.

L’écomusée d'Alsace a pour mission la valorisation des arts et traditions populaires d'Alsace par la présentation des savoirs et savoir-faire tant matériels qu'immatériels. C’est le plus important musée à ciel ouvert de France. L'écomusée est un village alsacien traditionnel recréé de toutes pièces sur une friche industrielle du bassin potassique sur le ban communal d’Ungersheim dans la banlieue nord de Mulhouse. Il regroupe soixante-dix constructions alsaciennes traditionnelles authentiques qui ont été démontées puis remontées sur le site. On y trouve des maisons et fermes traditionnelles, un moulin, des ateliers d’artisans, une chapelle, une gare, une scierie et de nombreux autres bâtiments essentiels à la vie courante d'un village alsacien. Des acteurs costumés y présentent les travaux traditionnels de la région au moyen d’outils d’antan. La mission de l'écomusée d’Alsace dépasse la simple présentation des bâtiments et les us et coutumes de l'Alsace d'antan : elle vise la transmission d'un patrimoine encore vivant, avec la formation d'artisans et la sensibilisation des plus jeunes (classes d'environnement et de séjours en été). Sans lien direct avec le patrimoine local, un grand carrousel-salon : « l’Eden Palladium », datant de 1909, constitué d'un manège et d'un bâtiment entièrement démontables animait l'écomusée avant d'être vendu en 2012 au proche parc d'attraction allemand Europa-Park.

#### Autres musées mulhousiens
- Musée des beaux-arts : peinture européenne de la fin du Moyen Âge au XXe siècle ; salle consacrée au peintre Jean-Jacques Henner
- Musée minéralogique de la Société industrielle de Mulhouse
- Musée de la Radio
- Musée de la Céramique (au Centre d'art international, dans une ancienne tuilerie)
- Museum Dan Gerbo Contemporary Art : musée d'art contemporain fondé par l'artiste mulhousien Dan GERBO.
- Parc ludo-éducatif du Bioscope (2006-2012)

#### Bibliothèques
Mulhouse compte 7 bibliothèques municipales (livres, brochures, estampes, numérique, etc.) : la bibliothèque centrale Grand-Rue, 5 autres réparties dans différents quartiers de la ville et une 7° située dans la Filature (à dominante audiovisuelle).
Les archives municipales situées dans le bâtiment dit « la cathédrale » (quartier de la Fonderie) ont une salle de lecture ouverte au public où l'on peut consulter l'important fonds de documents anciens. Également installé dans le même bâtiment, on trouve la bibliothèque de l'université et de la Société industrielle de Mulhouse qui comprend, entre autres, un important fonds patrimonial lié à l'activité industrielle de la ville.

#### Salles de spectacles
- L'Entrepôt, théâtre d'humour[515]
- La Filature
- La Maison Diocésaine Teilhard de Chardin
- Le Noumatrouff, scène de musiques actuelles[516]
- Le Palais des Sports
- Le Parc des Expositions[517]
- Le Théâtre de la Sinne[518]
- Le Théâtre dialectal du Lerchenberg
- L'Espace Matisse (quartier des Coteaux)
- Le Théâtre Lucien-Dreyfus
- Le Théâtre Poche Ruelle[519]
- Le Théâtre dialectal Saint-Fridolin[520]

##### Salles en banlieue proche
- Le CREA, Centre de Rencontre d'Echange et d'Animation (Kingersheim)[521]
- L'Espace 110 (Illzach)[522]
- L'Espace Dollfus & Noack (Sausheim)[523]
- L'Espace Tival (Kingersheim)
- La Grange (Riedisheim)
- La Passerelle (Rixheim)[524]

#### Musique et Danse
La ville accueille l'Orchestre symphonique de Mulhouse dirigé par Jacques Lacombe, l'Opéra national du Rhin et le Ballet de l'Opéra national du Rhin, Centre Chorégraphique National depuis 1985.
Le Ballet de l'Opéra national du Rhin fait partie des plus grandes compagnies de danse françaises et a acquis une reconnaissance internationale.
Autres orchestres et ensembles musicaux de Mulhouse, dont certains se partagent le bâtiment 44 du site DMC, 13 rue de Pfastatt :
- Association Musique et Accordéon (AMA)
- Collegium Musicum de Mulhouse (1957) - orchestre symphonique
- Harmonie Musique Avenir Mulhouse - orchestre d'harmonie
- Musique Saint-Barthélemy Mulhouse - orchestre d'harmonie et école de musique
- Orchestre d’Harmonie de Mulhouse (OHM) - orchestre d'harmonie
  - 2004 - fusion entre l'Orchestre d'Harmonie de la Musique Saint-Joseph de Mulhouse et de l'Orchestre d'Harmonie de l'Altenberg (issu lui-même d'une fusion entre les orchestres d'harmonie de Flaxlanden et Zillisheim en 1992)
- Orphéon Municipal de Mulhouse (OMM) - orchestre d'harmonie

#### Cinémas
- Kinepolis : complexe de 14 salles équipées d'écrans géants et entièrement numérisées. Sa programmation généraliste est essentiellement projetée en VF[526] ;
- Le Palace : cinéma de 8 salles entièrement numérisées. Sa programmation comporte des films grand public, d'Art & Essai et d'animation en VO et/ou en VF[527] ;
- Cinéma Bel Air : cinéma d'Art et Essai d'une salle entièrement numérisée, labellisé « Jeune public », « Patrimoine et Répertoire » et « Recherche et découverte » (VOST, VF enfants, festivals, cycles, rencontres)[528].

#### Centres culturels
Motoco (MOre TO COme), lieu de production artistique, a été créé en 2012 sur le site industriel désaffecté de la société DMC.
Il réunit aujourd’hui 140 artistes et artisans d’art, essentiellement dans les arts visuels.
La Kunsthalle est un Centre d’Art Contemporain d’Intérêt National installé à la Fonderie, ancien bâtiment industriel reconverti, qu’elle partage avec l’Université de Haute-Alsace, les archives de la Ville et les Ateliers Pédagogiques d’Arts Plastiques.

#### Parc Expo
Le Parc Expo dispose de 17 000 m2 de bâtiments et reçoit diverses manifestations : les journées d'octobre, la fête foraine, le salon du mariage, etc.

#### Manifestations

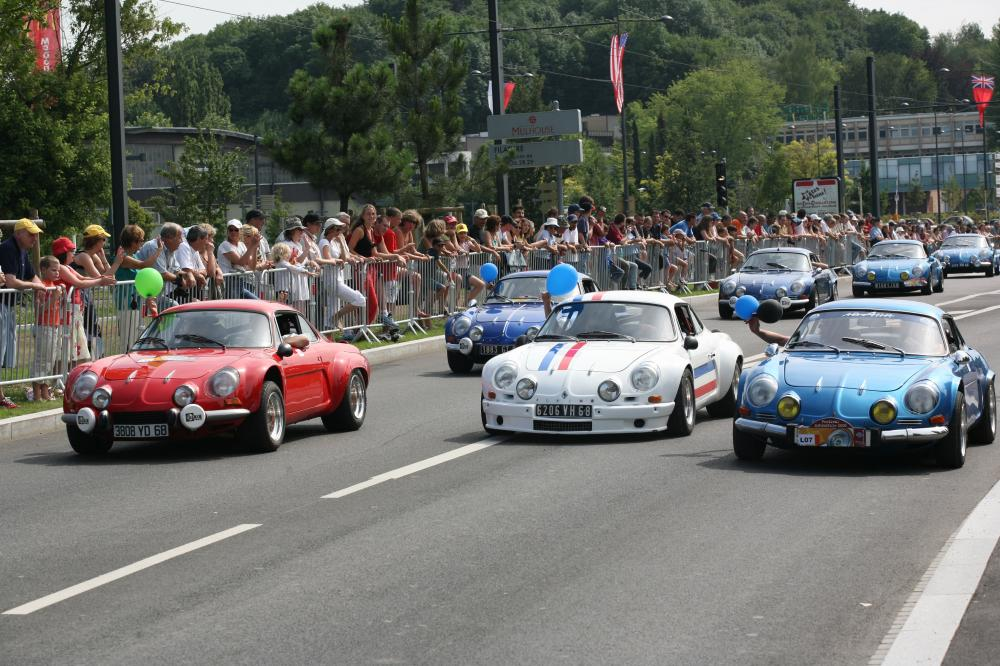
Festival de l'Auto.

- Convention Geek Unchained au Parc Expo de Mulhouse (juin)[532]
- MOMIX, festival du spectacle jeune public (fin janvier-début février) à Kingersheim[533]
- Carnaval de Mulhouse[534] (février/mars)
- Festival Les petites bobines (films jeune public européens) (vacances d'hiver)
- Traversée de Mulhouse à la nage sur 2 km (1er mai)
- Nuit des Mystères (mai)
- Festival Musaïka (mai)
- Mulhouse 00., biennale d'art contemporain (juin)
- Festival Le Printemps du Tango (juin)
- Foire Exposition (de l'Ascension à la Pentecôte)
- Festival Chipo'zik, festival étudiant de l'Université de Haute Alsace (mai-juin)[535],[536]
- Festival des Véhicules Anciens (fin juin-début juillet)
- Festival Plein Air au Bel Air (juillet)
- Jeudis du Parc (juillet-août)
- Scènes de rue, festival des arts de la rue (juillet)
- Foire kermesse (dernier samedi de juillet au 3e dimanche d'août)
- Fête de l'oignon doré (mi-septembre)
- Journées d'octobre (1re semaine d'octobre)
- Salon des Antiquaires (octobre)
- Salon de l'industrie du Grand Est
- Forum de l'impression textile
- Festival Météo, jazz et musiques expérimentales (août)
- Rhénatic, rendez-vous d'affaires dans le domaine des technologies de l'information et de la communication
- Bédéciné, festival consacré à la bande dessinée à Illzach (novembre)[537],[538].
- ART3F, salon d'art contemporain (novembre)[539],[540]
- Sainte Lucie, Fête de la Lumière à Dornach (novembre)
- Marché de Noël (décembre)
- Biennale de la Photographie de Mulhouse

### Gastronomie

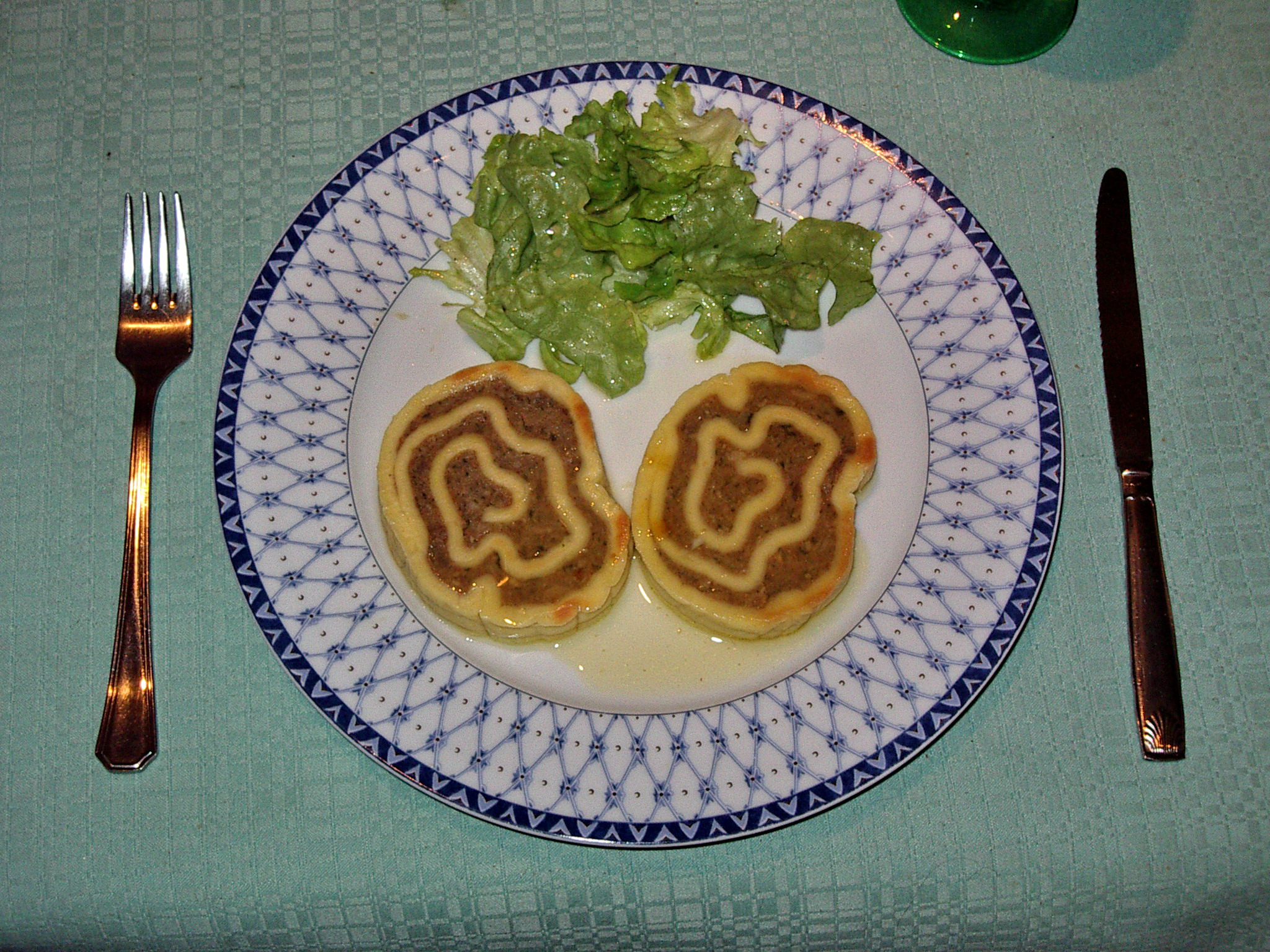
Des Fleischschnacka accompagnés d'une salade verte.

- Le Mannala (littéralement petit homme) est une sorte de petit pain au lait en forme de petit bonhomme élaboré à l'origine pour la Saint-Nicolas et servi avec un chocolat chaud. Comme plusieurs de celles citées à la suite, il s'agit de spécialités alsaciennes dont la dénomination change ailleurs, plus ou moins légèrement, selon la forme locale du dialecte.
- Le Schnackala (littéralement petit escargot), en forme de S aux bouts spiralés, a la même recette que le Mannala. Il est l'indispensable compagnon de goûter à la Saint-Nicolas.
- Le Fleischschnacka (littéralement escargot de viande) est un enroulement de pâte à nouilles et de viande hachée (souvent les restes du pot-au-feu) cuite dans un fond de bouillon et qui a la forme d'un escargot, d'où son nom.
- Le Sürlawerla (littéralement petit foie aigre) est une tranche de foie de veau sautée et nappée d'un sauce à base d'échalote et de vin rouge.
- Les Lawerknäpfla sont une variété de quenelles de foie[541].
- La Moricette (il s'agit d'une marque commerciale) est une sorte de petit pain salé inspiré du bretzel, souvent proposé fourré, à la manière d'un sandwich, avec de multiples ingrédients (jambon, saumon fumé, fromage : un produit de snacking). Maintenant assez populaire dans tout le Grand Est, la Moricette a été inventée vers 1973 par un boulanger originaire de Condrieu, Paul Poulaillon, venu s'installer très jeune en Alsace (l'entreprise familiale développée à Morschwiller-le-Bas, dont le siège est maintenant à Wittelsheim, avait implanté son premier point de vente du centre de Mulhouse en 1982 ; le groupe actuel, qui possède un autre site de fabrication, est introduit en bourse depuis 2015 et aspire à un développement national).
- Le Melfor est un vinaigre aromatisé au miel et aux plantes utilisé comme condiment pour assaisonner salades et crudités. Conçu par la société Higy, à Mulhouse, il est longtemps resté cantonné aux frontières de l'Alsace-Moselle, mais se trouve maintenant assez facilement dans toute la France.
- Les Schankala[542] (littéralement petite cuisse), de forme oblongue, et les Scharwa[543] (littéralement bris de verre), de forme anguleuse, sont des petits beignets sucrés consommés pendant la période du Carnaval.
- La Viennoise ou saucisse de Vienne (Wienerla en dialecte alsacien), est le terme usuel, dans la région mulhousienne, pour désigner les variétés de saucisses de type knack.
- La boule de Berlin (Berliner en dialecte alsacien) est un beignet en forme de boule (fourré de confiture en général) très consommé pendant la période de Carnaval[544].
- La carpe frite, spécialité du Sundgau région la plus méridionale d'Alsace (entre Mulhouse et Bâle). La recette consiste à passer dans une friture des darnes de carpes (2/4 cm d'épaisseur) roulées dans de la farine ou de semoule (la recette la plus courante). Le poisson est accompagné de salade verte et de pomme de terre (frites en général).

### Héraldique
| Blason de Mulhouse | Blason  | D'argent à la roue de moulin de gueules.                                                                                               |
| Blason de Mulhouse | Détails | Armes parlantes (le nom alsacien de la ville, Milhüsa, signifie la maison du moulin). Le statut officiel du blason reste à déterminer. |

### Sitographie
- Décapole (Saint-Empire), Les possessions en Alsace avant la Guerre de Trente Ans. 1. Le Sundgau. 1.1 La ville suisse de Mulhouse
- Aperçu de la désindustrialisation dans la zone d’emploi de Mulhouse (lire en ligne)
- Michel Hérold et Françoise Gatouillat, Les vitraux de Lorraine et d'Alsace, Paris, CNRS Editions, 1994, 329 p. (ISBN 2-271-05154-1)Corpus vitrearum, Inventaire général des monuments et richesses artistiques de la France, Recensement des vitraux anciens de la France, Volume V, pp. 291 à 299 Mulhouse : Temple protestant Saint-Étienne ; Hôtel de ville - Musée historique ; Musée des Beaux-Arts ;
- Répertoire des orgues de Mulhouse
- Chiffres clés publiés par l'institut national de la statistique et des études économiques (INSEE). Dossier complet
- Inventaire national du patrimoine naturel de la commune